# MBSベースボールパーク
『MBSベースボールパーク』（エムビーエスベースボールパーク、MBS Baseball Park）は、MBSラジオが2014年から放送しているプロ野球中継番組である。

## 概要

### 中継タイトルの変遷
- 1959年（昭和34年） - 1972年（昭和47年）：毎日放送ナイター（まいにちほうそうナイター、Mainichi Broadcasting System Nighter 番組放送上は「毎日放送○曜ナイター」）
- 1973年（昭和48年） - 2002年（平成14年）：毎日放送ダイナミックナイター（まいにちほうそうダイナミックナイター、Mainichi Broadcasting System Dynamic Nighter）以下、『ダイナミックナイター』
- 2003年（平成15年） - 2010年（平成22年）：MBSタイガースナイター（エムビーエスタイガースナイター、MBS Tigers Nighter）[注 1]以下、『タイガースナイター』
- 2011年（平成23年） - 2013年（平成25年）：MBSタイガースライブ（エムビーエスタイガースライブ、MBS Tigers Live）以下、『タイガースライブ』
- 2014年（平成26年） - ：MBSベースボールパーク（エムビーエスベースボールパーク、MBS Baseball Park）以下、『ベースボールパーク』
  - 阪神戦、オールスターゲーム、フレッシュオールスターゲームを中継する場合には、以下のタイトルをタイトルコールやジングルに使用する[注 2]。
    - 2014年（平成26年） - 2018年（平成30年）：with Tigers MBSベースボールパーク（ウィズタイガース エムビーエスベースボールパーク、with Tigers MBS Baseball Park）
    - 2019年（平成31年/令和元年）：タイガース全力応援宣言 ぶち破れ! 2019 MBSがヤル MBSベースボールパーク（タイガースぜんりょくおうえんせんげん ぶちやぶれ!2019 エムビーエスがヤル エムビーエスベースボールパーク）
    - 2020年（令和2年）：タイガース全力応援宣言 MBSがヤル It's Show Time!  MBSベースボールパーク（タイガースぜんりょくおうえんせんげん エムビーエスがヤル イッツショータイム! エムビーエスベースボールパーク）
    - 2021年（令和3年）：タイガース全力応援宣言 挑む 超える 頂へ MBSベースボールパーク（タイガースぜんりょくおうえんせんげん いどむ こえる いただきへ エムビーエスベースボールパーク）
    - 2022年（令和4年） - ：タイガース全力応援宣言 MBSベースボールパーク（タイガースぜんりょくおうえんせんげん エムビーエスベースボールパーク）[注 3]

### キャッチコピー
- 2003 - 2010年：なにがなんでもタイガース!!（『タイガースナイター』時代）
- 2011年：毎日ナマ虎!（同年から『タイガースライブ』移行）
- 2012年・2013年：withタイガース（テレビの阪神戦中継との共通キャッチコピー）
- 2014年 - 2018年：with Tigers（withタイガースの表記を変更）
- 2019年：タイガース全力応援宣言 ぶち破れ! 2019 MBSがヤル（同年の阪神のチームスローガン「ぶち破れ!オレがヤル」にちなんで、MBSテレビの阪神戦中継との共通キャッチコピーとして使用）
- 2020年：タイガース全力応援宣言 MBSがヤル It's Show Time!（同年の阪神のチームスローガン「It's 勝／笑　Time! オレがヤル」にちなんで、MBSテレビの阪神戦中継との共通キャッチコピーとして使用）
- 2021年：タイガース全力応援宣言 挑む 超える 頂へ（同年の阪神のチームスローガン「挑・超・頂 - 挑む・超える・頂へ -」にちなんで変更）
- 2022年 - ：タイガース全力応援宣言

### 放送日・放送時間
MBSラジオのサービスエリアである関西地方に本拠地を置く阪神タイガースの公式戦を中心に、オリックス・バファローズなどの公式戦を随時中継。番組としての放送開始時間は、平日が17:54（2022年度以降）、土・日曜は17:59、基準終了時間は21:00（デーゲームを放送する場合は中継カードの試合開始予定時刻5分前～3時間後）だが、2022年度からの金曜日は『ヤマヒロのぴかいちラジオ』、土曜日もTBSラジオ製作のネットワークスポンサード番組『明日へのエール〜ことばにのせて〜』をそれぞれ放送する関係で基準終了時間は5分前倒しの20:55となった。2024年度は金曜日の『ぴかいちラジオ』が23時台へ移動のうえ21時台は火 - 木曜と同じく21:55まで『MBSベースボールパークEXトラ!』、21:55からMBSニュース・お天気のお知らせを設定。公式戦の期間中は、デーゲームを含めて中継カードを試合終了まで放送する（2021年度より一部例外が発生）。
『タイガースライブ』時代、平日の開始時間を、2004年度までは17:36、2005-2010年度は17:25、2011年度からは17:54（阪神戦以外の場合は17:57から）、土・日曜の開始時間を17:59に設定。また、月曜日のナイターや祝日のデーゲームで阪神の試合がある場合には『MBSタイガースライブスペシャル』というタイトルで中継。土曜日についてはデーゲーム・ナイターとも『MBSタイガースライブ』として放送していた。
『ベースボールパーク』移行後の2016年度には、土曜日午後の生ワイド番組（同年度は『河田直也&桜井一枝のうきうき土曜リクエスト』→2017年度から『桜井一枝&井上雅雄のるんるん土曜リクエスト』）の開始時刻を、通年で13:45に設定。土曜日に中継するデーゲームの開始時刻が13:45以降の場合には、編成上別番組として扱いながらも、先述番組のフロート番組（1コーナー）として放送した。
日曜日は競馬中継を最優先するためデーゲームの生中継は行われず、2006年までは前座コーナーの『とことん!!タイガース』でダイジェストが放送された。16・17時台にMBS自社制作の生放送番組『上泉雄一の日曜スポーツ宣言!』を編成していた2007年には、番組内でデーゲームの途中から生中継を実施することもあった。2008年以降は、阪神のデーゲームが薄暮開催などの関係で18時以降も続いていれば、ナイトゲーム中継枠の冒頭を使って放送することがある。また、MBSテレビでは、日曜のビジターでのデーゲームをTBSテレビ（主にDeNA主催）および各系列局（主に対広島戦の中国放送）が中継する時を中心に、独自の実況に差し替えて中継することがある。
なお、土・日にネットワーク関係を結んでいるLFは2010年代から日曜日に一応の定枠でのナイターの時間を定めてはいるが、当日開催の全試合がデーゲームであるか、またはナイターがあってもスポンサーとの契約の関係で中継を休止する日があり、その時はLFのスタジオからの別の定時番組を放送することが多いため、事実上MBSラジオの当番組が、日曜日で唯一の定枠でのナイター放送（または予備番組）となっている。
2023年度は阪神戦と、平日に阪神戦が中止となった場合の予備カード繰り上げの試合は原則試合終了まで放送するが、ナイターであらかじめ阪神戦以外を放送する場合、ないしは土・日曜日に阪神戦中止時の予備カード繰り上げ（日曜はLF、ないしはJRN系の各局のナイターが放送中継が可能な試合が実施される試合限定）となる場合は延長放送を実質的に行わないことになった。

#### 延長時の対応
前述通り、後座番組は編成上本編に組み込まれたものの、実際のところは中継終了後にスタジオで一旦引き取っている。ナイター編成時に21:55を過ぎて延長した場合、平日は『MBSヤングタウン』は生放送ではあるが、基本的に短縮させず枠ごとスライド、また『アッパレやってまーす!』以降は収録番組が編成されている関係で短縮できないためそのままスライドされ、『Mラジ Music Treasures』延長した分縮小されることとなる。土曜日の『MBSヤングタウン土曜日』は生放送ではあるが、基本的に短縮させず枠ごとスライド、また『アッパレやってまーす!〜土曜日です〜』は収録番組である関係で短縮できないためそのままスライドされ、『オレたちゴチャ・まぜっ!〜集まれヤンヤン〜』が延長した分縮小される。ただし、これらの場合であっても短縮の頻発具合によっては収録番組の方を休止することもある。日曜日は放送休止時間を縮小する。
これらの対応をとる場合、放送枠の末尾のCM部分でMBSラジオショートジングルに続き「野球中継が延長いたしましたので、この時間は予定されていた番組を繰り下げてお送りしています。引き続きMBSラジオでお楽しみください。」の文言を必ず挟むようにしている。同じ関西圏のABCラジオなどでも野球中継による編成組み換えは起こりうるが、全番組の大してアナウンスを繰り返すのはMBSラジオのみである。

### 前座番組・後座番組
平日は2008年まで、土曜日は2010年まで、日曜日は2009年まで、スタジオから前座コーナーを放送していた。
2009年からは、平日の前座コーナーを前枠番組『ノムラでノムラだ♪ EXトラ!』に統合。平日にナイトゲームを中継する場合には、原則として17:57に同番組からステブレレスで放送を開始した。
日曜日は2010年度当初から、土曜日は同年7月から同枠で別番組が開始されたため、土・日曜の前座コーナーも廃止された。
『ベースボールパーク』1年目の2014年には、『もうすぐベースボールパーク』というタイトルで、平日のみ前座コーナーを再び内包（放送時間は17:46から中継カードの開始直前まで）。『ノムラでノムラだ♪　EXトラ!』については、タイトルを2008年度までの『ノムラでノムラだ♪』に戻すとともに、火 - 木曜日の放送時間を7分短縮した（短縮後の放送時間は16:00 - 17:46）。その一方で、『EXトラ（エキストラ）』というタイトルは『豊永真琴のベースボールパークEXトラ』に引き継がれた。MBSの制作で阪神またはオリックスのナイトゲームを中継する場合には、『もうすぐベースボールパーク』の進行役を、実況担当のアナウンサーが事実上兼務。オープニングでは、「タイガース直前情報」と称して中継先から中継カードの聴きどころを手短に伝えた後に、タイトルコールを流す。スタジオアシスタントは、実況担当とのやり取りを最小限にとどめたうえで、中継に出演する実況・解説者の紹介、中継しないカードの先発投手・途中経過の案内、インフォマーシャルなどのアナウンスに専念していた。なお、平日に阪神・オリックス以外のゲームを中継する場合には、『もうすぐ - 』にMBSのスポーツアナウンサーがスタジオに登場。当該カードの中継を開始するまで、当日のスタジオ担当と共に、直近の阪神の戦い振りを振り返っていた。
2015年には、『上泉雄一のええなぁ!』の放送枠を平日のランチタイムから夕方へ移動させるとともに、『もうすぐベースボールパーク』の放送枠を『ノムラでノムラだ♪　EXトラ!』方式で統合。火 - 金曜日の17:45 - 17:54には、上泉と当日のスタジオアシスタントの出演で、『まだまだええなぁ! もうすぐベースボールパーク』を放送している。なお、当番組で阪神のナイトゲームを中継する場合には、上泉が（対戦チームを含めた）当該試合のスターティングメンバーを『上泉雄一のええなぁ!』内（18:00開始予定の場合には17:25頃）で発表。『まだまだええなぁ! - 』では、上泉が「タイガース直前情報」まで出演した後に、中継しないカードの速報・予告先発投手をスタジオアシスタントが伝える。7月からは、土曜日にMBSの自社制作で阪神のナイトゲームを中継する場合に『河田直也&桜井一枝のうきうき土曜リクエスト 延長スペシャル』（本来はナイトゲームのない土曜18 - 20時台に放送）として17:45 - 17:59に前座コーナーを復活させた。
2016年には、前年と同じく、火 - 金曜日に『まだまだええなぁ! - 』を編成。土・日・月曜日については、スポンサー付きの別番組を編成する関係で、ナイトゲームの中継を予定している場合でも基本として前座番組・コーナーを設定しない。ただし、土曜日にMBSの自社制作で阪神のナイトゲームを中継する場合には、『うきうき土曜リクエスト』の本編（17時台後半）に前座コーナーを組み込んだ。
2017年から2019年までは、『うきうき土曜リクエスト』の後継番組として、『桜井一枝&井上雅雄のるんるん土曜リクエスト』（『るんるん』）を放送。当番組の中継で実況・リポーターを担当するスポーツアナウンサーの井上雅雄をパーソナリティに起用したほか、井上が当番組を含むスポーツ中継との兼ね合いで休演する場合には、他のスポーツアナウンサーが交互に『るんるん』のパーソナリティ代理を務めた。このため、井上が中継の実況を担当する週には、『るんるん』を休止するか、中継に携わらないスポーツアナウンサーが同番組（中継終了後の短縮版）のパーソナリティを代演。逆に、井上以外のスポーツアナウンサーが中継の実況やリポーターを担当する週には、井上が桜井一枝とともに毎日放送本社のラジオスタジオから前座コーナーと短縮版へ出演していた。『上泉雄一のええなぁ!』でも2017年4月改編からコーナー構成を若干変更したため、プロ野球シーズン中の火 - 金曜日に阪神のナイトゲーム中継を実施する場合には、『まだまだええなぁ! - 』内で中継先から実況（または阪神側ベンチリポート）担当のアナウンサーが中継カードのスターティングメンバーを伝えるようになった。
なお、『うきうき』は2020年レギュラーシーズンの開幕前（3月14日）に放送を終了。同年の4月改編以降は、『うきうき』の放送枠に『豊永真琴のMBSミュージックパーク』を編成する関係で、レギュラーシーズンの土曜日に阪神のデーゲームを開催する場合には、豊永真琴がデーゲーム中継のスタジオアシスタントを兼務する。また、豊永と市川いずみの間で、スタジオアシスタントの担当曜日を交換。2019年まで土・日曜日を中心に担当していた市川が、火 - 木曜日の担当へ異動するとともに、『ベースボールパークEXトラ!』のパーソナリティを豊永から引き継いでいた。
市川は2021年4月から早稲田大学大学院のスポーツ科学研究科へ進学することに伴って、スタジオアシスタントを2020年限りで退いたほか、関連番組への出演を2021年3月で終了した。2021年からは、同年3月まで四国放送のアナウンサーだった江間丈が、4月1日（木曜日）から火 - 木曜日のスタジオアシスタントと『ベースボールパークEXトラ!』のパーソナリティを引き継いでいた。
その一方で、MBSラジオでは2021年の10月第2週から、『上泉雄一のええなぁ!』の放送枠を平日の早朝へ移動。移動後の時間帯には、「夕方もポチっとMラジ」という番組レーベルを新設したうえで、日替わりのパーソナリティによる生ワイド番組を15:00から放送している（当該項に詳述）。ちなみに同年には、阪神・オリックスのレギュラーシーズン公式戦を10月下旬まで編成。両球団が進出するクライマックスシリーズが11月の前半、日本シリーズが同月の下旬に組み込まれた。「夕方もポチっとMラジ」では2021年度のナイターオフ期間（2021年12月 - 2022年3月）に火 - 木曜分の放送枠を18:00まで設定していたため、10月第2週以降は同枠内の番組（火曜日：『森たけしのスカタンラジオ』、水曜日：『メッセンジャーあいはらのYouはこれから!』、木曜日：『茶屋町ヤマヒロ会議』）に前座番組扱いのコーナーを設けることで対応した（金曜日には編成上の事情で前座番組を編成せず）。
2022年には、火 - 金曜日のナイトゲーム中継枠において、放送の起点を基本として17:54に設定。「夕方もポチっとMラジ」レーベル内の番組では、火曜日にMBSラジオの制作で阪神戦を中継する場合に限って、『スカタンラジオ』内に前座コーナーを設けている。このように前座コーナーの編成日を前年（2021年）から大幅に減らしたことに伴って、当番組では、火 - 木曜日に18:00からナイトゲーム中継を放送する場合のオープニングパートの構成を変更。スタジオアシスタントの江間が冒頭で中継カードのスターティングメンバー、阪神関連の最新情報、他カードの予告先発投手・速報をまとめて伝えた後に、提供クレジットの読み上げとCM（2分間）をはさんで、17:59を目途に中継へつなぐようになった。さらに、江間が引き続きパーソナリティを務める『ベースボールパークEXトラ!』を、前年までより5分長く（21:55まで）放送できるように編成している。
「火 - 木曜日のスタジオアシスタントが担当日の『ベースボールパークEXトラ!』にも出演する」という体制は、江間がスタジオアシスタントを退いた2023年以降も維持。同年には、後任のアシスタント（火・水曜日は毎日放送アナウンサーの藤林温子、木曜日は元・石川テレビ放送アナウンサーの河谷麻瑚）が江間の役割を引き継いでいた。2024年には『ベースボールパークEXトラ!』の放送枠を金曜日にも設定。当初は市川いずみ（火・水曜日）と河谷（木・金曜日）で分担することが告知されていたが、実際には市川が（火・水曜分アシスタントへの復帰を予定していた）当番組を含めて出演を見合わせたため、河谷が6月第1週まで火 - 金曜日のアシスタントと『ベースボールパークEXトラ!』全曜日のパーソナリティを兼務していた。6月第2週からは、当初発表されていた市川の担当分に弘松優衣（元・石川テレビ放送アナウンサー）を充てている。同年9月からは河谷の産休入りに伴い弘松が木曜、豊永が金曜も担当。

### エンディング
阪神が試合に勝った場合は、中継終了時にBGMとして「六甲おろし」（カラオケバージョン。阪神甲子園球場で使われているものと同じ。）を流しながら、試合結果、解説者、ベンチレポーター、実況担当アナの紹介をした後、その試合での阪神の得点場面や試合終了の場面を実況再生（1分間ほど）しながら中継を終了する。なお、全国ネットなどで他局にネットしている場合は、2007年までは試合結果などの紹介をした上でネット局のみ先に中継を終了させた後、MBSのみ解説者と実況アナとのトークなどを数分間続けたのち、上記の実況再生などをして中継を終了していた。2008年からはMBS・ネット局とも一緒に中継終了の挨拶をした後、MBSのみ実況再生をして中継を終える事が多くなった。
『タイガースライブ』時代には、関西ローカル中継で阪神敗戦時に相手チームの選手に対するヒーローインタビューも放送したり、他球場からのプロ野球速報を中継内で詳しく伝えたりするなど、阪神以外の球団も極力平等に扱いながら野球界全体を盛り上げる方針になっていた。

### 予備カードの扱い
2006年度からの一時期は、阪神のナイトゲームが中止・ノーゲームか20:30頃まで終了した場合には、予備カード扱いのオリックスのホームゲーム中継を放送。オリックスの試合がビジターゲームの場合には、巨人戦を中心に、原則としてセントラル・リーグのカードを予備カードからの繰り上げ形式で中継する。ただし、関東圏での阪神ビジターゲームが中止の場合には、オリックスがホームゲームを開催していても巨人戦の放送を優先しており、2010年時点では阪神の試合の開催地に関係なく、オリックス主催試合は阪神戦・巨人戦に次ぐ第2予備になることが多かった。2011年度は前述のように他球団も極力平等に扱う方針となったため、8月までは巨人戦がある場合でもオリックスのホームゲームの方を第1予備として設定していたが、9月以降のこの優先措置は、全国放送の設定順位が屋内球場より上位の場合に限り行うようになっており、当初から阪神戦が非開催の日の対応についてもその時々であった。2013年からはオリックス戦の優先措置は阪神戦非開催日以外ほとんど見られなくなったが、2015年は阪神戦の第1予備にビジターのオリックス戦を配置するケースが見られるなど幾分扱いが改善されている（現地局で放送されている場合に限る）。
ちなみに、MBSラジオで選抜高等学校野球大会の全試合を完全中継していた2010年度までは、高校野球の試合時間が延びた場合に阪神・オリックス戦の中継を試合の途中から放送することがあった（プロ野球の開幕直後のカードが該当）。

### インターネット・携帯電話・ワイドFM向け中継
2001年度からは、阪神甲子園球場で開催される阪神球団主催ホームゲーム（対巨人戦を除く）は、有料会員制でインターネット配信による実況『阪神タイガースLive!』を実施していた。
2007年度からは、『阪神タイガースLive!』を休止する代わりに、NTTドコモの携帯電話向け音声配信サービス『MBS猛虎亭DX』を開始。『阪神タイガースLive!』での対象ゲームに加えて、阪神対巨人戦（阪神主催試合）も配信している。ただし、MBSラジオで放送しない日曜のデーゲームや、他球団主催のビジターゲームまでは配信しない。また、au・ソフトバンク・ウィルコムなどの携帯電話には、今のところ対応していない。
2009年4月30日の阪神対横浜戦（甲子園のナイトゲーム、MBSではテレビ・ラジオで放送）では、P2P技術による実証実験を兼ねて インターネットでの無料配信中継を実施。2010年シーズンのradiko実用化試験期間中には、大阪府・京都府・兵庫県・奈良県内に限って、試験用のポータルサイト（radiko.jp）を通じて放送中の中継・CMを無料・同時にインターネットで配信。試験対象地域では、携帯電話・携帯端末のうち、インターネット対応のiPhone・iPad・Androidで中継を聴けるようになった。同年12月から関西全域でradikoの本運用が始まったことを機に、『タイガースライブ』改称後の2011年シーズン以降は、同時配信の対象を和歌山県・滋賀県内にも拡大。その一方で、楽天球団の方針により、（阪神のビジターゲームを含む）楽天ホームゲームでは同時配信を実施できなくなった。
2014年9月1日から「radikoプレミアム・エリアフリー」（有料会員制サービス）でもMBSの配信が開始されたため、9月2日の「阪神対DeNA」戦から同サービスで聴けるようになった。
さらに、MBSラジオでは2016年3月19日（土曜日）の12:00から、大阪府のほぼ全域と兵庫県・京都府・奈良県の一部地域を対象にFM補完放送（ワイドFM）の本放送を開始。当番組では、当日の12:55から放送した「オリックス対阪神」オープン戦中継（京セラドーム大阪、実況：近藤亨、解説：藪恵壹）を皮切りに、ワイドFMと従来のAMによるサイマル中継を本格的に実施している。
なお、2016年の当番組では、ワイドFMでの中継開始と「超変革 Fighting Spirits」（阪神のチームスローガン）にちなんで「FMでも聴ける!MBSラジオも聴変革（ちょうへんかく）!!」というキャンペーンを展開。キャンペーンポスターには、ワイドFMの周波数（90.6MHz）にちなんで、阪神の髙山俊外野手（背番号9）・大和外野手（背番号0）・金本知憲一軍監督（背番号6：2013年から2015年までの阪神戦中継ゲスト解説者）によるホームゲーム用ユニフォーム姿の写真を用いていた。阪神がチームスローガンを「挑む!」に変更した2017年には、キャンペーンの名称を「MBSも挑む!」に改めながらも、上記のキャンペーンを続けていた。

### 歴史
MBSラジオでは、新日本放送としての開局2日目（1951年9月2日）に、日本の民放ラジオ局では初のアマチュア野球中継（ハワイ・レッドソックス対早稲田大学戦）を放送した。この中継では当初、「アメリカのメジャーリーグ中継を手本にせよ」とかねてから進言していた中澤不二雄が、解説役としてプレーの要点だけを喋っていた。しかし、リスナーからの評判が芳しくなかったため、記録係として中継に帯同していた杉本隆平（当時の同局アナウンサー）が4回から放送に出演。結果として、「アナウンサーがプレーを実況する一方で解説役は『解説者』として解説に専念する」という現在の野球中継のスタイルに行き着いた。ちなみに同年には、単発番組ながら、このスタイルでプロ野球のナイトゲーム中継も始めている。
- 1959年（昭和34年）5月 ニッポン放送、RKB毎日放送とネットを組み、毎週火曜日と土曜日の20:00 - 21:00にレギュラー番組として編成され、6月には火曜日のみ試合状況により30分間延長された[2]。
- 1960年（昭和35年）4月 放送日が火曜日と日曜日（薄暮試合、17:00 - 18:55）に変更される[3]。
- 1961年（昭和36年）4月 放送開始が19:00からとなり、最大延長22:00まで可能となった[3]。
- 1962年（昭和37年）4月 日曜日をラジオ関東[注 16]とのネットワークで増枠[3]。
- 1963年（昭和38年）4月 MBS全体がナイター中継中心の編成を採る事となり、試合開始前から終了まで放送する体制を確立。水曜日をラジオ関東、木曜日をTBSラジオとのネットで増枠[3]。
- 1964年（昭和39年）4月 TBSの制作協力で土曜日の放送を再開[3]。
- 1965年（昭和40年）4月 ネットワークを組み直し、火 - 木曜日はLF、土曜日は文化放送、日曜日は薄暮試合も含めてTBSとネットワークを組む事となった。
5月、ラジオネットワークの発足で、火 - 木・土曜はNRNナイター、日曜日は薄暮試合も含めJRNナイターを担当する事となる[3]。
- 1967年（昭和42年）4月 月曜日をJRNネットで増枠[3]。
- 1969年（昭和44年）4月 日曜薄暮試合が無くなり、代わりに金曜日の放送を開始して全曜日の編成となる。ネットワークも月・金曜日はJRN、火 - 木・土・日曜日はNRNに再編成される[3]。
- 1972年（昭和47年）4月 南海ホークス応援番組の『ゴーゴーホークス』の放送を開始。一方、前年10月にスタートした『毎日放送日曜競馬』（現・『GOGO競馬サンデー!』）がスポンサーの日本中央競馬会と結んだ業務委託契約により絶対最優先となったため、日曜デーゲームの放送が不可能となる。
- 1973年（昭和48年）4月 番組名が『毎日放送ダイナミックナイター』となる[4]。
- 1976年（昭和51年）4月 阪神タイガースがABCと優先契約を結んだため、巨人主体の内容になる（このことが原因で1980年頃まで阪神タイガースの取材と中継に制限がかかる）[注 17]。また、日曜日は阪急ブレーブス主体の『ブレーブス・ダイナミック・アワー』（阪急電鉄・阪急百貨店提供）に変更。NRNナイターやネットCMは放送されず、キー局・QRとの確執を生む事となる[5]。
- 1977年（昭和52年）4月 土・日曜日のNRNナイターネットの辞退を余儀なくされ（担当局がラジオ大阪に移行。『ビッグナイター』）、土曜日はローカルとなる（LFの制作協力）。以降2007年迄、関西地区のNRNナイターは月・金はABC、火 - 木はMBS、土・日はOBCがそれぞれ担当した[5]。
- 1978年（昭和53年）5月、日本のラジオ局で初めてのウエスタン・リーグ（二軍）公式戦中継として、14日の『ブレーブス・ダイナミック・アワー』内で、阪急対近鉄バファローズのナイトゲームを西宮球場から試合途中まで放送[6]。
- 1979年（昭和54年） 日曜日の一部を『毎日放送ダイナミックナイター』（ローカル。LFの制作協力）に変更[7]。
4月、試合終了後に『タイガース情報』の放送を開始。ミスター・トラこと唐渡吉則がMBSラジオに登場（当初は「覆面レポーター」という名目だった）。
- 1980年4月（昭和55年） 巨人戦主体の中継から再び阪神タイガース主体の内容に切り替えるが、1976年より阪神球団は朝日放送と優先契約を結んでいたことと当時阪神球団から取材規制がかかっていたため、中継できない阪神戦が数試合存在することとなった[注 17]。4月、『タイガース情報』を『トラトラトラタイガース』に改題。試合開始前に放送時間を変更。10月5日、『ブレーブス・ダイナミック・アワー』放送終了。翌年より全曜日が『毎日放送ダイナミックナイター』となる。
- 1988年（昭和63年） 10月8日、ホークスがダイエーに身売りし本拠地を移転することになったため、『ゴーゴーホークス』放送終了。
- 1993年（平成5年） 火 - 木（NRN）・土・日曜日（LF-MBS）の巨人主催試合の中継が可能になる[8]。それまで火 - 木・土・日曜日に東京ドームの巨人－阪神戦がある時は関西地区のパ・リーグの中継を行っていた。なお、パ・リーグの中継は1996年、オリックス・ブルーウェーブの優勝時を境に中継数が激減している。
- 1994年（平成6年） OBCの競馬中継参入による競馬中継体制の再編により、MBSの土曜競馬中継はそれまでリレー中継を実施していたCRK向けの制作受託に統一されたため、土曜日のデーゲーム中継に本格着手。ABCの『近鉄バファローズアワー』が終了する2004年まで、関西地区のラジオにおける阪神戦の土曜デーゲームについては事実上の独占放送となっていた。
- 2001年4月（平成13年） インターネット放送（有料制）開始（2007年3月31日終了）。
- 2003年4月（平成15年） 『MBSタイガースナイター』に改題。
- 2007年4月（平成19年） NTT DoCoMoの携帯電話による音声配信『MBS猛虎亭DX』を開始（有料制）。
- 2008年（平成20年） OBCのプロ野球中継からの撤退に伴い、土曜・日曜に『文化放送ホームランナイター』（NRN全国中継）の関西からの中継に制作協力する（MBS、QRとも異なる内容で送る場合はNRN系列局向けは実質MBSからの裏送り）体制を取るが、LFとの土曜・日曜のネットワーク関係は継続する。
- 2010年（平成22年） TBSの土曜・日曜のプロ野球中継枠の撤退に伴い、『文化放送ホームランナイター』の関西からの中継の制作協力担当局がABCに移行（ABCはナイターは完全にNRN向けに移行。デーゲームはJRN系列にはHBC・CBC・RKB向けの制作を継続するが、日程によってはナイター同様NRN向けとなる。クロスネット局のTBC・RCC向けはNRN扱いで制作）。NRN系列ではLFとのネットワークのみに戻り、ナイターでは阪神・オリックスが関与する試合でJRN系列（HBC・CBC・RKB）向けも制作することになる。土曜・日曜デーゲームの阪神・オリックス－中日・ソフトバンク戦におけるSTV・SF・KBCとのネット関係は継続するが、日程によってはナイター同様JRN系列局とのネットワーク体制となる。また、ナイターで阪神が関与しない試合でSTV・TBC・RCC・KBCからLF-MBSライン向けの裏送りを受ける場合がある（RCC・TBC発の場合はHBC・CBC・RKB向けを兼ねる場合もあり）。
- 2011年（平成23年） 番組名を『MBSタイガースナイター』から、『MBSタイガースライブ』に変更[注 18]。同時にテーマソングを一新。さらに、Twitterによるメッセージの投稿・閲覧が可能になった。番組名から「ナイター」の表記は消えるが、土・日のナイターのレギュラー放送は継続する。ただし、東北地方太平洋沖地震発生の影響でプロ野球公式戦の開幕が当初の予定から延期されたため、『MBSタイガースライブ』としての中継開始は4月12日の阪神 - 広島戦（甲子園。実況を近藤亨、解説を掛布雅之、ベンチレポートを仙田和吉が担当）からになった。
- 2011年9月1日　MBS・CBCがこの日で開局60周年を迎えたことから、中日対阪神のナイトゲーム（ナゴヤドーム）を、『CBCドラゴンズナイター』と共同で「CBC・MBS60周年記念合同実況」[注 19]として放送（後述）。
- 2012年（平成24年） 3月3日の阪神対オリックス・オープン戦中継から、阪神戦中継のタイトルコールやラジオ番組表での表記を『～withタイガース～MBSタイガースライブ』に変更。阪神戦中継のオープニングでは、同年度のチームスローガン「Go for the Top　熱くなれ!!」にちなんで、阪神の新監督・和田豊の肉声による「和田豊です　熱くなれ!!」というメッセージをタイトルコールの前に入れている（他球団の公式戦中継では挿入せず）。このスタイルは、2013年の中継でも続けられている。また、Facebook上にも番組公式ページを開設したほか、テーマソングを古賀繁一の作・編曲による「withタイガース」に改めた。
- 2014年（平成26年） プロ野球中継の基本タイトルを『MBSベースボールパーク』、阪神戦中継のタイトルを『with Tigers MBSベースボールパーク』にそれぞれ変更（前述）。MBSラジオでは、3月8日（土曜日）の阪神 - 日本ハムオープン戦デーゲーム中継（甲子園）から、このタイトルの使用を開始した。
  - 2014年度から、テレビ・ラジオとも、プロ野球中継の基本タイトルを『MBSベースボールパーク』に変更。テーマソングを新調するとともに、阪神戦を中継する場合には、『with Tigers MBSベースボールパーク』というタイトルで放送する。また、イトキン（ET-KING）の作曲・ET-KINGの歌唱による「ええやんけ!阪神」をMBSのタイガース応援ソング[注 20]に制定した。
- 2016年（平成28年） 3月19日のオリックス対阪神オープン戦中継から、ワイドFMでの本放送を開始（前述）。公式戦期間中の阪神戦中継では、MBSのスポーツアナウンサーが朗読する「プレーボール　with　タイガース」（少年時代からの熱烈な阪神ファンであるスポーツライターの金子達仁が中継カードごとに書き下ろすエッセー）の音源を、カード初戦の中継のオープニングに放送した。この企画は、2017年度の中継でも続けられている。
- 2016年6月、関西地区のラジオ聴取率調査で、2001年以来15年振りに、調査期間中（1週間）の平均聴取率がABCラジオのプロ野球中継を上回った[9]。
- 2017年（平成29年） NPBオープン戦期間中の3月にワールド・ベースボール・クラシック（WBC）の開催を控えていたことから、阪神・オリックスのオープン戦中継（25日のオリックス対阪神戦＝京セラドーム）より先に、同月3日の日本代表強化試合（同ドームでのナイトゲーム・対阪神戦）から中継を開始（詳細後述）。また、毎日放送が前年9月に気象庁から気象予報業務の実施許可を受けたことを背景に、甲子園球場からの阪神戦中継限定で「甲子園ピンポイント予報」（同局の独自観測による球場周辺のピンポイント天気予報）を実況へ織り込み始めた。
- 2018年（平成30年） サッカー中継のピッチ解説に相当する「フィールドキャスター制度」を、テレビ・ラジオとも阪神戦中継で導入。前年まで阪神の現役選手だった狩野恵輔を、初代のキャスターに起用した。3月10日に甲子園球場で催された星野仙一追悼試合（阪神対中日オープン戦）から中継を開始[注 21]。自社制作によるレギュラーシーズン中の阪神戦中継に狩野が出演する場合には、「狩野恵輔の情報キャッチャー」というミニコーナーを、5回裏の終了後に放送するようになった。その一方で、自社制作による阪神ビジターゲームの中継を、事実上広島戦と金曜日の首都圏開催試合（巨人・ヤクルト・DeNA戦）に限定。狩野の「フィールドキャスター」就任に伴って、毎日放送のアナウンサーが阪神側のベンチリポートを担当する機会が前年から大幅に減少したほか、前年まで阪神ファンの代表として「公式サポーター」名義で随時出演していたお笑い芸人の登場が見送られた（詳細後述）。
- 2019年（平成31年／令和元年） 阪神のチーム年間スローガン（「ぶち破れ!オレがヤル」）にちなんで、阪神戦中継のタイトルを『タイガース全力応援宣言　ぶち破れ!2019 MBSがヤル MBSベースボールパーク』に変更した。その一方で、中継の制作やベンチリポーターの配置を前年から踏襲。阪神のデーゲームと他球団のナイトゲームを開催する土曜日には、阪神のデーゲーム中継を続ける一方で、例年は随時放送していた他球団のナイトゲーム中継枠を基本として他番組（『るんるん土曜リクエスト』の延長スペシャルや特別番組など）へ充てるようになった。
- 2020年（令和2年） 阪神のチーム年間スローガン（「It's 勝／笑＜しょう＞ Time! オレがヤル」）にちなんで、阪神戦中継のタイトルを『タイガース全力応援宣言　MBSがヤル It's Show Time! MBSベースボールパーク』に変更。さらに、同じタイトルで放送するテレビ中継との共通テーマソングとして、『Answer』（ベリーグッドマンの書き下ろし曲）[10] をこの年から2023年（令和5年）まで使用した。
  - 例年は阪神・オリックス主催分から数試合を当番組で中継しているNPBのオープン戦については、年頭から日本国内で新型コロナウイルスへの感染が広がっている影響で（他球団の主催分を含めて）全カードが無観客試合として開催されたものの、当番組では3月7日の対日本ハム戦（甲子園）のみ中継。レギュラーシーズンについては、例年より早く3月20日に設定されていた開幕が6月19日（金曜日）まで延期されたことに伴って、例年と大きく異なる体制で6月19日から中継を開始した。
- 2021年（令和3年） 阪神のチーム年間スローガン（「挑・超・頂 - 挑む・超える・頂へ -」）にちなんで、阪神戦中継のタイトルを『タイガース全力応援宣言 挑む 超える 頂へ MBSベースボールパーク』に変更。他局が制作する阪神以外の球団のナイトゲーム中継を日曜日に放送する場合には、試合の展開にかかわらず、21:00で放送を終了するようになった。
  - 4月1日（木曜日）、毎日放送が新日本放送時代から保有してきたラジオ放送免許とラジオ放送事業を「株式会社MBSラジオ」が承継することに伴って、当番組の放送・中継関連業務を同日付で毎日放送から株式会社MBSラジオへ移管。
  - 2020東京オリンピックの開催に伴うNPBレギュラーシーズン休止期間中のうち、7月26日（木曜日）から8月6日（金曜日）までの期間には、「エキシビションマッチ」（有観客による非公式戦）9試合を自社制作で中継。中継試合数は日本国内のAM・ワイドFM局で最も多く、阪神が甲子園球場で主催する6試合（対ロッテ3連戦・対西武3連戦）と、オリックスが京セラドーム大阪で主催する阪神との3試合（いずれもナイトゲーム）を「阪神愛あふれる中継」と銘打って放送している。
- 2022年（令和4年） 阪神戦中継のタイトルを、阪神のチームスローガン（「イチにカケル!」）を盛り込まない『タイガース全力応援宣言 MBSベースボールパーク』に変更。また、毎日放送グループ全体で阪神を応援する新たなプロジェクトとして、「Fan Funタイガース」を立ち上げた。その一方で、2021年10月改編で平日の夕方に「夕方もポチっとMラジ」（日替わりの生ワイド番組レーベル）が新設されたことを受けて、改編前まで火 - 金曜日のナイトゲーム中継日に設定していた前座番組を一新。火曜日にMBSラジオの制作で阪神のナイトゲームを中継する場合に限って、『森たけしのスカタンラジオ』（読売テレビのアナウンサー時代から阪神の大ファンであることを前面に押し出している森たけしの冠番組）内で1コーナーとして放送するようになった。
- 2024年（令和6年） キュウソネコカミの『一喜一憂』を、テレビ版を含む『MBSベースボールパーク』および、『よんチャンTV』『せやねん!』（いずれも毎日放送の関西ローカル向け生放送番組）における阪神関連企画・コーナーの共通テーマソングに採用。

#### 備考

##### ゴーゴーホークス
- 1972年（昭和47年）4月 - 1988年（昭和63年）10月までの16年半にわたって放送された南海ホークスの情報番組で、当時ホークスの親会社であった南海電鉄が単独で提供。シーズン中は平日夕方、シーズンオフは主として土曜日を中心にした週1回の番組で、試合の直前情報や選手インタビューなどを放送した。
- 出演者は宅和本司（当時はMBS野球解説者、元南海ホークス投手）、上田彰（タレント、現在は大阪のタレント事務所「オフィスキイワード」の会長でもある）、横山由美子（タレント、現・桂小春団治夫人）他。

##### ブレーブス・ダイナミック・アワー
- 1976年（昭和51年） - 1980年（昭和55年）のプロ野球シーズンで、日曜日の夜に放送された阪急ブレーブスの試合中継・関連番組である。パーソナリティは島よしのり。松井昭憲（当時はMBSアナウンサー）などがリポーターを務めた。
- 阪急がホームゲームを開催する場合には、ナイトゲームの生中継か、デーゲームの録音中継で試合終了まで放送（後者の場合には収録音源を報道素材としてNRNに提供）。ビジターゲームの場合には、デーゲーム時はその試合のダイジェストや阪急選手へのインタビューなどで構成した他、ナイトゲーム開催時は関西圏（近鉄・南海）以外の開催でも乗り込み自社制作（開催地のNRNまたはJRN系列局の技術協力）で放送することがあった。
  - 開始当初のポスター（公益財団法人阪急文化財団所蔵）には、開始の前年（1975年）に阪急がパ・リーグ優勝を経て日本シリーズへ進出していたことを踏まえて、「V2（2連覇）に燃える阪急ブレーブスの日曜全ゲームを日本縦断中継!ご声援よろしくおねがいいたします」という文言を掲載（実際にはV2を達成）。ビジターゲームの中継も示唆していた。また、出演者として実況に城野昭（MBSアナウンサー）、解説に青田昇・永井正義、スタジオアナに松井昭憲（MBSアナウンサー）が記載されていた。
  - 一例として、1979年（昭和54年）7月29日には、ロッテ主催試合を川崎球場から放送した（解説：米田哲也、実況：結城哲郎。雨傘番組は当番組のスタジオバージョンを編成。技術協力をLFとTBSのどちらが担当したかは不明）[11]。
- 初年度の1976年（昭和51年）については在阪球団主催のNRNナイターには裏送り参加（近鉄・南海主催を含む阪急戦が本番の場合は本番組と別制作）[注 22]としたが、同時期に阪神タイガースがABCラジオと優先契約を結んだことや、関西地区に日曜NRNナイターのスポンサーセールスが行われないなどの問題も生じたことから、1977年（昭和52年）からNRNナイターの担当をラジオ大阪へと移管させ、土曜日のナイトゲーム中継をニッポン放送との2局ネットを基本とする編成に変更した。
- 阪急東宝グループ（同球団の親会社の阪急電鉄・阪急百貨店）の買い切り番組で、営業成績は良かったが、聴取率は芳しくなかったとされる。ちなみに、1979年（昭和54年）には巨人戦、1980年（昭和55年）には阪神戦主体の『ダイナミック - 』と交互に放送された。
- 前述したように、1978年（昭和53年）5月14日には、ウエスタン・リーグの阪急対近鉄ナイトゲームを西宮球場から中継した。この年に阪急へ入団した三浦広之投手が「球界の玉三郎」と呼ばれるほどの人気を博していたことや、三浦がウエスタン・リーグの開幕戦から3試合連続完封勝利などの好投を続けていたことを背景に、阪急球団からの要請で同リーグ公式戦のラジオ生中継が初めて実現した。阪急球団は試合の2日前から三浦の先発を予告していたが、試合では三浦が4回表までに6点を失ったため、MBSでは三浦が降板した6回表で生中継を終了（試合は4-8で阪急が敗戦）。終了後は、この試合の前に催された一軍（パ・リーグ公式戦）の阪急対近鉄デーゲームの実況を収録した音源をダイジェスト形式で流すことによって、予定の放送枠を消化した[6]。

##### 毎日放送ダイナミックナイター
- 平日には、1985年（昭和60年）から『タイガースナイター』へ移行後の2008年（平成20年）9月まで、MBS野球解説者の太田幸司が主に前座コーナーのキャスターを務めていた[注 23]。
  - 太田は、中継で解説を担当する場合にも、中継先とスタジオをつなぐ形でコーナーを進行。ナイターオフ期間中にも、18時台を中心に放送されたプロ野球・スポーツ情報番組で、2009年（平成21年）3月までキャスターを担当していた[注 24]。『ノムラでノムラだ♪　EXトラ』が始まった2009年（平成21年）4月からは、解説業にほぼ専念している。
- 『ダイナミックナイター』で阪神戦を中継していた時期には、"ミスター・トラ"こと唐渡吉則のベンチサイドリポートが長らく好評を博していた。唐渡は、リポートの他に、前座コーナーにも登場[注 25]。一時は、JRN・NRN系列局が制作するビジターゲーム中継を含めて、放送する阪神戦の全試合でリポーターを務めていた。
  - 『タイガースナイター』へ移行してからは、MBSのアナウンサーがローテーションでベンチリポーターを担当。それでも唐渡は、2008年度まで、前座コーナーで主にスタジオから阪神情報を伝えていた。『ノムラでノムラだ♪　EXトラ!』が始まった2009年度からは、中継・前座コーナーともに出演していない[注 26]。
- 1993年（平成5年）・1994年（平成6年）の『ダイナミックナイター』では、当時阪神の現役選手だったトーマス・オマリーをイメージキャラクターに起用。中継のCM明けに流されるジングルなどに登場していた（後述）。
- 阪神で活躍したランディ・バースが、現役引退後の1997年シーズンのみ、レギュラー解説者として出演。日本語をほとんど話さないため、中継で解説を務める際には、英語に堪能な高井美紀（当時はMBSアナウンサー）が通訳を担当していた。なお、バースは『タイガースナイター』へ移行後も、来日の際に特別ゲストで数回登場している。
- 1995年（平成7年）・1996年（平成8年）のオールスターゲーム以降は、パシフィック・リーグでの首位争いやイチローなどの活躍で注目されたオリックス・ブルーウェーブの試合中継を優先。当時不振を極めていた阪神戦を予備中継扱い（もしくは在京・在名局への裏送り）として、実況・解説者陣を例年の配置から逆転させていた。
- 1980年代までは、月曜にもJRNナイターとしての定時編成を組んでいたため、阪神戦以外の試合も放送されていた。場合によっては阪神戦非開催時に、在阪パ・リーグ球団の試合を優先して放送することがあった[12]。

## ネットワーク・中継体制
原則としてクロスネット競合局の朝日放送ラジオ『ABCフレッシュアップベースボール』とは逆のネット構成になり、基本的には月・金・土・日曜日は自社ローカル（ただし、月曜日のMBSでの放送は阪神タイガースの公式戦開催日に限る）、火 - 木曜日はNRN（キー局はニッポン放送）のラインネットを基調に、一部の中継をLFや、NRN／JRN各局（対戦カードやデーゲーム・ナイトゲームの違いによりラインは異なる）と2局ネットを実施する。TBSラジオ（JRN、『エキサイトベースボール』）がプロ野球中継の放送業務から撤退した2018年シーズンからは、2017年シーズンまでのネットワークや中継体制を一部見直した。

### 制作担当局（2018年以降）
阪神戦が関わる場合は、この原則に沿った各局技術協力による自社制作を基本とするが、一部期間中は自社制作ではなくネット受け、もしくは裏送り出しのいずれかとなる。また、日曜デーゲームの場合はMBSでは競馬中継を優先させて野球中継自体を放送しないため、資料素材用の収録（MBSでは「番外編」のダイジェスト放送、または18時以後も試合が続いているときの生中継に使用）、もしくは対戦相手側球団の地元局向け裏送りのいずれかになる。
| 主催球団／曜日         | 月      | 火・水・木 | 金  | 土・日       | 土・日     |
| 主催球団／曜日         | 月      | 火・水・木 | 金  | ナイトゲーム | デーゲーム |
| ---------------------- | ------- | ---------- | --- | ------------ | ---------- |
| 基本系列               | JRN/NRN | NRN        | JRN | LF-MBS       | NRN        |
| 日本ハム               | HBC/STV | STV        | HBC | HBC          | STV        |
| 楽天                   | TBC     | TBC        | TBC | TBC          | TBC        |
| 巨人                   | RF      | LF         | RF  | LF           | LF         |
| DeNA                   | TBS/LF  | LF         | TBS | LF           | LF         |
| ヤクルト・西武・ロッテ | QR      | LF         | QR  | LF           | LF         |
| 中日                   | CBC     | SF         | CBC | CBC          | SF         |
| 阪神・オリックス       | MBS     | MBS        | MBS | MBS          | MBS        |
| 広島                   | RCC     | RCC        | RCC | RCC          | RCC        |
| ソフトバンク           | RKB/KBC | KBC        | RKB | RKB          | KBC        |

1. ↑  TBSラジオが自社およびJRNネットワーク番組としての野球中継を廃止した2018年以降は、厳密には（NRNとのクロスネットを含む）JRN加盟局間の個別ネット扱いとなる。
2. ↑  任意ネット扱いのため、2018年以降は必要に応じてABCとJRN・NRN担当を持ち替えることがある。
3. ↑  試合日のMBS/ABC両局の対応による。
4. ↑  土・日のナイターの場合STV制作はABCがネットするため、HBC-MBS-LFの形で放送する試合も稀にある。
5. ↑  火曜日の場合、TBCは自社放送分をJRNネットとするためNRN分は裏送り、金曜日の場合は同じくNRNネットとするためJRN分は裏送りとなる。
6. ↑  RFについては、1979年度から81年度に、TBSラジオ向けに裏送りしたカードが放送された例もある。2016・17年原則として巨人主催試合のみで年間20試合程度をJRN向けに制作（その逆で、RF/GBS/CRK向け〈GBSは月曜を除く毎日、CRKは火 - 金曜のみ〉にJRN各局が制作した巨人戦、及び巨人戦中止時の予備カードを放送した）。TBSは土・日に自社での放送を行わなかったが、デーゲームである場合の裏送り用中継や技術協力は行った。日本ハム・ソフトバンク主催試合が関東で開催された際に、HBC・STV・RKB・KBCが乗り込むかTBS（2017年まで）・LF・QRに委託するかはその時々により異なる。楽天主催試合が関東で開催された際は、TBCが自社本番の要員しか派遣しない場合、裏送りとなる火曜はLFに委託する。一方2017年まで水-金曜はTBSに委託していたが、2018年以降についてはQRに委託する。2016・2017年度は一部試合をRF制作によりJRN系列各局向けに放送する試合（TBSは火-金曜にネット）、及びTBS制作のものをRF・GBS（月除く）・CRK（火-金曜）に放送する試合があった。
7. 1 2 3  対阪神戦で自社制作ができない場合、巨人主催はRFからネット受け。DeNA主催はTBSからネット受けするか、ABCと本番カード限定でネットワークを持ち替えてLFからのネット受けとするかのいずれかとなる。パ・リーグのカードや、交流戦の阪神とパ・リーグ球団の対戦（主催球団を問わず）はQRとのネットを基本とする。
8. ↑  JRNはヤクルト主催試合の放送はできない（日本シリーズおよび本拠地球場開催のオールスターゲームを除く。ヤクルトのビジターゲームは放送可能）が、MBSは「ヤクルト対阪神」に限りJRNネット担当日であっても放送される（QRからの技術協力や裏送りを受けて）。ただし、以前（含・2011年・2015年のクライマックスシリーズでヤクルト対巨人（2011年・1stステージ、2015年・ファイナル）、JRN受け担当曜日に阪神戦以外のヤクルト（および2001年までの大洋→横浜）主催試合が放送されることがあった時に、LFからの裏送りを放送した試合もあった。
9. ↑  土・日のナイターの場合SF制作はABCがネットするため、CBC-MBS-LFの形で放送する試合も稀にある。
10. ↑  火曜日の場合、RCCは自社放送分をJRNネットとするためNRNナイターは裏送り、また金曜日はNRNを自社放送分とするためJRNナイターは裏送りとなる。また、
阪神・オリックス主催の広島戦を放送する場合は曜日およびネットワークにかかわらず全てABCラジオからのネットとするため、競馬中継（広島戦デーゲーム時を除きRCCも15時台をMBSから土曜はCRK経由で、日曜は直接ネット）との兼ね合いもあり週末のデーゲームだとMBS制作分は関西ローカル（土曜の阪神戦）および素材収録待機（オリックス戦と日曜の阪神戦）に限られる（ナイターはLFとの2局ネットで中継する場合あり）。また、RCCは土・日曜ナイター時にはNRNネットを優先するため対在京球団戦は裏送りまたはLF制作、対阪神戦はMBSが自社制作となる。2014年まで対日本ハム・中日・ソフトバンク戦はJRN系列局向けを自社放送、NRN系列局向けを裏送りとすることがあったため、その際にはRCCの自社放送分がMBS・LFの予備カードとして組み入れられることがあったが、2015年からはRCCがこれらのナイターもSTV/SF/KBC（-QR-NRN）ネットを優先するようになったため、HBC/CBC/RKB（-LF-MBS）向けが裏送り扱いとなった。
11. ↑  土・日のナイターの場合KBC制作はABCがネットするため、RKB-MBS-LFの形で放送する試合も稀にある。
12. ↑  オリックス戦デーゲームの裏送りはほぼ交互に実施。

### カードごとの基本ネット・裏送り構成

#### 阪神対オリックス
両球団とも、MBSラジオの放送エリアである関西地方を本拠地とするため、主催球団を問わず自社制作となる。ただし、当該試合が火～木曜日にNRN全国ネット本番、あるいは土・日曜ナイターでLF-MBSラインの本番カードとなり、かつ関東地区の聴取率調査期間に該当した場合には、ニッポン放送が関東ローカル放送として別制作する可能性がある。
2022年6月11日（土曜日）の本カード（オリックス主催）が唯一のナイター開催となり、ニッポン放送との2局ネットで放送した。

#### 巨人戦
- ニッポン放送（LF：NRN、『ショウアップナイター』）火〜木・土・日曜
- ラジオ関東→ラジオ日本（RF：JRN、『ジャイアンツナイター』）- 月・金曜日

ラジオネットワークの本格発足前は、ラジオ東京（KRT）→東京放送（TBS）、ニッポン放送（LF）、ラジオ関東（RF、現：ラジオ日本）の各中波局に加え、日本短波放送（NSB、現：ラジオNIKKEI）ともネットを組むことがあった。また、JRN・NRN発足後では見られなかったKRT→TBSによるABC・NJB→MBSへの二重制作が行われた事例がある。
一例として、1964年7月2日（木曜日）の巨人対大洋戦（後楽園球場）では、TBSラジオ発本線（解説：田宮謙次郎、実況：渡辺謙太郎）を、MBSラジオが第1予備として編成し（自社では南海対西鉄戦〈解説：永井正義、実況：佐々木良三。TBSラジオ第1予備〉が本番）、西日本放送・四国放送・山陰放送などがネット受けした一方、TBSラジオ発裏送り分（解説：大和球士、実況：岡部達）をABCラジオが本番としてネット受けし（自社制作の南海対西鉄戦〈解説：芥田武夫〉は第1予備扱い）、山陽放送・大分放送などもネット受けしていた。またニッポン放送制作分（解説：浜崎真二）は山口放送・南海放送などが、ラジオ関東制作分（解説：飯島滋弥）はラジオ関西・中国放送などがネット受けしていた。当時はラジオネットワーク発足前のため、このようにネット体制が複雑だった。
旧・ラジオ関東と毎日新聞社（現・毎日新聞グループホールディングス）の関係が深かった1977年（昭和52年）以前は、MBSが制作してRF向けにネット（主にJRN・NRN発足前）、あるいは裏送り出し放送をしたものがあったほか、1979 - 1981年にRFとTBSラジオの業務提携が行われた時代にはRF制作・TBSラジオ向け裏送り（逆にTBSラジオ制作・RF向け裏送りとなった試合がラジオ関西に放送されたもの、またTBSラジオ制作をMBSに放送されたものも含む）をネットした試合が存在する。
一方で1979 - 1992年は阪神主催試合は、JRN加盟のもう1つのラジオ局である朝日放送（ABCラジオ、『ABCラジオナイター』）がRF・CR向け裏送り、1993年以後はRFが主体制作をし、それにラジオ関西（CR、『ゴールデンナイター』）が制作協力をする形を取り、パ・リーグの近鉄、南海<1988年まで>、阪急→オリックス主催試合についてはこの期間中を通して原則としてCRが制作を行っていた（まれにRF制作の場合もあり）。また、関西圏で開催の巨人主催試合はRF主体制作で神戸開催時はCRが、大阪開催時はABCが制作協力を行っていた）。

2016年度からは、RF・TBSの相互提携が本格再開され、JRN地方各局とのネットワーク（巨人戦20試合程度の主催カードをJRNナイター扱いでRFが制作、逆にJRN各局がRF向けに巨人戦（ビジターの試合30試合程度）を中心としたカードを配信するが、MBSは原則として金曜日に阪神戦がJRNナイターとして放送される場合に限りRFにも配給、また阪神戦の自主制作以外でRF制作のナイターをJRNナイターとして放送する場合にもRFからネット受けをするが、このケースは阪神戦が基から試合がないときであるか、阪神戦が雨天中止となったとき、あるいは巨人主催の阪神・オリックス戦であっても、MBSの都合で自社乗り込みをしない場合のいずれかに限られる（この場合はサービスエリアが重複するCRKと並列放送となる。巨人主催の対阪神・オリックス戦がJRNナイターとして放送する場合でも、原則としてMBSのアナウンサーがベンチレポーターとして派遣される〈MBS乗り込みの場合はMBS・RF－JRNの兼任となる〉。CRK制作関与については未定。なお、CRKは巨人戦を優先しているので、巨人戦が屋外の球場で開催予定が中止となる場合（地方球場での巨人主催試合を含む）に、阪神・オリックス主催試合が予備補充で繰り上げとなった場合もMBS・CRK並列放送となる。さらに金曜にオリックス対巨人戦が開催となる場合、阪神戦が行われる場合はMBS側が阪神戦を優先させるため、この場合も阪神戦が中止となったときの予備補充であれば並列放送となる）。
なお、RFが中継しない月・金曜日に巨人主催の阪神戦がある日は、RFに委託制作の裏送りと、RF（まれにLFの場合あり）の技術協力による自社での乗り込みのどちらかとなる。他球場速報チャイムは、局間ネット時はJRN（2017年までのTBSラジオ）のものを、委託制作時や自社乗り込み時はMBS独自のものを使用する。
2018年度以降は、金曜日に開催される場合に、ラジオ日本（RF）との2局ネット（カードによってはCRK・GBSの両方またはどちらかが加わる場合もあり）で放送している。また、日曜日は通常LFとのネットとなるが、そのLFが2022年以降に日曜ナイターを年数回の注目カードしか自社で中継しなくなった。
セ・パ交流戦ではオリックス対巨人戦を平日はNRN全国中継として、土・日曜はニッポン放送に裏送りすることがある。ニッポン放送及びNRNの本番カードかつMBSが自社で放送しない場合、他球場速報は「ニッポン放送ナイター速報」として伝えている。ただし、ニッポン放送が聴取率調査週間などで乗り込み自社制作を行った場合、火・土・日曜日はMBSが配置した実況は自社の阪神ビジターゲームの早終了時および雨天予備のための対応のみとなる。

#### ヤクルト戦
- ニッポン放送（LF：NRN、『ショウアップナイター』） - 火〜木・土・日曜の裏送りまたは技術協力
- 文化放送（QR：NRN、『ライオンズナイター』） - 月・金曜の裏送りまたは技術協力

1979年以降はラジオ放送権がNRN独占のため、必然的にニッポン放送と組む。JRNでも放送が可能だった1978年までの月・金曜は、TBSラジオと組んでいた。
文化放送との公式戦のネットは『ジャイアンツナイター』時代の1976年までで、土・日曜のNRN担当がラジオ大阪（OBC、『ビッグナイター』）に移った1977年以降はこのカードでは一切組んでいなかった。（ただし、ヤクルトが日本シリーズに進出した際には、一部の試合で文化放送・TBSラジオからネット受けしたことがある。）
1979年にヤクルト及び大洋の主催試合の中継がNRN独占となった後も、ABC・MBSに対してはJRN担当日の中継が対阪神戦以外を含めて認められたため、当該日の試合はニッポン放送がNRN向けとは別に二重制作するか、JRN担当日の在阪局（MBSは月・金曜が該当）が乗り込み自社制作するかのどちらかとなり、まれに阪神非関与のカード（主に対巨人戦）で乗り込み自社制作を行うこともあった。
1994年から2001年は横浜と巨人の対戦（主催球団を問わず）の裏カードに限り、TBSラジオ・JRNでの制作・放送が認められたが、対阪神戦のABC・MBSへのネットは認められなかったため、当該試合がMBS及びABCのJRN担当日に行われた場合は従来通り自社で乗り込むか、ニッポン放送がNRN向けとは別に二重制作して裏送りするかのどちらかとなった。
2018年のJRNナイター廃止の影響から、それ以降のJRN担当日は非NRN扱いと変化し、自社制作できない場合に文化放送から裏送りを受けることになったが、MBSでは2021年まではすべて自社制作を行ったため、最初の実例は2022年7月8日（金曜日）のヤクルト対阪神戦でセ・リーグ公式戦では46年ぶりに文化放送からの裏送りを受けることになった（解説：笘篠賢治、実況：山田弥希寿、リポーター：高橋将市。予備カードはRFラジオ日本制作の巨人対DeNA戦を補充〈解説：中畑清、実況：斎藤一平。ラジオ関西では本番カードとして放送〉。ABCでは2018年から火〜木曜に実施）。
非NRN日のヤクルト主催で自社制作を行わない場合、他球場速報は、ニッポン放送との2局ネット時（土曜ナイターと注目カード時の日曜ナイター）はNRNの速報チャイムを使用するが、裏送り時はニッポン放送（土曜デーゲームと一部のナイター・注目カード時以外の日曜ナイター）・文化放送（月・金曜）ともにMBS独自のチャイムを使用する。

#### DeNA戦
- ニッポン放送（LF：NRN、『ショウアップナイター』） - 火〜木・土・日曜の裏送りまたは技術協力
- 東京放送→TBSラジオ（JRN、『エキサイトベースボール』）- 月・金曜日の技術協力
- RFラジオ日本（RF：JRN、『ジャイアンツナイター』）- 月・金曜日の裏送り

TBSラジオがDeNA主催試合の裏送り以外撤退した2018年から2020年まで、DeNA対阪神戦に関してはMBSでは曜日にかかわらずLFとのネット（またはLF技術協力の自社制作）に固定したため、月・金曜にABCが自社制作を行わず、かつLFがABC向けの裏送り体制を取らない場合は、例外的にJRNとNRNの担当を持ち替えてMBSがLF（またはLF技術協力自社制作）、ABCがTBSとのネットとなっていた。このためMBSでTBSラジオ制作の中継が放送されるのは、金曜のDeNA主催カード（主にCBC向けの対中日戦、HBC向けの対日本ハム戦、RKB向けの対ソフトバンク戦）が予備から昇格した場合に限定されていた。2021年は、MBSが自社制作を行わず、他にネット局がある場合に金曜日のDeNA対阪神戦でのTBSラジオからの裏送りネット受けを再開する（最初の実例は4月9日。中日戦が非開催のためCBCにもネット）。2022年は4月19日から21日までのDeNA主催試合は自社制作となっている。
2023年度からTBSラジオは人件費高騰を理由にTBSのアナウンサー・解説者を出演させて裏送りをさせる委託放送を廃止したが、放送席と技術スタッフを残しており、自社制作での乗り込み放送ができる範囲内で技術協力を担当している。乗り込みができない場合はニッポン放送（原則火 - 木・土・日曜日）もしくはRFラジオ日本（原則月・金曜日）への制作委託となる。

#### 中日戦
- 東海ラジオ（SF：NRN、『ガッツナイター』） - 火～木曜、土曜デーゲーム。日曜はデーゲームは阪神主催中日戦の裏送りのみ。
- 中部日本放送→CBCラジオ（JRN、『ドラゴンズナイター』） - 月・金曜、土・日曜ナイター

土・日曜はナイターでは2010年以降ABCがNRNナイター担当となるため、阪神が関与しない試合を含めてCBCとのネットとなる。その一方でデーゲームではSFとのネットを継続している。
以前は阪神戦のホームゲームを裏送りとして、CBC（月・金）、SF（火〜木・土・日）の中継を行う事があった（両局が制作し、MBSは協力に回ることもある）。これは、自局向けの放送がかなり阪神びいきになっている事に配慮したもので、JRN・NRNそれぞれのメインカードが雨天中止となった場合は、急遽全国ネット向けの放送になる事があった。しかし、現在は中日戦や全国放送カードにおける自局向けと地方向けの二重制作へは消極的な傾向にある。なお、交流戦のオリックス対中日戦は従来通りCBC・SFへの裏送りや制作・技術協力を実施しているほか、2015年は関西ローカル向けの特別企画を行う関係で久々1試合の二重制作が実施された。2016年にも2試合二重制作を実施している。
また、阪神対中日戦に限らず、巨人対中日戦の裏開催となる阪神主催デーゲームをSFにネット（日曜は裏送り）することもあったが、2014年以降、日曜についてはSFが本番・予備を問わずABCとの2局ネットに振り替えているため、MBSの実況は素材録音およびナイター枠への延長対応のみとなった。

SFはデーゲームでも予備カードを編成することがあるが、オリックス戦を編成する場合、対日本ハム戦ではデーゲームでMBSから裏送りを受けていたSTVが2021年から土・日曜の中継を休止しているため、MBSがSFに裏送りするか、ABC・HBCがNRNにも加盟していることを踏まえてABCのHBC向け裏送り分を充ててABC＝HBC＝SFの変則ネットとするか未定。また、対ソフトバンク戦はデーゲームでは基本的にMBSがKBCに、ABCがRKBに裏送りしているため、この場合はNRNの枠組みでKBCに合わせてMBS制作分を受けることになるが、日曜に対中日戦以外を本番とする場合は、本番ABC、予備MBSの変則ネットとなる。ただし、資本関係の都合上、一部年度ではカードによりナイターと同様のMBSとRKB、ABCとKBCのネットに組み替えることがあるため、その場合にMBS制作の阪神対中日戦が本番だと、同カードに合わせてMBS（NRN/JRN）＝RKB（JRN）＝SF（NRN）の系列を跨いだ変則ネットとするか、NRNの枠組みでABC＝KBC＝SFのネット（本番MBS・予備ABCの変則ネット）とするかは未定。
日曜の阪神対中日戦をSFがMBSから裏送りで、CBCがABCから同時（オリックス戦は裏送り）でネット受けしている時に、CBCが中断して競馬の重賞メインレース実況（MBS制作）を挿入した場合、短い時間ではあるがSFとCBCでMBS制作番組の競合が発生する。

#### 広島戦
- 中国放送（RCCラジオ：JRN・NRNクロスネット、『RCCカープナイター』）- 広島主催試合は原則として全曜日技術協力を受けて乗り込むが、自社制作ができない場合や阪神・オリックスが関与しない試合（後者は月曜を除く）は月・金〜日曜はRCCからの裏送り（阪神・オリックスが関与しない試合では、金曜は文化放送を含むJRN系列局向けの裏送りを兼ねる場合あり。また、土・日曜はニッポン放送制作の場合あり）で、火〜木曜はNRNの枠組みでRCCとの2局ネット。阪神・オリックス主催試合は火〜 木曜に広島戦が中止または最初から予定がない場合（広島戦のデーゲーム開催時を含む）に限りRCCへネット

月〜木曜の阪神対広島戦やセ・パ交流戦のオリックス対広島戦は本来同じNRN（月曜はJRN）ネットであるRCCとはネットを組まない。これは過去にMBSが巨人戦主体の編成を組み、阪神球団がABCと優先契約を結んでいた時代があったため（前述）、必然的にABCと組まざるを得なくなった名残と、RCCが元々実質的な親会社の中国新聞社に加えて朝日新聞社・毎日新聞社とも均等に資本関係があったことや、テレビネットワークの腸捻転の名残でもある。

一方で、広島が関与しない在阪球団主催試合や広島主催試合は、後述の通り曜日・時間帯に沿ってABC・MBSのいずれかとネットを組む他、週末の競馬中継でABC-TBSではなくMBS-LF-STV-CBC-KBCのネットワークに参加することで、RCC側はMBS・ABCの両局と対等に関係を結ぶ配慮をしている。
かつての「FOLネット」時代（1959年 - 1962年、LF・RKBとのネットワーク）にはRCCも広島発の試合について制作協力を行っていた。
なお、広島戦が雨天中止あるいは元から試合の予定が組まれていない日にRCCが、広島の関与しない阪神・オリックス主催試合の中継放送を編成した場合（予備カード繰り上げも含む）は、本来のネットワークに沿った編成となるため、NRNナイターを担当する水曜・木曜日（2018年以降は火曜日も）にはMBS制作のナイターがネットされることになる。同様に、広島主催試合のRCCでの自社放送分は、後述の例外を除き、曜日に沿ってNRN担当となる側と局間ネットを組んでいる。また、RCC・MBSがJRNナイターを月曜に定時編成していた1980年代には、月曜にも対広島（NRNにネットを切り替えてABCからネット）以外の在阪球団主催試合では本来のネットワークに沿ってMBS制作のナイターがネットされていた。
広島主管で旧広島市民球場→マツダスタジアムで開催される土・日曜開催のオールスターゲームは、基本的にLFの乗り込み自社制作分をネット受けしている。
2018年のJRNナイター廃止により、RCC・MBS・ABCがいずれもクロスネット局であることから、広島主催の阪神戦で火 - 木曜日にNRNでの予備順位が屋内より下位となり、かつMBSのみが乗り込み自社制作を行う場合は、RCCの要員配置の都合によっては二重制作を行わず、阪神主催時とは逆にABCが本番カード限定（予備カードはRCC・MBSはLFおよびNRN各局から予備順位に準じて、ABCは自社制作のオリックス戦や、RF・QRおよびJRN各局の中継から補充）でNRNにラインを切り替えてRCCとの2局ネットで放送することがある（最初の実例は、2022年6月21 - 23日）。また2025年6月3日 - 5日のオリックス対広島戦は、屋内球場より下位の予備順位であることから、火 - 木曜でありながらMBSが制作体制を取らず、ABC制作のRCCへの裏送り分を特例としてNRN予備扱いとしている。
同様に、月・土・日曜ナイターでABCのみが乗り込み自社制作を行う場合も、月曜はRCCがMBSへのネットを行う予定が組まれたことがあり（雨天中止）、土・日曜にQR幹事NRN・LFの双方で本番となった場合はRCC＝LF＝MBS（＝土曜のみQR経由でKRYも）の変則ネットとなる可能性も想定されるが、2024年までの実例はない。ただし、ナイターオフ編成では2024年10月5日（土曜）の広島対ヤクルト戦（マツダスタジアム）でRCCとMBSが局間ネットを行った（テレビはNHK広島・山口放送局が中継）。
2025年以降、広島主催のナイターで在京球団と対戦する場合は、LFとNRN（SF・ABC・土曜日のKRY）の双方に同じ中継を配信するようになった。このため、該当試合がLFの予備カードとなった場合、同じ実況がABCで放送される可能性もあることから、MBSでは予備カードから外して下位のカードを繰り上げるか、雨傘番組へ差し替える対応を取るようになった。このため、土・日の広島主催試合にてRCC制作中継が流れるのは、CBC向けに裏送りされる対中日戦のみとなった。

#### 西武戦
- 文化放送（QR：NRN、『ライオンズナイター』） - 金曜日のナイターで開催される「オリックス対西武」は原則裏送り（自社では予備カード扱い）、「阪神対西武」は主催・ビジターを問わず2局ネットまたは技術協力。
- ニッポン放送（LF：NRN、『ショウアップナイター』 - 火〜木・土・日曜の裏送りまたは技術協力

金曜日にオリックス・阪神がナイトゲームで埼玉西武ライオンズと対戦する場合には、2018年以降はNRNのキー局で西武の試合をメインに放送する文化放送との間で、裏送りや2局ネットなどを実施する。
- 2018年6月1日（金曜日）の西武対阪神（メットライフドーム）では、『ダイナミックナイター』時代の1976年（昭和51年）以来実に42年振りに文化放送からネット受けした（解説：山崎裕之、実況：長谷川太、西武側ベンチリポート：槇嶋範彦）。掛布雅之がゲスト解説者として登場した[注 36]ほか、MBSからは森本栄浩を阪神側のベンチリポーターとして派遣した[注 37]。
- 2019年5月17日（金曜日）のオリックス対西武（京セラドーム大阪）では、『ライオンズナイター』への裏送りを実施[注 38]。当日は日本ハムの公式戦が最初から組まれていなかったため、プロ野球中継におけるJRNシングルネット局のHBCでもネット受けを実施したが、他球場の速報には2018年以降の文化放送の方針に合わせてNRN標準チャイムを使用した。
- 6月21日（金曜日）の阪神対西武は、セ・パ交流戦の規定に沿って、前年と逆に甲子園球場で阪神のホームゲームとして開催。MBSが制作した中継（解説：八木、実況：近藤、阪神側ベンチリポート：三ツ廣、西武側ベンチリポート：土井悠平〈文化放送〉）を、『ライオンズナイター』でもネット受けで放送した。
- セ・パ両リーグともリーグ戦を再開した6月28日（金曜日）には、当日は阪神の公式戦が最初から組まれていなかった[注 39] ため、文化放送が『ライオンズナイター』として制作する西武対オリックスの中継（解説：東尾修、実況：槇嶋）をネット受けで放送した。
- 2021年5月28日（金曜日）の西武対阪神（メットライフドーム）で『ライオンズナイター』のネット受けを実施（解説：東尾、実況：長谷川、西武側ベンチレポート：土井、阪神側ベンチレポート：山田弥希寿）。2018年6月1日とは異なり、MBSは阪神側ベンチレポート担当のアナウンサーを派遣しなかった。
- 2022年4月15日（金曜日）のオリックス対西武では、当初文化放送への裏送り予定だったが当日RKBで放送予定だったロッテ対日本ハム（ZOZOマリン）の雨天中止に伴いJRN単独加盟局のRKBにもネットされたため、文化放送が絡む試合で他球場速報にMBSの独自チャイムを使用した。

#### ロッテ戦
- ニッポン放送（LF：NRN、『ショウアップナイター』） - 火〜木・土・日曜（年度により裏送り）
- 文化放送（QR：NRN、『ライオンズナイター』） - 月・金曜（年度により裏送り）

ロッテ主催試合の対阪神戦は原則として乗り込み自社制作しているが、年度によりニッポン放送もしくは文化放送からの裏送りで対応する。
2022年は5月27日（金曜ナイター）のみ自社制作（予備カードにHBCラジオ制作の『日本ハム対巨人』を編成）、28日（土曜デーゲーム）はニッポン放送からの裏送り、29日（日曜デーゲーム）は競馬中継優先のため放送なし。予備日の復活開催で30日（月曜ナイター）に行われた場合は文化放送からの裏送りで放送予定だった。
阪神が関与しないロッテ主催試合は、火〜木曜にNRN全国ネット本番あるいは屋内球場より上位の予備カードとなった試合や、金曜に『文化放送ライオンズナイター』（対西武戦）および文化放送制作JRN系列局向け裏送り中継（対日本ハム・ソフトバンク戦）を予備カードに設定かつ昇格時や阪神戦非開催もしくは土曜デーゲーム開催日の自社本番時にネット受けする場合に限られる。

#### 日本ハム戦
- 札幌テレビ→STVラジオ（NRN、『STVファイターズLIVE』） - 火〜木曜の裏送りが中心
- 北海道放送（HBCラジオ：JRN、『HBCファイターズナイター』） - 月・金曜の裏送りが中心
  - 日本ハム主催の対阪神戦での乗り込み自社制作時の技術協力は、曜日・時間帯が一致しない場合がある。

京セラドーム大阪およびほっともっとフィールド神戸で行われる、オリックス主催の対日本ハムの公式戦がナイターで行われる日は、MBSがその日に取るラインに合わせて裏送りを制作する。STVラジオは2017 - 2020年に土・日曜日のデーゲーム中継枠をレギュラーで編成していたため、日本ハム戦をオリックス主催のデーゲームとして土・日曜日に関西圏の球場で実施する場合には、MBSがSTVへの裏送り向けに中継を制作していた。編成上の事情で土・日曜日のデーゲーム中継を再び見送る2021年以降は、MBSからの裏送りを火 - 木曜開催分のナイトゲームに限定し、土・日曜は素材収録対応とするが、要員の都合により素材収録できない場合は、ABCのHBC向け裏送り音源をJRN・NRN共用扱いとすることがある。ただし、土・日曜デーゲームでも薄暮開催時はナイターに準じてMBSがHBCへの裏送りをすることがあり、当該試合をABCが素材収録できない場合はMBSの音源をJRN・NRN共用扱いとすることがある。
対阪神戦以外の日本ハム主催試合は、対巨人戦以外で全国中継本番となる頻度や、対オリックス戦の個別ネット頻度が少ないこともあり、STV・HBC制作分ともにMBSでの放送頻度も少ない。
金曜に日本ハム戦の開催がない場合は、JRN系列局（文化放送を含む）に裏送りするオリックス主催試合のネット受けにHBCが加わることがある。
2022年6月4日（土曜）の対日本ハム戦は、前年以降の経緯からSTVへのネットがない単独放送ということもあり、岩本勉がゲストとして出演した（同日のHBCはABCからネット）。なお、岩本は前日のMBSテレビの中継にも出演したが、同日はゴールデンタイムの全国ネット番組の差し替えということでビジター側の差し替えに制限があることから、HBCテレビではネット受け、自社でのオフチューブ実況への差し替えのいずれの形式でも放送できなかった。ただし、ノンスクランブルの衛星波ではNHK BS1（『NHKプロ野球』）が別途並列放送したため、北海道地区ではそちらで補完できた、

阪神主催試合の対日本ハム戦は北海道へネットされるが、日本ハム主催試合については両局の技術協力を受けて乗り込み自社制作することが多い。ただし、MBSは日曜デーゲームを放送しないため、週末開催となった場合は土曜の試合のみHBCからネット受けすることもある（この場合、過去の実例ではABCはSTV技術協力の自社制作で対応した）。

#### ソフトバンク戦
- 九州朝日放送（KBCラジオ：NRN、『KBCホークスナイター』・『KBCダイナミックホークス』）
- RKB毎日放送（RKBラジオ：JRN、『RKBエキサイトホークス』）

京セラドーム大阪（またはほっともっとフィールド神戸・わかさスタジアム京都）で行われる、オリックス主催の対ソフトバンク戦もしくはソフトバンク主催の公式戦がナイターで行われる日は、MBSがその日に取るラインに合わせて裏送り中継（日程編成上ごくまれに自社での本番カードの場合もあり）を制作する。
交流戦の対阪神戦については福岡PayPayドームへの乗り込み自社制作を行うことが多い。この場合は同一資本のRKBが技術協力を行うことが多いが、出演者のコラボレーションなどの都合でKBCの協力となることがある。

ソフトバンク主催試合はMBS制作でRKBもしくはKBCに加え対戦球団の地元局にもネットされる。また、水曜日のソフトバンク戦は、MBS制作でKBCに加え、NBC長崎放送（佐賀中継局含む）とRKK熊本放送にもネットされる（2010年度まではOBS大分放送にもネットされた）。
2023年は、KBCがデーゲームや土・日曜ナイターのビジターゲームの放送を休止したため（局間ネットが可能な場合を含む）、RKBが資本関係への配慮でMBSとの局間ネットに切り替える場合を除いて当該の試合は素材収録対応のみとなる。

#### 楽天戦
- 東北放送（TBCラジオ：JRN・NRNクロスネット、『TBCパワフルベースボール』）

楽天主催試合のうち、対阪神戦は開催時期に聴取率調査週間などのキャンペーンが組まれることが多いため、TBCの技術協力を受けて現地に乗り込む。このため予備日の復活開催での本番昇格など余程のことがない限りはTBCは自社単独で放送し、TBCが取らないラインの雨天予備中継担当および素材収録もMBSラジオが担うか（月・金曜のJRN向け、火曜のNRN向け、土・日曜のLF向け）、TBCの自社中継をJRN・NRN共用素材とするかのいずれかの選択をする。楽天主催のオリックス戦は在京・在阪局で滅多に放送されないため。JRNナイター縮小後は予備順位によってJRN・NRN共用素材となることが多い。
火曜日に阪神が関与しない楽天主催試合をMBSで放送する場合は、TBCが自社放送分ではJRN各局・QRとのネットを優先としているため、NRN向けの裏送り分をネット受けする。
2023年以降、STVとKBCが土・日曜開催の楽天主催試合を地元球団がビジターになる試合も含めて放送しない方針としたことで、土・日曜に二重制作が必要となるカードがセ・パ交流戦の中日戦（通常このカードはデーゲーム開催）と、後述のオールスターゲームのみとなったため、それ以外のカードはLFとNRN（SF・ABC・土曜日のKRY）の双方に同じ中継を配信するようになった。このため、楽天主催試合がLFの予備カードとなった場合、同じ実況がABCで放送される可能性もあることから、MBSでは予備カードから外して下位のカードを繰り上げるか、雨傘番組へ差し替える対応を取るようになった。このため、土・日の楽天主催試合の中継は、オールスターゲームを除くと、阪神がビジターとなる場合の自社制作のみとなった。
2021年7月17日（土曜日）は楽天主管のオールスターゲームをTBCが制作したが、2018年以降、TBCがJRNおよびLF＝MBS、ABCがNRNと異なるラインを取る上、ニッポン放送も乗り込み自社制作を見送ったため、TBCの自社放送分をネット受けした。

### イレギュラー放送
- 阪神が低迷していた2002年頃までの『ダイナミック - 』では、開幕直後や聴取率調査期間やナイターオフ（10月以降）の例外的な放送や、JRN担当日のヤクルト（またはNRN独占時代の大洋→横浜）対阪神戦を除きネット受け・制作委託となる場合が多かった[注 43]。2000年代の阪神戦中継では、原則ホーム（阪神球団主催）・ロード（敵地）を問わずMBSのスタッフを球場に派遣する形で放送するが、2010年度からは不景気による制作費の削減からか、ロードにおいて現地の放送局に制作を委ねることが多くなっている（MBSからはリポーターのみ派遣）[注 44]。
- オリックス主催試合の楽天戦、ロッテ戦、ヤクルト戦、DeNA戦は大半が全国放送本番カードが中止となった場合の予備放送扱いとなるため、これらのカードの裏送りはごく稀にしか行われない。阪神ビジターでのロッテ戦は、それぞれ予備カードからの昇格でない限り地元の在京局では原則的に放送されないので事実上独占中継になる場合がある。その一方ヤクルト・DeNA戦に関しては、巨人主催ゲームの裏カードとなった際に高額な巨人戦全国中継の放送権料を節約する関係上、巨人戦を予備カード扱いとした上で全国ネット本番とすることがあり、2010年代以降は幾分増加傾向にある。
  - ただし、2023年6月6日（火曜日）開催の「オリックス対巨人」は、オリックス主催でありながらもMBSラジオでは「楽天対阪神」の予備カードの上位には設定しなかった（予備第1位はKBC制作の「ソフトバンク対DeNA」を設定）。これは火曜日の地方クロスネット局の多くがJRNナイターをネットしていた名残で、『アフター6ジャンクション』を含む野球とは無関係の編成（山口県を含み宮崎県・沖縄県を除く九州各地の放送局=RKB他と宮城県=TBC・広島県=RCCは地元球団の試合を放送）、またNRNシングルネット扱いのSTVラジオ、SF、KBCも地元球団の中継が優先され、結果的にLFがMBSラジオの技術協力を受けたスペシャルウィークのプレ編成による乗り込み中継のみにとどまったことによる。
- オールスターゲームやフレッシュオールスターゲームをMBSのサービスエリア内にある球場（現在は主に阪神甲子園球場・京セラドーム大阪）で開催する場合には、試合日に該当するライン（JRNかNRN）に合わせる形で全国中継の制作を担当（関西以外の地方で開催する場合には系列局からのネット受けで中継するが、やはり日曜のデーゲームとなった場合はネットしない）。後述のように関西のナイターネットが再編された2010年以降も、該当試合が土曜・日曜に当たった場合、MBSは従来通りLFへのネットとなる[注 45]。
  - フレッシュオールスターゲームの開催日が本来のNRNライン担当日と重なる年には、NRN加盟局の若手スポーツアナウンサーが2 - 3イニング単位で交互に実況（いわゆる「リレー実況」）・ベンチリポートを担当することが、少なくとも1980年代後半からの恒例になっている。MBSからは、2009年から2016年まで金山泉を派遣（体調不良で出演を見合わせた2011年と不開催の2015年を除く）。2016年は実況担当の金山とともに、森本尚太がベンチリポーターとして中継に加わっていた。7月13日（木曜日）に静岡草薙球場で開催された2017年には、MBSのアナウンサーが中継に参加せず、金 - 日曜日スタジオアシスタントの市川いずみを『まだまだええなぁ!』の電話リポート要員として現地へ派遣しただけにとどまった[注 46]。2018年は派遣を見送ったが、2019年には、入社2年目の三ツ廣政輝がウエスタン・リーグ選抜のリポーターを担当。2020年の中止と2022年の中継見送りをはさんで、中継が再開された2023年には、MBSから川地洋平（入社4年目）と大村浩士（入社3年目）が「リレー実況」に参加した（大村は2回表 - 3回裏・川地は8回表 - 最終イニングの実況を担当）。

1. 火・金曜に広島対阪神戦、もしくはセ・パ交流戦の楽天対阪神戦があり、該当カードがNRN（火曜）・JRN（金曜）の全国向け本番カードとならない場合には、本来裏送り待機すべきRCCやTBCに代わって、MBSによる乗り込み中継が本番カード中止時の全国向け予備中継として扱われることがある（特に地方球場での開催時。RCCとTBCは予備からの昇格時にリポーターを派遣する程度）。月曜開催の楽天対阪神がTBSの本番カードにならない場合も同様の対応となることがある。ただし、該当カードが全国向け本番カードとなった場合は、通常通りRCCやTBCが裏送りし、MBS制作分は関西ローカル向けのみとなる。また、本番カードでなく、かつ乗り込みがある場合でも、要員が確保できる時は、RCCやTBCが別途素材収録待機を行う事がある。
2. 『タイガースナイター』となって阪神応援色を強めて以降は、在阪パ・リーグ球団の主催カードがMBS制作のNRN・JRN本番カードかつ阪神戦非開催で自社での放送が可能な状況あっても、LF-NRN・TBS-JRNへの裏送りとした上で、自社では阪神タイガース関連の特別番組を放送した事があった（実例：2003年6月20日のJRN向け『近鉄 vs 日本ハム』）。
3. 月・金曜にヤクルト主催ゲームの中継がある時は、JRNネットを受けずLFが制作協力するものを放送する（阪神戦以外は基本的に裏送りだが、聴取率調査期間は稀に巨人戦を自社制作の場合あり）。関西地区ではMBSとABCが曜日別にNRN・JRN双方の中継を担当しているため、一方がJRN担当の曜日でもヤクルト対阪神・巨人戦は両局並列での中継が認められている他、LFがJRN担当曜日の局向けに裏送りする場合もあった（JRN単独局はヤクルト主催試合を中継できないが、北海道ではJRN中継担当のHBCがNRNにも加盟していることから、NRN中継担当のSTVが編成の都合上放送できない場合に限り中継が認められている）。
4. 2006年6月19日に行われた「セ・パ交流戦」阪神対日本ハム戦は、中継を放送したHBCに対し本来は月曜にJRNラインをとるMBSが裏送りで中継を行うべきだったが、その日MBSが「裏送りに対応できない」という理由でABCがHBCに裏送りで放送した[注 47]。全曜日ナイター中継をJRNラインに統一しているHBCが、ABCと同じくNRNにも加盟していることや、本来NRNラインをとるSTVラジオが月曜日に放送しないことから実施された模様である。なお、2005年6月17日の阪神対日本ハム戦は、自社向けとHBC向け裏送りの二重制作を行った。
5. 2007年5月22日 - 23日の「セ・パ交流戦」ソフトバンク対阪神戦はビジター乗り込みの自社制作で、本来NRN担当の火・水曜日ではあるが、他地域にネットしない事が確定しているため、MBSと兄弟会社的な関係を持つRKB（JRN単独加盟局）が技術協力を担当した。そのためか22日の中継では他球場速報にJRNのチャイムを使ったが、翌23日はNRNのチャイムを使った。一方、本来NRN担当のKBCは、ABC向けの技術協力を担当していた。
6. 2011年9月1日（木曜日）には、ナゴヤドームの中日対阪神ナイトゲーム中継を、CBC（JRN加盟局）との2局ネットで放送した（後述）[注 48]。MBSでは通常、火 - 木曜日に両球団の対戦を中継する場合に、SF（NRN加盟局）とネットを組んでいる[注 49]。しかし当日の中継では、特例扱いで「CBC・MBS開局60周年記念合同実況」を実施した。MBS・ABCがどちらもCBCと組んだ関係でSFは自社ローカル（NRN全国中継カードのヤクルト対巨人戦の第1予備扱い）で放送し、阪神側のリポーターもSFで配置した。

### 土・日曜日の阪神・オリックス主催戦中継
MBSラジオの日曜午後の時間帯は日本中央競馬会（JRA）との契約の関係上、中央競馬中継（『GOGO競馬サンデー!』）が最優先となるため、阪神主催のデーゲーム中継はクライマックス・セに阪神が出場した場合のみでレギュラーシーズンは一切自社向けに放送しない。
関西の民放ラジオでは、2000年代以降、土・日曜のナイトゲーム中継を縮小・廃止する局が続出。しかしMBSでは、関西の民放ラジオ局では唯一、土・日曜の定期ナイトゲーム中継枠を維持している。2018年度までのレギュラーシーズンでは、土曜日に阪神・オリックスのナイトゲームが開催されない場合でも、他球団の試合を本番カードに組み込んでいた。2019年度以降のレギュラーシーズン中の土曜日には、このような場合に他球団のカードを中継せず、自社制作番組の編成を優先している。
なお2009年度以降、土曜日に阪神のデーゲームを中継する場合には、本来同曜日のナイトゲーム中継に付いているスポンサーCMを阪神のデーゲーム中継へ移動させる。阪神以外の球団のナイトゲームを中継する場合や、ナイターの試合がない場合のレインコート番組には協賛なしのパーティシペーション形式でCMを放送する。オールスターゲームが土曜開催のデーゲームとなった場合も、同様の対応を取る。ただし、阪神のデーゲーム中継を17:30以前に完了できなかった場合には、逆に『うきうき土曜リクエスト』内の「ウィークエンドネットワーク」のコーナースポンサーCMをナイター中継の序盤にそのCMを消化する。
日曜日の阪神対中日戦開催時に東海ラジオ、2012年からは阪神対ソフトバンク戦開催時にKBCラジオに向けて裏送り方式で中継を制作。裏送りが求められていない場合にも、報道素材向けの収録要員として、MBSからスポーツアナウンサー1名を開催球場（甲子園球場や京セラドーム）に派遣している。2018年には、阪神対日本ハム戦が6月9日（日曜日）に組まれたため、当時日曜日のデーゲーム中継枠をレギュラーで編成していたSTVラジオへの裏送り向けに中継を制作した（後述）。
また、オリックス主催試合が全国放送となり、そのうえで阪神戦が同時開催される場合は、原則阪神戦を優先するため、オリックス戦はMBSでは放送せず、各ネット局向けの裏送り出し（スペシャルウィーク中は本拠地所在地の球団がある場合、その地域の放送局が自社出しする場合がある）となることから実質的に「二重・三重放送」となるケースもある。

#### 2007年度まで
- 1977年のNRNナイター辞退以降、JRNラインはABC、NRNラインはOBCの担当という体制が長らく続いていたため、ローカル放送もしくはLFとの2局のみのネット（通称：LF-MBSライン）[注 55]となり、阪神のビジターゲームのうち、現地局からのネットができない対中日戦や対広島戦では原則として自社のスタッフが乗り込んで放送していたが、時折SFやRCCが裏送りしたり、SFまたはRCCのアナウンサーとMBSの解説者またはその逆での放送となったこともあった。
- ただし、2000年代以降、SFはOBCもしくはQRでの放送予定のない阪神対中日戦をMBSからのネット受けで放送するようになっていた。これはOBCでの阪神戦中継の機会が少なかった（特に土日デーゲーム中継枠は当時から組まれていなかった）ためである。
  - 1980 - 1990年代には、ABC（月・金曜）・MBS（火 - 木曜）が阪神対中日戦ナイターの自社向け中継をローカル扱いとした際、裏送り要員の都合等の諸事情により、平日でありながらOBCがSFへの裏送りを実施した例があった。
- また、主に阪神戦やLFのメインカードの予備対応としてソフトバンク戦のホームゲームにスタッフを派遣することがあった（東日本の試合はLFがスタッフを派遣）。阪神戦がデーゲームまたは雨天中止となった場合は、ソフトバンク対オリックス戦の場合や、LFのメインカードが中止になった、またはナイトゲームがソフトバンク戦一試合の場合などで放送することがある。この場合、FOLネット（後述）の名残りから、現地（福岡）での技術協力局が本来のNRNナイター参加局のKBCとならず、JRNナイター参加局のRKBとなる場合もあった。なお、2010年以降、MBSによる福岡乗り込みは阪神のビジター戦や聴取率調査期間の特別制作を除いて原則として行っていない。

#### 2008年度
MBSは2008年度・2009年度の2年間、土・日曜日に阪神・オリックス主催のナイトゲームを中継する場合に、関西ローカル放送の有無に関係なく、QR幹事によるNRNライン向けの中継を担当していた。これは、1977年から土・日曜日のNRNラインのナイトゲームを放送していたOBCが、2007年度を最後にすべてのプロ野球中継から撤退し、NRNライン向けの中継制作をMBSに移管したことによる。

ただし、MBSの本放送では前年までと同様にLFとの2局ネット（LF-MBSライン）による中継を継続。そのため、MBSでは原則として、以上の場合に裏送り分を含めて二重（もしくは三重）の中継体制を取っていた。

ちなみに、土・日曜日に阪神・オリックス主催のナイトゲームをNRN系列局へネットする場合には、以下のパターンのうちいずれか1つの中継体制を取っていた。そのためこの間、大阪府内のラジオ局でQR-NRNライン（MBSからの裏送りによるQR経由のNRNネット）のナイトゲーム中継を聴くことは事実上不可能になった。
1. MBS-LF,MBS-NRN（NRN向けは裏送り）
2. MBS-LF,MBS-QR-NRN（NRN向けはMBSの技術協力で、QRが制作）
3. MBS-(LF)-NRN（STV・SF・KBCいずれかとの2局、もしくはLFを含めた3局ネット。阪神・オリックス戦がNRN全国中継カードで無い場合やデーゲームの場合だが、この場合でも1のパターンになることもあった）

- 4月26日・4月27日・8月30日・8月31日・9月27日の阪神対巨人ナイトゲームでは、関西ローカル向けの中継を放送するかたわら、NRNラインで放送されたQR制作の中継にも技術協力で参加した[注 58]。
- 5月25日は、阪神対西武戦がデーゲーム開催のため、LF制作のヤクルト対楽天戦をネットしたが、NRN独占カードのためTBCも加わって3局ネットとなった。本来日曜日のNRNナイターはQRであるが、TBCでは全国中継とならない場合のヤクルト対楽天戦のナイターを、放送曜日にかかわらずLFからのネット受けで中継することによる[注 59]。
- 6月21日・6月22日の阪神対日本ハム戦中継は、NRN全国中継とLFの中継が別カードだったため、MBSとSTVの2局ネットで放送した。
- 7月13日には、阪神対広島戦が全国で唯一のナイトゲームになったため、MBS-LFとMBS-NRN（裏送り）の二重制作体制を取った。
  - MBS-LF…解説：安藤統男、実況：森本栄浩、リポート：井上雅雄（阪神）・馬野雅行（広島）
  - NRN裏送り…解説：八木裕、実況：近藤亨、リポート：仙田和吉（両チーム担当）[注 60]
- 7月27日の阪神対中日の試合は、LFとQR-NRNのメインカードになったため、7月13日と同様の中継体制をとった。ただし、SFはMBS-LFライン（7月26日の同一カードがNRN全国中継カードで無いため）の中継を放送。
  - MBS-LF-SF…解説：八木裕、実況：井上雅雄、リポート：近藤亨（阪神）・北山靖（中日）
  - NRN裏送り…解説：一枝修平、実況：仙田和吉、リポート：森本栄浩（両チーム担当）

#### 2009年度
前年度まで土曜日にナイトゲーム中継を放送していたKBS京都が、同曜日の中継枠を廃止。関西地方では、『東海ラジオガッツナイター』を受信できる地域を除いて、MBSからの裏送りによるQR-NRNラインでの中継を聴けなくなった。
- 5月3日・8月1日・8月2日の阪神対巨人戦、6月28日の阪神対横浜戦、7月4日・7月5日の阪神対ヤクルト戦、9月12日・9月13日の阪神対横浜戦、10月3日の阪神対ヤクルト戦は、LFライン、QR-NRNラインともMBSで制作。いずれのラインでも、ビジター側のベンチリポーターを除いて、MBSからアナウンサー・解説者・スタッフを派遣した。ここでも『タイガースナイター』はLFライン版で放送。QR-NRNラインの中継は、完全な裏送りになった。
- 7月11日・7月12日の阪神対巨人戦では、MBS制作版、LF制作版、QR-NRNライン（MBS裏送り）の三重制作体制を取った[注 61]。
- 8月15日は阪神の試合がデーゲームであったため、ナイター枠ではオリックス対ソフトバンク戦を放送したが、QR-NRNおよびLFの本番カードが屋内球場（ナゴヤドームの中日戦）だったにも関わらず、KBCとの2局ネットではなく、MBSで自社向けとKBC（NRNライン）向けの二重制作を実施した。
- 8月29日・8月30日の阪神対巨人戦では、MBS制作版、LF制作版、QR制作版（NRNライン）の三重制作体制を取った[注 62]。

#### 2010年度
2010年度はNRNライン向けの中継担当はABCに移り、逆にJRN単独扱いの局（HBC・CBC・RKB）が土・日曜日に阪神・オリックス主催のナイトゲームを中継する場合に、従来のLF-MBSラインの中継との兼用という形で、前年までのABCに代わって自社の中継を当該局へネットするようになった。この場合には、原則として通常使うNRNの速報チャイムではなく、JRNのチャイムが使用される（土・日にソフトバンク対阪神戦をRKBの技術協力で自主制作した場合も同様の措置）が、稀に不手際でNRNのチャイムを使用した例がある。なお、ABCについては、2013年以降機材運用の簡便化のため、デーゲームについてはSF（日曜日の巨人対中日戦の裏カード）・KBCへの配信時を除きJRNのチャイムを使用する関係上、MBSがJRN系列局の協力による自社制作（主にソフトバンク主催でのRKB）またはネット受け（主に日本ハム主催でのHBC）となった場合は、どちらもJRNのチャイムを使用する形になる。
これは、大阪地区では過去の経緯などからMBSとABC双方がJRNとNRNの変則クロスネットを維持していることや、過去2年NRN用のナイターの大阪からの送出がLF向け、QRを含むほかのNRNライン向け双方ともMBSが独占制作した事情などもあり、2009年度を最後にJRN系列が土・日曜のナイトゲームの全国中継枠を廃止（TBSも不定期の放送に移行）したことを機に、JRN全国中継の送出の必要が無くなったABCにQR幹事によるNRNライン用の中継制作を移管させたためである。
なお、MBSがJRN単独扱い局に送出した場合でも、そのカードはLFの予備カードとなっており、同局の本番カード中止時にはMBS-JRN-LFの変則ネットでの放送が想定されている（しかし2012年シーズン終了時点で、予備からの昇格発生例は一度もない）。なお、MBSがJRN単独扱い局に送出したカードをLFも本番カードにした場合は、どちらかが乗り込みの自主制作にする形で対応している（JRNナイターの制作が必要となるオールスターゲームも、TBSが裏送り要員を出して対応）が、どうしても双方とも自主制作できない場合は、MBS-JRN-LFの変則ネットのまま、本番カードとして双方に配信するため、現時点ではLF向けとJRN向けの二重制作を行った例はない。

これに伴い、阪神が絡まない試合を放送する場合、広島・楽天主催試合など、LFとともにJRN向けの中継を予備カードにする場合が生じているほか、JRN向けの放送体制がないカードでも、試合によっては開催地のNRN系列局がLF向けに裏送りで制作するようになったため、MBSもその裏送り放送をネットする場合も出ている。

ただし、デーゲームの放送体制は2009年までと同様にABCがJRN単独扱い局（HBC・CBC・RKB）向け、MBSがNRN単独扱い局（SF・KBC）向けという形を基本とする（ただし、土・日に「オリックス対ソフトバンク」のデーゲームが開催される場合、MBSとRKB、ならびにABCとKBCとの資本関係を考慮して、ナイターと同じネットワーク体制を取ることがある。カードごとに交互に担当している模様）。ちなみに、クロスネット局のTBCやRCC向けは原則としてデーゲーム・ナイターともにABCとのネットを継続するため、MBSの中継が流れることはないが、2014年はTBCが阪神対楽天戦の土曜ナイターで、ABC-QR-NRNが本番カードにしていながら、例外的にMBSからネット受けした。

よって、阪神・オリックス主催試合に限れば、ABCも含めて以下のような放送パターンに分けられることになった。
1. MBS-LF,ABC-NRN（基本パターン。RCCやTBCが絡む場合はデーゲーム・ナイターともNRN扱い）
2. MBS-JRN系列局ローカル,ABC-NRN（ナイターなどでMBSが自社分をHBC・CBC・RKBのいずれかへ送出する場合）
3. MBS-JRN系列局ローカル,MBS-LF,ABC-NRN（2のパターンでLFもはじめから放送する場合。LFはMBSの技術協力で自社制作）
4. MBS-LF-JRN系列局ローカル,ABC-NRN（3のパターンでLFが自社制作できない場合）
5. MBS-NRN系列局ローカル,ABC-JRN系列局ローカル（デーゲームでABCが自社分をHBC・CBC・RKBのいずれかへ送出する場合）

4のパターン時に、土曜日にオリックス／阪神主催デーゲームのMBS発ビジター裏送りと阪神／オリックス主催ナイターのABC発NRN全国中継が組まれた場合、KBCではデーゲームをMBSから、ナイターをABCから受ける形になる。また、福岡・北海道地区に対してはABCがデーゲームはRKB・HBCに裏送り、ナイターはKBC・STVにネットという形態になる。この時、デーゲームが延長戦等でナイター時間帯にかかった際には、RKB・HBCとKBC・STVとの間でABC制作番組での競合が発生してしまう。
日曜デーゲームの場合、中京広域圏では4のパターン時に、福岡地区では2のパターン時に、ABC制作中継のネット（または裏送り）を受けているCBCとKBCが15時台に一旦飛び降りて競馬中継をネット受けする場合があるため、MBSから中日・ソフトバンクのビジターゲームの裏送りを受けているSF・RKBとMBS制作番組で競合してしまう。
なお、報道素材としては上記のパターンに関係なく、阪神主催ゲームでは原則としてMBSがLFに、ABCがQR-NRNに配信しているが（報道素材としてのTBSラジオ/JRNへの配信は、TBSテレビとの兼ね合いからABCとMBSの両方が行っている模様）、オリックス主催ゲームでは、MBSが阪神戦の中継と競馬中継で人員が逼迫して素材収録を行わない場合に、ABCが代わりにLFへの配信を請け負うことがあるほか、逆にABCがビジター側の地元局に音源制作を委託した場合に、MBSが代わりにQR-NRNへの配信を請け負うこともある。
- 5月22日は阪神戦がデーゲームであったため、LFとともに楽天対巨人戦を放送したが、同局乗り込みではなくTBC制作の裏送りでの放送となった。また、同カードが中止になった場合の予備カードとして、STV制作裏送りによる日本ハム対横浜戦が組み込まれていた。
  - さらにTBC制作によるLF-MBS向け裏送りが予備カードとなった例として、7月31日・8月1日の楽天対オリックス戦、9月26日の楽天対ソフトバンク戦があった。
- 5月29日の日本ハム対阪神戦デーゲームは、HBCからのネット受けで放送した。近年の阪神戦ビジターの中継は原則として自社制作（ネットワークを結ぶ各局の技術協力による実質裏送り）だったので、ビジター遠征先の放送局からの垂れ流し放送は珍しいことだった。
通常なら土・日のデーゲームはNRNラインを使うためSTVからのネット受け、あるいはSTV協力の自社制作が原則であるが、STVでは2016年まで慣例的に土曜日のデーゲーム中継の放送はしなかった（ただ、各局への裏送り対応をしたり、素材用としてアナウンサーは派遣している）こと、また2010年からJRN土曜・日曜ナイターの放送が廃止されたことや、HBCがNRNにも（ただしナイターの放送はJRN単独ネット）、MBSがJRNにも加盟していることなどが背景として挙げられる。
- 7月17日のオリックス対ソフトバンク戦は、RKBへ裏送りした。MBSはLFからヤクルト対阪神戦をネットしており、MBS・LFともにその予備カードとして扱われていた。なお、翌日の7月18日の日曜にデーゲームで行われた同じカードは、それまでであればABCがRKBに裏送りするところだが、17日同様にMBSがRKBに裏送りした（ABCはKBCへ裏送り。なお、土日両日デーゲームだった9月4日・9月5日の同カードでは、ABC-RKB、MBS-KBCの形になっている）。
- 7月18日のナイターでは、LFとMBSの予備カードとして、RCC-CBCのJRNライン（2局ネット）による広島対中日戦が組まれていた。
- 7月31日・8月1日の阪神対中日戦は、CBCへネットした。LFは広島対巨人戦を、土曜は自社制作、日曜はRCC制作裏送りで放送したため、その予備カードとして扱われた。
- 8月21日・8月22日のナイターでは、LFとMBSの予備カードとして、TBC-RKBのJRNライン（2局ネット）による楽天対ソフトバンク戦が組まれていた。
- 9月18日・9月25日のナイターでは、LFとMBSの予備カードとして、HBCローカルの日本ハム主催試合が組み込まれていた。5月22日とは異なり、STVの裏送り要員の都合が付かなかったことも影響しているようである。

#### 2011年度
前年もLFとMBSの予備カードとしてHBCの中継が組まれたことがあったが、この年から土・日のLFとMBSの予備カードとして本格的にJRN単独局の中継も採用されることになった（MBSが乗り込み制作する阪神ビジター戦は除外）。
- 4月23日・4月24日には、ほっともっとフィールド神戸で行われる楽天対日本ハム戦が全国で唯一のナイトゲームとなり、MBSが自社制作し、HBCにもネットして放送した[注 66]。LFでもメインカードとして編成されたが、LFはMBS技術協力による乗り込み自社制作で対応した（関東地区が聴取率調査週間であったため。なお、NRNも本カードを中継したが、QRは自社制作した）。なお、前日の4月22日（金曜日）も、MBSがTBCに代わりJRN中継担当としてHBCに裏送りした。

以上のカードは当初、楽天のホームゲームとして同球団の本拠地・クリネックススタジアム宮城で開催される予定だった。しかし、東日本大震災でスタジアム内施設の一部に被害が及んだことから、パシフィック・リーグの特例措置として球場・試合時間を変更した。
- 5月7日・5月22日・7月9日・7月16日・8月21日のナイターでは、LFとMBSの予備カードとして、CBC制作の中日主催試合（5月7日は名古屋ローカルの対巨人戦、5月22日はCBC-TBCのJRNライン2局ネットによる対楽天戦、7月9日は名古屋ローカルの対横浜戦、7月16日と8月21日はCBC-RCCのJRNライン＝2局ネットによる対広島戦）が組まれた。ただし、本番への昇格例はまだ出ていない。
- 5月28日のオリックス対中日戦のナイターは、当日の楽天対阪神戦が屋外開催のため、その第1予備として中継体制が組まれた（LFはロッテ対巨人戦を放送するため、楽天対阪神戦に次ぐ第2予備）が、本来のネット相手であるCBCはMBSの音源をネットせず、MBS技術協力による自社制作で対応した。翌5月29日の日曜にデーゲームで行われた同じカードは逆にSFがネット相手となり、同局への裏送りを実施したが、MBS自社での放送がない[注 68]ことが確定しているため、実況アナウンサーのみSFから派遣を受けての放送となった。
- 7月2日のオリックス対ソフトバンク戦のナイターは、前年同様にRKBへ裏送りし、MBS-LFの2局ネットの阪神対横浜戦の予備カードとして扱われた。翌日の7月3日の日曜にデーゲームで行われた同じカードもMBSがRKBに裏送りした。
- 7月30日・7月31日のナイターでは、LFとMBSの予備カードとして、RCC-CBCのJRNライン（2局ネット）による広島対中日戦が組まれていた。さらに7月30日は、RKB制作でHBCとのJRN単独扱い局同士のネットによるソフトバンク対日本ハム戦も、予備カードとして組まれていた。
- 8月14日のナイターでは、TBCがLF-MBSライン向け予備として楽天対ロッテ戦の裏送り待機を行っていた（TBC自社分はQR-NRN雨天予備として放送）。

#### 2012年度
- 4月14日のナイターでは、LFとMBSの予備カードとして、HBC-TBCのJRNライン局（2局ネット）による日本ハム対楽天戦が組まれていた。
- 5月27日のナイターでは、LFとMBSの予備カードとして、CBC-RKBのJRNライン（2局ネット）による中日対ソフトバンク戦が組まれていた。
- 6月2日の日本ハム対阪神戦のナイターでは、2010年度とほぼ同様の理由でHBCからのネット受けとなった。2010年度はデーゲームだったが、週末のナイターの本番カードでJRNラインを使うのは珍しいことだった。また、裏開催のオリックス対巨人戦についてはMBS制作でLF向けに裏送りしている。MBSで中継のなかった翌6月3日についても、HBC側の要請でMBSから阪神側リポーターを同局のローカル中継に派遣した。
- 6月9日（土曜日）・6月10日（日曜日）のナイター中継枠では、LFがスペシャルウィークに向けた特別編成[注 69]で10日の野球中継を休止した（9日は通常通り中日対楽天戦を関東ローカルで中継）ため、特別にJRNラインを採用。CBC制作・ナゴヤドーム開催の中日対楽天戦（9日、楽天の地元局・TBCとの3局ネット）および中日対日本ハム戦（10日、日本ハムの地元局・HBCとの3局ネット）を放送した。9日の中日対楽天戦（18:00試合開始）については、デーゲームの阪神対オリックス戦（甲子園）の放送時間を17:50頃まで延長したため、『ウィークエンドネットワーク』（ニュース）や『土曜ミミマンボ2』（スポンサー付き番組）をはさんで18:20からの飛び乗りでネット受けを実施した。
  - また、10日の阪神対ソフトバンク戦は日曜開催のデーゲームであったため、MBS制作でKBCへの裏送りを実施した。2010年まではRKBとKBCがともに関西に乗り込んで自社制作していたため、日曜デーゲームであってもMBSによる裏送りを行うことはなかったが、両局とも2011年からは当該カードの自社制作を見送っている。また、土日の連戦ではなかったため通常のデーゲームの組み方が適用され、RKBはABCからのネット受けとなったため、KBCに対してはMBSが裏送りした。なお、通例であればKBCからの解説者派遣があるところであるが、今回はMBS解説者1名のみの担当となった。
- 7月14日・9月8日・9月30日のナイターでは、LFとMBSの予備カードとして、RKBローカルのソフトバンク主催試合（7月14日と9月8日は対ロッテ戦、9月30日は対日本ハム戦[注 70]）が組まれていた。
- 7月29日のナイターでは、TBCがLF-MBSライン向け予備として楽天対西武戦の裏送り待機を行っていた（TBC自社分はQR-NRN雨天予備として放送）。
- 8月5日のナイター中継枠では、LFがロンドンオリンピック中継を優先して野球中継を休止した。MBSは通常通りマツダスタジアムの「広島対阪神」を関西ローカルで中継したが、予備カードが関東での開催となる「DeNA対巨人」と「ヤクルト対中日」の2試合のみのため、6月9日・10日のようにJRNラインには切り替えず、LFがMBS向け裏送りとしてこれらの2試合に解説者とアナウンサーを待機させた。翌週の8月12日もLFはオリンピック中継のため野球中継を休止したが、当日の「阪神対広島」が京セラドーム大阪での開催であったため、MBSの予備カード自体が設定されなかった。なお、8月12日は3試合が関東球団のナイターであったが、「DeNA対中日」が松本市野球場での地方開催、「ロッテ対オリックス」および「西武対楽天」が17時開始だったことも一因である。
- 8月18日のオリックス対ソフトバンク戦は、RKBへ裏送りした。MBSはLFからヤクルト対阪神戦をネットしており、MBS・LFともにその予備カードとして扱われていた。なお、翌日の8月19日の日曜にデーゲームで行われた同じカードは、この年はデーゲームの組み方に合わせ、MBSはKBCに裏送りし、RKBは高校野球期間中のためABC協力の自社制作を行った。さらに予備順が浅いことから、18日はRKBからのベンチリポーター派遣があった。
- 8月26日のナイターでは、LFとMBSの予備カードとして、TBC-HBCのJRNライン（2局ネット）による楽天対日本ハム戦が組まれていた。このカードについては別途、TBC側でQR-NRN向け予備の裏送り待機がなされていた（STVは中継予定なし）。

#### 2013年度
この年の日曜日は、ナイターの開催があるにも拘らず、LFがナイター中継を休止する事例が相次ぎ、MBSは予備カードなしの状態で、自社制作の阪神戦ならびにJRN単独加盟局制作中継のネット受けで凌ぐなどの対応を迫られた。
- 4月20日のオリックス対ソフトバンク戦は唯一のナイターであったため、RKBとの2局ネットで放送した。LFでも本番カードとして編成されたが、LFは乗り込みによる自社制作で対応した（2011年の楽天対日本ハムと同様の対応）。この日は両球団が近鉄と南海のユニフォームを着用する「OSAKA CLASSIC 2013」にあたったことから、近鉄OBの佐野慈紀と南海OBの山内和宏をゲスト解説として迎えて放送（MBS・RKB専属解説者は配置なし）したほか、RKBからもベンチリポーターの派遣があった。なお、翌日4月21日の同カードはデーゲームで行われるが、こちらは2010年・2011年同様の形でMBSがRKBへ、ABCがKBCへ裏送りした。
- 6月2日（日曜日）のナイター中継枠では、LFが野球中継を休止するため、JRNラインを採用してHBC制作・旭川スタルヒン球場開催の日本ハム対DeNA戦（北海道内の屋外球場ではNPB公式戦史上初のナイトゲーム）をHBCとの2局ネットで放送した（解説：大宮龍男、実況：HBC・水野善公）[注 71]。
- 7月28日（日曜日）のナイター中継枠では、6月2日同様にLFが野球中継を休止するため、当日の阪神対DeNAはMBSローカルの放送となり、予備カードも一切設定しない。
- 9月7日のオリックス対ソフトバンク戦は、RKBへ裏送りした。今回はMBS自社では放送されず、MBSはLF制作のDeNA対広島のネット受けとして、LF同様に第2予備の扱いとした。翌日の9月8日の日曜にデーゲームで行われた同じカードは、4月21日とは逆に本来のデーゲームの組み方を採用し、MBSはKBCへ裏送りした（RKBへはABCが裏送り）。
- 9月8日（日曜日）のナイター中継枠では、6月2日ならびに7月28日同様に、LFが野球中継を休止した[注 72]。これに対してMBSは、当日のナイターが関東開催分のみであること、当日の阪神対巨人が15時開始の薄暮試合であること、さらに日曜版の『タイガースライブ番外編』が7月7日以来放送がないことを考慮して、当日はLFからの裏送りは受けずに『タイガースライブ番外編』を放送。冒頭で阪神対巨人の中継を約40分間挿入した。また、当該時間帯に唯一行われていたDeNA対広島の経過については、「番外編」において口頭で伝えていた[注 73]。
- 9月29日（日曜日）のナイトゲーム中継枠では、JRNラインを採用して、RKB制作のソフトバンク対楽天戦（解説：島田誠、実況：RKB田中友英）をRKB・TBCとの3局ネットで放送した。本来土・日曜の中継で2局ネットを組むLFが、前日で本年度の野球中継レギュラー放送を打ち切ったことによる。

#### 2014年度
- 5月10日のナイターでは、LFとMBS（本番はMBS自社制作の阪神対巨人）の予備カードとして、RKBローカルのソフトバンク対西武戦が組まれていた。
- 5月17日のオリックス対ソフトバンク戦のナイターは、RKBへ裏送りした。今回はMBS自社では放送されず、MBSはLF制作の巨人対広島のネット受けとして、LF同様に第1予備の扱いとした。翌日の5月18日の日曜にデーゲームで行われた同じカードは本来のデーゲームの組み方を採用し、MBSはKBCへ裏送りした（RKBへはABCが裏送り）。
- 5月31日の日本ハム対阪神戦のナイターについては、2010年や2012年と似た状況ではあるものの、今回はMBSの出演者が北海道に乗り込み関西向けに自社制作した。一方、裏開催となるオリックス対巨人戦については、LFはMBS協力の下での自社制作となったが、ベンチリポート担当アナウンサー1名（両軍兼務）のみMBSから派遣された。
- 6月8日の阪神対ソフトバンク戦（甲子園）は日曜デーゲームのため、2012年同様にKBCへの裏送りが行われ、KBCから解説者が派遣された（解説:藤原満[注 74]、実況:金山）。試合が長引いたため、MBSにおいても18:00から『MBSベースボールパーク番外編』内で急遽放送した。しかし放送開始すぐにゲームが終了、阪神選手のヒーローインタビューを流すこともなく中継を終了した（KBCにおいても同局の方針でヒーローインタビューは流さなかった）。
- 6月14日と6月15日のオリックス対中日デーゲームについては、5月31日のオリックス対巨人戦同様、MBS協力の下でのSFの解説者と実況アナウンサーによる自社実況とし、ドラゴンズ側のベンチリポート担当アナウンサー1名のみMBSから派遣された（なお、MBS自社では、14日は裏開催の西武対阪神の自社制作、15日は競馬中継を放送）。
- 6月21日の阪神対楽天戦は、唯一のナイターだったためLFに加え、通常ならばABCとネットを組むのが原則のTBCも加わり3局ネットでの放送となった（ABCはQR-NRNネットで放送）。翌22日のデーゲームは、MBSは競馬中継のため素材収録のみ実施し、TBCは原則通りABCからネット受けで放送する。
- 6月29日の阪神対中日のデーゲームは、6月14、15日のオリックス対中日戦とは異なり、MBSの解説者(今岡)と実況(馬野)での中継となった。SFのアナウンサーが中日サイドを担当し、裏送りではあるがMBSから阪神サイドのリポート担当アナウンサーが派遣された。
- 7月4日のDeNA対阪神戦（静岡）は自社制作で対応したが、5日のナイター（横浜）はLF制作の中継（解説:大矢明彦 実況:山内宏明）をネット。金山が阪神サイドリポートとして派遣された。
- 7月6日と8月10日はナイトゲーム（17:00開始の薄暮試合含む）の開催があったにもかかわらず[注 75]、LFは野球中継を休止した。両日とも阪神戦はデーゲーム[注 76]であり、JRN単独加盟局からネット受けできる中継もなかったため、MBSでは「番外編」を放送した。なお、7月6日は16:00開始のオリックス対西武の試合（ほっともっとフィールド神戸）が、番組中もまだ続いていたことから、音源収録を行っていた井上雅雄アナウンサーからのリポートを挿入していた。また8月10日、阪神対広島戦（京セラドーム）は当初14時開始予定だったが、台風の影響で当初予定を1時間延期して15時開始の薄暮デーゲームとなったため、序盤約1時間はその試合の生放送（解説：太田、実況：金山）に充てた。
- 7月19日に甲子園で行われるオールスターゲーム第2戦は、2010年のナイターネット再編以降では、初めて関西からのJRN土曜ナイターが制作されることになったが、JRNナイター分はMBSやABCによる二重制作とはならず、TBSが東京から裏送り用のスタッフを派遣して制作した。よって、MBSは従来通り、LFとの2局ネット分のみを制作した。
- 8月16日のオリックス対ソフトバンク戦のナイターもRKBへ裏送りし、本番であるDeNA対阪神の自社制作、第1予備であるLF制作の広島対巨人（LFの本番カード）に次ぐ第2予備とした。ただし、LFの方の予備順位は西武対日本ハム（17:00開始）よりも後位となった。
- 9月27日は自社制作の阪神対ヤクルト戦を、LFを含めた本番カードとしたが、第1予備となる広島対中日戦は戦況によっては広島の敗戦と同時に巨人のリーグ優勝が決まる可能性があったため、LFが東京から予備要員を派遣する予定であった。しかし、前日に巨人が優勝を決めたため、予備要員の派遣は取りやめとなり、当初第2予備であったHBCローカルの日本ハム対オリックス戦が第1予備に昇格した。
- 9月28日は阪神の試合開催が無く、オリックスもビジター戦であることに加え、前年の9月最終週同様にLFが前日で今季の野球中継のレギュラー放送を打ち切ったため、JRNラインを採用して、日本ハム対ソフトバンク戦をHBCからのネット受けで放送した（RKBは別途自主制作）。

#### 2015年度
- 3月29日の中日戦（京セラ）は、MBS制作でSFに裏送りしたが、当日のMBSは18:00以降をナイターオフ期の通常編成で送ることになっていたため、実況アナウンサーのみSFから派遣を受けての放送とした。解説は遠山、両サイドのリポートとして仙田が出演。実況はSFの森貴俊が務めた。試合は10-8で阪神の勝利。阪神のヒーローインタビュー（福留孝介）を途中まで放送し、放送を終了した。
- 4月19日の対巨人戦（甲子園）は、延長11回に及び18時を跨いだ。この結果、素材音源収録のために現地にいた近藤の実況で急遽生中継を編成。阪神が敗れた直後の18時30分頃から、本来ネットするはずだったLF制作のヤクルト対DeNA戦を放送。しかし、LFでもMBS制作協力の下、甲子園のデーゲームを中継をしていた。このため、LFは18時40分頃から中継を開始した[注 77]。なお、このLF制作の甲子園のデーゲームにおいては、MBSの不手際でJRNのチャイムが流れた（最初だけで以降はNRNのチャイムに戻る）。
- 5月30日は阪神がデーゲームで、唯一ソフトバンク対ヤクルト戦のみナイターで開催されるため、本来であればLF-MBSラインまたはRKB-JRNラインのいずれかをつなぐところだが、20時から『GI最前線 ジョッキー★ナイト』（日本ダービー特集）が放送される都合によりネットせず、全試合デーゲームと同じパターンで『うきうき延長リクエスト』を放送することになった。
- 7月4日はセ・リーグがすべてデーゲームのため、ナイター枠ではオリックス対ソフトバンク戦を自社制作で放送。このカードはRKBだけでなく、LFも本番カードとしたが、2013年度の事例とは異なりどちらも自社制作を行わない。そのため、ネットワーク再編が行われた2010年以降では初めて、MBS-LF-JRN単独局の変則ネットで放送する（事実上、FOLネットの再現）予定だったが、雨天中止となった。なお、MBSとLFは予備カードの楽天対日本ハム戦が昇格した（RKBは雨天中止時は基から試合がない場合のルールに準じ、予備補充としての放送もしなかった）。こちらはTBC-HBCのJRNライン（2局ネット）分を充当せず、TBCが三重制作分（裏送り用のNRN=QRライン<STV、IBS、FBC、RKC向け。こちらもKBCも予備補充の繰り上げをしない方針のためネットせず>を含む）からの裏送りを実施。
- 7月以降の日曜日には、関東圏の球場での薄暮試合（17:00開始のデーゲーム）を、編成上の事情[注 78]で試合の途中（17:59）から中継する事例が相次いでいる。
  - 7月12日は、巨人対阪神戦（東京ドーム）がデーゲームであったため、LF制作のヤクルト対DeNA薄暮試合（神宮）中継を17:59からネット受け（LFでも17:30から中継を開始）。試合終了後の20:40からは、当日のナイトゲームで唯一18:00から開始したロッテ対ソフトバンク戦（QVC）の中継（LF制作分）を、20:56まで放送した。なお、LFではMBSでの中継終了後も、後座番組枠を使ってQVCからの中継を関東ローカル向けに試合終了まで続けた。
  - 8月9日（日曜日）のDeNA対阪神戦（横浜）[注 79]は、17:00開始の薄暮デーゲームであったため、MBSの自社制作による中継（実況・近藤、解説・今岡、阪神側ベンチリポート・井上）を関西ローカル向けに17:59から試合終了まで放送。当初からナイトゲームの放送を予定していなかったLFの技術協力による中継であった。また、他の薄暮デーゲーム（15:00開始の日本ハム対楽天戦および17:00開始のロッテ対ソフトバンク戦）を予備カードとして設定しなかったため、阪神戦の中止・早期終了の場合には「番外編」の放送を予定していたが、実際には、20:35まで阪神戦を中継した後に、MBSの本社スタジオから市川と山田スタジアムの出演による後座コーナーを20:56まで放送した。
  - 8月16日には、LF制作のヤクルト対阪神[注 80]薄暮試合（神宮）中継を、同局との2局ネットで17:59から放送（実況・山田透、解説・若松勉）。当日は予備カード放送順位の1番目に18時開始・LF制作の広島対DeNA戦（実況・胡口和雄、解説・田尾安志）、2番目に17時開始・TBC制作の裏送り[注 81]の楽天対日本ハム戦を設定。全カード中止の場合には、「番外編」の放送を予定していた。なお実際には、阪神戦を20:35まで中継した後に、MBSのスタジオから20:56まで後座コーナーを放送。当日のスタジオアシスタントであった市川が、同日開催の第97回全国高等学校野球選手権大会3回戦やプロ野球他カードの結果を伝えた。

#### 2016年度
- 本年度は前述したとおり、『河田直也&桜井一枝のうきうき土曜リクエスト』が13:45からの開始となったため、それ以後に試合開始されるデーゲームは事実上左記番組に内包される形を取った。また、本年度より土・日の17時開始のパ・リーグの薄暮試合についてはデーゲーム相当と扱われるようになり、MBS・LFともに原則としてナイターの予備に組み込まれなくなった。
- 5月14日の「オリックス対ソフトバンク」（ほっともっと神戸）は、当日唯一のナイトゲームとなり、前述・2015年7月に雨天中止のため実現に至らなかったMBS-LF-RKBの「FOLスポーツネット」の復活放送が行われた（なおNRNはABC制作での放送だが、ABCは阪神戦デーゲーム日の土・日・月曜はオリックス主催を含むナイターを放送しない原則に沿ってQR-KBC-STVと、球団所在地以外でNRNナイターをレギュラー編成しているIBS・FBC・KRYへの裏送りとなる）。なお番組中にはネット各局の正式なナイターの題名（「MBSベースボールパーク」「ニッポン放送ショウアップナイター」「RKBエキサイトホークス」）をすべてアナウンスしたほか、JRN単独加盟局（RKB）とNRNキー局（LF）との変則ネットであることに配慮して、他球場情報はチャイムを鳴らさずに行った。
- 5月28日の「巨人対阪神」（東京ドーム）は上述のRFラジオ日本とTBSラジオ・JRNの提携関係復活に伴い、RF制作のものをJRNにも報道素材として（TBS・CRKは放送なし）配信されたが、RFとGBS（ぎふチャンラジオ）用の中継には、MBS・ABCのどちらからもリポーターは派遣されなかった。なおMBSラジオではRF、及び本来のナイターネットを担当するLFがそれぞれ制作するものはネット受けせず、LF技術協力による自社乗り込み放送を行い、MBSアナウンサーの金山泉がLFの阪神ベンチ側とMBSのリポーターを兼任した[注 82]。
- 7月30・31日の「阪神対中日」（甲子園）では、MBS-LF-CBCの変則ネットが実施され、CBCからも中日ベンチリポーターが派遣された。第1予備はMBS・LFでは両日ともRCC裏送り待機の「広島対ヤクルト」（RCCは自社ではABC・SFを含むNRN第1予備分を放送）、第2予備は30日のみHBC-RKBネットの「日本ハム対ソフトバンク」が組み込まれ、CBCは予備補充なしだった。番組中には5月14日同様ネット各局の正式なナイターの題名（「MBSベースボールパーク」「ニッポン放送ショウアップナイター」「CBCラジオ ドラゴンズナイター」）をすべてアナウンスしたほか、変則ネットであることに配慮して、他球場速報はチャイムを鳴らさずに行った。

#### 2017年度
- 土曜日で13:45以降に開始するデーゲームについては、本年度から放送を開始した『桜井一枝&井上雅雄のるんるん土曜リクエスト』に中継枠を事実上内包している。
- 9月2・3日の「阪神対中日」（甲子園）ナイトゲームでは、MBSの自社制作による中継をCBCとの2局ネットで放送したため、CBCからも中日側のベンチリポーターを派遣。両日とも、LF制作の「DeNA対巨人」（横浜）を第1予備カードに設定した。
- 9月30日（ナイトゲーム）、10月1日（デーゲーム）の「オリックス対ソフトバンク」（京セラドーム大阪）は、両日ともMBS裏送り＝RKB、ABC裏送り＝KBCのネットで放送し、デーゲームでのこの組み合わせでの放送は2013年4月21日以来となった。10月1日は、途中KBCが野球中継を中断して「スプリンターズステークス」（中山競馬場、MBS制作）を放送したため、MBS制作番組での競合が発生した。

#### 2018年度
- 4月より『るんるん土曜リクエスト』の開始時刻が13:59に変更となり、2シーズン続いていたデーゲーム中継の内包が解消。
- 4月28日の「オリックス対ソフトバンク」（京セラ）は、当日唯一のナイトゲームとなり、「FOLスポーツネット」が2年ぶりに復活。他球場情報では、同年より月・金の放送用に導入されたMBSオリジナルチャイムを使用した。翌29・30日のデーゲームはKBCに裏送りしたが、30日については本来MBS＝RKB（ABC＝KBC）のネットとなる月曜日ながら、同一カードのデーゲームが2日連続となったためか、特例で日曜日と同様MBS＝KBC（ABC＝RKB）のネットとなった。

#### 2020年度
- 『るんるん土曜リクエスト』に代わって『豊永真琴のMBSベースボールパーク』の放送を開始したが、デーゲームの中継枠を内包しない編成を維持している。
- 阪神戦（甲子園球場での対広島戦）がデーゲームとして開催されたにもかかわらず、編成上の事情で中継できなかった9月13日（日曜日）には、LF制作のDeNA対中日薄暮試合中継（横浜＝実況：山内宏明＜LF＞、解説：野村弘樹・谷繁元信、ベンチリポート：胡口和雄＜LF＞）を途中から放送した。この試合は17:00に始まったが、LFでは編成上の事情[注 83]で、17:40から関東ローカル向けに先行中継。17:59からMBSとの2局ネットに切り替えた後に、20:00の試合終了を経て、20:11まで中継した。当番組ではナイトゲーム中継の基本放送枠を21:00まで設定しているため、MBSでは20:13から21:00まで、豊永の進行で阪神戦のダイジェスト（近藤亨の実況で報道素材用に収録していた）音源などを関西ローカル向けに放送した[注 84]。
- 9月20日（日曜日）には、阪神戦がデーゲーム（ナゴヤドームの対中日戦）であることから、LFが制作するヤクルト対広島ナイトゲーム中継（神宮＝実況：煙山光紀<LF＞、解説：里崎智也）の2局ネットを17:59から実施した[注 85]。10月にも同様の事情で、4日にヤクルト対広島ナイトゲーム中継をLF・MBS・RCCの3局ネットで放送[注 86]。25日（いずれも日曜日）にも、ヤクルト対中日ナイトゲーム（ヤクルト・五十嵐亮太投手の引退試合、いずれも神宮）中継の3局ネットを実施した。
  - 上記の期間には、東京六大学野球秋季リーグ戦の終了後（基本として18:30）に（ヤクルト対阪神戦を含めた）中継対象のナイトゲームを開始することがあらかじめ決まっていた。このため、通常は『ニッポン放送ショウアップナイター』でのみ試合開始前に放送する「スワローズクラブハウスマイク」（LFのスポーツアナウンサーによるヤクルト選手への試合前インタビュー企画）を、当番組と『RCCカープナイター』でも流していた。

#### 2022年度
土・日ナイターについて長らくLFとの提携で放送してきたが、LFがこの年より中継の方針を一変させ、日曜日は『SDGs Magazine』『坂本梨紗のヘルシー・メルシー!』『佐野ひなこのおしえて!推しマンガ』などの月1番組やその他の準通年番組の放送を優先するため、ナイター中継を注目カード数試合 のみに絞り込み、巨人戦がある場合でも中継しないことが増えた。この状況を受け、MBSも土・日のナイター中継の対応を一変。以下のような措置が採られている。
- 土曜ナイターは既にデーゲーム中継がある場合には中継しない体制となっていたが、ナイターを放送する場合もデーゲーム時と扱いを合わせるため、予備カードの設定を取り止め（自社制作のオリックス戦も採用しない）、中継予定カードが中止となった段階で『豊永真琴のMBSミュージックパーク延長スペシャル』に切り替えるようになった。この事例は7月9日に初めて発生した。
- 日曜ナイターは引き続き予備カードを設定していたが、LFで中継しない場合には、金曜日と同様に対応。開始時間が17:00以前に設定されている薄暮試合を除いて、他のJRN加盟局の制作による中継を採用している。関東圏の阪神ビジターゲームについては、LFで中継を放送しない場合にも、例年どおり裏送り方式で中継を制作。ただし、レギュラーシーズンの序盤で阪神戦がデーゲームとして組まれている日には、ナイトゲーム中継の基本放送枠（17:59 - 21:00）を『MBSベースボールパーク番外編』以外の自社制作番組（編成上は「制作営業番組」と総称）に充てることが相次いだ（当該項で詳述）。

#### 2023年度以降
- 2022年に休止していた土曜ナイター中止時の予備カードの補充が2023年より再開されたが、日曜ナイターも含めて以下のケースではニッポン放送からの予備補充は行わない（JRN加盟局制作のカードの予備補充は行われる）。

1. ニッポン放送が関東ローカルを前提とした特別企画を編成した場合。例として2023年7月15日にニッポン放送はヤクルト対巨人戦を放送していたが、BSフジの『BSフジLIVE プロ野球2023』の副音声としても採用されていた。MBSはテレビ（厳密には兄弟会社の毎日放送）の系列が異なることから予備としての採用を見送り、当日の阪神対中日戦には予備カードを設定しなかった。翌年には2024年7月6日と7日のヤクルト対巨人戦で同様の企画が行われるため、同日の阪神対DeNA戦の予備カードは設定なしとする（6日はHBC向けにオリックス対日本ハム戦を裏送りするが、こちらも自社の予備カードに採用せず）。
2. ニッポン放送の予備カードに楽天主催試合（二重制作が行われる中日戦を除く）が設定された場合。楽天主催試合がニッポン放送とNRN双方の雨天予備カードとなった場合、この年からは中日戦を除いて二重制作を行わず、TBCの本番実況をニッポン放送とNRN双方に配信する形となった。双方の放送エリアが重複するのが関西地区のみとなったことによる措置である。関西地区ではNRNナイター参加局であるABCにネット優先権があるため、MBSは楽天主催試合がニッポン放送の本番に昇格した時点で同局との連携を解除する形とした。この事例は8月5日と19日（どちらもニッポン放送からのネット受けのDeNA対阪神戦）で発生し、前者では第1予備が楽天主催試合のため予備カードの設定を無しとし、後者では第2予備が楽天主催試合のためRKBのソフトバンク対西武戦の予備順を繰り上げていた。
3. 2025年度以降、ニッポン放送の本番もしくは予備カードに、広島主催の対在京球団戦が設定された場合。前述の楽天主催試合同様、この場合もRCCの本番実況をニッポン放送とNRN双方に配信する（ただし、対阪神戦は本番組の乗り込み実況、対中日戦はCBCへの裏送り分が、それぞれ従来通りニッポン放送の予備となる）。こちらも該当事例の場合、MBSは予備カードにおける同局との連携を解除する。この事例は2025年7月26日（ニッポン放送の本番は広島対巨人戦）で発生し、MBSは阪神対DeNA戦の第1予備をRKBのソフトバンク対オリックス戦とした。ただし、本番組で中継する当日の阪神戦は従来通りニッポン放送に予備カードとして供給している。

- 日曜ナイターの時間帯では、阪神戦がデーゲームとして組まれている場合に、月に1回のペースで『夕凪カベポスター』（2022年度のナイターオフ期間から放送）と『MBSヤングタウンNEXT』（2021年度のナイターオフ期間から放送）をセットで編成。その他の週では、阪神戦がナイトゲームとして組まれることの少ない6月まで、前年に続いて『MBSベースボールパーク番外編』か「制作営業番組」を充てている。ただし、『番外編』では放送の頻度が月2回程度、「MBSラジオ　スペシャルウィーク」期間中（6月第3週の放送分）以外の生放送パートが1時間程度にまで減少している（当該項で詳述）。2024年度は『夕凪カベポスター』に代わり、前年度のナイターオフ枠『ギャロップの「ぎゃ」』『中西正男のエラいすんまへん…。』（いずれも2023年度のナイターオフ期間から放送。後者は土曜日に放送される場合あり）が組み込まれている。

### MBSテレビの副音声によるラジオ実況の同時放送
ラジオ・テレビ兼営局時代の毎日放送では、「MBSはタイガースとともに戦い、一緒になって優勝を目指す」という宣言の下に、2012年からラジオ・地上波テレビ（MBSラジオ）・CS放送（GAORA）の阪神戦中継および関連番組における共通テーマとして「withタイガース」を提唱（2014年から「with Tigers」に改称）。当番組では、同年から2018年までこのテーマをタイトルに組み込んでいた。
また、テレビとラジオにおける阪神戦の関西ローカル中継日・中継時間帯が重なる場合に、地上波テレビ中継の副音声（チャンネル2）でラジオの実況ブースを撮影しながら当番組の実況音声を流すことがある。この場合の副音声では、イニング・投手交代の間に主音声（チャンネル1）で放送中のCMを音声だけ流すか、実況・解説陣が主音声に向けてクロストークを展開している。テーマを変更した2019年以降や、毎日放送のラジオ放送事業・ラジオ放送免許・JRN/NRNへの加盟資格をMBSラジオが承継した2021年移行も継続。
- 2013年4月13日の阪神対DeNA戦（甲子園でのデーゲーム）は、毎日放送グループ（MBSテレビ・MBSラジオ・GAORA）のスポンサードゲーム「with タイガース MBSデーゲーム」として開催。MBSテレビ・MBSラジオが関西ローカルの地上波、GAORAが全国向けCSの中継権を保有していたことから、MBSテレビの副音声では試合開始から終了まで当番組の実況音声を流していた。

- 「MBSラジオ　スペシャルウィーク」期間中の2013年6月12日（水曜日）に自社制作・関西ローカルで19:00 - 20:54に放送した日本ハム対阪神戦中継（札幌ドーム）でも[注 88]、ワンセグ放送を除く副音声で当番組の実況音声を流した（実況：仙田和吉、解説：亀山つとむ、ゲスト解説：吉井理人）[注 89]。
- 2014年4月19日（ヤクルト戦）も「with Tigers」キャンペーンのスポンサードゲームの一環によるテレビ（地デジ・CS）・ラジオ連動型放送を実施したが、この時は副音声の放送はしなかった。ただ5回の攻撃後と試合終了後（地上波は17時で中継終了であるため、テレビ版の放送はCSのみ）にテレビ・ラジオ同時放送のパートがあり、テレビ版の解説を担当した金本、藤本と、ラジオ版解説の藪（上記3名ともMBSではラジオのみ専属契約）、並びにラジオ版のゲスト解説を担当した増田英彦のやり取りが行われていた。
- 2014年以降は、ジャパネットたかたの協賛で阪神主催デーゲームのテレビ中継を放送する場合に、MBSテレビでの中継終了までラジオ中継の音声をテレビの副音声で同時に流すことがある。
  - 2014年6月7日（甲子園球場のオリックス戦）では、17:00までテレビとの同時中継を実施。同球場内のテレビ・ラジオの放送席に加えて、「ちゃやまちこども猛虎会」（茶屋町本社M館1階のオープンスタジオ「ちゃプラステージ」で開催の親子参加型パブリックビューイングイベント）とも連動させた（中継タイトルは『ジャパネットたかたPresents withタイガース　MBSベースボールパーク』）。また、ラジオで金本・藤本、テレビで藪、「ちゃぶらステージ」で遠山が解説を担当。テレビの副音声では、17:00の中継終了まで、ラジオ音声のサイマル放送を実施した。GAORAでもこの試合を中継したが、上記のイベントに参加しない関係で、放送ではTigers-ai配給の中継映像を流用した。
  - 2015年8月22日（京セラドーム大阪のDeNA戦）でも、解説：太田、ゲスト：増田英彦、実況：井上雅雄によるラジオ中継の音声を、17:00までテレビの副音声で同時に放送（テレビ主音声では亀山・藪のダブル解説と金山の実況で中継）。試合の途中でテレビ中継を終了したため、17:00以降は試合終了までラジオ単独で関西ローカル向けに中継を続けた。
- 2015年の祝日に阪神主催・甲子園球場で開催のデーゲームを「with Tigers」キャンペーンのスポンサードゲームとして中継する場合には、テレビの副音声によるラジオ中継の放送に加えて、視聴者が参加できるテレビ・ラジオの合同懸賞企画「ホームインwith Tigersスペシャルプレゼント」を実施。この企画では、当日の試合で最後に得点した阪神の選手を7回表までに電話で予想。予想が的中した視聴者から抽選で1名に、「当番組スタッフからの当選電話を受ける際に（テレビ・ラジオ中継内で発表した）キーワードを告げる」という条件付きで、当該選手の背番号の1万倍の額の賞金を進呈している。
  - 最初に実施した5月4日（月曜日・みどりの日）の中日戦中継は、「MBSゴールデンウィークwith Tigers祭り」として開催。MBSテレビの副音声で当番組の実況音声を流した（実況：近藤亨、解説：藪恵壹、ゲスト解説：山崎武司）[注 90]。月曜日に同カードを中継する場合にMBS制作分中継のネット受けを実施するCBCラジオには、MBSが同局向けに別途制作した中継を配信した（実況：CBCから派遣した角上清司、解説：太田幸司）[注 91]。また、この試合で最後に得点した阪神の選手が俊介だったため、予想の的中者から1名に68万円（=俊介の背番号68×1万円）を進呈した。
  - 9月21日（月曜日・敬老の日）の東京ヤクルト戦（14:01開始）中継については、テレビが『ちちんぷいぷい』（平日午後の情報番組）、ラジオが『上泉雄一のええなぁ!』とのコラボレーション企画として放送。「ええなぁ!デーゲーム中継」と題してテレビの副音声でも音声を流したラジオ中継では、井上雅雄が実況を担当するとともに、上泉と月曜パートナーの金村義明をゲストに迎えた[注 92]。フジテレビの野球解説者である金村が、MBSラジオの中継に出演するのは初めて。
    - MBSラジオでは、この中継が終了した後に、甲子園球場から上泉・金村の出演で『上泉雄一のええなぁ!』の短縮版を18:00まで放送する予定だった。しかし、試合が17:47まで続いたため、同番組を休止したうえで中継を18:05まで延長。その後『ボートレース住之江ガイド』を挟み、本来は18:00から放送する後枠番組『亀山つとむのかめ友 Sports Man Day』の開始時間を7分遅らせた。また、『かめ友』のメインパーソナリティでもある亀山は、遠山奨志とのダブル解説扱いでテレビの中継（17:50終了）に出演。このため、同番組の放送中には、亀山のいる甲子園球場と毎日放送本社ラジオスタジオとの二元生中継を急遽実施した[注 93]。
- 2016年度
  - 1回目は4月9日に実施。テレビ放送はMBS関西ローカル向けと、GAORA SPORTS（制作・Tigers-ai）のものそれぞれ別々に制作された。この時は阪神の選手のホームラン1本につき1名に10万円をプレゼントするキャンペーン（指定の電話にスマートフォン・ガラケーから電話をかけて応募登録し、締め切り後に番組内で発表したキーワードを正確に言えたら賞金獲得）を行った。
- 2023年5月26日（金曜日）に甲子園球場で組まれていた阪神対巨人のナイトゲーム（18:00開始）では、当番組（MBSラジオ）が17:53、毎日放送（テレビ）が18:15から関西ローカル向けに中継。同時生中継の時間帯（18:15 - 20:57）には、当番組の音声（実況：近藤亨、解説：鳥谷敬・能見篤史）を、テレビ中継（チャンネル1向けの主音声は実況：金山泉、解説：福留孝介、ゲスト解説：上原浩治）でも「副音声」としてサブチャンネル（チャンネル2）で流した。ちなみに、能見と鳥谷は、テレビ中継の主音声にも交互にゲスト出演。

### 沖縄開催の阪神主催試合への対応（2013年）
阪神球団では2013年7月9日（火曜日）・10日（水曜日）に、沖縄県内では球団史上初めての公式戦における主催試合として、沖縄セルラースタジアム那覇で対中日ナイトゲームを開催。ただし、沖縄県内の日没時間に配慮したことから、試合開始時間を通常の主催試合より1時間遅い19時に設定した。
当番組では、火・水曜日にNRNナイトゲーム中継のネット受けを実施していることから、以上の2連戦を18:55から試合終了までSFとの2局ネットで中継（解説：今岡誠、実況：9日・井上雅雄、10日：仙田和吉）。その一方で、予備カード第1位扱いの巨人対ヤクルト戦（9日・荘内銀行・日新製薬スタジアム、10日・福島県営あづま球場）の中継（LF制作）を、18時台に限ってネット受けを実施した。
なお、沖縄県内におけるNRNの系列局・ラジオ沖縄では、沖縄県内の球場で公式戦が開催された場合でも自社制作またはNRN系列局からの裏送りによる中継を実施せず、乗り込んだNRN系列局への技術協力にとどまる>。このため、9日にはナイトゲームの放送自体を休止。10日については、MBS制作分の阪神対中日戦を予備カードに設定したうえで、本番カードである巨人対ヤクルト戦と、第1予備カードであるDeNA対広島戦（RCC向けにLFが裏送り制作）の双方が中止になった場合にのみ、第2予備カードからの繰り上げで阪神対中日戦を放送する予定だった（実際には巨人対ヤクルト戦を放送）。

### ナイター中継延長時の対応

#### 平日
1999年度まで
- 野球中継終了後（中止の場合は21:00から）から、21:55まで野球の試合結果やスポーツニュースを中心とした『ミュージックスタジアム9』（パーソナリティーは『プレイボール。太田幸司です。』のアシスタント。土・日も原則として同じ扱いだったが放送時間は21:30まで）を放送していた。
- 22時以降延長した場合は『MBSヤングタウン』をスライドし（最大延長で25:00で終了）、後続の番組はTBSからの生ネット番組編成の関係で27:00で一律終了となった。

2007年度まで
- 『MBSナイトアングル』放送後、『ナニワ音楽ショウ』を最大25時（翌日午前1時）までの範囲でスライド（金曜日『U.K. BEAT FLYER 1179』については2004年度までは野球延長の場合は全編（2時間半→2005年4月から2時間45分）スライドとなっていた）、その後24時以後の番組も時間枠をスライド、又は時間短縮で対応していた
- 2005年度はナイターが延長となった場合、21:45までの終了なら、一律23:45終了となり、24時以後のスライドはなくなった。21:45以後終了の場合はナイター終了後から2時間『ナニワ音楽ショウ』または『U.K. BEAT FLYER 1179』を放送し、以後はスライドとなり、最終番組（『ラジオの達人』、『ゴーK!』）は短縮になる。
- 2006・2007年度は、21:55までの終了なら、一律23:55終了となる。

2008年度
- 月 - 木曜日は、『MBSニュースレーダー』と『MBSサウンドキングダム-音楽王国-』（第1部）、『ゴチャ・まぜっ!』をスライドさせ、『MBSサウンドキングダムDEEP』（第2部）を短縮・休止する。
  - なお、月曜日に試合が組まれている場合は、試合終了後『〜いつも誰かと〜』→『三枝輝行の商い勘所』[注 95]→『MBSニュースレーダー』の順に放送。
  - ただし、23時以降（月曜のみ22時15分以降）も野球の試合が続いている場合は『ニュースレーダー』のみ完全スライド、『MBSサウンドキングダム-音楽王国-』は25時55分までの短縮放送とする。その後は延長時間にかかわらず、『ゴチャ・まぜ!』を25時55分から、26時55分から『MBSニュース・お天気のお知らせ』を放送。
  - 『大人のわがまま』は野球延長の有無にかかわらず、27時から放送する。
  - 金曜日は、『MBSニュースレーダー』から『ゴーJ!』までの番組をスライドさせ、『丑バラ』を短縮する。

2009年度
- 『MBSニュースレーダー』は完全にスライド。ただし、月曜日にナイトゲームの中継を入れる場合には、『ほぐすラジオ』（本来19:00 - 19:30で放送されている箱番組[注 95]）→『MBSニュースレーダー』の順に復帰。）
- 『MBSうたぐみ Smile×Songs』は、『MBSニュースレーダー』終了後から生放送。ただし、全編スライドとはせず、午前1時（月曜ナイター開催日は0時半）で必ず終了（短縮放送）[注 96]。それ以降は、午前2-4時の時間帯をTBSやLF制作の番組（いずれも時差ネット）で埋めた関係で、定時編成になる。

2010 - 2012年度
- 『MBSうたぐみ』（2011年度以降の『ハンドレッドレディオ』や『笑い飯の金曜お楽しみアワー』も該当）以降の番組の扱いは、基本として2009年度と同じ。『MBSニュースレーダー』の後継番組である『RadioNews たね蒔きジャーナル』は、23時以降に試合が終了した場合0時で放送を終了する。なお、月曜19時からの番組（2010年度『星野仙一の熱血・仙一夜』、2011年度以降『ほぐすラジオ』）は野球中継終了後必ず放送する[注 95]。また、2011年7月からの月曜は、通常18:50から放送している『政策情報 官邸発』[注 97]を中継終了後放送し、続けて『ほぐすラジオ』を放送する。

2013年度
- 『RadioNews たね蒔きジャーナル』が2012年9月で終了したことから、火 - 木曜日のフィラー番組として、『ナイターのあともラジオと決めちゃいます?』（通称『あとラジ』）を新設。21時台前半で試合が終了した場合には、終了直後から22:00まで放送する。中継が21時台後半以降も続いた場合には、中継終了の直後から『あとラジ』を25分間放送するため、その分だけ『うたぐみ』（火・水曜日）『ハンドレッドレディオ』（木曜日）の放送時間を短縮する。ただし、中継が23時以降も続く場合には、『あとラジ』を24:00で終了させることで上記の次枠番組の放送時間を確保する。
- 金曜日には『報道するラジオ』（2012年10月から放送、基本放送枠は21:00 - 22:00）、月曜日にナイトゲーム中継を放送する場合には『弁護士の放課後　ほな行こか〜』（2012年10月から放送中の事前収録による30分番組、本来の放送枠は19:00 - 19:30）を、それぞれ中継終了の直後からスライド形式で放送する。
  - 月曜日については、『弁護士の放課後』→『MBSニュース・お天気のお知らせ（ネットワーク1・17内「今日のニュースのまとめ」とお天気の休止代替5分番組）』→『MBSうたぐみ U.K. BEAT FLYER』（2013年4月から放送枠を月曜日の21:00 - 22:00に移した事前収録番組）の順に完全スライド形式で放送。『うたぐみ』については、24:30を上限に放送時間を短縮する。
  - 金曜日については、『報道するラジオ』を完全スライドで放送するため、後枠番組『金曜お楽しみアワー』は25:20を限度に放送時間を短縮。その後で『めっちゃサッカー!』（本来の放送枠は24:50 - 25:00）を放送するため、本来は25:00 - 25:30に放送する『加藤ヒロユキの音楽のソムリエ』を短縮または休止させる。

2014年度
- 月曜日については、前年度と同様に、『弁護士の放課後』→『MBSニュース・お天気のお知らせ』→『U.K. BEAT FLYER』（『MBSうたぐみ U.K. BEAT FLYER』から改題）の順に完全スライド形式で放送。『うたぐみ』の後番組である『浮かれてマンデーナイト』（基本放送枠は22:00 - 26:30）については、基本として24:30を境にした2部構成（第1部『笑い飯の月曜お楽しみアワー』第2部『八光・スマイルのおしゃべり親分』）の生放送番組であるため、26:30を上限に第1部と第2部の放送時間を調整する。
- 火 - 木曜日には、『あとラジ』の後継番組として、『豊永真琴のベースボールパークEXトラ!』（基本放送枠21:00 - 21:50）を新設。『あとラジ』に内包していた「MBSニュース」「お天気のお知らせ」については、10分間の独立番組として、基本放送枠を21:50 - 22:00に設定する。中継が21:50以降にまで及んだ場合には、『豊永真琴のベースボールパークEXトラ!』を休止したうえで、中継終了の直後に「MBSニュース・お天気のお知らせ」を放送。後続の自社制作番組『アッパレやってまーす!』については、火曜日と水曜日については生放送であるため、放送枠の繰り下げ・放送時間短縮で対応する。ただし、木曜日のみ『アッパレやってまーす!』が収録番組であるため、後続の『キャイ〜ンの、今宵も最高潮 大儀であった!』『茶屋町アイドルプラザ』ともども完全スライドとなり、25:00からの『うたバッカ』の短縮で対応する。
- 金曜日には、前年度と同じく、中継終了後に『報道するラジオ』を完全スライドで放送。後枠の生放送番組『ヤマヒロのぴかいちラジオ』・『めっちゃサッカー!』は完全スライド、23:40（2015年度は土曜0:10=金曜24:10）開始予定の生放送番組『ザ・ヒットスタジオ〜レッツゴーヤンヤン〜』の短縮で対応する。

2015年度
- 月曜日は『弁護士の放課後』→『MBSニュース・お天気のお知らせ』→『U.K. BEAT FLYER』の順で先に放送してから『アキナ・大吉洋平の「週刊ヤングマンデー」』『押尾コータローの押しても弾いても』『アッパレやってまーす!』を順次繰り下げて放送し、『Till Dawn Music』は短縮とする。
- 木曜日は『アッパレやってまーす!』が録音であるため、生放送である『桜 稲垣早希のアニメ・アイドルバッカ』までは順次完全スライドし、『Till Dawn Music』は短縮とする。
- 火・水・金曜日については前年と同じ。

2016年度
- 月曜日は『弁護士の放課後』に続いて、『報道するラジオ』（2016年4月から月曜20時台に移動）を30分に短縮して放送。その後は『U.K. BEAT FLYER』以降の番組を順次繰り下げて放送し、『Till Dawn Music』は短縮とする。ただし、阪神戦が雨天中止となった場合は予備カード補充を基本行わないため、この場合はナイターのない月曜日と同じ編成時間帯となる。
- 月曜以外は、原則として2015年度と同じ。
  - また、月曜日に予備日扱いで組み込まれた試合については、『弁護士の放課後』と『報道するラジオ』の通常放送を優先する関係で、中継を実施せず通常編成で対応することがある[注 98]。

2017 - 2021年度
- 月曜日の固定編成は今も続いているが、『報道するラジオ』の2018年度で終了を受けて同枠の後継に『ニュースなラジオ』が引き継いで月曜夜の報道枠を編成していたが2020年4月改編で月曜夜8時枠の番組改編により月1回に縮小され同番組でない番組が編成される週は20:55-21:00に「MBSニュース・お天気のお知らせ」が代替報道枠最終扱いとして編成されている。
- 月曜日にナイターが組まれた場合21:00以降のレギュラー番組の前に通常18:30-19:00のレギュラー番組を繰り下げて放送してから以降の番組を順次繰り下げて放送し月曜日の最終番組を短縮して翌日の早朝番組開始時刻までに合わせる。
- 月曜日以外は原則として2015年度と同じ。
- 月曜日固定の『弁護士の放課後』は2020年度で終了したが、後継番組『となりの弁さん』も月曜日に当番組が組み込まれた場合は「MBSニュース・お天気のお知らせ[注 99] 」に続いて優先番組として組み込まれている（2021年度の発動は当初5月3日の予定だったが後述の事情で急遽取りやめになり通常編成に戻された）。

2022 - 2023年度
- 月曜日は21時以後試合が続いていた場合は20:55 - 21:00の『MBSニュース・お天気のお知らせ」を放送してから、『ばんぱく宣言 われら21世紀少年団』以後の番組を順次完全スライドで繰り下げ、最終番組である『Mタウン（またはNAOTOの月イチな夜）』[注 100] は時間短縮で対応する。
  - ただし『ニュースなラヂオ』の後継である『厳選!月イチジャーナル』は、原則として第1月曜日を基本の放送日としているが、祝日やセ・パ交流戦、シーズン終盤の予備日が生じる可能性がある場合を考慮し、放送日は不定としており、野球中継との同日放送を極力しないよう配慮している。
- 火 - 木曜日は概ね21:40（阪神主催の勝利試合である場合は21:35）までに試合が終われば『MBSベースボールパークEXトラ!』を短縮し、21:55からの『MBSニュース・お天気のお知らせ』以後は定時編成となる。それ以後に終了した場合は『EXトラ!』を休止し、21:55以後に予定されていた各番組は原則として完全スライドとし、『Mラジ Music Treasures』[注 100]を短縮対応する。このため放送できなかった楽曲（金曜日深夜＝土曜未明も含む）は「放送予定だったセットリスト」として掲載される場合もある。
- 金・土曜日のナイター中継の定時枠での終了は、次の番組の編成の都合（金曜日『ヤマヒロのぴかいちラジオ』『ヤングタウン金曜日』『週刊ヤングフライデー』など。土曜日『明日へのエール[注 101]』（TBSラジオ制作事前収録）『NMB48のTEPPENラジオ』『ヤングタウン土曜日』など）もあるため20:55までとしているが、ナイター開催の場合は当該中継カードの試合終了まで放送後、本来20:55 - 21:00に設定されている「MBSニュース・お天気のお知らせ」を生放送してから上記の番組以後の編成を繰り下げて放送し、最終番組（金曜日『Mラジ Music Treasures』[注 102]、土曜日『オレたちゴチャ・まぜっ!～集まれヤンヤン』[注 103]）は時間短縮で対応する。

2024年度
- 金曜日の番組編成が見直され、『MBSベースボールパークEXトラ!』が金曜日にも設定されるなど火 - 木曜日と同対応に変更。

#### 土曜日
2005年度まで
- 21時以後も試合が続いている場合、それ以後の番組はスライドとなり、その日の最終番組が短縮放送となっていた。

2006 - 2008年度
- 21時以後も試合が続いている場合、それ以後の番組はスライドとなり、『ゴー傑P』を短縮していた。

2009 - 2011年度
- 21時以後も試合が続いている場合、それ以後の番組はスライドとなり、『ゴチャ・まぜっ!』を短縮する。

2012 - 2013年度
- 21時以後も試合が続いている場合、それ以後の番組はスライドとなり、『ザ・ヒットスタジオ〜レッツゴーヤンヤン〜』を短縮する。

2014年度以降
- 21時以後も試合が続いている場合、それ以後の番組はスライドとなり、『ちょこっとやってまーす!』を短縮する。

2020年度以降
- 21時以後も試合が続いている場合、それ以後の番組はスライドとなり、『オレたちゴチャ・まぜっ!〜集まれヤンヤン〜』を短縮する。

#### 日曜日
- 最終番組まで放送枠を順次スライド。深夜にメンテナンスや特別番組（月に1回のペースで放送されている『NAOTOな音』など）の予定が組まれている場合は、一部番組を短縮して対応する。2014年4月・5月には、当時の最終番組『押尾コータローの押しても弾いても』の終了時間を24時（月曜0時）に設定していたため、上記の短縮処置をほとんど実施しなかった。なお、同年6月以降は、最終番組の放送終了時間を24:30分に繰り下げ。2015年1月からは、特別番組として放送されていた『関西ラーメンコロシアム』をレギュラーの最終番組として、終了時間を25時（月曜1時）に設定している。

いずれの曜日でも、中継を延長した場合には、後続番組の放送を始めるたびに上田悦子（毎日放送アナウンサー）の声による放送時間繰り下げ告知の音源を流している。

### 雨天中止時・ナイター非開催日の対応

#### 月曜日
阪神戦以外は原則予備カード補充・並びにTBSからのレインコート番組のネット受けはせず定時番組放送。ただし、過去には月曜のナイターが中止の時はTBSからの予備カード補充かレインコート番組、元から開催予定が無かった場合でもTBSから『マンデーナイトベースボール』と題した野球関連番組、もしくは『川村龍一のダンシング・ベースボール』など自社制作による野球関連番組を放送したことがあった。

#### 火・水・木曜日
自社制作の『MBSベースボールパーク番外編』（後述）か、LF制作『まいにちとことんプロ野球!!』および『ナイタースペシャル・またはサウンドコレクションのいずれか』を放送。

#### 金・日曜日
『MBSベースボールパーク番外編』（後述）を放送。ただし金曜については、2017年以前は、TBS制作『プロ野球東西南北』（火 - 木曜の『プロ野球ネットワーク』と同じ内容・趣旨）を放送することが多かった。

#### 土曜日
- デーゲームの時間帯　定時番組の『豊永真琴のMBSミュージックパーク』をそのまま放送。デーゲームを放送する予定だった時間帯については、『MBSベースボールパークスペシャル』というタイトルの下で、当番組の協賛スポンサーが付く。
- ナイターの時間帯　『豊永真琴のMBSミュージックパーク延長スペシャル』を主に放送。プロ野球ナイトゲームの開催が最初から予定されていない日には、随時月1回ペースで生放送番組『ナジャ・グランディーバのレツゴーサタデー』、または『コウテイの銀蛾・流電音』を19:00 - 21:00に編成する。
※なお土曜日にナイターが行われていても、編成の都合によりナイター中継を実施せず、別番組を組むことがある。2019年以降は阪神戦がデーゲームの場合、ナイター中継を実施しない例が増えているが、2022年度以後は、一部後述のとおり阪神戦が基からデーゲームである場合は、オリックス戦を含む他のナイターが同時開催中であっても原則雨天中止の予備カードからの繰り上げ（2022年はなし）を除き、ナイターの放送を行わなくなった。
  - 2015年5月30日　この日はセ・パ交流戦「ソフトバンク対ヤクルト」が行われており、本来ならニッポン放送制作のナイターを編成するところだが、日本ダービー前日であり「GI最前線 ジョッキー★ナイト」を編成した関係でナイターを休止したうえで、デーゲームの編成に準じて20時まで「河田直也&桜井一枝のうきうき土曜リクエスト延長スペシャル」を放送した。
  - 2017年7月29日　この日は中日対阪神戦はデーゲームだったため、本来ならこの時間に開催されているナイター・薄暮デーゲーム3試合のうちから、ニッポン放送の中継カード（「巨人対DeNA」[注 104]）を放送するところだが、MBSが協力して2017年7月22日と7月23日に神戸港で行われた「神戸港開港150周年海フェスタ神戸・笑かスノー夏祭り」[16] の中で行われた音楽・お笑い・トークショーの模様（一部当日生放送[注 105]があったイベントがあり、生放送で紹介されなかったものを抜粋）を放送するためナイターを休止した。

### 『MBSタイガースライブ番外編』→『MBSベースボールパーク番外編』
月・土曜日以外で最初からナイトゲームの放送予定がない場合や、放送予定のカードが全て中止になった場合に、17:53 - 21:00（日曜日は17:59 - 21:00）に編成する自社制作・生放送の特別番組。ナイトゲームを中継する場合と同じく、19時前後にはスタジオから「MBS交通情報」を放送する。ただし、放送内容は平日と日曜日で大きく異なる。
以下の記述は、『MBSタイガースライブ番外編』として放送していた2013年度の放送内容に依拠。『ベースボールパーク』への移行後は、『MBSベースボールパーク番外編』として放送を継続する一方で、野球中継の場合とは別のテーマソングを流している。
なお、日曜日は全国的にナイター中継の常時放送を取りやめる放送局が増えており、2013年以後、文化放送が自社での日曜ナイターの放送を中止 したことや、ニッポン放送も2010年以後日曜ナイター枠を確保はしているが、事実上不定期化 された影響、また日曜デーゲームが日本中央競馬会との契約関係の都合で、『GOGO競馬サンデー!』を必ず放送しなければならない事情から阪神戦であっても放送不可（クライマックスシリーズなど例外あり）となったことから、その代替の意味合いもあり、2022年現在で、定枠でナイター・および予備番組をあらかじめ編成しているのは当番組だけとなっている。
- 火 - 金曜日（公式戦の開幕直前やセ・パ交流戦の予備日、及び、祝日開催で全試合がデーゲームが行われる日などが該当）
  - 前述のレインコート番組を全編差し替えたうえで、MBSの野球解説者・スポーツアナウンサーや阪神ファンの著名人（主にお笑い芸人）が出演。『タイガースライブ』の実況音源やリスナーからのメッセージを織り交ぜながら、阪神の戦い振り・思い出話・今後の展望などを自由に語り合う。ちなみに、『タイガースライブ』へ移行した2011年のみ、『タイガース満腹スペシャル』というタイトルで放送することもあった。
  - 2013年には5月以降、火 - 木曜日で最初からナイトゲームの中継予定がない場合（予備日など）に、『with…夜はラジオと決めてます』（以下『夜ラジ』と略記）木曜日の企画を受け継ぐ特別番組を『番外編』として月に1 - 2回のペースで放送（with…夜はラジオと決めてます#放送休止・特別編成などを参照）。同曜日パーソナリティの増田英彦（ますだおかだ）、パートナーアナウンサーの亀井希生（MBSアナウンサー）、当番組のスタジオ担当でもあるアシスタントの豊永が引き続き出演するほか、18・19時台には、スポーツキャスターの仙田、スポーツコメンテーターの安藤・一枝（隔回交代）も登場する。なお、この場合には『あとラジ』も『番外編』の拡大版として扱うため、実際の放送時間は他の『番外編』より1時間長い17:53 - 22:00になる。また、最初からナイトゲームの中継予定がない金曜日には、『夜ラジ』金曜日のレギュラーだったイトキン（ET-KING）・亀井・井上に豊永・須藤理恵（青空）を加えた『番外編』を、17:53 - 21:00に放送。2014年度からのMBSにおけるタイガース応援ソング「ええやんけ!阪神」は、当番組でリスナーから歌詞に入れたいフレーズを募集したうえで、イトキンが補詞・作曲を手掛けた。
  - 2014年には、『週刊ますだスポーツ』の企画を引き継いだ『MBSベースボールパーク番外編 月刊ますだスポーツ』を、セ・パ交流戦期間中の6月5日（木曜日）から不定期で放送。ただし、日曜日に『カワスポ野球部』の放送を予定している場合に、後述の日曜版を基調とした『番外編』を編成することがある。
  - 2015年には、『MBSベースボールパーク番外編 号外ますだスポーツ』（『月刊ますだスポーツ』の後継番組）や『番外編』を不定期で編成。『番外編』を放送する場合には、同年から『ベースボールパーク』金 - 日曜日のスタジオアシスタントに就任した市川いずみが進行役を務める。
- 土曜日
  - デーゲームの阪神戦が中止になった場合、定時番組の『河田直也&桜井一枝のうきうき土曜リクエスト』をそのまま放送するが、デーゲームを放送する予定だった時間は『MBSタイガースライブスペシャル』として放送し、タイガースライブの協賛スポンサーがつく。また、ナイターで予定していた試合も中止になった場合、住之江競艇提供ミニ番組（2015年6月まではさらに14分の定時番組枠）を挟んで21:00まで7時間連続放送になることもある（実例：2011年4月9日）。延長スペシャルとして放送する場合は、MBSプロ野球解説者1名をコメンテーターとして迎え、昼の生放送でかけられなかったリクエストの紹介以外に、プロ野球の話題についても触れていた。
  - 2013年度からは、プロ野球のオフシーズンを含めた通年番組として、『GI最前線 ジョッキー★ナイト』（日曜午後の競馬中継『GOGO競馬サンデー!』の姉妹編に当たる競馬情報・トーク番組）を不定期で放送。土曜日の20:00 - 21:00に放送する場合には、『うきうき延長リクエスト』の放送枠を20:00にまで短縮する。その一方で、2014年度には、『うきうき延長リクエスト』の代わりに『カワスポ野球部』を編成することもあった。また上述の通り、土曜日にナイターが予め組まれている場合でも、「ジョッキーナイト」などの特番の都合により、ナイターのネットを受けずに、「土曜リクエスト」を放送する場合もある。
- 日曜日
  - 2010年に放送されていた『MBSタイガースナイタースペシャル　INO-KONボンバイエ』（前年までオフシーズンに放送されていたスポーツ情報番組『INO-KONボンバイエ』の特別編）の後継番組で、同番組のレギュラーだった近藤亨がメインパーソナリティを担当。直近1週間の阪神・プロ野球の動向を「生トラウィークリー」（阪神のみ、2012年から「タイガースウィークリー」に改題）→「セ・リーグウィークリー」（阪神以外のセ・リーグ5球団）→「パ・リーグウィークリー」（パ・リーグ6球団）の順で球団別に振り返るほか、当日にデーゲームが開催されている場合には、その結果や速報を伝える。また、19時台の後半以降は、「ベストヒット野球歌（やきゅううた）」を放送。プロ野球関係者が過去に発表した楽曲、各球団のファンによる応援歌、野球をテーマに据えた楽曲を随時流している。
  - デーゲームの結果を試合ごとに伝える際には、事前に収録した豊永（2012年まで）→　松本麻衣子（2013年・2014年）→　市川（2015年から）によるウグイス嬢風の球場名コールが必ず冒頭に流れる（この音源は、12球団の本拠地だけでなく、地方球場分も用意されている）。ただし、豊永・松本ともスタジオに出演しないため、番組内の「MBS交通情報」では『MBSタイガースナイタースペシャル　INO-KONボンバイエ』に続いて近藤が情報の読み上げを担当する。
  - 「ベストヒット野球歌」については、2012年までいわゆる「マニアックな野球歌」を多数放送。2011年には、出演者がランダムに選んだ数字に対応した楽曲を流したうえで、出演者・スタッフの投票によって「MVS(Most Valuable Song)」を選出していた（MVSに選ばれた曲はエンディングにBGMとして放送）。2013年からは、番組前半で伝えたスポーツニュースから、当日の選曲テーマを設定。「マニアックな野球歌」に限らず、そのテーマに沿った楽曲を流している。
  - 2011年には、『INO-KONボンバイエ』シリーズで近藤と共にレギュラーを務めてきたヤナギブソンか、当時「野球漫才」で活動していたストリークが近藤のパートナーとして出演。MBSラジオの野球解説者から、週替わりで1名がコメンテーターとして出演していた。なお、7月24日の放送では、解説者の代わりに、『INO-KONボンバイエ』で近藤とコンビを組んでいた井上雅雄がゲストで出演した。
  - 2012年には、前年度の『MBSとらぐみタイガースライブ!』日曜日に出演していた近藤と太田幸司（または亀山つとむ、いずれもMBS野球解説者）のコンビが続投するとともに、（阪神以外の球団のファンを含む）野球好きの芸人（元・ストリークの山田スタジアム=阪神ファン、かみじょうたけし=楽天ファン、ちゃらんぽらん冨好=西武ファン、シンデレラエキスプレスの松井成行=巨人ファンなど）が毎回1 - 2名ゲストで出演。前半の内容はほぼ変わらないものの、19時台前半で「パ・リーグウィークリー」の後に放送される「その他のスポーツニュース」では、太田がスーパーバイザーを務める日本女子プロ野球の動向も伝えるようになった。また、後半では「MVS」を選ばない代わりに、「ベストヒット野球歌」と組み合わせた企画として「御自由に選んで下さい 50の野球話」の放送を開始。ゲストで出演する芸人が、あらかじめ用意された野球関連の50個のテーマから、自分の得意なテーマを自由に1個選んだうえで熱弁を振るっていた。
  - 2013年には、2012年の出演者が続投する一方で、番組後半の企画を一新。リスナーから寄せられた野球選手にまつわるもじり言葉（駄洒落）や気の利いたヤジを、「バイブレーション」（『プロ野球ニュース』「今日のホームラン」のテーマソングとして知られるジェームス・ラストバンドのインストゥルメンタル）に乗せて近藤が次々と紹介する電子メール限定の投稿企画「井端はいいバッター」を新設した。「御自由に選んで下さい 50の野球話」も、「プロ野球○○と言えば××でしょう!」（野球にまつわる1つのテーマについて出演者やリスナーが意見を寄せ合う企画）に改めている。
  - 『MBSベースボールパーク番外編』に改称した2014年には、前年までの出演者のうち、松井以外が続投。「プロ野球の思い出話」をテーマに、リスナーからメッセージを募集したうえで、受け付けたメッセージの一部を20時台に新設の「思い出ボールパーク」で紹介する。また、山田がレギュラーで出演する『豊永真琴のベースボールパークEXトラ!』の休止・放送時間短縮に備えた措置を兼ねて、「ウィークリータイガース」で阪神の戦い振りを振り返る場合には「山田スタジアムの猛虎日記」（山田によるコメント）を試合ごとに挿入。さらに、「井端はいいバッター」を「やっぱり井端はいいバッター」、「パ・リーグウィークリー」を「ベースボールパ・リーグ」とそれぞれ改題した。なお、「やっぱり井端はいいバッター」では、リスナーから投稿された駄洒落を芸人・解説者全員の判定によって「アウト」「ヒット」「ツーベース」「ホームラン」のいずれかで評価。セ・パ交流戦期間中の5月30日（金曜日）からは、最初からプロ野球ナイトゲームの開催を一切予定していない平日にも、日曜版と同じ出演者・企画による『番外編』を放送することがあった。
    - 9月21日（日曜日）と10月3日（金曜日）には、TBSテレビ制作の2014年アジア競技大会の中継実況要員として開催地の仁川（韓国）に派遣された近藤に代わって森本栄浩が進行役を務めた。ただし、「やっぱり井端はいいバッター」については近藤（9月21日）と金山（10月3日）が事前収録で駄洒落を紹介していた。

  - 2015年には、ナイターオフ編成終了直前の3月28日（土曜日）17:59 - 19:20に「第0回」を放送。同日は阪神×中日戦（デーゲーム）ラジオ実況担当の近藤に代わって森本が進行役を務めた。「第1回」の放送は4月5日（日曜日）で、前年度からの出演者に加えて、市川がレギュラーで出演。市川は、「MBS交通情報」のアナウンスや、「野球ことわざ」（「井端はいいバッター」シリーズに代わるリスナー投稿企画）の読み手も担う。また、『番外編』の公式サイトや、「伸びしろあるで」という冨好の口癖にちなんだ『番外編』専用メールアドレス（nobishiro@mbs1179.com）を新設。6月からは、第1回以降の放送済み音源から、オープニングトークおよび「思い出ボールパーク」の音源を放送終了後に公式サイトからポッドキャストで順次配信している。なお、第2回以降の放送でも、近藤のスケジュールによっては森本が進行役を担当。7月19日には、前半（17:59 - 19:30）のみながら、『番外編』史上初めての公開生放送を「ちゃプラステージ」（毎日放送本社M館1階のオープンスペース）で実施した。

なお、2016年からは、『MBSベースボールパーク番外編 みんなでホームイン!』に改称。2015年度のナイターオフ番組『MBSベースボールパーク みんなでホームイン!』レギュラー出演者の一部（近藤や市川など）が続投するほか、同番組の企画の一部を引き継いでいた。しかし、『みんなでホームイン!』が2017年度限りで終了したことに伴って、2018年以降はタイトルを『MBSベースボールパーク番外編』に戻している。詳細は当該項を参照。
2022年以降は、NPBの全試合があらかじめデーゲームとして組まれている日に、ナイトゲーム中継の基本放送枠（17:59 - 21:00）を『番外編』以外の自社制作番組（編成上は「制作営業番組」と総称）に充てることが相次いでいる（「制作営業番組」の具体的な編成については当該項で詳述）。

### 緊急対応による阪神戦中継の挿入
当番組の放送日（主に日曜日）が阪神のデーゲーム開催日と重なっていて、その試合が当番組の放送時間帯にも続いている場合には、オープニング直後からデーゲーム中継を挿入。MBSが当該試合を放送していなくても、スポーツニュース・資料・裏送り中継要員として球場で待機しているアナウンサーの実況で、スタジオ出演者によるクロストークをはさみながら試合終了まで中継する。この場合には中継終了後に、後述のコーナーの一部を短縮・休止することで対応する。
- 2013年6月9日（日曜日）には、阪神対ロッテのデーゲーム（甲子園、14:00試合開始）が17:59以降も続いていたため、当初から放送を予定していた『MBSタイガースライブ番外編』のオープニングから当該カードを試合終了まで急遽中継。当日は同球場に解説者を配置していなかったが、ニュース・資料音源用の実況要員として待機していた金山の実況で、マット・マートンによるサヨナラ2ランの瞬間を伝えた。なお、当日はプロ野球ナイトゲームの非開催日であったことから、『番外編』では音源再生のジングル（前述）を生放送で特別に再現。「いいね!いいね!もう1回聴いてみよう」という菱田のコール音源を合図に、マートンのサヨナラ2ランの実況音源を流してから、『番外編』の出演者（近藤・太田・かみじょう・山田）が「ナイスバッティング!マートン」と絶叫した。
- 2013年9月8日（日曜日）には、阪神対巨人のデーゲーム（甲子園、15:00試合開始）が17:59以降も続いていたため、当初から放送を予定していた『MBSタイガースライブ番外編』のオープニングから当該カードを試合終了直後の18:40頃まで急遽中継。当日は他地域への裏送り中継こそ無かったが、試合開始が遅いことから初めから中継を挿入することを想定し、放送席は実況担当の金山だけでなく、解説者として安藤も待機させていた。なおこの日は上記の理由に加え、LFも野球中継を休止していたため、ナイター中継時間中の薄暮（準デーゲーム）・ナイター開催試合の中継は基からそれを放送する予定はなかった。
- 前述のように2014年6月8日（日曜日）には、阪神対ソフトバンクのデーゲーム（甲子園、14:00試合開始）が17:59以降も続く可能性があったことから、当初から放送を予定していた『MBSベースボールパーク番外編』のオープニングから当該カードを急遽中継。当日は『KBCダイナミックホークス実況中継』向けに裏送り形式で中継を実施していたため、同中継の音源（実況：金山、解説：KBC・藤原満）を18:00から流した。しかし、中継飛び乗りの直前に試合が終了していたため、18:03で中継を打ち切り。18:05から『番外編』の本編へ移行した。
- 2014年8月10日（日曜日）の阪神対広島戦（京セラドーム）は、台風11号の直撃を考慮して試合は1時間遅れの15時プレイボールとなった。この結果、MBSでも『MBSベースボールパーク番外編』の中で急遽中継を編成（解説:太田 実況:金山 リポート:馬野）。18時50分頃まで中継した後、『番外編』の本編に移動した。2013年9月8日同様、LFも野球中継を休止していたため、他球場のナイター中継は当初から予定されていなかった。
- 2014年9月21日（日曜日）には、阪神対中日のデーゲーム（甲子園、14:00試合開始）が17:59以降も続いていたため、当初から放送を予定していた『MBSベースボールパーク番外編』のオープニングから当該カードを急遽中継。当日は『東海ラジオ ガッツナイタースペシャル』向けに裏送り形式で中継を実施していたため、同中継の音源（実況：金山、解説：遠山）を18:00から流した。中日の勝利で決着した段階で中継を打ち切り、18:34から『番外編』の本編へ移行した（SFに対してはその後も中継を続行し、ヒーローインタビューまで放送された）。
- 前述のように2015年4月19日（日曜日）には、阪神対巨人のデーゲーム（甲子園、14:00試合開始）が延長11回に及び17:59以降も続いていたため、阪神が敗れた18時30分頃まで急遽中継した。その後CMを挟んで、当初放送を予定していたLF制作のヤクルト対DeNA戦（ナイター）を中継した。しかしLFでも自社制作で甲子園のゲームを中継していたため、18時30分頃からLFが放送を開始する18時40分頃まではMBSへの裏送りとなった。
- 2016年4月10日（日曜日）には、阪神対広島のデーゲーム（甲子園、14:00試合開始）が、17:59以降も続いていた。当初から放送を予定していた『MBSベースボールパーク番外編　みんなでホームイン!』では、ニュース・資料音源用の実況要員として球場へ待機していた馬野によるリポートを、オープニング直後から挿入。18:26から中継に切り替えた後に、試合終了直後の18:31から『番外編』の本編へ移行した。球場には解説者を配置していなかったが、『番外編』に金村義明が出演していたため、リポート中にはスタジオから金村の解説をはさんでいた。

### スピンオフ企画による阪神戦中継『DJタイガースライブ』→『DJベースボールパーク』
- 2013年9月23日の阪神対ヤクルト戦（甲子園、14:00試合開始）中継では、『タイガースライブ番外編』火・木曜放送分からのスピンオフ企画として、「新感覚スポーツバラエティ　増田英彦のDJタイガースライブ」というサブタイトルで放送。熱烈な阪神ファンであることを公言している増田が、「実況担当兼DJ（ディスクジョッキー）」として、同球場のラジオ放送席から実況や他球場の試合速報アナウンス（速報音には、ABCとともにNRNライン向けチャイムを使用。）などに臨んだ。その一方で、仙田[注 108]が、「AJ（アシスタント・ジョッキー）」と称して、進行、実況の補足、メッセージの紹介などを担当。また、ベンチリポーターの馬野も、放送中には仙田と共に実況の補佐役を務めた。実況の合間には、リスナーから寄せられたテーマに応じたメッセージを紹介したほか、「増田英彦のスポーツ紙チェック」（当日に関西地方で発売されたスポーツ紙から「スポーツ報知」以外の4紙に掲載されたプロ野球関連の注目記事を紹介）、「増田英彦の鳴尾浜チェック」（増田やリスナーが注目する阪神の若手選手を紹介）などのミニコーナーも放送。松竹芸能での増田の後輩に当たるソエジマ隊員（同時に放送していたMBSテレビでの中継ゲスト）や、中継終了後に生放送の『かめ友』に備えてMBSの本社スタジオで待機中の亀山も、電話で随時出演した。さらに、試合終了後には、「今日の勝負どころ」に相当する実況音源再生コーナーとして「増田英彦のスコアブック」を放送した。
- 中継のタイトルを『MBSベースボールパーク』に改めた2014年にも、9月30日の阪神対DeNA戦（甲子園、18:00試合開始）中継を、「ますだおかだ・増田のDJベースボールパーク」というサブタイトルで放送（公式発表上の実況：仙田、解説：亀山）。阪神が当時セントラル・リーグの優勝争いに食い込んでいたことから、前年の趣向から一変して、本職のスポーツアナウンサーによる実況に近いスタイルでの放送を余儀なくされた。阪神はレギュラーシーズンを2位で終了（クライマックスシリーズの突破を経て日本シリーズへ進出）したが、増田はこの中継で「野球実況の難しさを痛感した」とのことで、2015年以降はスピンオフ企画の実施を見送っている。

### レギュラーシーズンの最終盤から日本シリーズまでの中継
MBSラジオでは、プロ野球中継をレギュラーで放送している他の民放ラジオ局がナイターオフ編成に入る10月にも、日本シリーズが始まるまで阪神の未消化試合やクライマックス・セを中継。ナイターオフ編成に入った段階でオリックスがパシフィック・リーグの優勝争いに残っている場合には、リーグ優勝チームが確定するまでの期間で、阪神のナイトゲームが組まれていない日にオリックスのナイトゲーム中継を放送することがある。
以上の方針は阪神のレギュラーシーズンの成績にかかわらず貫かれていて、在阪の他局（ABCラジオ）が放送しない試合も可能な限り中継している。10月以降の中継はレギュラーシーズンの中継に協賛しているスポンサーとの契約の対象から外れているため、実際にはナイターオフ期間限定番組のスポンサーからの提供を受けるか、特定のスポンサーを付けないパーティシペーション扱いで放送。後者の中継では、CM枠をスポットCMや（他番組の宣伝など）MBSグループ関連のCMで埋めている。
なお、MBSラジオでは2020年から、夜間帯におけるナイターオフ編成の開始日を日本シリーズ終了の翌週（基本として11月第2週の月曜日）に設定。10月から日本シリーズが終了するまでの期間には、レギュラーシーズンにおける阪神の残り試合、クライマックス・セのファイナルステージ、日本シリーズを中継しない日に、ナイトゲーム中継の基本放送枠を『ベースボールパーク番外編』や（ナイターオフ期間限定番組の告知などを兼ねた）特別番組に充てている。
以下では、ナイターオフ編成の開始時期にかかわらず、レギュラーシーズンの最終盤から日本シリーズ終了までの期間中の対応について記載する。

#### 公式戦の残り試合
放送権や編成上の事情などで、一部放送できない試合が存在した年もあった。
2000年代
- 10月2日からナイターオフ編成に入った2006年には、10月7日（土曜日）・8日（日曜日）に阪神対巨人戦〔阪神甲子園球場〕を急遽中継した。ナイトゲームの中継だったため、7日から放送を始める予定だった『亀山つとむのサタスポ!』などを休止。夜間にレギュラーで放送されていた『マイ・ストーリー』などの番組でも、縮小・休止の措置を取った。
- 10月1日からナイターオフ編成に入った2007年には、10月1日・2日 に横浜対阪神戦〔横浜スタジアム〕、10月3日にヤクルト対阪神戦〔神宮球場〕を中継した。
- 9月29日からナイターオフ編成に入った2008年には、予備日開催となった10月12日の阪神の最終戦（対中日戦、スカイマークスタジアム）まで数試合を中継した。
- 10月5日からナイターオフ編成に入った2009年には、10月9日の最終戦（対ヤクルト戦、神宮球場）まで阪神戦を数試合中継した。
- 10月4日からナイターオフ編成に入った2010年には、テレビ・ラジオを含めた在阪局で唯一、阪神の残りの3試合（10月5日：対ヤクルト戦＝神宮球場、6日・7日：対横浜戦＝横浜スタジアム）を全て中継した[注 109]。

2010年代
- 10月3日からナイターオフ編成に入った2011年は、東日本大震災に伴う開幕延期の影響で多数の試合を残していたため、日曜デーゲーム以外の阪神戦を中心に中継を継続。阪神のクライマックスシリーズ進出の可能性が消滅した16日以降も、「MBSラジオ スペシャルウィーク」と重なった関係で、24日の最終戦（対広島戦＝マツダスタジアム）まで放送した。24日は月曜日であったため、MBS本社スタジオから亀山つとむ・亀井希生（本来のレギュラー番組『亀山つとむのかめ友 Sports Man Day』のパーソナリティ）などが特別に出演。通常の中継とは異なり、マツダスタジアムの実況席（実況担当・馬野雅行、解説・一枝修平）とのやり取りをはさみながら放送した。
  - 阪神戦がデーゲームだった10月8日・9日には、中日対巨人戦（ナゴヤドームでのナイトゲーム）を、東海ラジオからのネット受けで放送。7日にも、同局制作の同カードが予備カードに組み込まれた[注 110]。スポンサーについては、9日まで基本としてシーズン中と同じであったが、10日以降はパーティシペーションに変更。予備カードを設定しない代わりに、土曜日以外に予定されていた阪神戦が中止になった場合には、「MBSタイガースライブ番外編」を放送する体制を取っていた（実際にはナイトゲームのなかった23日＝日曜日にのみ放送）。
- 10月1日からナイターオフ編成に入った2012年には、阪神の公式戦残り3試合（10月3日：対中日戦＝ナゴヤドーム、5日：対ヤクルト戦＝甲子園、9日：対DeNA戦＝甲子園）を全て自社制作で中継した。
- 9月30日からナイターオフ編成に入った2013年には、阪神の公式戦残り6試合を10月8日の最終戦（対DeNA戦＝横浜スタジアム）まで全て自社制作で放送した[注 111]。
  - 10月4日（金曜日）のヤクルト対阪神戦（神宮）は、ヤクルトの2013年度本拠地最終戦および、宮本慎也の現役引退試合でもあった。このため当番組では、全国の地上波メディアで唯一、同カードを試合終了まで中継（実況：金山泉、解説：安藤統男）。試合終了後には、小川淳司・ヤクルト一軍監督によるシーズン終了の挨拶と、宮本の引退セレモニーの模様を伝えた。ただし、編成上の事情から22:05で中継を打ち切ったため、宮本による引退挨拶までは放送できなかった。
- 9月29日からナイターオフ編成に入った2014年も、阪神の公式戦残り3試合を10月1日の最終戦（対広島戦＝マツダスタジアム）まですべて自社制作で放送した。
  - 加えてこの年はオリックスがソフトバンクと優勝を争っていたため、9月30日の阪神戦の予備カードとして、TBCローカルの楽天対オリックス戦を編成[注 112]（実際には予定通り阪神戦を放送）。阪神の全日程終了後の10月2日にはソフトバンク対オリックス戦を、KBCからのネット受けで放送したが、当該試合でオリックスがソフトバンクに敗れたことでソフトバンクの優勝が決定したため、MBSは当該試合を最後にこの年の公式戦中継を終了した。
- 9月28日からナイターオフ編成に入った2015年には、同日時点で阪神のレギュラーシーズン最終順位が確定していなかったことを背景に、阪神の公式戦残り5試合を10月3日の最終戦（対広島戦＝甲子園）まで全て自社制作で放送した。結局、阪神は順位未確定のままレギュラーシーズンを終了。しかし、広島が10月7日の最終戦（対中日戦＝マツダスタジアム、MBSではナイターオフ期間限定の生ワイド番組中に途中経過・結果を紹介）に敗れたため、阪神のレギュラーシーズン3位と3年連続クライマックスシリーズ進出が決まった。
- 9月26日からナイターオフ編成に入った2016年も、阪神の公式戦残り3試合を10月1日の最終戦（対巨人戦＝甲子園）まで全て自社制作で放送。福原忍の引退試合でもあった10月1日の対巨人戦中継では、試合の実況を井上雅雄、試合後に催された福原の引退セレモニーの実況を仙田が担当した。
- 10月2日からナイターオフ編成に入った2017年には、阪神の公式戦最終カード（対中日戦2試合＝甲子園）[注 113]を自社制作で放送。安藤優也の引退試合でもあった10月10日の対中日戦中継では、試合の実況を井上雅雄、試合後に催された安藤の引退セレモニーの実況を仙田が担当した。
- 10月1日からナイターオフ編成に入った2018年には、阪神の公式戦残り11試合を10月13日の最終戦（対中日戦＝ナゴヤドーム）まで全て自社制作で放送。
  - 当初は10月10日の本拠地最終戦（対DeNA戦＝甲子園）を以って公式戦の中継を終了し、残る10月13日の最終戦のみ中継しない旨を10日の中継内でも発表していた[注 114]。しかし翌10月11日の金本知憲監督の退任発表を受けて、最終戦も予定を変更して自社制作で中継することになった[注 115]。後続のクライマックスシリーズ中継（後述）を優先するため、この試合の終了後に行われた岩瀬仁紀ならびに荒木雅博の引退セレモニーの模様は放送しなかったが、代わりに予め収録していた金本のメッセージを中継の最後に流して中継を締めくくった。
- 2019年には、9月30日（月曜日）からナイターオフ編成に入ったが、阪神は当日に中日とのナイトゲーム（甲子園）でレギュラーシーズンの全日程を終了。この年限りで阪神から退団することを表明している鳥谷敬の阪神におけるレギュラーシーズン最終試合および、両球団で救援投手として活躍した阪神・髙橋聡文の引退試合でもあったことから、当番組では日本全国のラジオ局で唯一、試合開始から試合終了後の最終戦セレモニーまで自社制作で中継した[注 116]。

2020年
- 新型コロナウイルス感染拡大の影響で、11月の第1週までレギュラーシーズンが組まれた一方で、クライマックス・セの開催が見送られたため、MBSでは2020年度ナイターオフ編成の開始日を12月1日（火曜日）に設定。例年はナイターオフ編成に入っている10月以降も、阪神の未消化試合をレギュラーシーズンの最終戦まで可能な限り中継した。
  - 10月6日（火曜日） - 8日（木曜日）の広島対阪神3連戦（マツダスタジアム）については、ナイトゲーム開催時のNRNの枠組みに準じて、RCC制作中継の2局ネットで賄った[注 117]。
  - 10月23日（金曜日）・24日（土曜日）の巨人対阪神戦（東京ドーム、23日：ナイトゲーム、24日：デーゲーム）については、開幕カード以来の自社乗り込み方式で中継。
    - レギュラーシーズンの最終盤で、「MBSラジオ　オンライン秋まつり2020」を開催した11月3日（火曜日・文化の日）には、ヤクルトとのデーゲーム中継を放送した（編成上は「オンライン秋祭り2020」と連動した特別番組への内包扱いで中継枠を14:00 - 18:00に設定）[注 118]。10日（火曜日）には、藤川球児投手の引退試合（巨人とのナイトゲーム、いずれも甲子園）中継を、試合後の引退セレモニーまで放送（実況：井上雅雄、解説：金村、フィールドキャスター：狩野）。7日（土曜日）の対広島デーゲーム（マツダ）と、11日（水曜日）のレギュラーシーズン最終戦（DeNAとのナイトゲーム：甲子園）も自社制作で中継した（ABCでは両日とも中継を見送り）[注 119]。

2021年
- 東京オリンピック開催との兼ね合いでNPBが11月1日（月曜日）まで組んでいたレギュラーシーズンで、阪神・オリックスともシーズンの最終盤までリーグ優勝の可能性を残していたことから、当番組では以下のように対応した。
  - 阪神が10月5日（火曜日）から臨んでいた関東遠征では、遠征中にナイトゲームとして組まれている5 - 7日の対DeNA3連戦（横浜）[注 120]・8 - 10日の対ヤクルト3連戦（神宮）・12 - 14日の対巨人3連戦（東京ドーム）を、いずれも自社制作で中継した。
    - 上記の関東遠征が終了した時点で、セ・リーグでは阪神とヤクルト、パ・リーグではオリックス・ロッテ・楽天にリーグ優勝の可能性が残されていた[注 121]。当番組では、阪神の試合が組まれていない同月15日（金曜日）に、HBC制作分の日本ハム対オリックス戦（札幌ドーム）中継（実況：川畑恒一＜HBC＞、解説：岩本勉）を2局ネット[注 122]。16日（土曜日）には、LF制作分のヤクルト対中日戦（神宮）中継（実況：清水久嗣＜LF＞、解説：若松勉）のフルネットを実施した[注 123]。阪神戦もオリックス戦も組まれていなかった22日[注 124] には、金曜日ながらLF制作分のヤクルト対広島戦（神宮）中継のネット受け[注 125] を予定していたが、試合前に雨天中止が決まったことに伴って『番外編』の生放送に変更。神宮球場と同じ関東地方の屋外球場である横浜スタジアムで開催されたDeNA対中日戦の経過を、『番外編』の中で随時伝えた。
    - 10月21日（木曜日）と26日（火曜日）の阪神対中日戦（甲子園）中継では東海ラジオとの2局ネットを予定していたが、両日とも関西ローカル放送に変更された。中日が5位以下の順位でレギュラーシーズンを終えることが21日までに確定したことを受けて、SFが17日（日曜日）の楽天対西武戦（楽天生命パーク）中継（TBC制作）のネット受け（中日戦では前述した16日の対ヤクルト戦中継）を最後に2021年内におけるプロ野球中継を終了させたことによる。
      - 10月24日（日曜日）には、阪神がマツダススタジアムのデーゲームで広島、ヤクルトが神宮球場でのナイトゲームで巨人に勝利。両試合を終了した時点で阪神とヤクルトのゲーム差が消滅したため、レギュラーシーズンの最終戦まで3試合を残していたヤクルトが勝率で阪神を上回るものの、阪神にもリーグ優勝の可能性が（全日程終了後の29日以降に）残されていた。しかし、MBSでは編成上の事情から両カードとも中継できず[注 126]、ナイトゲーム中継の基本放送枠を『番外編』の生放送に充てた。
      - 阪神のレギュラーシーズン最終戦であった10月26日の対中日戦（甲子園で18:01に開始）では、阪神優勝の可能性がこの試合とDeNA対ヤクルト戦（横浜スタジアムで17:45に開始＝LFが関東ローカル向けに中継）の結果次第で大きく変わることを背景に、実況：近藤、解説：八木、リポーター：金山という陣容で中継を放送した[注 127]。実際には、DeNA対ヤクルト戦がヤクルトの勝利で21:04に終了したため、LFが21:10から阪神対中日戦中継の飛び乗りネットを開始。結局、阪神が中日に完封負けを喫したことによって、最終戦までの残り2試合に全敗しても最終勝率で阪神を上回るヤクルトのリーグ優勝と、（ヤクルトが残り2試合に全勝しても）レギュラーシーズンの勝利数（77勝）がリーグトップである阪神のシーズン2位が確定した。なお、阪神対中日戦の終了後には、阪神・岩田稔投手の引退セレモニーが金山の司会によって甲子園球場のグラウンド上で催された。
        - オリックスは前日（10月25日）の対楽天戦（楽天生命パーク＝TBCの自社制作で宮城ローカル向けに中継）で全日程を消化していたため、当番組では、レギュラーシーズンにおけるプロ野球中継を岩田の引退セレモニーが始まる直前（21:40）に終了した。ただし、後続番組の『ベースボールパークEXトラ!』（21:40 - 21:50）では、岩田による引退の挨拶を収録した音源を放送している[注 128]。

  - パ・リーグでは、オリックスが優勝マジックを1度も点灯させないまま、レギュラーシーズンの全日程を首位で終了した。この時点で2位ながらマジック3のロッテは10月27日（水曜日）以降に3試合を残していたが、1試合でも敗れれば残りの試合に全勝しても最終勝率でオリックスの.560を上回れないことから、オリックスの優勝が決まることになっていた。結局、ロッテが同日の対楽天戦（楽天生命パーク）に敗れた20:56に、オリックスの優勝が決定。京セラドームでは観客を入れずに中嶋聡監督の胴上げが実施されたが、MBSで優勝決定の瞬間に放送されていた『番外編』や21:00からの『ベースボールパークEXトラ!』では中継を挿入せず、決定の一報を伝えるだけにとどまった。

2022年
- NPBが10月の上旬までにレギュラーシーズンを終えるスケジュールを3年振りに復活させたため、当番組では以下のように対応した。
  - 阪神戦についてはこの年は消化するペースがとりわけ速く、同日の時点でヤクルト戦の3試合しか残していなかったため、当番組では27日（火曜日）から神宮球場で組まれていたビジター2連戦を自社制作で神宮球場から中継。レギュラーシーズンの最終戦については、天候不良で中止された9月19日（月曜日・秋分の日）の甲子園開催分が10月2日（日曜日）にデーゲームとして組み込まれたため、この試合ではなく競馬中継を優先した。結局、レギュラーシーズン最後の阪神戦中継は、9月28日（水曜日）のナイトゲーム（神宮）であった。
  - パ・リーグでは、オリックス・ソフトバンク・西武がレギュラーシーズンの最終盤まで優勝争いを展開。当番組では、阪神の公式戦が組まれていなかった9月30日（金曜日）に、京セラドームの対ロッテ戦を自社制作で中継した。ソフトバンクは前日（29日）に優勝マジック2を点灯させていたが、2位のオリックスにもリーグ2連覇の可能性が残っていた。ソフトバンクの地元局であるRKBは、このような状況で楽天対ソフトバンク戦（楽天生命パーク）を試合終了まで中継した後に、ソフトバンクの勝利（マジック1）を受けてオリックス対ロッテ戦中継の同時ネットに切り替えた。しかし、オリックスの公式戦が組まれていなかった10月1日に、ソフトバンクがベルーナドームでの対西武戦でサヨナラ負け。この結果、リーグ優勝の行方が10月2日のシーズン最終戦に持ち越されたため、当番組ではオリックスの最終戦（楽天とのナイトゲーム）を楽天生命パークへの乗り込みによる自社制作で試合終了まで中継した。さらに、オリックスが楽天に勝利したことを受けて、RKB制作のロッテ対ソフトバンク戦中継を挿入。挿入の直後にソフトバンクの敗戦とオリックスの2連覇が確定したため、当番組では優勝監督インタビューや関係者による胴上げまでラジオ独占で中継するに至った（詳細後述）。

2023年
- NPBが雨天順延分の試合を消化する目的で阪神のレギュラーシーズン最終戦を10月4日（水曜日）のヤクルト戦（神宮でのナイトゲーム）に設定したことを受けて、この試合を自社制作で中継した。
- パ・リーグでは、オリックスの3連覇が9月20日に決まっていた。オリックスは10月1日の時点でレギュラーシーズンの公式戦を6試合残していたが、MBSラジオでは中継の放送や（阪神戦中継の予備カード扱いでの）制作も一切見合わせていた。その一方で、阪神戦が組まれていない日には、10月3日（火曜日）にソフトバンク対楽天戦中継（KBCラジオの制作）、5日（木曜日）に楽天対日本ハム戦中継、7日（土曜日）に楽天対ソフトバンク戦中継（いずれもTBCラジオの制作）の同時ネットを実施。『ベースボールパークEXトラ!』の放送予定日（3日と5日）には最大で21:55までの延長オプションを設定する一方で、7日には延長オプション自体を設定しなかった。

2024年
- 他の民放ラジオ局がナイターオフ編成に入った9月30日（月曜日）の時点で、阪神がレギュラーシーズンの公式戦を2試合残していたことから、同日と10月3日（木曜日）の対DeNA戦（9月30日は甲子園・10月3日は横浜スタジアムで開催）を自社制作で中継。
- 阪神は（クライマックス・セのファーストステージを甲子園球場で開催できる）レギュラーシーズンの2位を9月29日に決めていたが、ファーストステージでの対戦チーム（リーグ内の最終順位が3位のチーム）が30日になっても確定していなかった。このような事情から、当番組では、3位の可能性があるDeNAと広島の公式戦中継（他局制作分）を阪神戦が組まれていない日にパーティシペーション扱いで放送する体制も講じていた。以下では、10月1日（火曜日）からセ・リーグのレギュラーシーズン全日程が終了するまでに当番組で編成している阪神戦以外の公式戦中継を記載。
  - 10月1日（火曜日）：DeNA対広島戦（横浜）
  - 10月2日 (水曜日）：ヤクルト対広島戦（神宮）
    - 首都圏で開催される10月の広島ビジターゲームについては、レギュラーシーズンの自社向け中継を9月28日（土曜日）で終えていたLFが、RCCへの裏送り向けに制作していた中継の同時ネットで対応。その関係で、他球場の試合速報を「RCCプロ野球速報」というタイトルで放送している。
    - ヤクルト球団は10月2日の対広島戦を「青木宣親外野手の引退試合」として開催していたが、広島が1日・2日とも敗れたため、試合後に実施されたDeNA選手（桑原将志、戸柱恭孝、アンドレ・ジャクソン）へのヒーローインタビュー（1日）・青木の引退セレモニー（2日）までは中継しなかった。なお、広島は2日の敗戦によって、レギュラーシーズンを4位で終えることが確定。この結果、レギュラーシーズン3位のDeNAがクライマックスシリーズ・セのファーストステージ（デーゲームとして12日から最長で14日まで開催）で阪神と対戦することも決まった。
    - 10月3日のDeNA対阪神戦中継では、上記の体制によるヤクルト対広島戦中継（神宮）を第1予備カード、KBCの制作によるソフトバンク対楽天戦（みずほPaypayドーム福岡）を第2予備カードに設定していた（実際には阪神戦を中継）。

  - 10月4日（金曜日）：中日対DeNA戦（バンテリンドーム）
    - 令和6年台風第10号の日本列島縦断の影響で中止されていた8月30日からの3連戦の振り替え開催分に当たるナイトゲーム。当初は、RKBの制作によるソフトバンク対ロッテ戦（みずほPaypayドーム福岡）中継の同時ネットを予定していた。しかし、SFが中日戦の中継を単独で実施することを受けて、（本来はCBCラジオ制作の中継を充てる）レギュラーシーズンの金曜日における特例扱いでSF制作分中継のネット受けに変更した。

  - 10月5日（土曜日）：広島対ヤクルト戦（マツダスタジアム）
    - RCC制作分の中継を同時ネット[注 129]。TBCの制作による楽天対日本ハム戦（楽天モバイルパーク）中継[注 130]を予備カード、『豊永真琴のMBSミュージックパーク 延長スペシャル』を両試合の雨傘番組に設定している。
    - パ・リーグのレギュラーシーズンでは、10月1日まで楽天がロッテとの3位争いを展開する一方で、2021年から3連覇を成し遂げていたオリックスの5位が9月25日に確定。楽天の3位が確定した場合には、10月6日（日曜日）のレギュラーシーズン最終戦（楽天モバイルパーク宮城での対オリックス戦）中継をTBCが制作することになっていたため、当番組でもこの中継の同時ネットを予定していた。実際には、楽天のレギュラーシーズン4位が10月1日に確定したことに伴って6日の中継自体が消滅したため、MBSでは6日の中継枠を『番外編』の生放送に変更。もっとも、『番外編』には太田・三ツ廣・かみじょうたけし（楽天のファンを公言している松竹芸能所属のピン芸人）が出演していたことから、実際にはこの試合の速報を三ツ廣が放送中に随時伝えていた。

#### クライマックス・セ
セントラル・リーグに2段階プレーオフ制度（クライマックス・セ）が導入された2007年度以降、阪神の進出いかんにかかわらず、シリーズの全試合（ナイトゲーム）を何らかのルートで中継している。この場合のネットワークは、曜日に関係なくNRNとなることが多いが（関東地区も曜日に関係なくLF受け持ち）、カードによっては例外もある。該当試合が日曜デーゲームとなった場合も、阪神が関与している場合は特例で中継することがある。
『タイガースライブ』時代の2013年までのクライマックス・シリーズでは、阪神が関与する試合を『MBSタイガースライブ クライマックスシリーズ実況中継』、関与しない試合を『MBSクライマックスシリーズ実況中継』としてタイトルを使い分けていた。2014年以降は、タイトルを『MBSベースボールパーク　クライマックスシリーズ実況中継』に統一している。
- 阪神がレギュラーシーズン3位で第1ステージへ進出した2007年には、ナゴヤドームで実施された第1ステージ（対中日戦、10月13日・14日の2試合）をMBSの自主制作形式で中継。しかし、第2戦で阪神のステージ敗退が決まったため、第2ステージの3試合（10月18日 - 20日、東京ドームの巨人-中日戦）はLFからのネット受け形式で中継した[注 131]。
- 阪神がレギュラーシーズン2位で第1ステージへ進出した2008年には、地元・京セラドーム大阪で実施された第1ステージ（対中日戦、10月18日 - 20日の3試合）を東海ラジオにもネットして中継した。第3戦で阪神のステージ敗退が決まったが、第2ステージの4試合（10月22日 - 25日、東京ドームの巨人-中日戦）も、前年とは違いすべてMBSの自主制作形式で中継した。
- 阪神がレギュラーシーズン4位でクライマックス・セへの出場を逸した2009年には、第1ステージの3試合（10月17日 - 19日、ナゴヤドームの中日-ヤクルト戦）と第2ステージの4試合（10月21日 - 24日、東京ドームの巨人-中日戦）を、前年に続きすべてMBSの自主制作形式で中継した。この期間は、在阪ラジオ局の聴取率調査週間と重なったことから、実況を担当するMBSのアナウンサーが「関西のプロ野球ファンのためにお送りしています」と強調していた。
- 阪神がレギュラーシーズン2位でファーストステージへ進出した2010年には、地元・甲子園で実施されたファーストステージ（対巨人戦、10月16日・17日[注 132]の2試合）を、2008年の第1ステージ同様に東海ラジオにもネットして中継した（巨人側ベンチレポーターはLFより派遣。なおLFはMBS協力による自主制作放送だった）。しかし、第2戦で阪神のステージ敗退が決まったため、ファイナルステージの4試合（10月20日 - 23日、ナゴヤドームの中日-巨人戦）は東海ラジオからのネット受け形式で中継した[注 133]。
- 阪神がレギュラーシーズン4位でクライマックス・セへの出場を逸した2011年には、ファーストステージの3試合（10月29日 - 31日、神宮球場のヤクルト対巨人戦）はいずれもLFから[注 134]、ファイナルステージ（11月2日 - 6日、ナゴヤドームの中日-ヤクルト戦）は、第1戦と第2戦を東海ラジオから、第3戦以降をCBCから[注 135]、それぞれネット受けして放送した。
- 阪神がレギュラーシーズン5位で、クライマックス・セへの出場を早々に逸した2012年も、例年通り中継は実施。ファーストステージの3試合のうち2試合（ナゴヤドームの中日-ヤクルト戦のうち、10月13日の第1戦と、15日の第3戦）をSFからのネット受け形式で放送[注 136]。ファイナルステージの6試合（10月17日 - 22日、東京ドームの巨人-中日戦）については全試合中継となるが、在阪ラジオ局の聴取率調査週間を跨ぐことから、このうち第5戦まではMBSの自主制作形式で放送。（出演時点で）阪神の現役選手である桧山進次郎を第1戦の（メイン）解説者に起用したほか、第2戦以降の中継では、この年に現役を引退したばかりの金本知憲や今岡誠がゲスト解説者として出演した。ただし、聴取率調査週間終了後となる第6戦のみは自主制作せず、LFからのネット受け形式で放送した。
- 阪神がレギュラーシーズン2位でファーストステージへ進出した2013年には、地元・甲子園でのデーゲームであるファーストステージ（対広島戦、10月12日・13日の2試合）を、2008・2010年の第1ステージ同様にSF[注 137]にもネットして中継した。第2戦で阪神のステージ敗退が決まった後のファイナルステージ3試合（10月16日 - 18日、東京ドームの巨人-広島戦）については、第1戦と第2戦をLFからのネット受け形式での中継とした一方、第3戦のみはMBSの自主制作形式で中継した[注 138]。
  - 10月13日は日曜日だったが、レギュラーで放送している競馬中継『GOGO競馬サンデー!』の放送枠を、ファーストステージ・対広島2回戦（甲子園）の中継に充当。競馬については、野球中継の合間に当日のメインレース・秋華賞の実況生中継を実施したほか、野球中継終了後の18:20 - 19:00[注 139]に特別番組として『GOGO競馬サンデー!番外編』を放送した（いずれも関西ローカル）。なおMBSでは、ファーストステージの決着が第3戦にまで持ち込まれる可能性を踏まえて、翌14日（体育の日）に第3戦のデーゲーム中継を予定し、当日の『GOGO競馬ホリデー!』は予めラジオ関西での放送に振り替えられた。
- 阪神がレギュラーシーズン2位でファーストステージへ進出した2014年には、地元・甲子園でのデーゲームであるファーストステージ（対広島戦、10月11日・12日の2試合）を関西ローカルで中継した[注 140]。第2戦で阪神が1勝1分でファイナルステージ進出を決めたため、その東京ドームでのファイナルステージ（対巨人戦、10月15日　 - 18日の4試合）もすべてMBSの自主制作形式で中継した。
  - 10月12日は日曜日だったが、『GOGO競馬サンデー!』の放送枠を短縮して野球中継に充当。当日にGIレースの設定がないためレース実況の挿入もなかった。また、13日も第3戦のデーゲーム中継を前提に『GOGO競馬ホリデー!』を予めラジオ関西での放送に振り替えた。
- 阪神がレギュラーシーズン3位でファーストステージへ進出した2015年には、東京ドームでのデーゲームであるファーストステージ・対巨人3連戦（10月10日 - 12日）を、自社制作・関西ローカルで中継した。阪神が同ステージ第3戦で敗退した後も、同月14日からのファイナルステージ・ヤクルト対巨人ナイトゲーム（神宮）全試合を中継した（いずれもLF制作で、第1・2・4戦をネット受け、第3戦のみMBS向けの裏送りで放送）。同ステージでは第4戦でヤクルトのステージ突破・日本シリーズ進出が決まったが、決着を第5戦以降に持ち越した場合には、第5戦をネット受け、第6戦を裏送り・MBSからの解説者派遣という体制で中継を放送する予定だった[注 141]。
  - 10月11日（日曜日）には、前年のファーストステージ中継と同様に、『GOGO競馬サンデー!』の放送枠を13:00 - 13:55に短縮。13:55以降の時間帯を、ファーストステージ第2戦の中継に充てた。なお、中継が18:03まで続いたため、MBSでは19:00 - 20:00にナイターオフ期間限定で実施している『キニナル』（QR制作）のネット受けを急遽休止。『GOGO競馬サンデー!』以降の時間帯（16:30 - 17:59）に放送している複数のスポンサー付きレギュラー番組や、17時台の『MBSニュース』『お天気のお知らせ』は、放送枠の完全スライド・放送順の入れ替えによって18:03 - 19:35の間に流した。当初は18:40 - 19:00に短縮生放送を実施する予定だったナイターオフ期間限定の関連番組『with Tigers MBSベースボールパーク　みんなでホームイン!』日曜版第1回も、放送枠を19:35 - 20:00に移動させたうえで放送している。
- 阪神がレギュラーシーズン4位でクライマックス・セへの出場を逸した2016年には、ファーストステージ（東京ドームの巨人-DeNA戦のデーゲーム）3試合のうち、10月8日（土曜日）の第1戦・10日（月曜日・体育の日）の第3戦中継（LF制作[注 142]）を放送した。ファイナルステージの4試合（10月12日 - 15日、マツダスタジアムの広島-DeNA戦。第4戦のみデーゲーム）もすべてLFからのネット受け形式で放送した[注 143]。ファイナルステージ第1 - 3戦については、クライマックス・パ（札幌ドームの日本ハム対ソフトバンク、HBC制作）を予備カードとして編成している[注 144]。
- 阪神がレギュラーシーズン2位でファーストステージへ進出した2017年には、甲子園でのデーゲームであるファーストステージ・対DeNA戦を、10月14日（土曜日）の第1戦から全3試合を自社制作・関西ローカルで中継した。
  - 10月15日（日曜日）には、『GOGO競馬サンデー!』の放送枠を13:00 - 13:55に短縮したうえで、13:55以降の時間帯をファーストステージ第2戦の中継に充てた（実況：井上雅雄、解説：八木）。しかし、降雨の影響で試合開始を15:03まで遅らせたため、14:20から14:53まではスタジオから安藤優也へのインタビュー音源などを放送。中継自体も試合終了直後の19:50まで続いた。このためMBSでは、前述した2015年の事例に続いて、『キニナル』のネット受けを急遽休止。本来は『GOGO競馬サンデー!』以降の時間帯（16:30 - 17:59）に放送しているスポンサー付きレギュラー番組3本および、17時台の『MBSニュース』『お天気のお知らせ』を、放送枠の完全スライド・放送順の入れ替えによって19:50以降に順次放送した。このため、当初は18:40 - 19:00に短縮生放送を実施する予定だった『MBSベースボールパーク』のナイターオフ・日曜版を休止。『キニナル』以降の時間帯に編成されていた番組も、当初の予定から1時間20分遅れで放送した。
  - 阪神は、10月17日の第3戦に敗れたことによって、ファーストステージでの敗退が決定。しかしMBSでは、翌18日からマツダスタジアムで催されたファイナルステージ（広島 - DeNA戦）の全5試合で、LF制作分中継のネット受けを実施した[注 145]。ただし、阪神がファイナルステージへ進出した場合には、第5戦を含む全試合をMBSの自社制作で関西ローカル向けに中継する予定であった[注 146]。ファイナルステージ第1 - 3戦については、クライマックス・パ（福岡ヤフオクドームのソフトバンク対楽天、LF制作[注 147]）を予備カードとして編成している。
- 阪神がレギュラーシーズンで最下位に沈んだ2018年も、例年通り中継を実施。ファーストステージ（神宮球場）と、ファイナルステージ（マツダスタジアム）の全試合を中継（全てLF制作）した[注 148]。
- 阪神がレギュラーシーズン3位でファーストステージへ進出した2019年には、2位・DeNAとのファーストステージ全3試合を、DeNAの本拠地・横浜スタジアムから自社制作で中継。10月6日（日曜日）に14:00開始のデーゲームとして組まれていた第2戦についても、『GOGO競馬サンデー!』の放送枠を13:00 - 13:59に短縮したうえで、13:59から中継を放送した（放送中に競馬中継を挿入）。ちなみに阪神は、翌7日（月曜日）にナイトゲームとして開催された第3戦に勝利したことによって、ファイナルステージへ進出。レギュラーシーズンを制した巨人と東京ドームで対戦することになったが、同じカードが組まれた2014年のファイナルステージと違って、9日（水曜日）開催分の第1戦からLF制作分中継のネット受けで賄っている。ただし、MBSからも第2戦（10日＝木曜日）まで井上雅雄、第3戦（11日＝金曜日）に仙田を阪神側のベンチリポーターとして派遣。第3戦までに決着が付かなかったことから、第4戦をデーゲームとして開催した13日（日曜日）[注 149]には、ファーストステージ第2戦と同様の措置を講じた[注 150]。
- 阪神がレギュラーシーズン2位でファーストステージへ進出した2021年には、3位・巨人とのファーストステージが、11月6日（土曜日）から最長で8日（月曜日）まで甲子園球場で組まれていた。第2戦までは14:00開始のデーゲーム、第2戦で決着が付かない場合には第3戦を18:00開始のナイトゲームとして組まれたため、MBSでは全試合を自社制作で中継。第2戦が組まれていた7日（日曜日）の午後には、2019年と同じく『GOGO競馬サンデー!』の放送枠を短縮したうえで、13:59から第2戦の中継を放送した。第2戦では中継時間が17:50にまで及んだものの、阪神が第1戦からの連敗によってファーストステージで敗退したため、第3戦は発生しなかった。このため、ファイナルステージについては、オリックスが進出しているクライマックス・パの試合（京セラドーム大阪でのナイトゲーム）を自社制作で中継することを優先。クライマックス・セのヤクルト対巨人戦（神宮球場）については、パ・リーグの日本シリーズ進出チームが決まった時点で決着していない場合に限って、LF制作分中継のネット受けを予定していた（詳細後述）。
- 阪神がレギュラーシーズン3位（シーズンの通算勝率が5割未満）ながらファーストステージへ進出した2022年には、2位・DeNAとのファーストステージが、10月8日（土曜日）から10日（月曜日・スポーツの日）まで横浜スタジアムでデーゲームとして組まれていた。当番組では全試合を自社制作で中継するとともに、パ・リーグのファーストステージ（福岡PayPayドームでのソフトバンク対西武戦）から第2戦以外の試合中継（詳細後述）を予備カードに設定。第2戦（9日＝日曜日）の中継については、2019年からの通例に沿って『GOGO競馬サンデー!』の放送枠を短縮した。第2戦が中止の場合には『GOGO競馬サンデー!』の通常編成へ切り替える体制も講じていたが、実際には第2戦を17:00まで中継した[注 151]。結局、阪神が10日の第3戦に勝利したことでファーストステージを突破したため、12日（水曜日）からヤクルトとのファイナルステージ（神宮球場でのナイトゲーム）全試合をMBSの自社制作・LFの技術協力で中継。もっとも、阪神は第1戦からの3連敗によって日本シリーズへの進出を逃したため、放送上は14日（金曜日）のファイナルステージ第3戦で2022年の阪神戦中継を終了した。
- 阪神がレギュラーシーズンの優勝によってファイナルステージから出場した2023年には、ファーストステージ（マツダスタジアムの広島対DeNA戦）3試合のうち、RCCが制作する10月14日（土曜日）の第1戦（デーゲーム）に限って中継を放送[注 152]。第1戦は13:00に開始されたが、当番組では編成上の事情で13:50（3回裏＝広島の攻撃中）から放送した。実際にはレギュラーシーズン2位の広島がファーストステージを突破したため、10月18日（水曜日）に甲子園球場で開幕したファイナルステージ（阪神対広島戦）については、全試合を自社制作の本番カードとして中継。阪神が第1戦からの3連勝によって日本シリーズへの進出を決めたものの、第3戦（10月20日＝金曜日）までは当初の予定に沿ってナイトゲームとして開催されていて、SFでも全試合でMBS制作分中継の同時ネットを実施していた[注 153]。
  - クライマックス・セでは、ファースト・ファイナルの両ステージとも、試合が土・日曜日に発生する場合にデーゲームとして開催。MBSラジオの通常編成では、日曜日の午後帯に競馬中継を優先しているため、ファーストステージの第2戦（10月15日）ではRCCからの同時ネットを見送っている。逆に、ファイナルステージの試合が10月22日（日曜日）に発生した場合には、過去の通例に沿って当該試合の中継を優先することになっていた。この場合には日曜日の午後にレギュラーで編成されている競馬中継（『GOGO競馬サンデー!』）の放送枠を13:00からの1時間に短縮することが発表されていたが、実際にはファイナルステージが第3戦で終了したため、22日には『GOGO競馬サンデー!』（中継のメインレースは菊花賞）を通常の時間帯で放送した。
- 阪神がレギュラーシーズン2位でファーストステージから出場した2024年には、甲子園球場で開催されたファーストステージ（DeNAとのデーゲーム）全試合を、例年の体制に沿って自社制作で中継。第2戦が組まれていた10月13日（日曜日）には、5回裏（阪神の攻撃）途中の15:40頃に秋華賞（『GOGO競馬サンデー!』のメインレース）が京都競馬場で開催されたため、MBSラジオでは第2戦の中継を中断したうえで秋華賞の生中継を挿入した。もっとも、阪神はファーストステージの第1戦から2連敗を喫したことによって、日本シリーズ2連覇の可能性が完全に消滅。オリックスもレギュラーシーズンを5位で終えていたが、ファーストステージを突破したDeNAがリーグ優勝チームの巨人と対戦するクライマックス・セのファイナルステージ（東京ドームでのナイトゲーム）では、10月16日（水曜日）からの全試合でLF制作分中継の同時ネットを実施している。なお、ファーストステージ・ファイナルステージ中継でのネット局は2023年を踏襲。

#### クライマックス・パ
競馬中継を優先した編成を採る関係で、日曜日のプロ野球デーゲーム中継自体が難しいこともあり、基本的にクライマックス・パの中継はオリックスの進出如何に関係なく、行っていなかった。しかし、クライマックス・セの進捗や開催日時によっては、特例でオリックスの出場試合を中継する場合があった。さらに、2016年以降は、オリックスがファイナルステージへ進出しない場合でも、当該ステージの試合の一部を予備カードとして編成している。中継時のネットワークはクライマックス・セとは逆に曜日に関係なくJRNとしていたが、QRが2015年を最後にクライマックス・パの中継を取り止めて以降は、LFが予備を設定した場合関東圏以外の開催でもLF制作分を放送し、そうでない場合はレギュラーシーズンのネットワークを基本としつつ、カードに関与する地元局の放送体制に応じて臨機応変に対応している。
- オリックスがシーズン2位で第1ステージに進出（対日本ハム戦。第2戦で敗退）した2008年は、関西ローカルでは一切中継せず[注 155]、京セラドーム大阪への乗り込み自主制作を行った在道・在京ラジオ局への技術協力にとどまった。
- オリックスがシーズン2位でファーストステージに進出した2014年は、当初は阪神戦予備も含めて中継予定を組まず、対戦相手である日本ハムの地元局・HBC（JRN）への技術協力[注 156]にとどまるところだった。しかし、10月13日（月曜日・体育の日）にデーゲームとして開催される予定だった第3戦が台風19号の接近に伴い中止。翌14日（火曜日）にナイトゲームとして開催されたため、予定を変更して第3戦のみ急遽中継した（実況：馬野、解説：遠山）。なお、14日が新聞休刊日だったこともあり、一部の番組表では反映が間に合わなかったため、当日に局のWEBサイトやFacebookなどで大々的に告知した（オリックスはこの試合で敗退）。
- 2016年は、オリックスが出場しないもののファイナルステージの第1 - 3戦（日本ハム対ソフトバンク、札幌ドーム）を予備カードとして編成しているが、こちらはHBC制作中継のネット受け予定のため、本番カード（LF-NRN）と予備カード（HBC-JRN）でネットワークが異なる形となる。実際に、10月13日の第2戦では、マツダスタジアムの試合が先に終了したため、引き続いて本試合を決着までネット受けしている。
- 2017年にも、オリックスが出場しないファイナルステージの第1 - 3戦（ソフトバンク対東北楽天、福岡ヤフオク!ドーム）を予備カードに設定。ただし、この年は本番カードと同じく、LF制作分の中継に限っている。
  - 2017年10月18日（水曜日）には、本番カードのクライマックス・セ　ファイナルステージ第1戦（広島対DeNA。LF制作）[注 157]が、5回裏終了後の降雨コールドゲーム宣告によって20:25に中継を終了。このため、前述したソフトバンク対東北楽天第1戦中継（実況：清水久嗣、解説：若松勉）を、7回裏の途中から試合終了直後の21:21まで放送した[注 158]。
- 2021年には、オリックスが（ブルーウェーブ時代の1996年以来）25年振りのリーグ優勝を決めたことから、リーグ2位でファーストステージを突破したロッテとのファイナルステージ（18:00開始のナイトゲーム）を11月10日（水曜日）から京セラドーム大阪で開催。最長で15日（月曜日）までの開催が予定されていたほか、16日（火曜日）が予備日に設定されたことから、当番組でもこの期間にファイナルステージ全試合分の中継枠をレギュラーシーズンと同じローカルスポンサー込みで確保していた。もっとも、ファイナルステージ中継枠の編成当初は、14日（日曜日）に第5戦が発生した場合に中継を21:00までに終了することを決めていた（レギュラーシーズン中に阪神・オリックス以外のチームによるナイトゲームを他局制作分中継の裏送りかネット受けで放送する場合と同様の措置）。
  - 前述したように阪神がクライマックス・セのファーストステージで敗退したため、MBSラジオでは、オリックス対ロッテ戦の中継を全国のラジオで唯一自社制作。ファイナルステージ用の中継枠で、全試合の中継を関西ローカル向けの本番カードとして放送した[注 159]。
    - レギュラーシーズンでは2020年からオリックス主催試合の裏送り向け中継にのみ出演している太田幸司が第1戦の中継で解説、毎日放送の定年を経て「シニアスタッフ」（嘱託扱いの専属契約アナウンサー）へ移行した2019年からオリックス・阪神主催試合の裏送り向け中継にのみ出演している赤木誠が第3戦の中継で実況を担当。さらに、翌日の試合中継での実況が予定されていた毎日放送のスポーツアナウンサーを、オリックス側にのみベンチリポーターとして配置した（第1戦：三ツ廣政輝、第2戦：赤木、第3戦：金山泉）。
      - 実際には、優勝チームとして1勝分のアドバンテージが与えられていたオリックスが、第1戦（中継の実況担当は井上雅雄）・第2戦（中継の実況担当は三ツ廣）とも勝利。第3戦では、1点ビハインドで迎えた9回裏に無死1・2塁から小田裕也の適時二塁打で同点に追い付いたところで、「レギュラーシーズンでの上位チームを優先する」というクライマックスシリーズの規定が適用された。この規定によってコールドゲーム扱いで試合が打ち切られたため、オリックスは（前述したアドバンテージの1勝分を含めた）通算3勝1分という成績で日本シリーズへの進出を決めた。
        - 第4戦（10月13日＝土曜日）・第5戦・第6戦（15日）がそれぞれ発生した場合には、クライマックス・セのファイナルステージ（神宮球場のヤクルト対巨人戦）中継（LF制作）を3日間とも第1予備カード、『豊永真琴のMBSミュージックパーク 延長スペシャル』（13日のみ）『MBSベースボールパーク番外編』（14・15日、いずれもMBSラジオのスタジオからの生放送番組）を第2予備扱いの雨傘番組として編成。太田は第4戦・第6戦が発生した場合の中継で解説、赤木は第5戦が発生した場合の中継でも実況を予定していた。また、第5戦が発生した場合には、上記の放送時間制限を撤廃したうえで試合終了まで中継する体制を組んでいた。
        - クライマックス・セのファイナルステージでは、ヤクルトがオリックスと同様に、第1戦からの2連勝を経て11月12日の第3戦に引き分けたことで日本シリーズ進出を決めた。ちなみに、クライマックス・セでファイナルステージの第6戦が15日に発生した一方で、クライマックス・パのファイナルステージが第5戦までに決着した場合や、第5戦でも決着せずに第6戦が何らかの事情で中止された場合には、LFが制作するクライマックス・セの第6戦中継を19:00 - 20:55に放送する予定だった[注 160]。
- 2022年には前年に続いて、リーグ優勝チームのオリックスが、ファーストステージを突破したチーム（2位のソフトバンクか3位の西武）とのファイナルステージ（京セラドーム大阪で18:00開始のナイトゲーム）に10月12日（水曜日）から臨んでいる。ただし、阪神もセ・リーグ3位からファーストステージの突破を経てクライマックス・セのファイナルステージに進出したため、当番組では12日からクライマックス・セのファイナルステージ全試合を自社制作で中継（詳細前述）。オリックス対ソフトバンクのファイナルステージについては、KBCが自社向けに全試合をABCの技術協力による乗り込み方式で中継するため、乗り込みを見送ったRKBへの裏送り向けに中継を制作している。
  - ファーストステージのソフトバンク対西武戦（福岡PayPayドームでのデーゲーム）については、レギュラーシーズンのネットワークの割り振りに沿って、第1戦（10月8日＝土曜日）の中継（KBC制作分）をクライマックス・セ（DeNA対阪神のファーストステージ第1戦）の中止・非開催時の予備カードに設定。第2戦（10月9日＝日曜日）については、DeNA対阪神第2戦の中止が決まった段階で『GOGO競馬サンデー!』の通常放送に復帰させる体制をあらかじめ講じていたため、予備カード自体を設定しなかった。結局、クライマックス・セのファーストステージが第2戦まで当初の予定どおりに開催されたため、予備カードから本番カードへの昇格や『GOGO競馬サンデー!』の通常放送は実現しなかった。
    - 当初の予定では、セ・パ両リーグとも10月10日（月曜日・スポーツの日）にファーストステージの第3戦が発生すれば、ソフトバンク対西武戦中継（RKB制作分）をDeNA対阪神戦中継の予備カードへ設定することになっていた。もっとも、クライマックス・パのファーストステージでは、ソフトバンクが第1戦からの2連勝によって9日にステージ突破を決定（第3戦が消滅）。クライマックス・セのファーストステージは9日の第2戦で決着せず、10日以降の第3戦中継で予備カードを設定できなくなったため、第3戦が中止の場合には通常編成へ復帰することが告知されていた。実際には第3戦が予定どおり開催されたため、MBSラジオでは第3戦の中継を17:35まで放送した後に通常編成へ復帰。

  - ファイナルステージのオリックス対ソフトバンク戦中継（前述）については、クライマックス・セのファイナルステージが屋外球場（リーグ優勝チーム・ヤクルトの本拠地である神宮球場）で開催されたことから、当番組でも予備カードに設定していた[注 161]。実際にはクライマックス・セのファイナルステージが雨天中止に至らなかったものの、阪神が14日（金曜日）の第3戦までに3連敗を喫したことによって同日にステージ敗退が決定。一方のクライマックス・パでは、リーグ優勝チームとして1勝分のアドバンテージをあらかじめ与えられているオリックスが、13日（木曜日）のファイナルステージ第2戦までの2連勝によって日本シリーズへの進出に王手を掛けていた。しかし、14日（金曜日）の第3戦でソフトバンク投手陣の前に完封負けを喫した結果、少なくとも第4戦が15日（土曜日）に発生することが確定。当番組でも、前述した予備カードからの繰り上げ措置で、15日の第4戦中継（実況：馬野雅行、解説：太田、両チームのベンチリポート：赤木）を本番カードとして放送した。結局、オリックスはこの試合のサヨナラ勝利によって、2年連続の日本シリーズ進出へ至っている。
- 2023年には、リーグ3連覇を果たしたオリックスが、ファーストステージを突破したロッテ（レギュラーシーズン2位）とのファイナルステージ（京セラドーム大阪で18:00開始のナイトゲーム）に10月18日（水曜日）から臨んでいる。ただし、阪神もセ・リーグ優勝によってクライマックス・セのファイナルステージに進出したため、当番組では18日からクライマックス・セのファイナルステージ全試合を自社制作で中継（詳細前述）。クライマックス・パのファイナルステージについては、第3戦までの中継を自社で制作したうえで、クライマックス・セのファイナルステージ中継の予備カードに設定していた。
  - ロッテがソフトバンク（レギュラーシーズン3位）と対戦したファーストステージ（ZOZOマリンスタジアム）では全試合がナイトゲームとして組まれていたが、MBSラジオでは他局が制作する中継を放送せず、自社制作番組（主に『番外編』）を編成。ソフトバンクがファーストステージを突破した場合には、RKB/KBCへの裏送り向けに中継を制作することが両局から告知されていた。実際にはロッテが突破したため、自社向け予備扱いでの制作に限定[注 162]。
    - クライマックス・パのファイナルステージでは、ロッテが第2戦（10月19日）で勝利したことによって、第4戦が同月21日（土曜日）に発生することが確定。クライマックス・セのファイナルステージでは土・日曜日に開催される試合をデーゲームに設定していたが、実際には前述したように、阪神が第1戦からの3連勝（いずれもナイトゲーム）によって日本シリーズへの進出を決めた。MBSラジオではクライマックス・セの展開にかかわらず、22日にクライマックス・パのファイナルステージ第4戦を中継せず、毎日放送時代から縁の深かった谷村新司（8日に74歳で逝去）への追悼特別番組などを第4戦の時間帯に放送することを決定。第5戦が22日（日曜日）に発生した場合にも、中継を制作せずに、事前収録の特別企画が主体の『番外編』を第5戦の時間帯に放送することを発表していた。実際には、オリックスが第3戦からの2連勝で日本シリーズへの進出を決めたことに伴って、第5戦自体が消滅[注 163]。

#### 日本シリーズ
2017年までは、TBSラジオが基幹局のJRNでも、日本シリーズの全試合を中継。大阪地区はJRN・NRN双方にMBSラジオとABCラジオ、NRNのみはこれにラジオ大阪が参加している事情から、MBSラジオでは、原則として第1・2・6・7戦はNRNライン全国ネット用の中継、第3・4・5戦はJRNラインの中継をネット受けして放送した。
しかし、2018年からTBSラジオでのプロ野球ナイターの自社放送が原則廃止となり、日本シリーズの中継もNRNのLFとQRの2局のみで放送されるようになった。2018年「広島対ソフトバンク」は第1・2・6（・7）戦（MAZDA Zoom-Zoom スタジアム広島）のものは中国放送-NRN向け に配信されたもの、第3・4・5戦（福岡ヤフオクドーム）はニッポン放送が自社乗り込みで制作したものをネットして放送した。
阪神が進出しない日本シリーズの試合中継を、オリックスが進出した場合でも一切放送しない方針をABCラジオが打ち出した2019年以降も、毎日放送→MBSラジオは関西地方の民放ラジオ局で唯一（対戦カードにかかわらず）日本シリーズの中継を全試合で放送している。阪神かオリックスが進出した日本シリーズでは、関西地方の球場で開催する主管試合で、レギュラーシーズンの割り当て（第3・4・5戦）に応じてNRNライン全国ネット向け中継の制作を担当。阪神が進出しない日本シリーズでは、他の地方の球場で開催される対戦球団の主管試合で、他のNRN加盟局が制作する中継を曜日にかかわらずNRNラインの同時ネット方式で放送する。ちなみに、2019年以降の日本シリーズでは、以下のような中継・放送体制を講じている。
- 巨人とソフトバンクが進出した2019年・2020年の日本シリーズでは、巨人主管試合（2019年は東京ドーム・東京2020オリンピックの開催が予定されていた2020年は特例措置で京セラドーム大阪を使用）でLF[注 168]、ソフトバンク主管試合（福岡PayPayドームで開催）でKBCがNRN向けに制作した中継[注 169] を放送した。
- オリックスとヤクルトが進出した2021年の日本シリーズでは、オリックス主管試合（実際には第1・2戦を京セラドーム大阪、第6戦をほっともっとフィールド神戸で開催）で自社（関西ローカル）向けにのみ中継を制作した[注 170] 一方で、ヤクルト主管の第3 - 5戦（本拠地の神宮球場で開催される明治神宮野球大会と日程が重なったことに伴う特例措置で東京ドームを使用）ではLFがNRN向けに制作した中継[注 171] の同時ネットで対応した（当該項で詳述）。
- 2022年の日本シリーズでは、対戦カードが前年と同じながら、第1・2・6・7戦がヤクルト主管試合（いずれも神宮球場を使用）、第3 - 5戦がオリックス主管試合（いずれも京セラドーム大阪を使用）になった。実際には、LFがNRN向けに制作するヤクルト主管試合中継[注 171]の同時ネットを実施する一方で、オリックス主管試合では（QRを含む）NRN向けに中継を制作する体制を組んでいた[注 172]（当該項で詳述）。オリックスは第7戦で（ブルーウェーブ時代の1996年以来）25年振りのシリーズ制覇を達成したが、前述したように神宮球場でのヤクルト主管試合であったため、MBSラジオではLF制作分中継の同時ネットで達成の瞬間を伝えるだけにとどまった。
  - 10月23日（日曜日）の第2戦（神宮球場で18:04に開始）は、延長12回までもつれ込んだ末に、日本シリーズの規定に沿って3対3の引き分けで23:07に終了。この結果によって、少なくとも10月27日（木曜日）に第5戦および、MBSラジオ制作分のNRN向け中継が発生することが確定した。もっとも、第2戦の試合時間は5時間3分で、「12回裏の時点で決着が付かない場合には引き分け扱いで試合を打ち切る」という規定（最長12回制）が導入された2018年以降の日本シリーズでは最も長かった（「最長15回制」で実施されていた2017年以前のシリーズを含めても歴代2位の長時間試合）。当番組では、LFがNRN向けに制作した中継の同時ネットを23:11で飛び降りた後に、23:15で放送を終了[注 173]。MBSラジオでは、本来21:00以降に編成している（自社制作の生放送番組『ヤングタウン日曜日』を含めた）レギュラー番組を通常より1時間15分遅れで順次放送したうえで、通常の日曜日には26:00（月曜日の2:00）に設定している放送終了時刻を28:15（24日の午前4:15）まで遅らせた。
- 2023年の日本シリーズでは、阪神とオリックスが進出したことを受けて、MBSラジオがオリックス主管分（第1戦・第2戦および第6戦・第7戦＝京セラドーム大阪で開催）・阪神主管分（第3戦 - 第5戦＝甲子園球場で開催）とも全試合で中継を制作。ニッポン放送では、乗り込み方式による中継の自社制作を見送ったことに伴って、全試合でネット受けを実施した。また、西暦奇数年の中継ルールに沿って、阪神主管分の試合の中継は東海ラジオ・西日本放送（RNC）との4局ネットによる「NRNナイター」として放送された。
- DeNAとソフトバンクが進出した2024年の日本シリーズでは、DeNA主管試合（横浜スタジアムで開催）でLF、ソフトバンク主管試合（福岡PayPayドームで開催）でKBCがNRN向けに制作した中継を放送。MBSラジオでは、DeNAの主管による第2戦の開催と第50回衆議院議員総選挙の執行が重なった10月27日（日曜日）に、第2戦中継のネット受けを試合終了の直後（21:40）まで実施した後に『厳選!選挙ジャーナル』（自社制作による開票特別番組）の生放送へ切り替えていた。

## 中継の特徴

### ベンチリポーターに独特の呼称
『ダイナミックナイター』時代から、（前座番組・次回中継予定の告知を含めて）ベンチリポーターを配置する中継カードでは「（○塁側、取材対象のチーム名）情報、（担当するアナウンサーが所属する放送局の略称）、（担当者名）アナウンサー」という独特の呼称でリポーターを紹介する。
阪神主催試合の中継を例に取れば、MBSのアナウンサーが阪神側のベンチリポーターを務める場合には、「1塁側タイガース情報はMBS○○アナウンサー」と紹介。1人でビジターチームのベンチリポーターも兼ねる場合には、「両軍情報は○○アナウンサー」と呼んでいる。
2015年から2020年までの阪神戦中継では、当時一部の曜日でスタジオアシスタントを務めていた市川いずみ（フリーアナウンサー）が阪神側のベンチリポーターを務める場合に、「タイガース情報は市川いずみリポーター」という呼称を使用。2018年からフィールドキャスターへ就任した狩野が、阪神戦の中継で阪神側のベンチリポートも兼ねる場合には、「タイガース情報は（MBSラジオ）フィールドキャスターの狩野恵輔さん（または『MBS・狩野恵輔フィールドキャスター』）」と称している。ちなみに、アナウンサーではない唐渡が『ダイナミック - 』で阪神のベンチリポートを一手に担っていた時期には、唐渡のことを放送上「タイガース情報は“ミスタートラ”唐渡吉則さん」と称していた。

### 多彩なジングル
『ダイナミック - 』時代には、阪神戦を中継する場合に、ランディ・バースなどの声を使ったジングルをCM明けに放送。トーマス・オマリーを『ダイナミックナイター』のイメージキャラクターに起用した時期には、「オマリーのダイナミックイングリッシュ」という異色のジングルも制作した。『タイガースナイター』へ移行してからは、CM明けに以下のタイトルジングルを流していた（いずれも関西ローカル）。
- （通常）「ナイター聴くなら、1179。MBSタイガースナイター!」（月曜ナイトゲームの時などは、最後に「スペシャル」が付く）
- 以下のパターンは、阪神戦の中継でのみ使用（上記の通常パターンのものと併用）。
  - 「なにがなんでもタイガース!!1179MBSタイガースナイター!」（デーゲームや月曜ナイトゲームなどの時は、最後に「スペシャル」が付く）
  - 「MBSタイガースナイタースペシャル!タイガース・デーゲーム中継!」（デーゲーム限定）
  - 中継試合の解説者がメッセージ入りのタイトルジングルを担当することがある。
    - なお、2006年からは中継試合の解説者＆実況アナによる掛け合いのパターンも登場した（個別に収録した音声を組み合わせるため、解説者と実況アナの喋るトーンが異なる場合がある）。
（解説者）「1179MBSタイガースナイター!○○○○と」
（実況アナ）「実況、○○○○がお送りしています。」
    - 板東英二がMBSラジオ・LFの解説者を兼務していた2012年までの中継では、LF発の中継に板東が出演した場合にも、本人の声によるジングルが使われていた。

  - 一部イニングを除き、阪神の選手がメッセージ入りのタイトルジングル（CM明け）を担当することもある（原則として、攻撃時はそのイニングの先頭バッターが、守備時はその時点でマウンドに上がっている投手が担当する）。
  - さらに月2 - 3回程度、「MBSタイガースナイター・感動スタジアム」として、関西地区の上新電機に設置している応募葉書で当選したタイガースファンのリスナーが吹き込んだ応援メッセージを、CM明けジングルとしてオンエアする企画を実施している（2005年より毎年実施）。

阪神戦のMBSローカル中継では、1993年から、阪神が適時打や本塁打による得点で攻撃を終えた直後のCM前に得点シーンの実況音源を再生（リプレイ）している。
- 「（既にテレビのプロ野球の野球中継で実施していた）リプレイをラジオらしく音で演出する」との趣旨で、当時のヒット曲であった「WINNING RUN」（光GENJI）のイントロ部分をBGMに使いながら、「いいね、いいね! もう一回聴いてみよう!!」という声の後に音源を再生する。
- ただし、犠牲フライや相手のミスが絡んだプレー（押し出し四死球や適時失策など）による得点の場合や、阪神の大量リードで迎えた試合の終盤に追加点を挙げた場合には音源を再生しない。
- リプレイの終了後に、「ナイスバッティング! ○○!!」（○の中には打点をあげた選手名）というコールと先述「WINNING RUN」のアウトロ部分が流れた後、局名を省いた番組タイトルで締めることが特徴。複数の選手が活躍した場合には「ナイスバッティング! タイガース!!」、一気に大量得点を挙げた場合には「ナイスバッティング! ビッグイニング!!」というコールを使用する。『ダイナミック - 』での開始当初は、事前収録によるオマリーの声を充てていた。2008年以降は、阪神の選手が満塁本塁打を放った場合に、実況再生の後に「ナイスグランドスラム! レインボーアーチ!!」というコールを放送。阪神における金本知憲の現役晩年（2009年 - 2012年）での中継では、金本が本塁打や適時打を放った場合に「ナイスバッティング! アニキ!!」というコールを入れていた。
- オリックス戦についても基本的には実施。なお阪神との試合ではホーム・ビジター問わず阪神得点時のみ。
- 守備での好プレー向けには「ナイスプレー! タイガース!!」というコールが用意されている[注 175]。
- なお、試合展開やCM明けのタイミングによっては、スタジオアシスタントがMBS本社スタジオから応援メッセージを紹介することがある。他局でもネット受け形式で中継している場合には、リプレイやCM明けのスタジオからの放送をはさむ関係でネット局がMBSよりも早くCMが明けるため、その間のみネット局への裏送りとなる。

『タイガースライブ』へ移行後も、タイガース選手やMBS野球解説者の声によるタイトルジングル、「いいね、いいね!もう一回聞いてみよう!!」の掛け声、CM前の実況再生を継承。ただし、タイトルコールを「毎日ナマ虎! 1179。MBSタイガースライブ!」（2012・2013年度は「～withタイガース～ MBSタイガースライブ」）に変更。関西を中心にナレーターや声優として活動する菱田盛之の声が、ジングルに使われるようになった。なお、阪神戦では当日出演解説者・アナウンサー、タイガース選手のバージョンのバリエーションがある（解説者・アナウンサーのバージョンは自社制作のオリックス戦でも使用する）。阪神が関与しない試合を系列各局からネット受けする場合や、自社制作でないレインコート番組となる場合は「1179 MBSタイガースライブ!!」のジングルのみであるが、BGMは同じである。
また、『タイガースライブ』では、オリックスの選手に対応した「ナイスバッティング!○○」（○○は打点を挙げた同球団の選手の苗字）のジングルも用意。阪神戦が最初から組まれていない日に自社制作でオリックスのホームゲームを放送する場合には、オリックスの選手が打点を挙げれば、当該イニング終了後のスポットCM明けに「いいね、いいね!もう一回聞いてみよう!!」→打点を挙げたシーンの実況再生音源→「ナイスバッティング!○○」の順で放送する。さらに、（ネット受け分を含めて）オールスターゲームやフレッシュオールスターゲームを中継する場合にも、阪神・オリックスからの出場選手が打点を挙げれば関西ローカル限定で上記のジングルを流している。
2013年からは上記のジングルに加えて、MBSラジオのAM周波数（1179khz）に「7」が入っていることにちなんだステーションジングル「ラッキー7（セブン）のあるラジオ　MBSラジオ」を、阪神・オリックスの攻撃が7回に入る直前に放送。同年8月からシーズンの終了までは、ソエジマ隊員（MBSテレビのスポーツ情報番組『カワスポ』の企画で同年の阪神公式戦全試合を球場で観戦していた松竹芸能所属のピン芸人・俳優）の声とギャグを用いたジングルも使われていた。
『ベースボールパーク』への移行後も、基本として『タイガースライブ』以降のジングルを踏襲。ただし、BGMを変更したほか、ジングル上のタイトルコールを『ベースボールパーク』に統一している（例：「ナイスバッティング!タイガース!!…ベースボールパーク」）。増田がゲストで出演する中継では、増田による英語風のコールを収録したジングルを使用するほか、「漫才のように面白い MBSベースボールパーク」などのオリジナルジングルを流す。
- （通常）2014年・2015年度「1179 MBSベースボールパーク!!」→ 2016年度以降「AM1179 FM906（キューマルロク） MBSベースボールパーク!!」
- 2018年度までは阪神戦は冒頭に「with Tigers!」を挿入。

「ホームイン with Tigers」キャンペーンを毎日放送グループで展開していた2015年には、阪神戦の中継で同球団の選手が得点を記録した場合にのみ、イニングの終了後に得点シーンのリプレイ → スタジオ担当による得点記録選手・チーム総得点数の紹介（いずれも関西ローカル向け）をはさんでCMを放送していた。2016・2017年は、キャンペーンを継続する一方で、イニング終了後の時間を得点シーンのリプレイとリスナープレゼントの告知のみに充当。チームの総得点数については、中継のエンディングで、開幕戦から中継カード終了時点での総得点数を紹介していた。
2019年度からは、サブタイトルを「タイガース全力応援宣言　ぶち破れ!MBSがヤル」へ変更したことに伴って、ジングルを一新。菱田によるタイトルコールを用いたジングルを中心に放送しているが、解説者がアナウンスを担当するバージョンでの文言を、「タイガース全力応援宣言　ぶち破れ!（解説者の氏名）がヤル　MBSベースボールパーク」（2019年度）→「（解説者の氏名）です　タイガース全力応援宣言　MBSベースボールパーク」（2020年度）に改めている。
阪神がセ・リーグの首位で迎えた2021年のセ・パ交流戦期間中には、パ・リーグの球団が過去の交流戦でセ・リーグの球団に大きく勝ち越していることを背景に、当番組の解説者やスタジオアシスタントが「パ・リーグ倒すのは阪神でしょ!」という台詞を吹き込んだジングルを阪神戦の中継で流している。実際にはオリックスが2010年以来11年振りに優勝したが、阪神も2014年以来7年振りに勝ち越したばかりか、セ・リーグ球団の最上位（全体2位）で交流戦を終えた。

### 「今日の勝負どころ」
『タイガースライブ』へ移行後の2011年シーズンからは、試合終了後の実況再生企画として、「今日の勝負どころ」を新設。中継に出演した解説者が「勝負の分かれ目」と評価したシーンを、実況音源を再生しながら詳しく振り返る。「今日の勝負どころ」にも専用のタイトルジングルがあるが、他局へネットされている場合は、コーナー自体は行うもののジングルや音源再生は省略され、解説者とのトークのみで対応する。MBS以外の加盟系列各局からネット受けする場合はこのコーナー自体行わないほか、MBS制作であっても元々裏送り用として制作された中継の場合は、配信相手の系列局の様式に合わせた番組構成となるためこのコーナーは行わない。なお、『ベースボールパーク』への移行後も、上記の趣旨で放送を続けている。

### コーナー・企画
- 祝日や土曜日にデーゲームを中継する場合には、5回裏終了後のグラウンド整備中に、毎日放送本社の報道スタジオから『MBSニュース』、日本気象協会関西支社から『お天気のお知らせ』、日本道路交通情報センター大阪センターから『MBS交通情報』をそれぞれ放送する。2013年度からは、土・日曜日にナイトゲームを中継する場合にも、5回裏の終了後に『MBSニュース』を挿入するようになった。
- 『タイガースナイター』時代の2006年度以降のナイトゲーム中継では、「ドライバーにも野球観戦を楽しんでもらえるように」との配慮から、道路交通情報を原則として19時台と20時台の前半に挿入（2007年度からは1回表終了後にも放送）。日本道路交通情報センターからの資料を基に、スタジオ担当のフリーアナウンサーが直近の高速道路及び阪神高速道路の渋滞状況を紹介している。18時台以降に交通情報を放送することが皆無に近い関西地区のラジオ局では、異例の試みである[注 177]。『タイガースライブ』→『ベースボールパーク』への移行後も、以上のスタイルのまま道路交通情報を放送。ただし、タイトルコールを、菱田の声による収録音源に一新。2019年6月からは、MBSのアナウンサーでスポーツ中継を担当しない千葉猛のタイトルコール音源も併用している。
- 『タイガースナイター』時代の2006年度から2009年度までは、5回裏終了後のグラウンド整備中に、スタジオから「MBSタイガースナイター  ファーム情報」も放送。放送日のウエスタン・リーグ阪神戦の結果や、ファームで調整中の主力選手の現状などを手短に伝える。2008年度まではスポンサーが付いていた[注 178]。2010年度以降は放送されていないが、2018年の阪神戦中継では、狩野が出演する場合に「狩野恵輔の情報キャッチャー」（後述）を狩野によるファームの取材報告に充てることがあった。
- LFが制作する関東地方での阪神ビジターゲーム中継を2局ネット方式で放送する場合には、『ニッポン放送ショウアップナイター』がtwitter公式アカウントで受け付けている解説者への質問企画を、当番組との共通企画として実施する場合がある。ただし、その場合でも、同番組のアカウントでツイートを一括して受け付けている。

以上はネット受け中継時を含めて、関西ローカルでのみ放送。
- 2008年頃からは、夏休み期間や在阪ラジオ局の聴取率調査週間（MBSでは「スペシャルウィーク」と総称）を中心に、一部の中継でリスナーからの質問・メッセージを受付。中継の合間に、実況アナウンサーがメッセージを紹介したり、解説者が質問に答えたりしている。2009年には、阪神甲子園球場から阪神-中日戦をSFとの2局ネットで中継する場合に、『東海ラジオガッツナイター』との共同企画として実施することもあった。ただし、その場合でも、MBS側で一括してメッセージを受け付けている。
- 2010年度からは、日本の民放ラジオで放送するプロ野球中継で唯一、他球場の速報にスポンサーを設定。速報チャイムを鳴らした後に、実況アナが「○○（スポンサー名）提供 MBSプロ野球速報（2013年度までは「MBSナイター／デーゲーム速報」）」と呼んでいる。ただし、スポンサーの設定は一部の曜日のみで、CBCドラゴンズナイター、東海ラジオガッツナイター（中日戦）、ニッポン放送ショウアップナイター（巨人戦）との2局ネットやこの番組がMBSをキー局とするNRN全国ネットといった他局へネットする中継では実施されない。
- 『ベースボールパーク』への移行当初は、増田や桜井一枝が、阪神ファンを代表して阪神戦の中継へ定期的に出演。増田が出演する中継では、阪神ファンのリスナー向けにテーマを設定したうえで、FAXと新設のメールアドレス（park@mbs1179.com）を通じてメッセージを受け付けていた。なお、メッセージの一部は、実況アナウンサー・解説者とのQ&A形式で増田が中継の合間に紹介。増田が出演しなくなってからの阪神戦中継でも、MBSの自社制作で放送する場合に、テーマを設定したうえでリスナーからメッセージを募集することがある。
- 狩野がフィールドキャスターとして出演を始めた2018年の阪神戦中継（自社制作分）では、5回裏の終了後（グラウンド整備の時間帯）に、「狩野恵輔の情報キャッチャー」をスポンサー付きで放送。現役時代の経験やフィールドキャスターとしての取材を基に、阪神の選手に関するエピソードや最新情報を手短に紹介していた。
- 阪神ビジターゲームの自社制作中継を減らしている2019年以降は、NRNナイターを担当する火 - 木曜日に関東地方でのビジターゲームをLFからの裏送り方式で関西ローカル向けに中継する場合に、当番組のtwitter公式アカウントで解説者への質問やメッセージを受付。前述した2局ネット中継と同様に、受け付けた内容の一部を中継内で随時紹介している。

## 番組プレゼント
- 『タイガースナイター』時代の2009年からは、スペシャルウィークスが実施される4月・6月の特定の1週間の阪神戦を対象に、解説者がその試合で最も活躍した選手1名を選定。当該選手の写真のパネルを、希望するリスナーから10名に贈呈するキャンペーンを実施していた。一時はこの期間のみ、中継の1回裏・3回裏・6回裏終了後に、当番組専用の電話番号をランダムに発表。受付時間内（2回表 - 3回裏、4回表 - 6回裏、7回表 - 8回裏）にその番号へ電話したリスナーから、1つの番号につき抽選で1名に現金を進呈していた。
- 2010年シーズンには、阪神のビジターゲームを中継する際に、甲子園球場での阪神ホームゲームのチケットプレゼントを実施している。原則として、試合中盤から試合終了までメールで募集を受付て、試合終了後抽選の上で1組4人を招待。（ただし、雨天など中止となった場合はチケットが無効となり、予備日への代替も不可）
  - 2010年8月からは、番組宛てに電子メールやFAXでメッセージを寄せたリスナーに向けて、「ブラゼル・マートン応援キャンペーン」を実施。中継対象の阪神戦でクレイグ・ブラゼルがホームランを最低1本放った場合か、マット・マートンが2本以上のヒット（マルチヒット）を記録した場合に、上記のリスナーから抽選で3人ずつ（2つの条件をいずれも満たした場合は1試合6人）に「おくさま印」の無洗米5kgを贈呈していた。
  - 2010年10月5日にマートンがのNPBの一軍公式戦における当時のレギュラーシーズン最多安打新記録（211安打）を達成したことを受けて、達成した当日からシーズン最終戦となる7日までの3連戦は、マートンがこの記録を更新するたびに無洗米を3人に贈呈するという記念企画に変更。5日はマートン3安打・ブラゼル2本塁打の活躍で合計12人に贈呈されたが、6日は贈呈なし、7日はマートン1安打のみの3人贈呈に終わった。
  - 阪神がクライマックス・第1ステージに出場した10月16日と10月17日は「めざせ日本一キャンペーン」として、阪神のヒット数分のお米が贈呈された。ファイナルステージは阪神が進出できなかったため、10月20日-10月23日までは各試合に付き10人（うち、最初の2名は19時の時報後、次の3名は20時の時報後、残り5人は試合終了後と段階を追って発表した）にお米をプレゼントした。
- 過去には毎試合終了後、中継カードの試合の展開の中からクイズを出題する「タイガースナイタークイズ」が行われ、正解者から抽選で1名に1万円の賞金（スペシャルウィークス開催期間中は別途プレゼントを定める）が贈呈されていた。
- また、リーグ優勝が現実味を帯びた2008年にはテレビと合同で 「笑虎（タイガースマイル）2008」 と題したキャンペーンを実施し、リーグ優勝が決まった場合、リスナーからの情報提供に基づいて選手に記念プレゼントを贈呈するという準備を進めており、発送の準備も完了していたが、リーグ優勝を逃すどころかクライマックスシリーズ第1ステージで中日ドラゴンズに敗れ、あえなく企画倒れになったことがあった。
- 『ベースボールライブ』への移行後は、阪神戦の中継において、以下のプレゼント企画を実施している。ただし、中継予定試合が中止やノーゲームになった場合には、応募しても無効として扱う。
  - 「トラトラ タイガースウルトラクイズ」（ビジターゲーム中継限定、2012年からは「withタイガースクイズ」と改題）
    - 5回裏終了後のグラウンド整備中に、阪神の歴史・選手などに関する3択クイズを、スタジオ担当アシスタント（2013年からは「女子部員」）が1問出題。6回裏が終了するまで、メールで回答を受け付ける。応募したリスナーから当選者1名には、阪神甲子園球場での阪神ホームゲームペアチケットを進呈する。なお、祝日や土曜日のデーゲーム中継である場合は5回終了時にMBSニュース（報道スタジオ）、天気（日本気象協会関西支部）、交通情報（日本道路交通情報センター大阪センター）を放送する都合上、実施しない場合がある。

  - 「ライブでビンゴ!」（携帯電話ユーザー向けの期間限定企画）
    - MBSラジオの携帯電話向け公式サイト「MBSモバイル」との連動企画で、『タイガースライブ』の放送開始から2011年5月7日の放送までは、阪神戦中継のたびに実施。いったん終了した後に、同年6月から「MBSラジオ　スペシャルウィーク」などの期間限定企画になった。当初はフィーチャーフォンからしか参加できなかったが、同年8月実施の第3弾からは、スマートフォンにも対応するように改善。実施期間中には、MBSテレビの番組やデータ放送サービス「よんde」でも、参加方法を紹介するようになった。
    - 実施の際には、当日の阪神ベンチ入りメンバーと監督の背番号がランダムに入った5マス×5マスのカードに対して、スタジオ担当アシスタント（2013・2014年には「MBSタイガースライブ女子部員」という肩書で出演）が中継の随所で番号を告知。阪神戦1試合につき、最も早くビンゴに達した参加者から3名に1万円、2名に甲子園球場での阪神ホームゲームペアチケットを進呈する。
    - ビンゴへ参加するには、中継開始から1時間以内に、「MBSモバイル」での登録とビンゴカードの取得（フィーチャーフォンの場合には同サイト内の当番組公式ページ、スマートフォンの場合には該当機種のアプリストアから「M☆BINGO」を無料ダウンロード）が必要。18時開始のナイトゲームで実施する場合には、登録受付締め切り後3回（19時過ぎ、20時過ぎ、試合の終盤<概ね20時台後半か、長引いた場合は21時過ぎ>　デーゲームである場合は概ね試合開始から1時間後、2時間後、終盤<3時間前後>）にわたって番号を読み上げる。ただし、読み上げた番号をビンゴカードに反映させるには、参加者が次の読み上げまでに手動でカードを更新しなければならない。また、ビンゴの当選者が出なかった場合や、阪神戦が中止になった場合（試合開始予定後の中止やノーゲームの場合も含む）には、実施期間の最終日までキャリーオーバー形式でプレゼントの現金を増額する。
    - 2012年6月17日放送の「MBSタイガースライブ番外編」では、「MBSラジオ スペシャルウィーク」および同年のセ・パ交流戦最終日と重なったことから、「番外編」初の試みとして放送中に「ライブでビンゴ」を実施。阪神のデーゲーム（対ロッテ戦）終了後の放送だったため、同年の公式戦開幕時点での出場登録選手の背番号を、ビンゴの判定に用いた。
- 「ホームイン with Tigers」キャンペーンを展開する2015年以降は、阪神のシーズン総得点が10点（2016年以降は20点）単位の「キリ番」へ達するたびに、リスナーに抽選でプレゼント（前年度ナイターオフ番組のグッズ・阪神選手のサイン入りグッズ・阪神主催試合のチケットなど）を進呈している。6月の「MBSラジオ　スペシャルウィーク」および前週の中継については、総得点のカウントを継続するものの、後述する「ボールパークへいらっしゃい 今夜、ラジオでサイコロ振ります!」との兼ね合いで上記の「キリ番プレゼント」を休止する。
- 上記のプレゼント以外にも、当番組を含むMBSラジオ制作番組スポンサーの提供によるリスナープレゼント企画を、『タイガースナイター』時代から随時実施。中継の終盤で、イニングの合間にプレゼントの告知を放送している。
- 2015年から2017年までの「MBSラジオ　スペシャルウィーク」および前週（プレウィーク）の中継（阪神戦を中心に最大10試合）では、「ボールパークへいらっしゃい 今夜、ラジオでサイコロ振ります!」と称するリスナー向けの現金（2016年以降はMBSラジオワイドFM関連グッズとのセットによる）プレゼント企画を実施。当日のゲストが5回裏の終了後にサイコロを振ったうえで、サイコロの出目に一定の数値（「プレウィーク」は1,000、「スペシャルウィーク」は10,000）を掛けた金額を、中継対象の阪神戦における阪神（関西ダービー以外のオリックス戦中継ではオリックス）の総得点と同じ人数分のリスナーに抽選で進呈していた。
  - 「プレウィーク」の中継では解説者や（「スペシャルサポーター」の増田や山田スタジアムを含む）ゲスト、「スペシャルウィーク」の中継では『ちちんぷいぷい』『せやねん!』（いずれもMBSテレビが毎日放送本社スタジオから生放送の情報番組）のレギュラー出演者がサイコロを振った。使用するサイコロは基本として6面体だが、「スペシャルウィーク」最後の中継では、1から12までの目が付いた12面体のサイコロをゲストに振らせていた。
    - 2015年6月3日（水曜日）の阪神対ロッテ戦（甲子園でのナイトゲーム）中継を例に取れば、当日のゲスト・銀シャリ（出演時点では『ちちんぷいぷい』水曜日のコーナーレギュラー）が振ったサイコロの出目が4、阪神の総得点が9であった。この例を「スペシャルウィーク」の前週に当てはめれば4,000円（総額36,000円）、「スペシャルウィーク」の期間中に当てはめれば40,000円（同360,000円）をそれぞれ抽選で9人のリスナーに贈呈することになる。12面体のサイコロを使用する「スペシャルウィーク」最後の中継では、7から12までの目が出る可能性もあるため、リスナー1人につき最大で120,000円を進呈していた。
    - 「スペシャルウィーク」および「プレウィーク」で阪神・オリックスが関与しない試合をMBSの自社制作・ダブル解説体制で中継する場合や、NPBのナイトゲームを最初から開催しない日に『MBSベースボールパーク番外編』を放送する場合にも、上記のプレゼント企画を実施。解説者・出演者から2名がサイコロを振ったうえで、1名が出した目に一定の数値（「プレウィーク」は1,000、「スペシャルウィーク」は10,000）を掛けた金額を、もう1名が出した目の人数分（1 - 6名）に進呈した。
    - 「スペシャルウィーク」中に甲子園や京セラドームから阪神戦を中継する場合には、両番組のレギュラー出演者から日替わりで1名（または1組）が、中継先の放送席か毎日放送本社のラジオスタジオにゲストとして登場。原則として中継当日の『ちちんぷいぷい』『せやねん!』出演者が、平日のナイトゲーム中継では『ちちんぷいぷい』、土曜日の中継では『せやねん!』の生放送を終えた後に中継の途中から登場していた。
    - 「プレウィーク」がセ・パ交流戦の期間中で、阪神のビジターゲームを中継する場合には、現金の代わりに中継先の地元の特産品をリスナーへのプレゼントとして用意することがある。この場合には、番組側で用意したリストを基に、当日出演の解説者がサイコロの出目に対応する特産品をあらかじめ決定。その後で解説者がサイコロを振ってから、実際に出た目に対応する特産品を阪神の総得点と同じ人数分のリスナーに抽選で贈呈する。なお、ビジターゲームにおける地元特産品のプレゼントは、「スペシャルウィーク」前後の"キリ番プレゼント"でも随時実施している。

  - 中継対象の阪神戦で阪神（関西ダービー以外のオリックス戦ではオリックス）が無得点で試合を終えた場合や、中継予定の阪神戦・（予備カードから本番カードへの昇格予定分を含む）オリックス戦とも雨天中止（または降雨ノーゲーム）になった場合には、現金や中継先の特産品に代わるプレゼント（2016年以降はMBSラジオのワイドFM関連グッズ）をサイコロの出目と同じ人数分のリスナーに抽選で進呈していた。
- 2018年6月の「MBSラジオ　スペシャルウィーク」（11 - 17日）およびプレウィーク（4 - 10日）では、「ボールパークへいらっしゃい 今夜、ラジオでサイコロ振ります!」を、『番外編』（期間中の放送日は10日＝日曜日）・『亀山つとむのスポーツマンデー!』（通年で月曜日の18時台前半に生放送、期間中の放送日は4日）との連動企画「MBSベースボールパーク　ジューシーお肉祭!～バッティングはミートが大事!ジャストミートでシャトーブリアン～」にリニューアル。前年まで現金を出していたリスナー向けのプレゼントを、2017年度ナイターオフ版の日曜日からスポンサーに付いている大正（だいせい：大阪市内を中心に「大喜屋」という屋号の精肉小売店を経営する株式会社）提供の牛肉に統一した。
  - 「プレウィーク」では、プレゼントをヘルシー赤身肉に統一。対象番組（4日は『スポーツマンデー』、10日は『番外編』、それ以外の日は自社で制作する阪神戦中継）に出演する野球解説者1名がサイコロを振ることによって、プレゼントの人数（1～6名）を決定する。なお、中継対象のカードで阪神が勝利した場合には、プレゼントの対象者をその人数の2倍に増やす。ただし、メインカードの阪神戦が中止になった場合には、予備カード扱いで待機させていた他局制作分の中継を放送してもプレゼント企画を実施しない。
  - 「スペシャルウィーク」では、MBSラジオのスタジオに「ゲストバッター」を招いたうえで、牛肉の部位の名前が書かれたサイコロ（1：ステーキ用のシャトーブリアン、2：ステーキ用の黒毛和牛サーロイン、3：クラシタしゃぶしゃぶセット、4：ヒレステーキセット、5：ミスジステーキセット、6：黒毛和牛ロースセット）を放送中にミニチュアバットで打たせる。そこで出た目の部位が、プレゼント対象の商品になる。なお、プレゼント人数の決め方は、「プレウィーク」に準拠。
- 2019年6月の「MBSラジオ　スペシャルウィーク」（10 - 16日）には、牛肉のプレゼントを継続しつつも、この年から「タイガース全力応援宣言 ぶち破れ!MBSがヤル」キャンペーンの一環で阪神の周辺取材を担う藤林温子（毎日放送アナウンサー）の冠企画「藤林虎子のミートボールパークにようこそ」にリニューアル。阪神の主力選手の出身地にちなんだグレードの高い牛肉を日替わりで用意したうえで、藤林が彦摩呂のグルメリポートを連想させる口調で発表するキーワード（11 - 15日の交流戦中継・10日の『スポーツマンデー』・16日の『番外編』）を電子メールかハガキへ記すことを条件に応募したリスナーから、抽選で1日あたり1名に牛肉を進呈していた。
- MBSラジオが聴取率調査週間における「MBSラジオ　スペシャルウィーク」の設定を2020年6月分で終了（ホテルニューアワジの協力による全局単位の「MBSラジオ　ドリームウィーク」へ移行）したことに伴って、2021年以降の当番組では、リスナーへのプレゼント企画を基本として実施していない。ただし、2023年12月分の「MBSラジオ　ドリームウィーク」では、能見と藤林をキャンペーンキャラクターに起用していた。

## 出演者

### 現在の出演者
阪神ホームゲームの中継では、解説者が1名だけ出演する場合と、2名の解説者による「ダブル解説」体制で放送する場合に大別される。中継のカードや時期によっては、阪神ファンのタレントやMBSラジオ他番組のパーソナリティ（2003年までは一時「トラ番ゲスト」と呼称）を交えたり、JRN・NRN系列各局の解説者をゲストとして迎えたりすることもある。

#### レギュラー解説者
特記しない限り、毎日放送（MBSテレビ）のプロ野球中継でも解説を担当。氏名の後の「　」内には、放送などで使用するキャッチフレーズを記載している。
ちなみに、MBSラジオのタイムテーブルや当番組の広告では、2023年からレギュラー解説者を「MBSラジオプロ野球解説者」「準解説者」という区分で表記している。本項でも、この区分を基に解説者を記載する。

##### 「MBSラジオプロ野球解説者」
- 太田幸司（1985年 - ）「元祖甲子園のプリンス」
  - 2008年までは、前座コーナー（『プレイボール 太田幸司です』→『太田幸司の熱血!!タイガーススタジアム』）のキャスターも担当していた。
  - 2017年には、出身地の青森県で催された楽天戦の東北放送（TBCテレビ）制作分中継にも登場していた。2020年以降は（裏送り・予備カードを含めた）オリックス戦中継での解説が主体で、MBSラジオでは、『MBSベースボールパーク番外編』（パ・リーグ関連の特集を組む回）やパ・リーグ関連の特別番組を中心に出演。
- 亀山つとむ（1998年 - ）「トラの兄貴分」[注 180]
  - GAORAの解説者とスポーツニッポンの野球評論家を兼務。
- 藪恵壹（2014年 - ）「型破りの本格派」[注 181]
  - ラジオ限定の専属契約[注 182] で、読売テレビ・カンテレ（いずれも本数契約）・J SPORTSMLB中継の解説者と夕刊フジの評論家を兼務。2023年からは、サンケイスポーツの評論家も務めている。
- 金村義明（2016年 - ）「浪花のいてまえ魂」
  - 2015年9月21日放送分の中継にゲスト解説者として登場したことを皮切りに、2016年よりラジオのみ専属契約。関西テレビ・J SPORTS解説者とスポーツ報知の評論家を兼務。
  - MBSラジオでは月曜日の午後に『上泉雄一のええなぁ!』のパートナー（2015年4月 - 2021年9月）→『金村義明のええかげんにせぇ～!』のパーソナリティ（通年では2021年10月以降）を担当しているため、月曜日の中継には上記番組と放送時間帯が重なるデーゲーム限定で出演。東京都内に居住していることから、MBSの自社制作による首都圏での阪神ビジターゲーム中継でも解説している。
  - 2024年9月までは『バラいろダンディ』（TOKYO MXが東京ローカル向けに編成していた平日夜間の生放送番組）にレギュラーで出演していたため、同年のレギュラーシーズンまでは、『バラいろダンディ』への出演日に組まれていた中継の解説を担当できなかった。
- 狩野恵輔（2018年 - 2021年にフィールドキャスター専任で出演した後に、2022年から解説者を兼務）「日々精進」
  - デイリースポーツの評論家や、読売テレビ・サンテレビ・スカイ・エー・Tigers-aiの解説者を兼務。
  - 2018年からラジオ・テレビの阪神戦中継に出演した当初は、サッカー中継のピッチ解説者に相当する役割の「フィールドキャスター」名義（放送上は「他の解説者とのダブル出演」扱い）で出演。同年2月の阪神春季キャンプから、取材に携わっている。当番組の中継へ出演する場合には、従来の阪神側ベンチリポーターと同様に、阪神側のベンチ付近で待機。自社制作分の阪神戦中継では、基本として阪神側のベンチリポートもフィールドキャスターへ一任していた。ただし、一部カードの中継には他の解説者と並んで放送席から出演するため、フィールドキャスターとは別の人物が阪神側のベンチリポーターを担当していた。
  - 2020年から一部の中継カードを単独で解説。2022年からは放送席での解説に専念していて、タイムテーブルで「MBS野球解説者」と表記されているほか、ダブル解説体制で放送する阪神戦中継では「メイン解説者」として扱われることが多い。さらに、『文化放送ライオンズナイター』でも放送される阪神のホームゲーム中継や、オリックスのホームゲーム中継（ビジター地元局への裏送り向けを主体に制作）でも解説を開始。2022年6月7日の対ソフトバンク戦（PayPayドーム）では、久々にフィールドキャスターとして出演した（解説：藪、実況：金山）。

##### 「準解説者」
- 掛布雅之（レギュラー解説者として2010年 - 2012年、「ゲスト解説者」として2009年、2018年 - 2022年に出演）
  - 2009年にゲスト解説者として出演を開始した後に、2010年よりラジオのみ専属契約。阪神での現役選手時代に続いて「ミスタータイガース」というキャッチフレーズが付けられていたが、自身の債務問題の影響で、2011年にはオールスターゲーム以降の中継の出演を見合わせた[注 183]。2012年のレギュラーシーズン開幕を機に出演を再開したものの、上記の問題の影響で5月以降の出演を見合わせた後に、解説者としての契約をいったん終了した。
  - 2013年にskyA sports+の解説者へ転身した後に、2014年から阪神のゼネラルマネージャー付育成&打撃コーディネーター（DC）を兼務。2014年11月の日米野球では、解説者として出演したTBSテレビ制作の中継を、毎日放送（MBSテレビ）がネット受けで放送した。
  - 2016年から2018年まで、阪神の二軍監督を歴任。在任中には、MBSラジオが『亀山つとむのスポーツマンデー!』（毎週月曜日の18時台前半に放送していたスポーツ情報番組）のプロ野球シーズン限定企画として、「とれたて!掛布ファーム情報」（市川いずみによる掛布への独占インタビュー）を月1回のペースで放送していた。
  - 2018年から阪神球団のフロント特別職（オーナー付シニア・エグゼクティブ・アドバイザー）へ転じたことを機に、同年のシーズン途中からゲスト解説者として当番組へ復帰。同年6月1日にメットライフドームで催された西武対阪神戦中継（『文化放送ライオンズナイター』のネット受け分）で、5回表から7回裏までゲスト解説者として出演した[注 36]。自社制作分へは同年7月13日に京セラドーム大阪で催されたオールスターゲーム第1戦で登場した[注 184]。当番組には阪神電気鉄道の特別職である「HLT」（ハンシン・レジェンド・テラー）へ就任した2020年以降も出演を続けているが、2019年のみABCラジオの中継にも登場していた。
  - 2023年には、阪神のレギュラーシーズン開幕戦（3月30日の対DeNA戦）中継から「準解説者」として登場。4月15日から1年間は、『グッジョブ!』（毎日放送が毎週土曜日の7:00 - 7:30に編成していた関西ローカル向けの生放送番組）にも上泉とのコンビで毎回出演していた。
- 鳥谷敬（2022年 - 、同年のみ「ゲスト解説者」扱いで出演）
  - パナソニック野球部のコーチで、日刊スポーツの野球評論家を兼務。毎日放送（MBSテレビ）・朝日放送テレビ・サンテレビ・関西テレビ・日本テレビ・読売テレビなどの中継にも、ゲスト解説者として出演している。当番組の「準解説者」に移行した2023年からは、テレビ大阪が制作する阪神戦の中継でも解説を担当。
  - MBSテレビでは2022年2月11日（金曜日・建国記念の日）の日本ハム対阪神戦（春季キャンプ中の練習試合）中継（『よんチャンTV』内で放送）から解説を担当しているほか、3月に『みんなの甲子園』（選抜高等学校野球大会のダイジェスト番組）で月曜放送分のキャスターを狩野と共に務めていたが、当番組では4月27日（水曜日）の阪神対中日戦中継（甲子園）からゲスト解説者として登場。第5回WBCが開催された2023年3月には、『みんなの甲子園』への出演を見合わせる一方で、WBCの解説を主な目的に『サタデープラス』（毎日放送本社からの生放送による全国ネット番組）へ男性としては初めての「マンスリースペシャルゲスト」として出演している。
- 能見篤史（2023年 - ）
  - スポーツニッポンの野球評論家で、コーチ兼投手として在籍していたオリックスからの退団（2022年）を機に、『MBSベースボールパーク』のナイターオフ版や『よんチャンTV』へ随時出演している。テレビ中継では、毎日放送（MBSテレビ）・TBSテレビ（BS-TBS／TBSチャンネル）・日本テレビ・読売テレビ・関西テレビ・Tigers-ai（スカイA・GAORA他）・NHK大阪放送局・テレビ大阪で2023年から解説を担当（いずれも本数契約）。
- 福留孝介（2023年 - ）
  - PL学園高校・日本生命硬式野球部の出身で、中日・阪神とMLBのシカゴ・ホワイトソックスで現役生活を送った後に、2022年に中日で現役を引退。2023年からは、東海ラジオ・日本テレビ・中京テレビ・東海テレビ・朝日放送テレビ・サンテレビの中継にも解説者として出演している。
  - 東海ラジオが制作する中日戦の中継では、MBSラジオで火 - 木曜日・朝日放送ラジオが月・金曜日に本番カードとして同時ネットで放送する場合にも解説を担当。当番組にはこの場合に限って、放送上「東海ラジオの野球解説者」という肩書を使用している。また、朝日放送テレビでは、「スポーツコメンテーター」という肩書で2023年4月から毎週火曜日に『おはよう朝日です』へ出演している。
- T-岡田（2025年 - ）
  - 2025年5月5日のオリックス対日本ハム戦のHBC向け裏送り（狩野とのダブル解説）を皮切りに、当面は古巣であるオリックスの試合を中心に出演。このため、公式サイトへは記名されておらず、タイムテーブル等でのみ「準解説者」と表記されており、裏送り中継や、セ・リーグのカードが非開催などの日程編成上の都合で、散発的に自社でオリックス主催試合を本番カードとして放送する場合（2025年8月14日に、東北放送との局間ネットで放送するオリックス対楽天戦など）が中心の起用となる。

2023年からの阪神戦中継では、「MBSラジオプロ野球解説者」と「準解説者」がダブル解説方式で出演する場合に、「準解説者」を「ゲスト解説者」として扱っている。また、「準解説者」から2名が揃って出演する場合には、1名を「メイン解説者」・もう1名を「ゲスト解説者」とみなしている。

##### 予備カード・裏送りのみ
以下は関西在住のオリックスOBであり、阪神戦中止時の予備カードや系列局向け裏送りとして制作される、オリックス主催試合（京セラドーム大阪・ほっともっとフィールド神戸開催分）および京セラドームのソフトバンク主催試合中継に加え、2025年はセ・パ交流戦の阪神主催試合でビジター地元局と局間ネットする中継を担当している。このため、タイムテーブル等の番組広告には記名されていない。
- 藤井康雄（2021年、2024年 - ）
  - 2021年はオリックス・ソフトバンクの両軍でコーチ経験がることから、RKBへの裏送り限定で6月から同年のシーズン終了まで解説陣に加わっていたが、ABCラジオが制作するRKB向けの裏送り中継でも2020年9月から解説を担当していたため、このシーズンのみはRKB主導での起用であった。一方で、MBSラジオの番組には、2020年度のナイターオフ期間から、オリックスOBの立場で『MBSベースボールパーク　プレミアムチャンネル』や『番外編』にゲストで出演していた。
  - 2022年に阪神の巡回打撃コーチを務め1シーズンで退任後、2024年より再びMBS制作の中継に出演するようになる。この年はRKB向けに限らずHBC向けの中継にも出演する一方、ABC制作の中継には出演しなくなったため[注 186]、MBS主導の起用に移行した模様。また2022年に阪神のコーチを務めた実績を踏まえ、2025年6月20日の阪神対ソフトバンク戦（RKBとの局間ネット）で、初めて自社の本番カードとなる中継を担当する予定。ただし、2024年シーズン終了時点で、LF・STV・KBC・交流戦のオリックス主催分や競馬開催日の日曜日の阪神主催中日戦におけるSFといったNRN単独加盟局向けの中継出演の実績はない。

##### 備考
2015年度の『豊永真琴のベースボールパークEXトラ!』では、フルバージョン（50分枠）での放送が可能な場合に「レジェンドインタビュー」を編成していた。
出演契約の関係で「MBSラジオ野球解説者」として扱われている解説者は、かつては原則として、系列局向け裏送りや予備待機（日曜日の阪神主催デーゲームや「関西ダービー」以外のオリックス主催試合）の中継に登場しなかった。金村・藪は「MBSラジオ野球解説者」という扱いであるため、2018年までは同局でメインカードとして放送される阪神戦に限って解説を担当していた。しかし、金村は2019年から、日曜デーゲームのNRN系列局向け裏送り（主にSF向けの「阪神対中日」）中継に出演。2020年からは、金村・藪とも、「関西ダービー」以外のオリックス主催試合中継を裏送りで制作する場合に随時解説を担当する。その一方で、2018年まで阪神戦中継とオリックス主催試合中継の解説を兼務していた太田は、2019年から後者の中継での解説に事実上専念。オリックスが進出した2021年の日本シリーズでは、関西ローカル向けに自社で制作するパ・リーグ（オリックス）側ホームゲーム中継 で、金村を第1戦・太田を第2戦（および第7戦が発生した場合）・亀山を第6戦の解説者に起用している。オリックスは翌2022年の日本シリーズにも出場したが、MBSラジオが前年とは逆に第3 - 5戦（パ・リーグ側ホームゲーム）のNRN向け中継を制作したことから、太田が第3戦・金村が第4戦・八木裕が第5戦で解説を務めた。
NRNラインを使用するオリックス対ソフトバンク戦や、日曜日にデーゲームとして開催される阪神対ソフトバンク戦の中継を九州朝日放送（KBC）への裏送り向けに制作する場合には、KBCの野球解説者が解説を担当することがある。
2023年から解説陣に加わった能見は、阪神・オリックスの両球団へ在籍していたことを背景に、オリックス主催試合の裏送り向け中継にも出演。その一方で、毎日放送グループ以外の阪神戦中継でも、能見を含む「準解説者」だけの「ダブル解説」が随時実施されている。
毎日放送の『よんチャンTV』では、2023年度に不定期でスタジオに登場していた掛布・能見・矢野燿大を、2024年度（2024年の4月改編）から「月曜日のレギュラーパネラー」として週替わりで出演させる体制へ移行。3名とも、出演日には関西ローカルパートの全編に登場するほか、18時台の「月（Gets!）よんスポ」（阪神・オリックスの公式戦ダイジェストや関連企画を中心に構成しているパート）でスタジオ解説やロケ企画を任されている。

#### 実況・リポート担当アナウンサー
いずれも毎日放送のアナウンサーで、選抜高等学校野球大会や全国高等学校ラグビーフットボール大会など、他のスポーツ中継で実況やリポーターを務めることも多い。『タイガースライブ』として放送していた時期の担当者は、解説者と同様に、担当アナウンサーにも実況・取材のスタイルや名前・趣味などにちなんだキャッチフレーズ（以下の「　」内で表記）を付けていた。
毎日放送ではラジオ放送事業の分社化（2021年4月1日）に伴って当番組の放送・中継業務を「株式会社MBSラジオ」へ移管したが、担当アナウンサーは（同日付でテレビ単営局へ移行した）毎日放送に在籍。放送上は『 - タイガースナイター』時代から所属局名を「MBS」で統一しているため、同日以降も「MBSアナウンサー」として出演している。
毎日放送時代の2020年までは、（一部の人物を除いて）実況アナウンサー・解説者・スタジオアシスタントの氏名・プロフィール・キャッチフレーズを当番組の公式サイトに掲載していた。2021年以降は、このような情報が割愛されている。

##### 毎日放送のアナウンサー（正社員）
- 井上雅雄「ぷいぷい運動部」（2003年入社）
  - 2012年から一時、『ちちんぷいぷい』に「運動部キャプテン」という肩書で出演[注 193]。2016年4月以降の土曜日には、午前中に「せやねん!スポーツ」（毎日放送の関西ローカル向け生放送番組『せやねん!』内のスポーツコーナー）をレギュラーで進行しているため、本番後に阪神のホームゲーム中継へ出演することも多い。
- 大村浩士（2021年入社）
  - 高校・大学での硬式野球経験者で、GAORA第94回選抜高等学校野球大会中継での実況デビュー（2022年3月）を経て、同年5月28日のオリックス対中日戦（MBSラジオから東海ラジオへの裏送りによる京セラドーム大阪のデーゲーム中継）で両チームのベンチリポーターとしてラジオ中継に初めて出演した。
  - 当番組で放送される阪神戦の中継では、2022年6月3日の対日本ハム戦（HBCとの2局ネットで放送された甲子園球場のデーゲーム）中継からベンチリポートを随時担当。2023年5月19日の対広島戦（同球場でのナイトゲーム）中継で実況デビューを果たした。
- 金山泉「トラの泉」（2009年2月に中京テレビ放送から移籍）
  - 高校・大学での硬式野球経験者で、中京テレビへの在籍中には実現しなかったプロ野球中継への実況デビューを、移籍1年目（2009年7月）の当番組で果たした[注 194]。
- 川地洋平（2020年入社）
  - 2021年3月のGAORA第93回選抜高等学校野球大会中継で実況デビュー。当番組では、同年6月26日の阪神対DeNAデーゲーム中継からベンチリポートを担当しているほか、2022年5月31日の阪神対西武（いずれも甲子園）ナイトゲーム中継から実況も任されている。
- 近藤亨「実況侍」（1997年入社、スポーツアナウンサーのデスク業務も担当）
  - 阪神とオリックスが対戦した2023年の日本シリーズでは、全7試合中3試合（第1戦・第3戦・第6戦）のラジオ中継で実況を担当した。
- 三ツ廣政輝（2018年入社）
  - 高校で硬式野球、大学で軟式野球を経験していたことから、2019年3月のGAORA第91回選抜高等学校野球大会中継で実況デビュー。当番組では、2019年5月17日放送の阪神対広島戦（甲子園）中継からベンチリポートを担当しているほか、同年9月18日の阪神対DeNA戦中継で実況デビューを果たした。
  - 実況デビュー後も阪神戦の中継にのみ出演していたが、2021年からは、オリックス戦の裏送り向け中継でも実況やベンチリポートを随時担当。同年には、本番カード扱いのクライマックスシリーズ・ファイナルステージ中継（詳細前述）や、日本シリーズ第2戦（11月22日）の関西ローカル向け中継で実況を任されている。
  - 2023年の日本シリーズでは、第2戦と第7戦のラジオ中継で実況、第3戦と第6戦のテレビ中継（毎日放送とTBSテレビの共同制作による全国ネット向け中継）でベンチリポートを担当。当番組では、阪神が1985年以来38年振りのシリーズ制覇を達成したシーンを、11月5日の第7戦（オリックス主管分）中継で伝えている。

##### 毎日放送に「シニアスタッフ」として在籍する嘱託契約のアナウンサー
2019年以降は、毎日放送グループの定年（60歳）を経て「シニアスタッフ」（1年更新・最大5年間の嘱託契約扱い）へ移行したスポーツアナウンサーも、「MBSアナウンサー」との肩書で契約期間内の中継や『番外編』に出演している。
中継への出演については、裏送り主体のオリックス戦や、（編成上の事情で自社では中継をほとんど放送できない）日曜デーゲームとして開催される阪神ホームゲームのビジター地元局向け裏送り中継にほぼ限定。このような事情から、MBSラジオのタイムテーブルや当番組の広告では「実況アナウンサー」として紹介されていない。
- 森本栄浩「蘇る!青春実況」（1985年入社、2021年10月の定年までは正社員→2022年以降は「シニアスタッフ」として担当）
  - 「シニアスタッフ」への移行後も、2022年6月3日の阪神対日本ハム戦中継（前述）で日本ハム側のベンチリポーターを担当。土曜日に『MBSミュージックパーク』シリーズのパートナーを務めることが多く、高校野球関連の特別番組や『番外編』への出演も続けている。
  - 阪神とオリックスが対戦した2023年の日本シリーズでは、毎日放送の主導で制作された第3戦（10月31日）のテレビ中継でオリックス側のベンチリポーター、第5戦（11月2日、いずれも甲子園球場でのセ・リーグ＝阪神主管試合）で当番組（NRN向けに制作する中継）で実況を担当した。

##### 備考
『タイガースナイター』への移行・唐渡のリポーター勇退後の2003年度から、『MBSベースボールパーク』へ改題した2017年までは、毎日放送（MBS）のスポーツアナウンサーがローテーションで阪神側のベンチサイドリポートも担当していた。狩野をフィールドキャスターへ起用した2018年から2021年までは、阪神ホームゲーム中継の一部で狩野がベンチリポートを兼務。阪神のビジターゲームについては、他局制作分中継のネット受け日を増やしている関係で、MBSから阪神側のベンチリポーターを派遣しない中継も相次いでいた。このような事情から、市川いずみ（フリーアナウンサー）が2020年まで阪神戦中継の一部で引き続きリポーターを務める一方で、MBSのアナウンサーが阪神戦中継でベンチリポートを担当する機会が以前より減少していた。なお、市川は後述する事情から、（ベンチリポーターを含めた）当番組へのレギュラー出演を2020年度で終了。狩野も2022年度から阪神・オリックス戦中継の解説へ専念するようになったため、MBSの自社制作による阪神戦中継では、同年から「シニアスタッフ」以外のスポーツアナウンサーがベンチリポートを一手に担う体制へ戻している。その一方で、裏送りを含めたオリックス戦におけるベンチリポートは、狩野のフィールドキャスター在任中も毎日放送のアナウンサーが担当している。
2008年から2017年までは、赤木誠（MBSでは2018年11月から「シニアスタッフ」への移行を経て2023年10月に退社）を中心に、同局のアナウンサーがGAORAプロ野球中継（北海道日本ハムファイターズ主催試合中継）の実況を担当することもあった。その一方で、MBSのアナウンサーとして当番組に長らく出演してきた結城哲郎が、GAORAへの出向（2011年6月）を機に同局専属の実況アナウンサーへ転身（2017年3月で定年退職）。2015年からはフリーアナウンサーの近藤祐司、2018年からは俳優の伊藤毅も同局の実況陣に加わったため、MBSの現役アナウンサーが担当する機会は事実上消滅した。
MBSラジオで2018年4月から2021年9月まで平日や土曜日の未明に編成されていた『あどりぶラヂオ』（生放送の音楽番組）では、当番組への出演者を含めて、MBSのアナウンサーが一部曜日のパーソナリティを交互に担当。2018年10月から2020年6月まではアナウンサーの担当枠が金曜未明の放送分に集約されていたため、2019年にスポーツアナウンサーがパーソナリティを務める場合には、直近（木・金曜日）の阪神・オリックス戦中継へ出演しなかった。2020年7月以降は、MBSアナウンサーの担当枠が木曜未明の放送分に移動したことに伴って、スポーツアナウンサーがパーソナリティを務める場合には、基本として水・木曜日の中継に出演しなかった。
2020年シーズンは、太田・金本・狩野以外の解説者が阪神戦・オリックス戦中継に満遍なく出演した一方で、阪神戦中継の実況を仙田和吉（2021年3月31日付で毎日放送を早期退職）・井上・金山・三ツ廣、オリックス戦中継の実況を赤木・森本・近藤が主に担当した。
2021年4月に株式会社MBSラジオが本格的に稼働してからは、同社が上記の体制を背景に「ポチっとMラジ」というステーションコピーを採用したことを踏まえて、「『MBSベースボールパーク』もポチっとMラジ」（井上・近藤・金山・三ツ廣による阪神選手の本塁打実況音源を活用したラジオCM）を新たに放送している。
毎日放送の『よんチャンTV』では、2024年の4月改編から、前述した「月（Gets!）よんスポ」を三ツ廣・川地・大村が週替わりで進行している。その一方で、金曜日の主に17時台で放送されている関西ローカル向けの生中継企画では、番組開始の当初からリポーターを2年間務めていた川地がこの改編からレギュラー出演を再開。これに伴って、川地は2024年シーズンから、テレビ・ラジオとも（裏送り分を含む）金曜日のナイトゲーム中継の担当を事実上外れている。

### スタジオ担当アシスタント
ナイトゲーム中継では、19時前後の交通情報を担当。2013年度以降は、関連番組にもパーソナリティやアシスタントとして出演している。なお、以下に太字で記した担当曜日は、いずれも2024年度の担当分。
- 月・土・日→金 - 月曜日担当： 豊永真琴（2003年度から出演、2020年度からは土曜日午後の生ワイド番組『豊永真琴のMBSミュージックパーク』のパーソナリティも通年で担当）
  - 栃木県生まれ・大阪府枚方市育ちのラジオパーソナリティで、パートナーズ・プロに所属。2002年度までは、ラジオ大阪で当時プロ野球中継をレギュラー放送していた『ラジオ大阪ドラマティックナイター』のスタジオアシスタントを務めていた。
  - 2003年度に当番組へ移籍してからは、2012年度まで金 - 月曜、2013年度に火・土・日曜、2014 - 2017年度に火 - 木曜、2018・2019年度に火 - 金曜、2020年度から2022年度まで月・金・土・日曜日を担当。2019年度まで『ベースボールパークEXトラ!』のパーソナリティを兼務したほか、市川いずみが本来のアシスタント担当日の阪神戦中継に阪神側のベンチリポーターとして出演する場合には、市川に代わってスタジオアシスタントを務めていた。
  - 『MBSミュージックパーク』の放送を開始した2020年度からは、月・金・土・日曜日を2023年度まで担当。プロ野球シーズン中の土曜日に、『MBSミュージックパーク』の放送枠で阪神のデーゲーム中継を実施する場合には、スタジオアシスタントを兼務している。また、2021年度の金曜日には、『もうすぐベースボールパーク』（当時レギュラーで編成されていた前座番組）の進行も単独で担当した。

- 火 - 金→木・金曜日担当：河谷麻瑚（2023年度から出演→2024年9月から産前産後休業中）
  - 大阪府松原市の出身で、2017年から2021年までアナウンサーとして石川テレビ放送へ勤務した後に、2022年からオフィスキイワード所属のフリーアナウンサーとして関西地方で活動。MBSラジオでは2022年度から、通年で日曜日の早朝に編成されているゴルフ情報番組（『茶屋町ゴルフ俱楽部～藤本佳則Never Give Up!～』→『河谷麻瑚のSuuday Morning Shot!』）や、当番組のナイターオフ版（月に1回編成される『岩本勉のレディオ・マイドナ』）にレギュラーで出演している。
  - 当番組のスタジオアシスタントとしては、2023年度に木・金曜日を担当。2024年度にも、市川が火・水曜日に出演することを前提に、木・金曜日限定で担当を続けることが告知されていた。しかし、告知後に市川のアシスタント復帰が見送られたことを受けて、2024年の6月の第1週まで週4日（火 - 金曜日）の出演に変更していた。
  - 2024年に懐妊したため、同年9月から休演中。9月の第1週から日本シリーズが終了するまでは、他曜日のアシスタントが河谷の担当分を1曜日ずつ兼務している。

- 火 ・水→火 - 木曜日担当：弘松優衣（2024年度の6月から出演）
  - 大阪府東大阪市の出身で、2013年から2018年までアナウンサーとして石川テレビ放送へ勤務した後に、オフィスキイワード所属のフリーアナウンサーとして関西地方で活動。MBSラジオでは、2024年度より『福島のぶひろの いんじゃない?』（「夕方もポチっとMラジ」の金曜枠）へ2度にわたって出演した後に、6月の第2週（「MBSラジオ ドリームウィーク」期間中）から火・水曜日に当番組のスタジオアシスタントを務めている。これに伴って、当番組で2024年度の4月から火 - 金曜日を担当していた河谷は、当初の告知どおりに木・金曜日の出演へ変更。
  - 当番組スタジオアシスタントへの起用前週（2024年度の6月第1週）には、担当開始の告知を兼ねて、木・金曜日の『ベースボールパークEXトラ!』にゲストで出演。両曜日のパーソナリティでもあった河谷の産前産後休業入りを受けて、2024年の9月以降は、自身が木曜日・豊永が金曜日のアシスタントを兼務している。

### 中継へのゲスト出演者

#### 他局からのゲスト解説者
中継の時期・カードによっては、MBS野球解説者とのダブル解説を前提に、他局の野球解説者を随時ゲストに迎えている。『タイガースライブ』時代の2013年には、西山秀二・高津臣吾・吉井理人などが出演。『ベースボールパーク』への移行後は、2015年に西山・金村義明・山﨑武司・里崎智也、2016年には、建山義紀・山本昌・里崎・佐々木主浩が登場したほか、西山が定期的に出演するようになった。
2017年には、レギュラーシーズン前に放送したWBC日本代表対阪神の強化試合中継から、谷繁がMBSテレビ・ラジオ共通のゲスト解説者（LFとの2局ネット・MBS解説者とのダブル出演による阪神戦中継ではLFの解説者）として随時登場。里崎・建山・佐伯貴弘も出演していた。
ロッテOBの里崎（MBSラジオの放送対象外地域ながら大半のエリアで直接の受信が可能な徳島県鳴門市の出身）と、日本ハム・阪神でのプレーや野球日本代表トップチームの投手コーチを経験している建山（大阪府大東市出身）は、2018年から2022年までMBSの自社制作によるセ・パ交流戦中継や『番外編』へ随時出演。2021年頃からは、同様のパターンで日本ハムOBの岩本勉（大阪府八尾市出身）もゲストに迎え始めている。
2022年度には、岩本も放送上（掛布雅之・鳥谷敬・谷繁元信と同格の）「ゲスト解説者」と扱っていて、ナイターオフ期間中に編成される『MBSベースボールパーク日曜日』では掛布・鳥谷・岩本を週替わりのパーソナリティに起用。2004年から2009年5月までのレギュラー解説者だった達川光男は、マツダスタジアムの広島対阪神戦中継をMBSの自社制作（RCCからの技術協力による乗り込み方式）で放送する場合に限って、2022年度から年に1試合のペースで出演を再開している。

### 過去の出演者
※レギュラー編成化前の人物も含む。●印は『MBSタイガースナイター』以降の出演経験者。

#### 過去の解説者
- 青田昇（1964年、1976年）
※兵庫県三木市の出身で、巨人と阪急で現役生活を送った後に、阪神と阪急の一軍でヘッドコーチを歴任。阪急のコーチを退任後の1976年に、『ブレーブス・ダイナミックアワー』と『ダイナミックナイター』阪神戦中継の一部で解説を担当していた。
- 穴吹義雄（1986 - 1990年）
- 新井宏昌（1993年）
- 安藤統男（1985 - 1986年、1990 - 2019年、「トラの重鎮」。出演期間中に阪神のOB会長を歴任）●
※80歳になった2019年限りで毎日放送の中継から勇退したが、2020年以降も報知新聞社で評論活動を続けているほか、『番外編』などの特別番組や阪神球団（虎テレ）制作の主催試合中継へ随時出演。
- 一枝修平（1981 - 1984年、1988 - 1989年、1992 - 1996年、1999 - 2019年）●
※2002 - 2003年には「星野阪神はおまかせ」、2004 - 2006年は「岡田阪神もおまかせ」、2007年以降は「浪速の名参謀」というキャッチフレーズを使用していた。安藤と同様に、高齢のため、2016年頃から出演の機会が月に1回程度へ減少。裏送り分を含めて中継への出演実績がなかった2019年を最後に事実上勇退したが、評論活動自体は2020年以降も日刊スポーツで継続している。
- 伊藤敦規（「トラ番ゲスト」として2003年、専属解説者として2004年に出演した後に、2005 - 2019年に阪神でトレーニングコーチを歴任）●
- 石嶺和彦（1997 - 2003年）●
- 今岡真訪（2013 - 2015年）
※当時は本名の「今岡誠」名義で出演。2015年にラジオ限定で専属契約を結んでいたが、2016年以降は阪神のコーチを経て、ロッテで二軍監督や一軍のヘッドコーチを務めていた。ロッテ退団後の2022年に日刊スポーツ野球評論家としての活動を再開したものの、当番組には出演せず、2023年から阪神の一軍打撃コーチを2年間務めた。
- 榎原好（1965 - 1974年）
- 大熊忠義（1994年、1996年。現：GAORA・Tigers-ai解説者）
- 大島信雄（テレビネットがNET/東京12chとのクロスネット時代に出演　左記2局と東海ラジオの野球解説者を兼務）
- 金田正泰（1962 - 1971年、当時NETテレビと兼任）
- 金村暁（「準解説者」として2023年、ゲスト解説として2024年。現：阪神一軍投手コーチ）
※東京スポーツの野球評論家で、日本ハムと阪神で投手生活を送った後に、2022年まで6年間にわたって阪神の一軍で投手コーチを務めていた。阪神を退団した2023年には、HBCテレビ・HBCラジオ・STVラジオ・サンテレビジョン・GAORAの野球解説者として活動する一方で、当番組の阪神戦中継にも「準解説者」の1人として出演。もっとも、「準解説者」として扱われたのはこの年だけで、翌2024年にゲスト解説として1度出演したのち、2025年シーズンから阪神のコーチに復帰している。
- 金本知憲（2013 - 2015年、2019 - 2020年、「鉄人」）
※いずれの期間も、ラジオ限定の専属契約。阪神の一軍監督時代（2016 - 2018年）にも、ワイドFM向け中継のキャンペーンに協力していた。監督を退任した2019年以降は年1回程度の出演で、2021年にはタイムテーブルに「MBSラジオ野球解説者」として紹介されながら、中継への出演実績がなかった。実際には2020年を最後に出演が途絶えていて、2022年からはタイムテーブルでも紹介されていない。
- 川藤幸三（1987 - 1988年に後述2局と兼任のためラジオ限定で出演。現：読売テレビ・日本テレビ解説者）
- 佐々木恭介（1990年、1993 - 1995年、2000年、2004 - 2009年、「球界の仕事人」。2004 - 2009年はCBCテレビにも出演）●
※2011年から2012年まで、太田がスーパーバイザーを務める女子プロ野球・京都アストドリームスの監督を歴任。
- 杉浦忠（1971 - 1973年、1978 - 1985年、1986年から南海最後の監督・福岡ダイエーホークスの初代監督を歴任、2001年に逝去）
※ダイエー退団後の九州朝日放送の解説者時代にも、火 - 木曜の同局からのネット受け時に出演していた。
- 田口壮●
※2012年のナイターオフのワイド番組『with…夜はラジオと決めてます』の火曜パーソナリティーを務める縁から、オフ編成期にゲスト解説者として2回出演。NHK解説者（2013 - 2015年）[17] を経て、2016年からオリックスで二軍監督や一軍野手総合兼打撃コーチなどを2024年まで務めていた。
- 宅和本司（1962 - 1993年）
※2024年8月4日に89歳で逝去。南海の元・投手で、近鉄で現役を引退した後に『ダイナミックナイター』や『ゴーゴーホークス』へ長らく出演していたことから、訃報は毎日放送を通じて公に伝えられた。
- 達川光男（2004年 - 2009年5月。当時フジテレビ・テレビ新広島・LF解説者兼。専属ではなく本数契約。主に火 - 木曜のNRN受け、及び土曜・日曜のMBS-LFラインネットの時のみ出演。担当当時の番組広告には達川だけ名前のみで写真が掲載されなかった）●「マイクの前でも好リード」
※LFの解説者として金曜日に同局制作分の中継へ出演した場合には、2007年6月13日の巨人対広島戦（東京ドーム）など、ABCがネット受けで放送することがあった。2014年から2015年まで中日の一軍バッテリーコーチを務めた後に、2016年からフジテレビ・テレビ新広島・LF・RCCなどで解説業を再開。同年8月10日には、解説者として出演したRCC制作の広島対阪神戦（マツダ）中継が、2局ネットを通じて当番組でも放送された。
※2017年以降は当番組への出演が途絶えていたが、2022年8月5日にMBSの自社制作で放送した広島対阪神戦（マツダ）中継で、6年振りに解説を担当。
- 谷繁元信（2017年 - 2022年）
※ゲスト解説扱いのため、一貫して番組広告等への氏名記載はなし。MBSテレビ・ニッポン放送（LF）・フジテレビ・メ～テレ・東海ラジオなどの中継にも出演。阪神ホームゲームについては原則として、火 - 木曜のNRNライン時、土・日曜のMBS-LFラインネット時のみ出演していた[注 199]。2023年度以降は「準解説者」には就任せず、ニッポン放送からの派遣扱いの出演（及び同局や東海ラジオからのネット受け中継の出演）に移行している。
- 田淵幸一（現：TBS解説者）●
※TBSテレビ・TBSラジオ解説者との兼任扱いで、2007年まで主にJRN受けの時に本数契約で出演。この時期には、月・金曜日以外にABCラジオが制作する阪神戦中継へゲストで出演したこともある。降板後は、楽天の1軍ヘッド・打撃コーチを経て、2013年からTBSラジオ・TBSテレビ（当初は衛星波のBS-TBS・TBSニュースバード・TBSチャンネルのみ、2014年には地上波の解説も）の解説者に復帰した。復帰後の2018年からは、ABCラジオ制作中継へのゲスト出演も再開。
- 坪内道典
- 遠山奬志●（「トラ番ゲスト」として2003年、専属解説者として2004年および2012 - 2019年に出演）
※専属解説者時代のキャッチフレーズは「トラの桜吹雪」→「遠山親方」で、2019年11月から浪速高等学校硬式野球部の監督へ就任。
- 永井正義
- 長池徳士（1983 - 1984年、1986年。現：福岡放送解説者）
- 中澤不二雄（第1回当時の担当）
- 仲田幸司（1998 - 2006年）●
※契約期間の満了後に、山河企画（掛布の元マネジャーで阪神OBの西浦丈夫が経営する建設会社）の社員として工事現場の監督へ転身[18]。
- 中西太（1982年・1991年）
※九州朝日放送の解説者だった1976 - 78年は火 - 木曜の同局からのネット受け時に出演していた。
- 中村勝広（専属解説者としては1989年、1996 - 2003年、2010年 - 2012年8月25日）
※オリックスの球団本部長時代にも、本数契約で登場。2012年9月に阪神のゼネラルマネージャー（GM）に就任後も契約の都合からか一度だけゲスト解説として出演したが[注 200]、2013年シーズン以降は出演なし。専属解説者時代には、2010年度に「ミスターダンディ」との肩書を付けられていたが、本人の希望で『タイガースライブ』への移行を機に「タイガース25代監督」へ変更された。
※『亀山つとむのかめ友 Sports Man Day』では、中村のGM就任後も、阪神の戦力補強に関する話題を取り上げるたびに番組スタッフの独自取材を通じて中村のコメントを紹介していた。しかし阪神球団のGMとしてチームの東京遠征に帯同していた2015年9月23日に、66歳で急逝した。
- 西山秀二（2016年 - 2021年。現：サンテレビ解説者兼デイリースポーツ評論家）
※ゲスト解説扱いのため、一貫して番組広告等への氏名記載はなし。GAORA・ラジオ日本・テレビ新広島解説者との兼務扱いで、単発出演を経て、主に北海道・関東・広島地方でのビジターゲーム中継で解説を担当。阪神のホームゲーム中継にも、2019年5月3日（金曜日）の対DeNA戦（甲子園球場でのデーゲーム）から随時出演していた[注 201][注 202]。2022年から2年間、中日ドラゴンズの一軍バッテリーコーチとして現場に復帰。2024年から野球解説者・評論家としての活動を再開したが、当番組には出演していない。
- 板東英二（1984年から2012年まではレギュラー解説者、2015年・2018年・2019年にはゲスト解説者として出演、キャッチフレーズは「今日もBANBAN名調子」）
※レギュラー出演の開始当初は、テレビ（MBSテレビ）の野球解説者も兼務。ラジオでは原則として、阪神がビジターとならないオリックス主催試合（裏送りや予備待機時）の中継に出演しなかった。
※中部日本放送（CBCテレビ・CBCラジオ）の解説者だった1980年代初期までは、月曜・金曜の同局からのネット受け時に出演。後にLF解説者を兼務したため、主に火 - 木曜のNRN受け、土曜・日曜のMBS-LFラインネット分へ登場していた[注 203]。
※2009年度のみ、毎週金曜の午後に、『バンバンバン』（MBSテレビ）で全国各地からの生中継に登場。MBSが金曜日にJRNラインを採用していることもあって、同曜日の中継には出演しなかった〔詳細は#出来事節を参照〕[注 204]。
※2012年のシーズン終了後に所属事務所による所得税の申告漏れ・自身の所得隠し問題が発覚したため、MBSではテレビ・ラジオとも、2013年1月から自社制作によるレギュラー番組の放送を休止。同年度の解説者契約も保留した関係で[19]、当番組の公式サイトからもプロフィールが削除された。
※タレントとしては、2014年10月から、MBSラジオの番組へのレギュラー出演を本格的に再開。プロ野球中継についても、2015年5月29日の西武対阪神戦中継（西武プリンスドーム）から、ゲスト解説者として復帰した。ゲスト解説者としての復帰後は、JRN向けの中継へも制限なく出演。2016年・2017年には出演を見合わせていた[注 205]が、2018年4月からCBCラジオで『板東サンデー』（毎週日曜日午後の生ワイド番組で2020年3月に終了）のパーソナリティを始めたことを機に、同年度からはCBCでもネット受けで放送できる月・金曜および土曜のナイター中継（阪神対中日戦および、CBCでは中継できないヤクルト対中日戦開催日の阪神主催試合）を中心にゲスト解説者としての出演を再開している。しかし、2020年に頭部を強打して以来[20]、メディアでの活動を事実上休止しており、MBSラジオのレギュラー番組も同年9月を以って終了している。
- 平田勝男（1995 - 1996年、2011 - 2012年、2011年「帰ってきたお祭り男」→2012年「トラのお祭り男」、現：阪神二軍監督）●
※現場復帰後も、MBSテレビ・ラジオのスポーツ関連番組にゲストで随時出演。当番組では、「阪神タイガースの平田勝男」名義で収録したジングルを、阪神戦の中継内で随時使用している。
- 広澤克実（2009 - 2010年にラジオ限定のゲスト解説者として本数契約。現：サンテレビ・仙台放送・TBSチャンネル等で本数契約の解説者）
- 福間納（1991 - 1997年、現：カナフレックス硬式野球部監督）
- 藤本敦士（2014年、現：阪神一軍野手総合コーチ）●「最後のF1戦士」[注 206]
※当番組への出演期間中は、Tigers-ai解説者を兼ねながら、ラジオのみMBSラジオと専属契約。ただし、「MBSラジオ野球解説者（または『プロ野球解説者』）」という肩書で、（毎日放送を含む）在阪民放テレビ局の阪神戦地上波中継や関連番組に出演することもあった[注 182]。
※2014年10月には、ラジオおよびGAORAでは自身初となる冠番組『藤本敦士のDASH宣言!』のパーソナリティに起用された。しかし、MBSラジオでの初回放送2日前（11月6日）に二軍内野守備走塁コーチとして阪神へ復帰することが決まったため、実際にはコーチ業と並行しながら同番組へ出演。2015年春季キャンプ開始前日の放送（1月31日）を最後に、スタジオパーソナリティを山田スタジアムに交代した（同年2 - 3月の放送では一部のコーナーにのみ出演）。
- 本屋敷錦吾（1973 - 1975年）
- 八木裕（2005年 - 2008年、2016年 - 2022年、現：日本ハム一軍打撃コーチ）●「代打の神様」[注 207]
  - いずれの期間も、サンケイスポーツの評論家を兼務。2009 - 2015年には、現役時代に所属していた阪神でコーチを務めていた。コーチを退任した20216年から2022年日本シリーズ第5戦（10月27日に京セラドーム大阪で催されたオリックス主管試合）中継まで解説を担当した後に、『MBSベースボールパーク土曜日』（2022年度のナイターオフ番組）へ2023年1月14日放送分まで週替わりで出演。
- 湯舟敏郎（「トラ番」として2003年。2004年から朝日放送解説者。阪神二軍投手コーチを経て2015年から朝日放送解説者に復帰）●
- 米田哲也（1978 - 1981年。1982年から関西テレビ・フジテレビへ移籍）
- ランディ・バース（1997年に専属として登場〔詳細は#歴史節を参照〕[注 208]。その後もゲスト出演する場合がある）

#### 過去の実況担当
◎：2025年4月時点で現役のMBSアナウンサー

●：定年退職後も関連会社のGAORAの中継で担当
- 赤木誠「猛虎追いかけ○○年」（1983年から「シニアスタッフ」へ移行後の2023年10月まで担当）[注 209]
- 伊藤広
- 伊東正治
- 井上光央
- 上田たかゆき◎
- 馬野雅行「実況トレイン」（1989年入社）

※自他共に認める「トレイン」（鉄道）の大ファンで、スポーツアナウンサーのデスク業務などを経て、2019年6月から2022年6月まで毎日放送のアナウンス部長→アナウンスセンター長を兼務。ラジオとの兼営体制時代で最後、テレビ単営局化後で最初にアナウンス管理部署のトップに立っていた。2006年4月から2009年3月までは、月 - 水曜日に『VOICE』（当時平日の夕方に関西ローカルで放送されていたテレビのワイドニュース）のメインキャスターを担当していたため、週後半（特に金曜日）の中継にのみ出演。アナウンス部長時代の2020年にも、アナウンサーの管理業務を優先する関係で、阪神ホームゲームの一部カードで阪神が勝利した場合に矢野燿大（当時の監督）への代表インタビュアーを務める程度にとどめていた。
※アナウンスセンター長の退任を機に実況を本格的に再開していたが、2024年9月14日に当番組で放送された阪神対広島デーゲーム（甲子園）中継での実況をもって、テレビや選抜高校野球大会を含めた野球中継の実況担当を勇退した。正社員としての定年を翌2025年のNPBレギュラーシーズン中（7月）に控えていることを踏まえた勇退だった。
※2025年3月で退職し、4月からフリーアナウンサーとして『ニッポン放送ショウアップナイター』の実況陣に加わることになった。このため、シフトによっては朝日放送ラジオや中国放送に局間ネット・または裏送りされる中継の実況を「ニッポン放送アナウンサー」として担当する可能性もあり、中国放送向けには2025年4月25日のDeNA対広島戦のリポーターとして裏送り分に初登場した他、局間ネットでは、2025年4月30日のNRN本番扱いの巨人対広島戦で初実況。
- 上泉雄一◎〔詳細は「その他のレギュラーゲスト」節を参照〕
- 緒方憲吾
- 金指誠
- 河田直也◎[注 210]
- 小池清
- 子守康範
- 斎藤努
- 城野昭●

※『毎日放送ダイナミックナイター』では長きにわたって、オープニングのタイトルコールに城野の声が使われていた。
- 杉本隆平（第1回当時の担当）
- 仙田和吉「マツリダ仙ちゃん」

※2001年にラジオ日本から移籍。同局時代に続いて、競馬中継でも実況を担当していた。2021年NPBレギュラーシーズン開幕直後の3月31日付で、毎日放送を早期退職。当番組関連では、同年3月27日まで『MBSベースボールパーク プレミアムチャンネル』（2020年度のナイターオフ番組）土曜日第1部へレギュラーで出演していたものの、プロ野球中継の担当を2020年で事実上終えていた。
- 田丸一男
- 蜂谷薫
- 水谷勝海●
- 美藤啓文「華麗なる絶叫」[注 211]
- 三宅定雄
- 森本尚太[注 212]
- 結城哲郎●[注 213]

※2011年6月21日付でスポーツアナウンサーとしてGAORAへ出向した後に、2017年3月のシニアスタッフ期間満了を経てフリーアナウンサーに転身。

#### タイガースリポーター
- 唐渡吉則（ミスター・トラ）

※『ダイナミックナイター』時代の1978年から2002年まで、ベンチリポーターとして出演。当初は「ミスター・トラ」という名義を使用していて、放送上本名を明かしていなかった。また、2009年3月まで32年にわたって、通年で阪神情報コーナーのパーソナリティも担当（ナイターイン編成時は当番組の前座コーナー扱い）。同一人物がパーソナリティを務めるスポーツ番組（コーナー）としては、現在でも日本最長とされる。野球関連番組のパーソナリティを勇退してからも、2021年3月までMBSラジオ制作番組へのレギュラー出演を継続。
- 松本麻衣子◎「若トラのアネキ」

※『タイガースライブ』時代の2010年8月25日から、『ベースボールパーク』移行後の2014年度まで、阪神主催のナイトゲーム中継で主に水・土曜日のリポーターを担当。他のレギュラー番組との兼ね合いで、阪神が関与しないオリックス主催試合の中継やビジターゲームを担当することはほとんどなかった。第1子の出産を前提に産前産後休暇を取得した2015年3月から、リポーターを市川いずみに交代。休暇からの職場復帰後や、市川のレギュラー出演終了後も当番組から遠ざかっている。

#### 阪神OB以外の出演者
「トラ番ゲスト」として出演
- 月亭八方
- 松村邦洋 - 『タイガースライブ』→『ベースボールパーク』への移行後も、『番外編』日曜版のスペシャルゲストとして年に1回は出演。

「公式サポーター」として出演
- 増田英彦（ますだおかだ）「浪花のベースボールキッズ」[注 181] - 「DJタイガースライブ」をはじめ、『タイガースライブ』時代から不定期で出演。『ベースボールパーク』への移行を機に、阪神戦の中継へ定期的に登場するようになった。『週刊ますだスポーツ』からの流れで、出演する中継ではリスナーから送られたメッセージの紹介役も担当。『月刊（→号外）ますだスポーツ』では、『週刊ますだスポーツ』に続いてメインパーソナリティを務める。なお、放送上は2015年から、「スペシャルサポーター」という肩書を使用。2018年には、中継の本編へ出演しない一方で、『号外ますだスポーツ』への出演を続けていた。2019年以降は『号外ますだスポーツ』を放送せず、毎日放送が制作するスポーツ関連番組への出演も『戦え!スポーツ内閣』（MBSテレビ）へ事実上集約していた（『スポーツ内閣』は2020年NPBレギュラーシーズン中の9月23日にレギュラー放送を終了）。
- 山田スタジアム「MBSベースボールパーク公式サポーター」- 『亀山つとむのスポーツマンデー!』レギュラー陣の1人で、2017年までは、『MBSベースボールパーク番外編』『豊永真琴のベースボールパークEXトラ!』にも登場。MBS以外のラジオ局が制作する阪神のビジター・ナイトゲーム中継を放送する場合には、twitterの公式アカウント上で、中継と連動した「つぶやき実況」を展開していた。2014年には、『もうすぐベースボールパーク』および、中継の5回裏終了後にスタジオから放送に出演することもあった。2015年からは、上泉が『上泉雄一のええなぁ!』を休演する場合に、『まだまだええなぁ! - 』で上泉の代役を随時担当。2018年からは上記の番組へ登場せず、『スポーツマンデー!』へのレギュラー出演も、同年のプロ野球シーズンで終了した。2019年8月から、「山田ツィタジアム日曜負ける気がせんわ!」（編成上の事情から当番組でほぼ放送できない日曜開催の阪神デーゲームと連動したtwitter公式アカウントでの実況・応援ツイート企画）で、「公式サポーター」としての活動を再開。

レギュラーゲストとして出演
- 桜井一枝 「十三の虎姫」- 2015年7月から2016年までは、『河田直也&桜井一枝のうきうき土曜リクエスト 延長スペシャル』に出演。『うきうき土曜リクエスト』本編の時間帯で、甲子園または京セラドーム大阪から阪神主催のデーゲームを中継する場合にも、イニングの合間に同番組のスタジオから登場していた。また、上記の球場からの中継にも、ゲストとして随時出演。2015年度のナイターオフ期間に、『うきうき土曜リクエスト』に続いて『with Tigers MBSベースボールパーク みんなでホームイン!』土曜版へレギュラーで出演したことを機に、出身地（大阪市淀川区十三）にちなんだ「十三の虎姫」というキャッチフレーズ（以前からの呼び名である「十三の白雪姫」をアレンジしたもの）を用いている。『るんるん土曜リクエスト』の放送期間中（2017 - 2019年度）にも、同番組のスタジオから随時出演していた。
- 上泉雄一（毎日放送アナウンサー） - 入社当初は前述したように、『ダイナミックナイター』時代の当番組を含むスポーツ中継で、実況・リポーターを担当。スポーツアナウンサーとしての活動を退いた後も、2007年に『上泉雄一の日曜スポーツ宣言!』、2015年から2021年まで『まだまだええなぁ! - 』を進行していた。また、毎年2月に阪神・オリックスの春季キャンプを取材。『タイガースライブ』時代からは、『上泉雄一のええなぁ!』のパーソナリティとして、甲子園（または京セラドーム大阪）から阪神主催のデーゲームを中継する場合を中心に、年に数回のペースで出演していた[注 214]。『上泉雄一のええなぁ!』を放送する時間帯が2021年10月に夕方から早朝へ移ったことに伴って、2022年シーズンからは『まだまだええなぁ! - 』が編成されず、本人も中継に出演していない。

#### 過去のスタジオ担当
- 川畑亜紀（火 - 木曜日、2007年6月に産休で降板）●
- 岡本育子（『ダイナミックナイター』時代に長らくアシスタントを担当）
- 三瓶京子（火 - 木曜日、2007年6月 - 2012年9月、以前は『ABCフレッシュアップベースボール』スタジオ担当）
  - 担当期間中には、ナイターオフのスポーツ情報番組でもアシスタントを担当。2009年には、『MBSマンデースペシャル』において、豊永とのコンビによる特別番組が放送された。
- 石橋雅子（2013年・2014年）
  - 『タイガースライブ』最終年度の2013年に水 - 金曜日、『ベースボールパーク』初年度の2014年に金・土・日・月曜日を担当。『週刊ますだスポーツ』でも、2013年版でアシスタントを務めた。
- 市川いずみ（2015年度 - 2020年度）
  - 京都市出身の元・山口朝日放送アナウンサーで、 2015年度の当番組アシスタントおよび『トラツボ』（GAORAのプロ野球春季キャンプ情報番組）のリポーターを選考すべく、『藤本敦士のDASH宣言!』（GAORAでも2015年1月まで再編集版を放送していた2014年度のオフシーズン番組）で2014年の11 - 12月に実施された「DASHアシスタントオーディション」でグランプリを受賞。
  - 「DASHアシスタントオーディション」グランプリの受賞前後に山口朝日放送を退社したうえで、オフィスキイワードの大阪事務所へ所属。2015年1月以降は、『 - DASH宣言!』のアシスタントや、MBSテレビ・ラジオの選抜高等学校野球大会ダイジェスト番組（テレビ：『みんなの甲子園』ラジオ：『春一番!センバツ甲子園』）のナビゲーターを務めていた。
  - 2020年度までは、アシスタントを担当しない日に、甲子園球場・京セラドーム・ナゴヤドームで開催される阪神公式戦の中継で阪神側のベンチサイドリポーターを任されることがあった。
  - 2017年度までは金曜日のアシスタントも担当していたが、同年度のナイターオフ編成（2017年10月）から『ちちんぷいぷい』金曜日のリポーターに起用されたため、アシスタントとしては2018年から、主に土・日曜の中継や『番外編』へ出演。フィールドキャスターの狩野が出演しない阪神戦中継の一部（主に火 - 木曜日のホームゲーム）でも、引き続きベンチリポーターを務めていた。月曜には、この年から通年番組『亀山つとむのスポーツマンデー!』のアシスタントに起用された関係で、ナイトゲーム中継が編成される場合には、同番組を休止したうえでスタジオ担当として当番組に出演していた。『ちちんぷいぷい』から『ミント!』のリポーター（毎週金曜日担当）へ異動した2019年度にも、上記のパターンで当番組や『番外編』への出演を継続。
  - 『亀山つとむのスポーツマンデー!』が終了する一方で、『ワースポ×MLB』（東京からの生放送によるNHK BS1のMLB情報番組）の土・日曜放送分でキャスターを務める2020年度には、出演を継続する『ミント!』との兼ね合いもあって火 - 木曜担当へ異動。後座番組『ベースボールパークEXトラ!』のパーソナリティを豊永真琴から引き継いだ（編成上は『市川いずみのベースボールパークEXトラ!』として放送した）ほか、前座番組『まだまだええなぁ! もうすぐベースボールパーク』にも出演していた。ただし、10月1日まで毎週水・木曜日の早朝に『おはようコールABC』（ABCテレビ制作の生放送番組で同月2日で終了）のニュースキャスターも務めていたため、阪神側ベンチサイドリポーターとしての出演は、ナイトゲーム中継枠を編成しなかった11月3日（火曜日・文化の日）の対ヤクルト戦（甲子園球場のデーゲーム）中継に事実上限っていた。
  - 2021年4月から早稲田大学大学院スポーツ科学研究科（スポーツ医学専攻）へ進学することに伴って、活動の拠点を東京（オフィスキイワードでの所属先を東京事務所）へ本格的に移したため、スタジオ担当を2020年度、『MBSベースボールパーク』関連番組への出演を「MBSベースボールパーク　プレミアムチャンネル」（2020年度のナイターオフ番組）土曜日第2部・第3部の最終回（2021年3月27日）で終了。ただし、研究活動と並行しながら大学・高校野球関連の取材・執筆を続けていたため、大学院の休暇や高校野球の取材で帰阪した際には「ゲスト」として関連番組へ随時出演していた。
  - 早稲田大学大学院での研究の目的が「ピラティスを応用した野球選手の故障の予防」であったことから、2022年と2023年の阪神の二軍春季キャンプでは、「ピラティスインストラクター」という立場からピラティスを参加選手に指導している。
  - 早稲田大学の大学院を2023年3月に修了してからは、活動の拠点を大阪へ戻しつつ、当番組の『番外編』や高校野球関連の特別番組に「ゲスト」として出演。2023年度の当番組ナイターオフ版では、「架空の新規参入球団『Mラジ・トライヨンズ』の公開ミーティング」という設定で日曜日に編成されていた『我らMラジ・トライヨンズ』において、「オフィスキイワードからのヘッドハンティングによって『Mラジ・トライヨンズ』へ移籍した」という設定の下に「トレーナー兼スタジアムアナウンサー」という肩書（準レギュラー扱い）で登場していた。
  - 2024年度の放送に際しては、火・水曜日のスタジオアシスタントとして復帰することが4月の時点で発表されていた。実際には2024年に入ってから第一子（男児）を出産していたため、木・金曜分を担当することが告知されていた河谷麻瑚（オフィスキイワードの同僚）が、6月まで火・水曜日にも出演していた。市川の復帰が見送られた事情については、本人が同年6月27日にinstagramの個人アカウントで出産を公表するまで伏せられていたが、本人は公表の前後から育児と両立できる範囲でフリーアナウンサーとしての活動を再開。
- 江間丈（2021・2022年度に火 - 木曜日を担当）
  - 静岡県出身の阪神ファンで、中学校・静岡県立磐田南高等学校・早稲田大学文学部への在学中に野球部へ所属。2017年4月から2021年3月までアナウンサーとして勤務していた四国放送では、四国アイランドリーグplus・徳島インディゴソックスのホームゲームや全国高等学校野球選手権徳島大会など、スポーツ中継の実況やリポーターを経験していた。同局からの退社を機に、活動の拠点を関西地方へ移したうえで、男性では歴代初のスタジオアシスタントに起用。『ベースボールパークEXトラ!』のパーソナリティも務めていた。
  - 前任者の市川いずみと同じく、オフィスキイワードに所属。2021年NPBレギュラーシーズン開幕2週目の3月31日（水曜日）まで四国放送へ在籍していたため、同日と前日（30日＝火曜日）のみ、スタジオアシスタントと『ベースボールパークEXトラ!』のパーソナリティを豊永が特別に担当した。このため、放送上は4月1日（木曜日）の『まだまだええなぁ! もうすぐベースボールパーク』から、MBSラジオ制作番組への出演を開始。中継の前座番組・コーナーがレギュラーで編成されなくなった2022年度にも、スタジオアシスタントと『ベースボールパークEXトラ!』のパーソナリティを続けていた。
  - アシスタントの担当期間中から、GAORA制作の日本ハム主催試合（主にイースタン・リーグの公式戦）中継で実況を担当。スポーツ中継の実況に軸足を置くべく、2023年3月31日付でオフィスキイワードから独立したため、同社所属のフリーアナウンサーから河谷が木曜分を引き継いだ。
- 藤林温子（毎日放送アナウンサー、2023年度に火・水曜日を担当）
  - 毎日放送による「タイガース全力応援宣言　ぶち破れ!MBSがヤル」（阪神の応援キャンペーン）のキャンペーンキャラクターを井上雅雄・狩野を務めていた2019年から、「藤林虎子」という名義で阪神戦の中継や関連番組への出演を開始。MBSラジオでは、2021年4月から2023年9月まで井上とのコンビで『タイガース全力応援宣言　MBSマンデーベースボールパーク』（通年の生放送番組）のパーソナリティを務めていたほか、2020年度以降は当番組のナイターオフ版（同年度と2022年度は土曜日・2021年度は日曜日）にレギュラーで出演している。
  - 毎日放送のアナウンサーから初めて、2023年度に当番組のスタジオアシスタントを担当。阪神による2023年のセ・リーグ優勝（9月14日）に際しては、近藤亨が司会を務めていた深夜の優勝記念祝賀会で、MBSラジオを代表して「ビール掛け」のリポートを任されていた。
  - MBSラジオでは2024年度（2024年4月）から、『ヤマヒロのぴかッとモーニング』（2024年3月まで50年間にわたって放送されてきた『ありがとう浜村淳です』の平日版を引き継いだ午前帯の生ワイド番組）で毎週木曜日に「ヤマヒロ」（関西テレビ出身のフリーアナウンサー・山本浩之）のパートナーを務めている。

## 出来事

### 毎日放送ダイナミックナイター
- 1992年9月11日、試合時間で日本のプロ野球史上最長記録を達成した阪神対ヤクルト戦（甲子園でのナイトゲーム、中断時間を含めて6時間26分、延長15回引き分け）を完全中継。実況を担当した結城哲郎は、前座コーナーから中継が終了した翌12日24:35まで、ほぼ7時間にわたり喋り続けた。[注 215]

### MBSタイガースナイター
- 2006年7月16日、当時、MBSプロ野球解説者の一人であった板東英二は京セラドーム大阪でナイトゲームとして開催された阪神対中日戦で解説を担当する予定だったが、試合当日は、『FNS26時間テレビ 国民的なおもしろさ!史上最大!!真夏のクイズ祭り 26時間ぶっ通しスペシャル』内で行われた『クイズ!ヘキサゴンIIスペシャル』に出演しており（東京・フジテレビのスタジオから生放送）、その生放送が15時頃に終了したため、板東に代わりスケジュールが空いていた亀山つとむが急遽解説を務めることになった。
- 板東は2008年度まで、甲子園での阪神戦中継の解説を木曜日に担当する場合に、試合の途中から放送に登場することがあった。中継の直前まで、毎日放送テレビ（MBSテレビ）の情報番組『ちちんぷいぷい』（木曜日）にレギュラーで出演していたことによる。
  - 板東は、『バンバンバン』の開始を機に、2009年3月で『ちちんぷいぷい』のレギュラーを降板。同年度の『タイガースナイター』では、『バンバンバン』の生中継出演や前日移動などに配慮する形で、主に水・日曜の解説を担当していた。
  - 『バンバンバン』は、2010年3月26日（同年度のセントラル・リーグ公式戦開幕日）の生中継を最後に、1年間の放送を終了。板東は、その1週間後（4月2日）に『タイガースナイター』で放送された中日対阪神戦（ナゴヤドームのナイトゲーム）において、1年振りに金曜日の中継で解説を担当した[注 216]。
- 2007年には当初、「土・日曜日に阪神・オリックス共にデーゲームで、巨人がナイトゲームを実施する場合には、LFから巨人戦中継をネット受け形式で放送する」と発表。しかし、同年4月15日には、巨人対ヤクルトのナイトゲーム中継を自社制作に差し替えた。
- 2010年6月16日は交流戦の予備日だったため、尼崎市記念公園野球場より日本女子プロ野球の兵庫スイングスマイリーズvs京都アストドリームスの試合を初ラジオ中継する予定だったが、予備日に北海道日本ハムファイターズvs中日ドラゴンズが組まれたため自社ではその中継を優先。当該試合についてはMBSが制作（実況：森本栄浩 解説：太田幸司）し、エフエムあまがさきで放送されることになった[24]。
- 2010年9月第1週には以下のように異例の編成が続いた。
  - 2010年8月31日10:30から9月1日17:54にかけて、MBS開局60周年記念番組「31.5時間ラジオ MBS史上最大のラジオ祭り 目指せ1179曲てアンタ!?」が放送されたため、8月31日のナイトゲーム「阪神 vs 横浜」（甲子園）は中継されなかった。なお、LFの「巨人 vs ヤクルト」（石川県立野球場、全国放送扱いであるが関東ローカル放送[注 217]）が中止になった場合の第1予備カードとして、裏送りでの中継体制は組まれていた。
  - 9月4日はデーゲームの「広島対阪神」終了後、ナイター枠では18:48頃からLF制作の「横浜対ヤクルト」（横浜）を途中飛び乗りで放送したが、LF自体は3回裏終了（18:55頃）を以って同カードの放送を打ち切り、19:00からサッカーのキリンチャレンジカップ「日本 vs パラグアイ」を放送したため、LFとMBSが同時ネットした時間はわずか数分程度となり、以降は裏送りによるMBSの単独放送となった。3回裏終了時点では実況の松本秀夫アナが両局のタイトルを呼称していたが、4回表からは「MBSタイガースナイター」とのみ呼称していた。
  - 9月5日はLFでは「横浜対ヤクルト」（横浜）が放送されたが、この試合は当日唯一のナイター時間帯の試合でありながら17:00試合開始の薄暮デーゲームであり早終了が見込まれていたこと、また本来放送予定のないデーゲーム「広島対阪神」（マツダ）も15:00開始で、試合が長引いた場合にMBSでも途中から中継できるようにすることから、MBSではLFからのネットを受けずに『INO-KONボンバイエ』を放送した。実際に最初の40分程度は「広島 vs 阪神」の中継に充てられた。

### MBSタイガースライブ

#### 2011年度
- 5月6日の横浜対阪神の試合（横浜スタジアム）は、平日ながら薄暮デーゲーム（17時開始）であった。しかし、MBSでは、16時から生放送のレギュラー番組『畑中ふう・大桃美代子のてふてふ』を優先。同番組の放送時間を短縮したうえで、試合途中の17:30から当番組で中継し、試合終了後から残りの時間はCBC発の中日対巨人の中継をした。
- 9月1日（木曜日）には、ナゴヤドームの中日対阪神ナイトゲーム中継を、CBCとの共同制作によって「CBC・MBS開局60周年記念合同実況」として放送。木曜日における両局の中継ネットワークが異なるのに加えて、関西地方ではABCとの兼ね合いもあることから、関西・東海地方向けのローカル番組扱いで放送した（他球場の速報チャイムには独自の音源を使用）[注 218]。
  - この中継では、平田勝男（MBS野球解説者）と小松辰雄（CBC野球解説者）[注 219]が揃って解説を担当。奇数回（1・3・5・7回）表裏と9回表以降の実況を高田寛之（CBCアナウンサー）、偶数回（2・4・6・8回）表裏の実況を馬野雅行（MBSアナウンサー）が務めた[注 220]。また、MBS・CBCが所蔵する過去の実況音源から、両球団の対戦における名シーンを随時再生。当番組では、中継終了直後の応募を前提に、阪神の総安打数と同じ人数に1万円ずつ進呈するリスナー参加企画を特別に実施している[注 221]。
- 9月2日から3日にかけて、前年に続いて、MBS開局60周年記念番組『31.5時間ラジオ ラジオの力! 対話が日本を元気にする!』が放送されたため、9月2日のナイトゲーム「阪神対横浜」（甲子園）はMBS自社では放送せず、JRNナイターとしてTBSなど[注 222]に裏送りする予定だったが、台風12号接近のため中止となった。なお同日開催の「オリックス対日本ハム」（京セラドーム大阪）は予定通りHBCへ裏送りした。
- 9月21日には阪神戦の開催が予定されていなかったため、LF発NRN全国中継（本番：神宮のヤクルト対広島、予備：東京ドームの巨人対横浜）を放送する予定だったが、台風15号の影響により全5試合のうち上記2カードを含む4試合が中止となった。これを受け、当初は九州のKBC・NBC・RKK向けに裏送りとして中継する予定だった「オリックス対ソフトバンク」（京セラドーム大阪）を唯一のナイトゲームとして全国中継した[注 223]。なお全国中継繰上げに伴い、西村龍次（KBC野球解説者）の単独解説から、中村勝広（MBS野球解説者）とのダブル解説に変更された。また、この回はMBS自社で放送されながらも、西村に配慮して「今日の勝負どころ」のコーナーを行わなかった。

#### 2012年度
- 4月11日に甲子園で楽天対西武が開催される場合、TBCではNRNラインの担当日であるのでMBS裏送りによる放送が予定されていたが雨天中止となった。（前日4月10日は予定通り行われ、TBCはJRNラインだったためABC裏送りであった）
- 9月30日（日曜日）に自社制作（実況：井上雅雄、解説：遠山奨志）・LFとの2局ネット[注 224]でマツダスタジアムから中継した広島対阪神のナイトゲームは、広島・石井琢朗（当時は一軍野手コーチ兼内野手）の現役引退試合でもあった。このため当番組では、試合終了後に石井の引退セレモニー（引退の挨拶）を途中まで放送した（試合は阪神の勝利）。

#### 2013年度
- 4月26日（金曜日）のDeNA対阪神ナイトゲーム中継（横浜スタジアム）は、TBSラジオ制作のJRN全国中継をそのまま放送したMBSからは、ベンチリポーターとして赤木誠を派遣した[注 225]。6月25日（火曜日）の中日対阪神ナイトゲーム（富山アルペンスタジアム）でも、SF制作の中継を2局ネットで放送する関係で、MBSから近藤亨を阪神側のベンチリポーターとして派遣した[注 226]。
- 5月22日（水曜日）のロッテ対阪神戦（QVCマリンフィールド、18:15試合開始）では、関西ローカルでの放送を前提に、MBSの自社制作で中継（解説：遠山、実況：近藤）。しかし、同中継におけるNRNの予備順が日本ハム対ヤクルト戦（札幌ドーム）よりも下位であるため、LFでは自社での予備中継体制を敷いていなかった[注 227]。そのため同局では、『ニッポン放送ショウアップナイター』枠で21:16（8回表・阪神の攻撃中）から21:37まで、飛び乗りによるネット受けを急遽実施した。当日同枠で放送していた楽天対巨人戦のNRNライン中継（クリネックススタジアム宮城、TBC制作）が、21:11で終了したことによる。ちなみに、ロッテ対阪神戦は延長12回の末に引き分けたが、当番組では試合終了後の23:36まで中継を続けた。
- 6月12日（水曜日）開催の日本ハム対阪神戦（札幌ドーム）では、テレビ中継副音声での同時放送を伴う自社制作中継を実施（前述）。本来はNRNラインを取る水曜日の中継ながら、HBC解説者の吉井理人がゲストとして出演した（技術協力局がSTVかHBCのどちらであったかは不明）。当日と6月13日（木曜日）に京セラドーム大阪で開催の「オリックス対巨人」については、NRNナイター用の制作局であるMBSでは中継せず、水曜・木曜にNRNナイターを放送するクロスネット局、及びNRN単独のIBS、CRT、KBS、ROKの各局に向けて裏送り形式[注 228]で放送した。
- 7月24日と7月25日の対ヤクルト戦（神宮）の2連戦はLF制作の全国ネットを中継。
- 8月27日からの対巨人（東京ドーム）の3連戦については、27日と28日は関西向けに自社制作したが、29日はゲスト解説者として金本をLF制作の全国ネット中継に派遣する関係で、この試合のみLFからのネット受けとなった。この週はLFのスペシャルウィークとなっており、金本はスペシャルウィーク中の中継の注目キャストの一人として扱われた[25]。
- MBSの自社制作による9月15日のヤクルト対阪神戦（神宮）中継では、ウラディミール・バレンティン（ヤクルト外野手）がシーズン56号本塁打（1回裏・NPBのシーズン新記録）と57号本塁打（3回裏・2打席連続・アジアにおけるプロ野球のシーズン新記録）を放った瞬間を、赤木の実況・太田の解説で伝えた。
- 9月21日（土曜日）には、13:55から阪神対ヤクルトデーゲーム（甲子園）を自社制作で中継した後に、『うきうき土曜リクエスト』（短縮版）→『土曜ミミマンボ2』をはさんで巨人対広島ナイトゲーム（東京ドーム）をLFとの2局ネットで放送する編成を組んでいた。しかし、阪神対ヤクルト戦については、延長12回まで続いたため19:36まで中継（結果は引き分け）。中継終了後は、スポンサー付き番組の『土曜ミミマンボ2』のみ放送したうえで、19:54からナイトゲームの中継枠へ移行した。さらに、デーゲーム中継や『うきうき土曜リクエスト』で流す予定だったCMや『MBSニュース・お天気のお知らせ』をナイトゲーム中継枠の冒頭へ組み込んだため、実際には20:07からの飛び乗りで巨人対広島戦を放送した。
- 9月22日（日曜日）には、LFとの2局ネットで、18:00から巨人対広島戦（東京ドーム）の放送を予定していた。しかし、14:00開始のデーゲーム・阪神対ヤクルト戦（甲子園）が18時以降も続いていたため、17:59から18:08まで同カードの中継を挿入。ニュース資料用の実況要員として同球場に待機していた近藤が、解説者のいない状況で急遽実況を務めた。なお、18:10からは巨人対広島戦中継に飛び乗り。阪神がヤクルトに敗れた時点で巨人のセ・リーグ2連覇が決定していたが、当番組では巨人対広島戦を試合終了後の21:21まで放送した（試合は巨人の勝利）。

### MBSベースボールパーク

#### 2014年度
- MBSベースボールパークとのタイトルで初めて放送された3月8日（土曜日）の阪神対日本ハムオープン戦（甲子園）では、藤浪晋太郎（阪神）と大谷翔平（日本ハム）による「投手としてのプロ初対決」の模様を、プレーボール直後の13:00から試合途中の15:00まで仙田の実況で生中継。同年から毎日放送の野球解説者に就任した藤本が、この中継で解説者としての本格デビューを果たした。
- 3月28日（金曜日）には、『ベースボールパーク』初の公式戦中継として、東京ドームから巨人対阪神のセントラル・リーグ開幕戦を放送。前日の『週刊ますだスポーツ』2013年度最終放送に出演していた近藤が実況、仙田が阪神側ベンチリポーター、藪が解説、増田がゲスト、石橋がスタジオ担当で登場した。ナイターイン編成に入る前の放送だったため、前座コーナーの「もうすぐベースボールパーク」を割愛したうえで、『タイガースライブ』時代と同じく17:54から中継を開始している。
- 5月3日からの対ヤクルト3連戦（神宮）中継については、3日（土曜日）・4日（日曜日）に『ニッポン放送ショウアップナイター』をネット受けで放送。こどもの日かつMBSがJRN扱いとなる5日（月曜日）のみ、増田をゲストに迎えて、MBSの自社制作で中継した。
- 「MBSラジオ スペシャルウィーク」期間中の6月7日（土曜日）には、14:00から阪神対オリックスのデーゲーム（甲子園）をMBSラジオの自社制作（解説：金本知憲・藤本敦士、実況：馬野雅行、MBSテレビの中継でも17:00まで副音声で放送）、17:59から巨人対西武のナイトゲーム（東京ドーム）をLF制作分のネット受けで中継。巨人対西武戦の中継では、『MBSベースボールパーク番外編』日曜版のレギュラー出演者から、近藤（パーソナリティ）と冨好（西武ファン代表）がMBS発のスタジオパート（関西ローカル放送）にゲスト扱いで出演した。

#### 2015年度
- 4月14 - 16日の中日対阪神戦（ナゴヤ）は、15日と16日がSFとの2局ネット、14日はSFの技術協力で自社制作（解説：金本、実況：近藤）。阪神側のベンチリポーターを務めた金山は、SFの中継にもリポーターとして出演した。
- NRNラインで全国に中継された5月20日の阪神対巨人戦（甲子園）では、MBS制作の全国向け中継で初めて、市川が阪神側のベンチリポーターを担当した。
- 増田がゲストとして出演した6月20日の阪神対ヤクルト戦（甲子園）は、巨人対中日戦の裏開催のため、代替中継カードとして中継をSFにもネット。増田は、関西以外の地域へのネット中継に初めて登場した。
- 6月30日のヤクルト対阪神戦（神宮）中継では、阪神側のベンチリポーターとして待機していた森本が、急遽実況を担当した。当初実況を予定していた井上雅雄が大阪からの当日移動で利用していた東海道新幹線の上り車両が、別の下り区間の車両内で発生した東海道新幹線火災事件の影響で、本来のダイヤより大幅に遅延したことによる（森本と解説の安藤は前日に上京済み）。なお、試合開始の直前に同球場へ到着した井上は、中継内で阪神側のベンチリポーターを務めた。この関係で、翌日以降の2試合についても、当初の予定から実況とリポーターの担当を逆転させている（1日は井上、2日は森本が実況）。
- 7月16日（木曜日）のナイトゲーム中継枠では、フレッシュオールスターゲームのNRNライン・全国向け中継のネット受けを予定。MBSからは例年どおり、金山を実況・ベンチリポート要員として開催地の倉敷マスカットスタジアムに派遣していた。しかし、平成27年度台風第11号接近の影響で、試合は翌17日の予備日に順延（当該枠では前述のNRNフィラー番組をネット受けで放送）。さらに、予備日では当初からデーゲーム（13:00開始）に振り替えることが決まっていたため、編成上の事情などからラジオでの中継を見送った。結局、17日も台風の影響で試合を中止したため、この年はフレッシュオールスターゲームを初めて開催しなかった。
- 8月25日（火曜日）は当初広島対阪神戦（マツダ）をMBSの自社制作で放送予定であったが、台風15号の接近に伴い中止となったため、ヤクルト対巨人戦（神宮）を中継することになった。しかし、制作局であるLFでは、自社向けの中継（解説：野村克也、関根潤三）にてフジテレビの同試合中継（解説：江本孟紀、ゲスト解説：藤川球児）[注 229]とのコラボ企画を実施[26]。この関係で、MBSに対しては、LFによる二重制作分（解説：前田幸長）がNRN全国中継の扱いで裏送りされたが、MBS以外にネット局がなかったため[注 230]、LF制作NRN全国中継ながら関西ローカルの体裁で放送された。なお、翌26・27日は自社制作を見送りRCCからのネット受けを実施した（阪神ベンチのリポーターはMBSが派遣）。
- 9月3日（木曜日）の阪神対広島戦（甲子園）はNRN第1予備扱いながら、LFとの2局ネットで中継した。LFは当初、NRN全国中継である中日対DeNA戦（ナゴヤドーム、SF制作）のネット受けを予定し、DeNA側のリポーターもLFから派遣していたが、両チームとも優勝争いに絡めていないことから、独自で放送予定を変更してMBSからのネット受けを行った。なお、NRN地方局へは当初の予定通りSFから中日対DeNA戦が配信された。
- 9月16日（水曜日）は阪神・巨人ともに試合の予定がない（予備日程は設定されていたが行使されなかった）ため、本番組ではオリックス対ソフトバンク戦（京セラドーム）を中継し、当初はKBC・NBC（NBCラジオ佐賀含む）・RKKの北部九州3局へもネットする予定であったが、ソフトバンクがこの時点で優勝マジックを2としていたため、KBCは乗り込みの自社制作に差し替え、NBC・RKKもKBCからのネット受けに切り替えた。このため、MBS制作分は自社のみのローカル放送となった。なお、前日15日（火曜日）も同カードをKBCへ裏送り予定（MBS自社は阪神対中日戦を中継）であったが、同様の理由でKBCは自社制作となり、MBS制作分はセ・リーグ全試合中止時の予備待機扱いとなり放送されなかった。

#### 2016年度
- 6月11日（土曜日）のソフトバンク対巨人戦ナイトゲーム（福岡ヤフオク!ドーム）は、翌週のスペシャルウィークに関連して自社乗り込み放送を実施（解説：八木裕、実況：赤木誠、両軍リポート：森本栄浩）[注 231]。
- 「MBSラジオ　スペシャルウィーク」と重なった6月17日（金曜日）からの阪神対ソフトバンク3連戦（甲子園）のうち、同日および18日開催分については、「スペシャルウィーク」の企画と連動した自社向け中継と在福局（17日はRKB、18日はKBC）向け中継の二重制作体制で対応した[注 232]。
  - 6月17日（金曜日）
    - MBS自社向け分＝解説：金村義明、実況：金山泉、ゲスト：桂吉弥、リポーター：井上雅雄
    - RKB裏送り分（JRN予備音源）＝解説：太田幸司、実況：赤木誠、リポーター：馬野雅行

  - 6月18日（土曜日）
    - MBS自社向け分＝解説：金村義明、実況：井上雅雄
    - KBC裏送り分＝解説：八木裕、実況：馬野雅行
- 7月1日（金曜日）・2日（土曜日）の中日対阪神戦（ナゴヤドーム）では、在名局制作分（1日はCBC、2日はSF）の中継を2局ネットで放送した関係で、MBSから当番組スタジオアシスタントの市川いずみを阪神側のベンチリポーターとして派遣した。2015年から関西圏の阪神ホームゲームの一部でベンチリポートも担当する市川が、阪神ビジターゲーム中継のリポーターとして関西圏以外の球場へ派遣されたのは、このカードが初めて。また、本来は当該曜日の中継で市川が担当するスタジオアシスタントを、他曜日担当の豊永真琴が特別に務めた。
- 7月12日（火曜日）・13日（水曜日）のヤクルト対阪神（12日：長野・13日：神宮）については、LF制作の裏送り中継を放送。12日は解説を野村弘樹、実況を同局アナウンサーの煙山光紀が務めた[注 233]。13日は解説を金村、実況をLFの山田透が担当[注 234]。MBSからは両日とも、井上雅雄を阪神のベンチリポーターとして派遣した。13日には、LFでも、『ショウアップナイターハイライト』で上記の裏送り中継の終盤を放送。結果として、金村による解説がLFで初めて流れた。
- 増田がゲストとして出演した7月26日（火曜日）の阪神対ヤクルト戦（甲子園）は、同日開催の巨人対広島戦（長良川球場）が雨天中止となったため、NRN全国中継への昇格扱いでLFにもネット。LF以外にネット局はなかったものの、増田は全国向けの中継に初めて登場した。
- 阪神の夏季長期ロード期間中（8月2日 - 24日）のビジターカードのうち、2日（火曜日）からの対DeNA3連戦（横浜）については、3試合ともLF制作の裏送り中継で編成した。2日は解説：大矢明彦・実況：清水久嗣、3日は解説：金村、実況：松本秀夫、4日は解説：里崎、実況：胡口和雄のコンビで放送。実況担当はいずれもLFのアナウンサーだったが、MBSからは3試合とも、金山をベンチリポーターとして派遣した。8月9日からの対広島3連戦（マツダ）については、9日が自社制作（解説：八木、実況：仙田、リポーター：井上[注 235]）、10日と11日はRCCとの2局ネットで放送した[注 236]。19日（金曜日）からの対巨人3連戦（東京ドーム）については、19日のナイトゲームのみTBS制作分の中継をネット受けで放送[注 237]。それ以外の試合の中継については、MBSの自社制作で対応した。
- 9月20日（火曜日）には、自社制作による中継を予定していた阪神対巨人戦（甲子園）と、中継の予備第1カードに設定していた千葉ロッテ対東北楽天戦（QVCマリンフィールド）がいずれも中止。当番組では、当日唯一開催されたオリックス対埼玉西武戦（京セラドーム大阪）の自社制作中継（実況：馬野、解説：安藤）を、予備第2カードからNRN全国ネットの本番カードに昇格させた。オリックス対西武戦については、阪神の公式戦が最初から組まれていなかった翌21日（水曜日）にも京セラドームで催されたが、当番組ではソフトバンクと北海道日本ハムの直接対決によるパ・リーグ首位攻防戦（福岡ヤフオク!ドーム）の中継を優先。KBC制作分の中継（実況：田上和延、解説：藤原満）を、STV・MBC・RKKとのネットで放送した[注 238]。

#### 2017年度
- 3月2日（金曜日）にWBC日本代表の強化試合として京セラドームで開かれた対阪神戦を、関西ローカル向けにラジオ独占中継。実況：仙田、解説：藪、ゲスト解説：谷繁、ベンチリポート：金山（阪神側）・森本尚太（日本代表側）という体制で、19:00から試合途中の21:00まで放送した（延長オプションなし）。2017年からLFの野球解説者・日刊スポーツの野球評論家としての活動を開始した谷繁は、この放送によって、プロ野球中継への本格的な解説者デビューを果たした。
- 3月31日（金曜日）からの広島対阪神開幕3連戦（マツダ）については、同日開催のナイトゲームをECC、4月1日（土曜日）開催のデーゲームを幸南食糧の1社提供形式で関西ローカル向けに中継。いずれもMBSの自社制作による本番カードであることから、放送上は『（スポンサー名）presents with Tigers MBSベースボールパーク』というタイトルを冠していた。
  - MBSでは、3月31日の12:25から第89回選抜高等学校野球大会決勝・履正社対大阪桐蔭戦（いずれもサービスエリアである大阪府内の私立高校）の実況中継（甲子園）を試合終了まで予定していた。しかし、試合が予定されていた時間帯で天候不良が予想されたことを理由に、決勝の開催を翌4月1日に順延。3月31日には、決勝戦が予定されていた時間帯の番組編成を通常編成へ戻したうえで、『ECC presents with Tigers MBSベースボールパーク』として広島対阪神の開幕戦のみ中継した（実況：井上雅雄、解説：金村）。
  - 4月1日には、前述の理由で順延した選抜高校野球の決勝戦を、試合開始（12:30）直前の12:25から閉会式途中の15:12まで生中継（実況：森本栄浩、解説：渡辺元智）。14:00開始の広島対阪神戦については、『幸南食糧presents with Tigers MBSベースボールパーク』として、2回裏の途中（15:13）から試合終了まで中継した（実況：仙田、解説：八木）[注 239]。この試合が9回裏終了までに両チーム合計で26与四球[注 240]を記録するほどの乱戦で、延長10回までもつれ込んだため、当番組では試合終了直後の19:39まで中継を継続（試合は広島が9 - 8でサヨナラ勝利）。本来は17:43から順次放送する予定だった後続番組については、スポンサー付きのレギュラー番組[注 241]や『キングコング西野のおとぎ町レディオパート2』（いずれも事前収録番組）のスライド放送[注 242]を優先させたため、当日13:45から17:43まで、当番組をコーナーとして挟みながら放送する予定だった『桜井一枝&井上雅雄のるんるん土曜リクエスト・前夜祭』[注 243]と18時台に予定していた『みんなでホームイン!』土曜日・2016年度ナイターオフ版最終回の生放送を急遽取り止めた。
- 4月21日（金曜日）の巨人対阪神戦（東京ドーム）は、本来ならJRNネット日（同試合の阪神側リポーターを務めた金山はTBS-JRN中継兼任）だが、RFも自社制作で中継（GBS、CRKにネット）していた関係から、速報チャイムはNRN仕様だった（技術協力をTBSとLFのどちらが担当したかは不明）[注 244]。
- 4月29日（昭和の日・土曜日）は阪神対中日戦（甲子園）のデーゲームを中継し、SFにもネットした後、ナイトゲームは、当初LF制作のヤクルト対巨人戦（神宮）をネット予定だったが、オリックスの好調を受けてオリックス対ソフトバンク戦（京セラ）を予備カード（RKB向け裏送り）から昇格させた（実況：森本栄浩、解説：太田幸司、リポート：近藤(オリックス側)、馬野(ソフトバンク側)）[注 245]。速報チャイムは、デーゲームは通常NRN系列局とのネットを中心とし、かつSFにもネットしていることもありNRN仕様だったが、ナイターは元々がRKB向け裏送りのみであるのと、RKBがMBSと同様にJRNに加盟している都合もあり、JRN仕様だった[注 246]。
- 4月30日（日曜日）の阪神対中日戦（甲子園）では、SF向けの裏送り形式で中継を制作。解説を亀山、実況を井上雅雄が務める一方で、リポート要員として同局から大澤広樹を派遣した。
- 6月4日（日曜日）の阪神対日本ハム戦（甲子園）では、STV向けの裏送り形式で中継を制作。解説を太田、実況を馬野、リポートを森本尚太[注 247]が担当した。
- 6月第3週の「MBSラジオ スペシャルウィーク」および、第2週の「プレウィーク」では、以下のように異例の中継体制を組んでいた。
  - 「プレウィーク」中の6月6日（火曜日）・7日（水曜日）：オリックス対阪神ナイトゲーム（京セラドームで18:00開始）
    - 6日の第1戦中継（実況：近藤、解説：薮）では、「スペシャルサポーター」の増田が、この年の公式戦中継に初登場。7日の第2戦中継（実況：仙田、解説：金村）では、ますだおかだにおける増田の相方・岡田圭右（阪急→オリックスの大ファン）が、ゲストで当番組に初めて出演した。
      - 7日の中継では、オリックスの攻撃イニング開始前・得点イニング終了後に岡田、阪神の得点イニング終了後に増田によるコール音源を放送したり、岡田に向けた増田からのメッセージ音源をイニング開始前に随時流したりするなどの演出を施した。なお、岡田は8日（木曜日）の午前中に『PON!』（日本テレビが東京・汐留の日本テレビタワーから生放送の情報番組、MBSのサービスエリアでは未放送）のMCを務める関係で帰京を迫られたため、20:30頃（8回表終了）まで中継に出演。8回裏以降[注 248]は、仙田・金村コンビで中継を進行した。

  - 「スペシャルウィーク」中の土曜日（6月10日・6月17日）には、阪神戦がデーゲームであったことから、「南から北まで野球三昧」と称して昼夜二元生中継を実施。夜には、阪神・オリックスが関与しないナイトゲームの中継を、MBSの自社制作で放送した。
    - 6月10日
      - 13:55から関西ローカルで放送した「南の中継」（福岡ヤフオク!ドームで14:00開始のソフトバンク対阪神デーゲーム中継）では、MBSとKBCのスポーツアナウンサーによる「大阪vs福岡応援実況」を実施した[注 249]。この企画では、MBSの金山が阪神の攻撃イニング、KBC[注 250]の三澤澄也がソフトバンクの攻撃イニングで実況を担当。中継全体の解説を務めた金村が、両者の実況における「勝敗」を試合終了後に判定したところ、三澤が勝利した[注 251]（試合は5-1で阪神が勝利）。
      - 前述した「南の中継」が17:51で終了したことから、スポンサー付きのレギュラー番組をはさんで、札幌ドームの日本ハム対巨人ナイトゲーム（18:00開始）を試合途中（2回表開始）の18:11からMBSの自社制作で試合終了まで「北の中継」として放送。MBSから赤木を実況担当、森本栄浩をベンチリポーター、亀山を解説者として派遣する一方で、GAORA・HBCの解説者でもある建山をゲスト解説者に迎えた。当日は『桜井一枝&井上雅雄のるんるん土曜リクエスト』の17時台を休止したため、ソフトバンク対阪神戦の試合終了直後には、札幌ドームとの二元生中継方式で日本ハム対巨人戦の直前情報を挿入している。

    - 6月17日
      - 阪神対楽天のデーゲーム（甲子園）を、13:55から関西ローカルで17:56まで中継した（実況：井上、解説：金村、ゲスト：桜井一枝、ベンチリポート：近藤）。6月10日と同じく、中継終了後は『るんるん土曜リクエスト』の17時台を休止したうえで、スポンサー付きのレギュラー番組を放送。18:14からは、当日唯一のNPBナイトゲームであった巨人対ロッテ戦（東京ドーム）を、LFからのネット受けではなくMBSの自社制作で21:04まで中継した。この中継では、MBSから馬野を実況担当、当日の午前中に『せやねん!』へ出演していた藪を解説者として派遣。LF専属・ロッテOBの里崎智也とのダブル解説体制を取るとともに、阪神対東北楽天戦の試合終了直後には、東京ドームとの二元生中継方式で巨人対ロッテ戦の直前情報を挿入した。
- 6月27日（火曜日）から29日（木曜日）までの中日対阪神3連戦（27日のみ浜松、28日以降はナゴヤドーム）では、SF制作の中継を2局ネットで放送するとともに、MBSから井上雅雄を阪神側のベンチリポーターとして派遣。27日については、この年の4月にLFからフリーアナウンサーへ転身した松本秀夫によるSF制作中継での実況[注 252]（解説：山﨑武司）を、当番組で初めて放送した[注 253]。
- 7月7日（金曜日）にMBSの制作・JRNラインで全国に向けて放送された阪神対巨人ナイトゲーム（甲子園）では、実況を金山、解説を金村が担当。2016年からMBSラジオと契約している金村が、JRNラインの中継に初めて登場した。
- 阪神の夏季長期ロード期間中（7月28日 - 8月29日）のビジターカードについては、MBSの自社制作で中継する8月1日（火曜日）からの対広島3連戦（マツダスタジアム）・8月11日（金曜日）からの対DeNA3連戦（横浜）・8月22日（火曜日）からの対ヤクルト3連戦のうち最初の2戦（神宮）を除いて、以下の中継体制で対応した。
  - 7月28日（金曜日）からの対中日3連戦（ナゴヤドーム）：28日にCBC制作のナイトゲーム・29日にSF制作のデーゲーム中継を2局ネットで放送した一方で、MBSから近藤亨を阪神側のベンチリポーターとして派遣した。ちなみに29日には、18:00 - 21:00にMBSの自社制作・公開収録による特別番組『海フェスタ神戸　MBSラジオ笑かスノー夏まつり』（前述）を当初の予定どおり放送したため、他カードのナイトゲーム中継を休止。デーゲームとして開催の30日には、編成上の事情で中継を放送しない一方で、LF制作による広島対ヤクルト（マツダ）ナイトゲーム中継の2局ネットを実施した。
  - 8月8日（火曜日）からの対巨人3連戦（東京ドーム）：3試合とも、LF制作によるNRNライン向け中継をネット受けで放送。MBSからは、井上雅雄を阪神側のベンチリポーターとして派遣した。
  - 8月18日（金曜日）からの対中日3連戦（ナゴヤドーム）：18日にCBC制作のナイトゲーム・19日にSF制作のデーゲーム中継[注 254]を2局ネットで放送。MBSからは、赤木を阪神側のベンチリポーターとして派遣した。デーゲームとして開催された20日には、LF制作による広島対ヤクルト（マツダ）ナイトゲーム中継の2局ネットのみ実施。
  - 8月22日（火曜日）からの対ヤクルト3連戦（神宮）：22・23日はMBSの自社制作（LFも別途予備待機を実施）、24日はLFからのNRN本番扱い（LFでは第1予備）での裏送りで放送[注 255]。3試合とも、MBSの金山が阪神側の実況（22日）・ベンチリポーター（23・24日）を担当した。
  - 8月25日（金曜日）からの対巨人3連戦（東京ドーム）：25日には、TBS制作のナイトゲーム中継をネット受け形式で放送した。26日には、MBSの自社制作でナイトゲーム中継を実施。前述したヤクルト戦に続いて東京へ滞在した金山が、阪神側のベンチリポーター（25日）・実況（26日）を務めた。なお、デーゲームであった27日には、LF制作による広島対中日（マツダ）ナイトゲーム中継の2局ネットのみを実施した（TBS・LF制作の中継は首都圏の聴取率調査期間に対応した内容で放送）。
- このほか、8月6日（日曜日）は当日阪神は京セラドームでのデーゲームにつき、LF制作によるDeNA対広島（横浜）のナイトゲーム中継のみ実施したが、LFでは板東英二がゲスト解説を務める（田尾安志とのダブル解説）ことになっており、MBSでも2局ネットされる案内がなされていた。しかし、急遽MBS向けの二重制作（解説：若松勉）に変更された。

#### 2018年度
- 前年度限りでTBSラジオがプロ野球中継の放送業務から撤退したため、JRNラインを使用する金曜日に関東圏の球場から阪神のビジター扱いでナイトゲーム中継を放送する場合には、以下のように対応した。
  - 東京ドームの対巨人戦、神宮球場の対ヤクルト戦、横浜スタジアムの対DeNA戦については、中継の自社制作を継続した。
  - 6月8日には、自社制作による阪神対ロッテのナイトゲーム中継（甲子園、実況：仙田、解説：亀山、ゲスト解説：里崎、ベンチリポーター：金山）をメインカードに設定[27] していたが、中止が決定した[28] ことから、第1予備カードとして待機させていたRF制作の巨人対西武ナイトゲーム中継[27][29]（東京ドーム、実況：石黒新平、解説：清水隆行）を、ネット受けで放送した。RF制作の中継をMBSでもネット受けで放送した事例は、RFとTBSラジオが中継業務の提携を再開した2016年以降初めてであった。
- 阪神のビジターゲームがNRNラインの対象カード（火 - 木曜日・土曜日の全試合および日曜日のナイトゲーム）に該当する場合には、対広島戦・対オリックス戦の中継を（一部のカードを除いて）自社で制作する一方で、それ以外のカードを基本として（JRNとのクロスネット局やLFを含む）対戦球団の地元ネット局が制作した中継をネット受け（または裏送り）方式で放送した。
  - 6月2日（土曜日）には、LFからMBSへの裏送り方式による西武対阪神デーゲーム中継（メットライフドーム、実況：山田透〈LF〉、解説：金村、阪神側ベンチリポート：森本栄浩）を、13:59から試合終了後の18:01まで放送。スポンサー付き番組2本をはさんで、自社制作・LFとの2局ネットによるオリックス対巨人ナイトゲーム中継（京セラドーム大阪、実況：赤木、解説：太田、オリックス側ベンチリポート：金山、巨人側ベンチリポート：松本秀夫〈LF〉）を、試合途中の18:19から試合終了後の22:36[注 256]まで放送した。
  - 6月の「MBSラジオ スペシャルウィーク」期間中（11 - 17日）に開催されるセ・パ交流戦では、阪神戦がすべてビジターゲームに該当することから、札幌ドームでの対日本ハム3連戦（12 - 14日）および楽天生命パークでの対楽天戦（15・16日）を自社制作で中継[注 257]。対楽天戦がナイトゲームに当たる15日（金曜日）には、自社制作によるオリックス対DeNAのナイトゲーム中継（京セラドーム大阪）を予備カードとして編成した。
- 6月30日（土曜日）のヤクルト対阪神戦（神宮）については、17:00から試合を開始したため、17:56までLF制作の中継（実況：山田透<LF>、解説：若松勉、ヤクルト側ベンチリポート：師岡正雄<LF>、阪神側ベンチリポート：金山）を裏送り方式で放送。以降は、LFとの2局ネットに切り替えた。
- 7月13日（金曜日）には、京セラドーム大阪で開かれたオールスターゲーム第1戦を自社制作で中継（実況：金山、解説：亀山、ゲスト解説：掛布、ベンチリポート：近藤）。プロ野球中継におけるJRNシングルネット局（CBC・HBC・RKB）に加えて、QRもネット受けした。

#### 2019年度
- 基本として前年度の中継体制を踏襲しているが、以下の点が前年度と異なる。
  - 阪神のデーゲームと他球団のナイトゲームを開催する土曜日には、阪神のデーゲーム中継を優先する一方で、ナイトゲームについては基本として中継枠を編成していない。ただし、阪神戦がナイトゲームの場合には、当該試合の中継を放送している。
  - 甲子園球場で阪神対巨人のナイトゲームを開催する金曜日には、同カードの中継を自社で制作するとともに、メインカード扱いでRFとの2局ネットを実施する[注 258]（最初の事例は4月19日放送分＝実況：近藤、解説：八木、ベンチリポート：馬野）。
    - 8月30日放送分の阪神対巨人戦では、2001年3月までRFのスポーツアナウンサーだった仙田が実況を担当（解説：亀山、フィールドキャスター：亀山、阪神側ベンチリポート：三ツ廣、巨人側ベンチリポート：近藤亨）。同年4月のMBS移籍後初めて、プロ野球中継での実況が古巣のRFでも放送された。この試合は降雨の影響で試合開始を当初予定の18:00から1時間遅らせたため、試合開始に向けたグラウンド整備の時間帯（18:10 - 18:49）には、両局とも甲子園球場からの中継を中断。当該時間帯には、第1予備カードに設定していたCBC制作分の中日対ヤクルト戦（ナゴヤドーム）中継の一部を、3回裏の終了まで放送した。

  - 在京局のスペシャルウィークと重ならない週において、甲子園球場での阪神対巨人戦や、同球場（または京セラドーム大阪）の阪神対ヤクルト戦でMBS制作の中継を（NRNナイターか2局ネット扱いで）LFでもメインカードとして放送する場合には、巨人・ヤクルト側のベンチリポーターもMBSのアナウンサーが担当する。関東圏以外の球場で開催される巨人・ヤクルトのビジターゲームで、（MBSを含む）ビジター地元局制作分の中継をLFでも放送する場合に、この年からスペシャルウィーク中を除いてLFから巨人・ヤクルト側のベンチリポーターを派遣しなくなったことによる。
  - セ・パ交流戦のうち、（オリックスのホームゲームとして京セラドームで開催した関西ダービーを除く）阪神のビジターゲームについては、以下の体制で対応している[注 259]。
    - 6月4 - 6日の対ロッテ3連戦（ZOZOマリンスタジアム）：3試合とも、LF制作の中継を裏送り方式[注 260] で放送。MBSから井上雅雄を阪神側のベンチリポーターとして派遣する一方で、3試合ともLFのアナウンサーが実況を担当した（4日：大泉健斗、5日：山田透、6日：清水久嗣）。解説者については、MBSから派遣された藪が4日（火曜日）、MBS・LF両局と契約している金村が5日（水曜日）、ラジオ中継ではLFとのみ契約している真中満が6日（木曜日）に出演。
    - 6月11 - 13日の対ソフトバンク3連戦（ヤフオクドーム）：10日（月曜日）から16日（日曜日）までの期間を「MBSラジオ スペシャルウィーク」に設定している関係で、3試合とも自社制作で関西ローカル向けに中継。11日（火曜日）の中継（実況：井上雅雄、解説：金村、フィールドキャスター：狩野[注 261]）には、「藤林虎子のミートボールパークへようこそ!」のキーワード発表などを兼ねて、藤林が同ドーム内の放送席からラジオ中継へ初めて出演した[注 262]。13日（木曜日）の中継には、前年まで阪神の一軍監督を務めた金本が、解説者への復帰後初めてラジオ中継に登場（実況：井上雅雄、ベンチリポート：金山）。

  - セ・パ交流戦終盤の予備日であった6月25日（火曜日）には、阪神が同月23日（日曜日）で交流戦の全日程を終えていたことを背景に、TBCがNRNナイター向けに裏送り方式で制作した楽天対広島戦（楽天生命パーク）中継[注 263]（実況：守屋周<TBC>、解説：上岡良一）のネット受けを実施した。この試合は雨天中止になった同月15日（土曜日）予定分からの振り替え扱いで、本来は前日（24日＝月曜日）の予備日に開催する[注 264] 予定だったが、再び雨天中止に見舞われたため、交流戦の最終カードとして組み直された。
  - 月曜日が祝日で、阪神のビジターゲームをナイトゲームとして開催する場合には、以下のように対応している。
    - ナゴヤドームで中日対阪神戦を開催する場合には、基本として、CBCが制作する中継の2局ネットで賄っている[注 265]。ただし、7月15日（海の日）開催分では、自社制作で関西ローカル向けに中継した（実況：仙田、解説：亀山、ベンチリポート：金山）。

  - オールスターゲームでは前年に続いて、2試合のうち1試合を関西地方の球場を開催したため、以下のように対応した。
    - 7月12日（金曜日）の第1戦（東京ドーム）では、前述した金曜日のナイトゲーム中継体制に沿って、QRが制作した中継（実況：槇嶋、解説：東尾）のネット受けをした[注 266]。
    - 7月13日（土曜日）の第2戦（甲子園）[注 267] では、自社制作の中継（実況：近藤、解説：谷繁、セ・リーグ側ベンチリポート：森本栄浩）を放送するとともに、LF・HBC・CBC・RKBもネット受け[注 268]。LFからは、山内宏明をパ・リーグ側のベンチリポーターとして派遣した。

  - 第25回参議院議員通常選挙の投・開票日である7月21日（日曜日）には、21:00 - 23:00に自社制作で『ニュースなラヂオ 参議院選挙特別番組』を生放送。本来はナイトゲーム中継の終了後（21時台）に放送する自社制作のレギュラー番組（30分の収録番組2本）については、23時台への放送枠スライドで対応した[注 269]。当日はNPBで18:00開始のナイトゲーム4試合が予定されていたため、当番組では自社制作による阪神対ヤクルト戦（甲子園）中継（実況：井上雅雄、解説：金村）をメインカード、LF制作分のDeNA対中日戦（横浜）中継を第1予備カード、同じくLF制作の西武対オリックス戦（メットライフドーム）中継を第2予備カードに設定。いずれのカードを放送する場合でも、試合展開にかかわらず、最長21:00で中継を終了させることをあらかじめ決めていた。
    - 実際には阪神対ヤクルト戦（18:01試合開始）を中継したが、試合は20:50で終了。阪神が5 - 2のスコアで勝利したため、甲子園球場では、20:54頃から西勇輝・近本光司へのヒーローインタビュー（インタビュアー：橋本航介＜サンテレビ＞）を開始した。当番組では、ヒーローインタビューを開始するまでの間に、金村による「今日の勝負どころ」を放送。本来は中継（本編）の終了からエンディングパート（スタジオアシスタントの単独出演パート）までに設けられているスポンサーなどのCM枠もインタビューの中継に充てたため、インタビューをほぼ全編放送したうえで、20:59からのエンディングパート（スタジオから市川が担当）につなげた。

  - 9月15日（日曜日）には、CBCが制作する中日対DeNA（ナゴヤドーム）のナイトゲーム中継（解説：川上憲伸、実況：江田亮、ベンチリポート：榊原悠介＜いずれもCBC＞）を、同局との2局ネットで放送した。阪神が東京ドームのデーゲームで巨人と対戦していたこと（MBSでは編成上の事情で中継せず）や、他のナイトゲームが広島対ヤクルト戦（マツダ、RCCが広島ローカル向けに中継）に限られており、さらにLFもスポンサーセールスの都合上でこの日の野球中継を休止していたことなどによる。
  - 9月27日（金曜日）には、CBCの制作・RCCの技術協力による広島対中日（マツダ）のナイトゲーム中継（解説：横山竜士＜RCC＞、実況：宮部和裕＜CBC＞、ベンチリポート：石橋真＜RCC＞）を、CBCとの2局ネットで放送した。当日に阪神の公式戦が最初から組まれていなかったことに加えて、当該カードが広島（試合前の時点でセ・リーグ3位）のレギュラーシーズン最終戦で、残り試合が広島より3試合多い阪神（セ・リーグ4位）のクライマックスシリーズ（CS）進出の可能性を大きく左右する状況にあったことにもよる。
    - この試合は、2005年に阪神へ入団した後に、広島への移籍（2008年）や大腸癌の手術（2017年）を経験していた赤松真人（広島外野手）の引退試合でもあった。しかし、広島が1 - 4というスコアで敗れたため、阪神には「残り3試合の全勝」という条件付きながらCS進出の可能性が残った。また、21:05で試合を終了した後に赤松の引退セレモニーが開かれたが、MBSではセレモニーが始まる前の21:16に中継を終了した。
    - ちなみに、阪神は残り3試合に全勝したことによって、レギュラーシーズン3位とCSへの進出を確定。MBSでは、編成上の事情で『番外編』でのダイジェスト放送にとどめた29日（日曜日）の対中日デーゲーム（甲子園＝ランディ・メッセンジャーの引退試合）を除く2試合を、自社制作で中継した。

  - 阪神のCSファイナルステージ敗退によって巨人とソフトバンクが対戦した日本シリーズについては、ABCが中継を一切放送せずにナイターオフ期間の通常編成を優先したのに対して、当番組ではLFならびにKBCが制作するNRNナイターのネット受け扱いで全試合の中継を放送した。

#### 2020年度
- NPBでは、7月24日（金曜日）から8月9日（日曜日）まで日本国内で夏季オリンピックを開催することを前提に、レギュラーシーズンで例年と大きく異なる日程を組んでいた。しかし、年初からの新型コロナウイルス感染拡大の影響で、レギュラーシーズンの開幕を当初の予定（3月20日）から6月19日（いずれも金曜日）に延期（MBSラジオにおける延期中の対応については後述）。例年は10月下旬から始まる日本シリーズも、開幕日を11月21日（土曜日）に設定した。以上の事情から、レギュラーシーズンの試合数を、前年の143試合から120試合に削減。例年当番組で中継しているセ・パ交流戦、オールスターゲーム、フレッシュオールスターゲームを中止した。また、クライマックス・セの開催が見送られたほか、クライマックス・パもレギュラーシーズン優勝チームと2位チームの対戦に限られた。
- その一方で、日本高等学校野球連盟では、毎日放送グループで試合を中継する予定だった春の第92回選抜高等学校野球大会と、8月に開催を予定していた第102回全国高等学校野球選手権大会を相次いで中止。その一方で、「2020年甲子園高校野球交流試合」（第92回選抜高等学校野球大会への出場が決まっていた32校による招待試合）を、阪神の夏季ロード（選手権本大会の開催を予定していた）期間中（8月10 - 12日および15 - 17日）に甲子園球場で開催した。毎日放送グループでは交流試合のライブ配信を「センバツLIVE」（本来は選抜高校野球大会関連のポータルサイト）で実施した[30] ことから、当番組の中継・放送体制や実況・リポーター陣の配置を例年から若干変えている[注 270]。
  - メインカードの阪神戦については、開幕カードとして新たに設定された巨人との3連戦（東京ドーム：6月19 - 21日）をはじめ、7月3 - 5日の対広島戦（マツダ）までの5カード（15試合）を関西以外の地方でビジターゲームとして実施することを予定していた（関西地方での開幕カードは7月7 - 9日の対巨人3連戦＝甲子園）。
    - 当番組では、開幕カードから2試合[注 271] を自社制作で中継したうえで、前年のビジターゲームの中継体制を事実上踏襲[注 272]。その一方で、自社制作・関西ローカル向けの中継カードで阪神がジェフリー・マルテ（MARTE）、ジャスティン・ボーア （BOUR）、ジェリー・サンズ（SANDS、マルテ以外の選手はこの年から加入）の順に続けて打線を組んだ場合には、3人の英語名の頭文字に毎日放送の略称（MBS）を重ねたフレーズ（「MBS砲」「MBSトリオ」「MBS打線」など）を実況で多用している（最初の事例は3人がレギュラーシーズンのセ・リーグ公式戦で初めて同時にスタメンへ起用された6月27日の対DeNA戦中継＜横浜＝実況：近藤、解説：谷繁＞）。もっとも実際には、マルテの故障による戦線離脱（7月上旬から約3ヶ月間）やボーアの出場選手登録抹消（シーズン最終盤の11月7日にアメリカへ帰国）などで「MBS砲」の揃い踏みが6試合しか実現せず、「MBS砲」の揃った試合を当番組で中継できたのは5試合（自社制作分では3試合）だけにとどまった（ボーアはレギュラーシーズン終了後の11月20日付で自由契約選手としてNPBから公示）。
      - 7月3日（金曜日）には、自社制作の本番カードとして中継を予定していた対広島戦（マツダ）の雨天中止に伴って、RFの制作でJRNラインの予備カードとして設定されていた巨人対中日戦中継（東京ドーム）が本番に昇格（解説：ギャオス内藤、実況：槇嶋）。RF発の巨人戦中継については、本来のネット局であるラジオ関西（CR）でも放送することが決まっていたため、近畿地方ではCRとMBSによる2局同時放送に至った。なお、前述した対広島戦については、7月6日（月曜日）の予備日へ組み込むことが中止後に決定。MBSでは、RCCからの裏送りによる中継（解説：西山、実況：石田充＜RCC＞）を予定していたが、雨天中止によって中継も消滅した。
      - 8月上 - 中旬（甲子園高校野球交流試合期間の前後）には、以下の体制で中継を放送した。
        - 7日（金曜日） - 9日（日曜日）：広島対阪神ナイトゲーム（マツダスタジアム）
          - 3試合とも、MBSの自社制作で中継[注 273]。

        - 10日（月曜日・山の日）[注 274] - 12日（水曜日）：DeNA対阪神ナイトゲーム（横浜）
          - 3試合とも、LFが10・12日は裏送り〈12日はLF＝NRNでは『巨人 vs ヤクルト』の第1予備だが、屋内球場より下位のため、試合が早く終了した時に対応〉扱いでMBS向けに、11日はNRN本番扱い（事実上LFとMBSの2局ネットでRCC・SFでは『広島 vs 中日』の第1予備扱い）で中継を制作。10日には西山、11日は佐々木、12日には谷繁が解説者として出演した。他局へのネットの可能性がない10日は、LFの制作でありながら、他球場速報にMBS独自のチャイムを使用した[注 275]。

        - 13日（木曜日）：巨人対ヤクルトナイトゲーム（東京ドーム）
          - 阪神戦が最初から組まれていないため、LFが制作するNRNナイターをネット受け。

        - 14日（金曜日） - 16日（日曜日）：阪神対広島ナイトゲーム（京セラドーム）
          - 3試合とも、MBSの自社制作で中継。

        - 18日（火曜日） - 20日（木曜日）：巨人対阪神ナイトゲーム（東京ドーム）
          - 3試合とも、LFが制作するNRNナイターをネット受け（18・19日は甲子園高校野球交流試合の予備日に設定→実際には17日で全日程を終了）。

    - 9月8日（火曜日） - 10日（木曜日）のDeNA対阪神ナイトゲーム（横浜スタジアム）は、主催球団のDeNAが試合終了後に「STAR☆NIGHT NOVAS」（夏季恒例のスタジアムイベント「YOKOHAMA STAR☆NIGHT」の2020年版）を組み込んだ関係で、3試合とも開始時間が17:45に設定された。このため、MBSでは3日間とも『まだまだええなぁ!もうすぐベースボールパーク』を編成せず、17:45からニッポン放送制作の裏送り中継に切り替え[注 276]。プレイボール（または1回表・阪神の攻撃の合間）にタイミングを合わせて切り替えたことから、通常は本編の前に入れるタイトルコールと提供クレジットを、1回表終了の直後にはさんでいる。
      - 通常は『まだまだええなぁ! - 』に途中まで出演する上泉は、この3日間をはさむ1週間（9月第2週）を夏季休暇に充当。本来は同番組から出演する市川いずみは、中継のスタジオアシスタントと『ベースボールパークEXトラ!』のみ担当している。

#### 2021年度
- NPBでは、レギュラーシーズンの開幕日を3月26日（金曜日）に設定。レギュラーシーズンの総試合数を2年振りに143試合に戻すほか、セ・パ交流戦、オールスターゲーム、フレッシュオールスターゲーム、クライマックス・セも開催した。その一方で、野球競技を含む2020東京オリンピックが7月21日 - 8月9日に開催されることに伴って、開催前後の期間（7月17日 - 8月12日）にはレギュラーシーズンを中断。また、日本シリーズの開催期間を前年と同じく11月下旬（20日以降）に設定しているため、クライマックス・シリーズが11月の第1週（6日）以降に組まれていた。ただし、開幕の時点では日本国内での新型コロナウイルス感染拡大傾向に歯止めが掛かっていないため、21:00までに公式戦を終了させることを想定。この想定に沿って、9回裏までに決着が付かない試合では延長戦を実施せず、引き分けとして扱った（新型コロナウイルスへの感染拡大に伴う開幕後の対応については後述）。
- 阪神の開幕第2カードは3月30日（火曜日）からの対広島3連戦で、ナイトゲームとしてマツダスタジアムで開催されたが、当番組では3試合ともRCC制作分中継の2局ネットで賄った。
  - 当番組の中継関連業務を含む毎日放送のラジオ放送事業は、第3戦が開催された4月1日（木曜日）付で「株式会社MBSラジオ」に移管された。このため、「株式会社MBSラジオ」として最初に制作・放送する野球中継は当日午後の第93回選抜高等学校野球大会決勝（実況：三ツ廣、解説：山下智茂）、最初に制作するプロ野球中継は当日夜間のオリックス対ソフトバンク戦（京セラドームからKBCへの裏送り分、実況：赤木、解説：亀山）、最初に自社制作で放送するプロ野球中継は翌2日（金曜日）の阪神対中日戦（京セラドームのナイトゲーム、実況：金山、解説：八木）になった。
- 4月4日（日曜日）の対中日デーゲーム（京セラドーム大阪）では、SFへの裏送り向けに中継を制作（実況：馬野、解説：亀山、リポート：井上）を実施。2020年度はアナウンス部長としての職務に事実上専念していた馬野が、MBS向けのテレビ・ラジオ中継を含めて久々に実況を担当した。なお、馬野は当番組で放送される中継でも、5月1日の対広島デーゲーム（甲子園、解説：藪）から実況を再開[注 277]。
- 他局が制作する阪神以外の球団のナイトゲーム中継を日曜日に放送する場合には、4月25日にLFの制作で放送したヤクルト対中日戦（神宮）中継（実況：煙山光紀、解説：真中満、ゲスト：三宅裕司[注 278]）を皮切りに、遅くとも21:00までに放送を終了している。
- MBSラジオが「～想いつなぐ～MBSラジオ SDGsの日」としてSDGs関連の特別企画・番組を5:00から24:00まで放送していた4月29日（木曜日・昭和の日）には、中日対阪神デーゲーム（バンテリンドーム ナゴヤ[注 279]）の中継（SF制作分中継の2局ネット）枠を13:59 - 17:58に設定。中継が17:07に終了してからは、当日のスタジオアシスタントである江間が、スポーツ界におけるSDGs達成への取り組みを残りの放送時間内に紹介した。
- セ・パ交流戦の期間中には、以下のように対応している。
  - 阪神戦では、全18試合から（甲子園球場で開催されたオリックスとの関西ダービー3連戦を含む）13試合を自社制作で中継。関西圏以外のビジターゲームである日本ハムとの3連戦（札幌ドーム）と楽天戦（楽天生命パーク宮城での3連戦のうち2試合）については、開催の時期が「MBSラジオ　ドリームウイーク」（6月7 - 13日）と重なることから、MBSのスタッフが現地に乗り込んで中継した[注 280]。
    - 5月28日（金曜日） からの西武対阪神3連戦（メットライフドーム）では、同日と29日（土曜日）のナイトゲームのみ、NRNの基幹局が制作する中継を放送。29日開催分は『文化放送ライオンズナイター』（実況：長谷川太、解説：東尾修、リポーター 阪神サイド：山田弥希寿、西武サイド：土井悠平）、29日開催分（当日の交流戦で唯一のナイトゲーム）は『ニッポン放送ショウアップナイター』（実況：大泉健斗、解説：川相昌弘、ゲスト：玉井詩織・高城れに＜いずれもももいろクローバーZのメンバー＞[注 281]、リポーター：師岡正雄）の2局ネットで対応した[注 282]。
    - 5月30日の西武対阪神戦（前述）[注 283][注 284]、6月6日の阪神対ソフトバンク戦（甲子園）、6月13日の楽天対阪神戦（前述＝交流戦最終試合）については、いずれも日曜日にデーゲームとして組まれていたため、当番組では中継を放送しなかった。ただし、6月6日の対ソフトバンク戦では、KBCへの裏送り限定で中継を制作した（解説：太田、実況：金山、リポーター：近藤）[注 285]。

  - オリックス戦では、6月8日（火曜日）から京セラドームで開催された巨人との3連戦で、NRNナイター向けに中継を制作（8日＝解説：金村×実況：森本×リポーター：馬野、9日＝解説：八木×実況：馬野×リポーター：赤木、10日＝解説：太田×実況：赤木×リポーター：森本）。ただし、MBSでは3日間とも屋内球場開催の日本ハム対阪神戦（前述）を中継したため、オリックス対巨人戦中継を予備第1カードとして設定するだけにとどめている[注 286]。逆に、屋外球場（楽天生命パーク宮城）で開催予定の楽天対阪神戦（前述）をメインカードに設定した同月11日（金曜日）は、自社制作によるオリックス対広島ナイトゲーム（京セラドームからの中継）[注 287] を予備カードに充てた。
- 交流戦の終了（リーグ戦再開）後から上記の中断期間までは、阪神戦以外の中継を以下のように編成している。阪神には7月6日（火曜日）から14日（水曜日）まで9連戦が組まれているため、当番組では11日（日曜日）の対巨人戦・12日（月曜日）の対DeNA戦[注 288]（いずれも甲子園でのナイトゲーム）を含む全試合を中継した（6日 - 8日に神宮球場で開催されるヤクルトとの3連戦のみLF制作分の裏送り、以降の6試合は阪神のホームゲームにつき自社で制作）。
  - 7月4日（日曜日）[注 289] には、DeNAの主催試合として神宮球場で開催された[注 290] 巨人とのナイトゲーム（17:45開始）を、LF制作分中継（実況：胡口和雄＜LF＞、解説：真中満）の2局ネットで試合途中の17:59から20:57まで放送（LFでは21:35まで中継）。RBC（琉球放送）制作の日本ハム対ソフトバンク戦（沖縄セルラースタジアム那覇）中継（実況：片野達朗＜RBC＞、解説：糸数敬作）を、第1予備カードに設定した[注 291]。
  - 7月15日（木曜日）に松山坊っちゃんスタジアムで開催されたフレッシュオールスターゲームではLF制作分中継（実況兼ベンチリポート：大泉健斗・小永井一歩＜いずれもLF＞、解説：野村弘樹）、16日（金曜日）にメットライフドームで開催のオールスターゲーム第1戦ではQR制作分中継（実況：高橋将市＜QR＞、解説：山崎裕之、ベンチリポート：山田弥希寿＜QR＞）、17日（土曜日）に楽天生命パークで開催の第2戦ではTBC（東北放送）[注 292] 制作分中継（実況：守屋周＜TBC＞、解説：青山浩二、ベンチリポート：林田悟志＜TBC＞）のネット受けで対応した。
- NPBの全球団では、レギュラーシーズンの中断期間中に「エキシビションマッチ」と称する練習試合（非公式戦）を有観客で開催。当番組では、阪神が甲子園球場と京セラドーム大阪で臨むナイトゲーム9試合（7月27日 - 29日：ロッテ戦、7月30日 - 8月2日：西武戦、8月3日・4日・6日：京セラドームでの開催・ビジター扱いのオリックス戦）を自社制作で中継した[注 293]。ただし、2020東京オリンピックの開催期間中に「阪神愛あふれる中継」をテーマに掲げながら放送したため、以下の点が通常の阪神戦中継と異なっていた。
  - 中継内のCM明けに流すジングルに、「Mラジ（2021年4月1日以降のMBSラジオの略称）エキシビションマッチ限定バージョン」（上泉と同期入社の武川智美・若手時代に当番組で実況やリポートを担当していた河田直也両アナウンサーがラップを披露した音源）や、中継の同録音源を短時間で編集した「ワンデイ（1日限定）バージョン」を加えている。その一方で、9試合ともベンチリポーターを配置していなかった。
  - エキシビションマッチの中継日のうち、『ベースボールパークEXトラ!』を編成している火 - 木曜日には、同番組の放送枠を活用しながら最長21:50まで中継[注 294]。NRN地方局への裏送り番組（LF制作の『サウンドコレクション』）を、雨傘番組として18:00 - 21:00に設定していた。『EXトラ!』を編成していない金 - 日曜日（7月30日 - 8月1日）には、『番外編』を雨傘番組に設定する一方で、試合展開にかかわらず阪神対西武戦の中継を21:00で終了。中継しない日には、『番外編』や『サウンドコレクション』でナイトゲーム中継の基本放送枠（18:00 - 21:00）を賄っていた。
    - 2020東京オリンピックの開催期間中（7月23日 - 8月8日）には、日本の民放ラジオ全局が、オリンピック関連の事前収録番組（民放ラジオ統一番組）を毎日3回（午前帯：「東京2020オリンピックリポート」、夕方・夜間帯：「東京2020オリンピックハイライト」）放送している。MBSラジオでは、期間中の全ての日の19:45頃に「東京2020オリンピックハイライト」の夜間分を（平日には10分間、土・日曜日には5分間）内包。エキシビションマッチの中継日には、イニングが切り替わるタイミングに合わせて、当該時間帯に中継を中断していた。

  - 7月27日（火曜日）からの対ロッテ3連戦では、以下の特別企画を実施。7月30日（金曜日）からの対西武3連戦および、8月3日・4日のオリックス対阪神戦では、毎日放送グループが制作する番組と縁が深く、熱烈な阪神ファンであることを公言している著名人から1名[注 295] を日替わりで放送席に迎えていた。さらに、ロッテとの3連戦と8月3・4日のオリックス対阪神戦では、『タイガース全力応援宣言　MBSマンデーベースボールパーク』（井上雅雄と藤林が2020年4月からパーソナリティを担当する関連番組）の2021年レギュラーシーズン企画である「今日の虎子占い」[注 296] を中継のオープニングで流している。
    - 7月27日・28日（水曜日）には、甲子園球場の放送席にテンダラー（27日は白川悟実・28日は浜本広晃）を迎えて、MBSラジオスタジオとの二元中継方式で放送。「次世代の阪神大好き芸人を発掘する」という目的で、「阪神ファン」を自認する吉本興業所属の若手お笑い芸人（27日：シカゴ実業と隣人、28日：なにわスワンキーズと吉本新喜劇座員の伊丹祐貴）がスタジオから繰り出す阪神選手関連の情報を、先輩芸人のテンダラーが「ファンタスティックホームラン」「ナイスヒット」「ボール」「ファウルボール」のいずれかで「阪神愛」の強さを判定する企画を中継の随所にはさんでいる。両日とも実況（27日は井上雅雄・28日は三ツ廣）以外のスポーツアナウンサー（27日は三ツ廣・28日は井上雅雄）がベンチリポートに相当する役割とスタジオでの進行を担ったため、本来のスタジオアシスタントである江間は、提供クレジットと交通情報の読み上げに専念。
    - 7月29日（木曜日）の中継（実況：金山、解説：八木）では、子育て中のリスナーから当番組の公式メールアドレスで応募を受け付ける「夏休み特別企画」として、応募者の子息（児童）から抽選で「阪神愛あふれる子どもたち」（3名の小学生）を甲子園球場の放送席に招待。招待した小学生を3イニング交代で1名ずつ中継へ出演させるとともに、野球に関する小学生やリスナーからの質問に八木が答えながら中継を進行した。

  - レギュラーシーズンの再開を1週間後に控えた8月6日（金曜日）のオリックス対阪神戦中継（実況：近藤、解説：藪）は、エキシビションマッチで最後の中継カードに当たることから、過去8試合から一転して「データで見るタイガースとプロ野球」というテーマで放送。ベースボール・データ・アナリストの森本崚太（もりもと　りょうた：株式会社ネクストベースのトップアナリスト）をゲストに迎えて、セイバーメトリクスに基づく打撃・投球・守備指標の解説や、このような指標による阪神・オリックス選手の評価を交えながら中継した。
  - 東京オリンピックの野球競技で日本代表チームが決勝に進出したことを受けて、8月7日（土曜日）には、アメリカ代表チームとの決勝（横浜スタジアムでのナイトゲーム）中継（ジャパンコンソーシアム制作、解説：新井貴浩、実況：山内宏明＜LFから派遣＞）を放送。編成上は17:59から放送枠を組んでいたものの、実際には決勝の開始時刻が19:00に設定されていたため、中継が始まる18:50まではMBSラジオのスタジオから豊永と金山が進行した（18:35頃から「MBSニュース」「お天気のお知らせ」「東京2020オリンピックハイライト」を挿入）。中継自体は22:05まで放送されたが、雨天によって決勝が翌8日（日曜日）の午後に順延された場合には、『番外編』の生放送へ切り替えることを予定していた。
    - 日本代表チームは決勝での完封勝利（スコアは2対0）によって、夏季オリンピック正式競技としての野球では初めての金メダルを獲得した。翌8日に当初から編成されていた『番外編』（出演：大畑大介、山田幸代、西村麻子・井上雅雄両アナウンサー）には、この快挙を受けて、当番組ゲスト解説者の建山（大畑とは東海大学付属仰星高校時代の同級生）が「日本代表投手コーチ」として電話で急遽出演した。

  - NPBレギュラーシーズン再開前日（8月12日＝木曜日）には、『上泉雄一のええなぁ!』の放送枠（通常の木曜日は15:30 - 17:43）をナイトゲームの基本中継枠と『ベースボールパークEXトラ!』の時間帯にも拡大したうえで、『ええなぁ☆真夏のタイガース優勝祈願スペシャル』を15:30 - 21:50に生放送。当番組の関係者から掛布・八木・藪・狩野・藤林が出演した[注 297] ほか、MBSラジオのYouTube公式チャンネルでスタジオ動画のライブ配信を実施した。
- レギュラーシーズンの再開後は、以下のように対応している。
  - DeNAの本拠地・横浜スタジアムが2020東京オリンピックの野球・ソフトボール競技会場になっていた関係で、東京ドームを使用していた8月17日（火曜日）からのDeNA対阪神3連戦では、LFがNRNナイター向けに制作した中継を3試合とも放送。逆に、9月12日（日曜日）のDeNA対阪神戦（横浜）と14日（火曜日）・15日（水曜日）のヤクルト対阪神戦（神宮、いずれもナイトゲーム）は自社制作で中継。12日の対DeNA戦[注 298] では試合開始時刻が17:00に設定されていたが、当番組では編成上の事情で、試合途中の17:59から中継を開始した[注 299]。
  - 阪神の公式戦が最初から組まれていない9月16日（木曜日）には、楽天対オリックス戦（楽天生命パーク）の中継をTBCが制作していた[注 300] が、当番組ではLFの制作による西武対日本ハム戦（メットライフドーム）中継（実況：洗川＜LF＞、解説：川相）を放送。
  - 9月23日（木曜日・秋分の日）には、SF制作分の中日対阪神デーゲーム（バンテリンドーム ナゴヤ）中継（実況：村上和宏＜SF＞、解説：森野将彦）を、13:55から試合終了直後の16:56まで放送。『上泉雄一のええなぁ!』などの自社制作番組をはさんで、LFがNRNナイター向けに制作するDeNA対ヤクルト戦（横浜）中継（実況：山田＜LF＞、解説：真中）を、試合開始時刻の17:45から試合終了直後の21:11まで放送した。
- 例年はナイターオフ編成に入っている9月第5週以降のレギュラーシーズンの対応については前述。阪神にはクライマックス・セ、オリックスにはクライマックス・パへの進出が10月中旬までに確定している。MBSでは、阪神の全日程終了翌日（10月27日＝水曜日）以降も日本シリーズが終了するまでナイターオフ編成へ移行せず、クライマックスシリーズと日本シリーズの試合が組まれていない日の夜間に『番外編』を編成している（当該項で詳述）。
  - 『ベースボールパークEXトラ!』はクライマックスシリーズ・日本シリーズの試合開催日限定のフィラー番組として編成されるため、11月2日（火曜日）から日本シリーズが終了するまでの期間の火 - 木曜日で最初から試合が組まれていない場合には、『番外編』の放送枠を最大で21:50にまで設定。パ・リーグではオリックスが（ブルーウェーブ時代の1996年以来）25年振りに優勝したことから、11月3日（水曜日・文化の日）の『番外編』（17:45 - 21:50）では、松竹芸能所属の野球好き芸人による優勝記念のトーク企画を前半（17:45 - 20:00）で放送した。

#### 2022年度
- NPBでは、レギュラーシーズンの開幕日を3月25日（金曜日）に設定。レギュラーシーズンの公式戦で9回裏までに決着が付かない場合には、「引き分け」扱いで試合を打ち切っていた前年から一転して、2019年以来3年振りに最長で12回までの延長戦を実施した。また、セ・パ両リーグとも、クライマックスシリーズを10月8日（土曜日）から開催しているほか、日本シリーズの10月（下旬）開催を3年振りに復活させていた。
- 日曜日のナイトゲーム中継では、この年からカードを問わず、週替わりの単独スポンサー（○○）による『○○Presents MBSベースボールパーク』として放送。その一方で、LFが日曜日のナイトゲーム中継を、常時放送から不定期放送に変更した（詳細前述）。このような事情から、関東圏の球場で開催される阪神のビジターゲームを中継できる場合には、前年までの2局ネット方式ではなく、LFからの裏送り方式による独占中継が事実上実現している。
  - 阪神の開幕カードは京セラドームの対ヤクルト3連戦で、3月25日の開幕戦のみ、18:00開始のナイトゲームとして組まれていた。当番組では、前年（2021年）に後述する事情から開幕戦（神宮球場での対ヤクルト戦）で自社制作ながら試合途中からの中継を余儀なくされていたが、この年の開幕戦では17:54からの完全生中継を2年振りに再開した（実況：近藤、解説：藪、ベンチリポート：三ツ廣）。
  - 阪神の開幕第2カードに当たる3月29日（火曜日）からの対広島3連戦（マツダ）では、RCC制作分の中継を2局ネットで放送[注 301][注 302]。4月1日（金曜日）からの巨人対阪神3連戦（東京ドーム）では、デーゲームが組まれた3日（日曜日）に競馬中継を編成したものの、1日のナイトゲームをRF制作分中継の2局ネット、2日（土曜日）のデーゲームをLF制作分中継の裏送りで賄った[注 303][注 304]。その一方で、19日（火曜日） - 21日（木曜日）のDeNA対阪神3連戦（横浜）と、22日（金曜日） - 24日（日曜日）のヤクルト対阪神3連戦（神宮）では、いずれもナイトゲームを自社制作で中継した[注 305]。
  - ゴールデンウィーク中の5月3日（火曜日・憲法記念日） - 5日（木曜日・こどもの日）には、阪神対ヤクルトのデーゲーム（甲子園）中継の予備カードとしてソフトバンク対オリックス3連戦（福岡PayPayドームからのKBC制作分中継）を設定したことに伴って、「夕方もポチっとMラジ」（2021年の10月改編から通年で平日の15 - 17時台に設けている自社制作番組レーベル枠）内の生ワイド番組を完全に休止した[注 306]。
  - セ・パ交流戦での中継では、阪神・楽天の開幕カードに当たる5月24日（火曜日）からの3連戦）の25・26日開催分でTBC[注 307]、6月3日（金曜日）の阪神対日本ハム戦（いずれも甲子園球場での阪神ホームゲーム）でHBCとの2局ネット向けに中継を制作[注 308]。いずれの中継でも、阪神と相手球団に対して、MBSのスポーツアナウンサーからベンチリポーターを1名ずつ配置していた。また、オリックス主催の阪神戦（京セラドーム）[注 309] を除く阪神のビジターカードでは、以下のように対応している。
    - 5月27日（金曜日）からのロッテ対阪神3連戦（ZOZOマリン）[注 310]
      - 27日のナイトゲームでは、両球団のOBである鳥谷をゲスト解説に迎えて、実況：近藤、解説：狩野、ベンチリポート：三ツ廣という陣容の自社制作で中継。28日のデーゲームでは、LF制作分中継（実況：大泉健斗＜LF＞、解説：谷繁）の裏送りで対応した[注 311]。29日（日曜日）のデーゲームは中継しなかったが、27・28日の中継では日本ハム対巨人戦（札幌ドームからのHBC制作分中継）を予備カードに設定。ロッテ対阪神戦については、30日（月曜日）に設定されている予備日でナイトゲームが発生した場合に、QR制作分の中継（実況：土井悠平、解説：笘篠賢治＜大阪府・上宮高校出身＞）を裏送り方式で17:59から放送する体制も組んでいた（実際には試合が発生しなかったため通常編成で対応）。

    - 6月7日（火曜日）からのソフトバンク対阪神3連戦（福岡PayPayドーム）
      - いずれもナイトゲームをMBSラジオの自社制作（JRNシングルネットの地元局であるRKB毎日放送の技術協力）[注 312] で中継する一方で、予備カードを設定していない。8日（水曜日）の第2戦では、毎日放送（テレビ）でも、試合途中の18:15から関西ローカル向けに自社制作で中継（延長オプションを最大で21:57にまで設定）[注 313]。

  - セ・パ両リーグの公式戦再開後（6月17日以降）の阪神戦では、以下のような中継・放送体制を組んでいる。
    - 再開後最初のビジターカードである21日（火曜日）からの対広島3連戦では、前述した開幕第2カードとは逆に、マツダスタジアムへの乗り込み・RCCからの技術協力によって中継を制作[注 314][注 315][注 316]。その一方で、翌週（28日 - 30日）の対DeNA3連戦（横浜）では、LFが制作する中継の裏送りで賄っている。
      - マツダスタジアムの広島対阪神戦については、7月18日（月曜日・海の日）からの3連戦（いずれもナイトゲーム）も上記の体制で中継を予定していた。同日の中継（実況：三ツ廣、解説：亀山）には株式会社アミューズ（パチンコ・スロット店の運営会社）の単独提供で17:59から放送していたが、18:01に試合の雨天中止が決まったため、18:10まで中継を続けた後に『番外編』を同社の単独提供扱いで20:55まで急遽生放送。20:55から『MBSニュース』『お天気のお知らせ』を5分間放送した後に、通常は18時台に放送している3本の番組（うち2本はアミューズ以外のスポンサーが付いている番組）を21時台に組み込んだうえで、21時台以降の定時番組を1時間ずつ繰り下げて放送する措置を講じた[注 317]。なお、8月5日（金曜日）から組まれている3連戦（いずれもナイトゲーム）も自社制作で中継。
        - その一方で、MBSでは7月19日（火曜日）からのオリックス対日本ハム3連戦（京セラドーム大阪でのナイトゲーム）中継をSTV向けに制作[注 318]。同日と20日（水曜日）は裏送りのみだったが、21日（木曜日）には阪神の公式戦が最初から組まれていないことから、実況：近藤亨、解説：太田、ベンチリポート：赤木という陣容の中継を自社でも放送した。9月15日（木曜日）にも同様の事情で、このカードのナイトゲーム中継（京セラドーム）を自社とSTVで放送（実況：赤木、解説：太田、ベンチリポート：森本栄浩＜オリックス側＞・近藤亨＜日本ハム側＞）。京セラドームでのパ・リーグ公式戦については、8月29日（月曜日）に組まれたソフトバンク対ロッテのナイトゲーム（「鷹の祭典2022in大阪」）でも、自社では放送しない中継をRKBへの裏送り向けに制作している[注 319]。

    - 7月8日（金曜日）から神宮球場で組まれていたヤクルトとの3連戦（いずれもナイトゲーム）のうち、8日開催分はQR制作分中継（実況：山田弥希寿＜QR＞、解説：笘篠賢治、リポーター：高橋将市＜QR＞）の裏送りで賄った。QRから当番組に向けた中継の裏送りは、セ・リーグの公式戦では『 - ダイナミックナイター』時代の1976年以来46年振りとされている。なお、ナイトゲームの中継を予定していた9日（土曜日）・10日（日曜日）の対応については、当該項で詳述。

  - 7月23日（土曜日）には長崎ビッグNスタジアムでフレッシュオールスターゲーム、26日（火曜日）には福岡PayPayドームでオールスターゲームの第1戦、27日（水曜日）には松山坊っちゃんスタジアムでオールスターゲームの第2戦がナイトゲームとして組まれていたため、当番組では以下のように対応した。
    - 23日にはフレッシュオールスターゲームの開始時刻が18:00に設定されていたが、セ・パ両リーグともオールスターゲーム前最後のカードを組んでいることから、当番組では開始時刻の重なる阪神対DeNA戦（甲子園）を17:59から自社制作で中継。
    - オールスターゲーム中継については、26日の第1戦をKBC制作分、27日の第2戦をLF制作分のNRN向け中継をネット受け[注 320]。予備日に設定されていた28日（木曜日）には、2試合とも当初の予定通り開催されたため、ナイトゲーム基本中継枠を『みんなのプロ野球　ラジオペナントレース～前半戦 総決算スペシャル～』（LFが制作するNRNナイターのフィラー番組）で賄っている[注 321]。

  - 8月9日（火曜日）からのDeNA対阪神3連戦（横浜）では、いずれもLF制作分中継の裏送りで賄った。祝日（山の日）に当たる11日（木曜日）開催分は17:00開始の薄暮試合として組まれたため、MBSラジオでは『茶屋町ヤマヒロ会議』（ナイターイン期間の通常編成では17:54まで放送している「夕方もポチっとMラジ」木曜枠の生ワイド番組）を17:43で終了。『地震防災メモ』（17:43 - 17:45）をはさんで、3回裏（DeNAの攻撃）開始のタイミングでLF発の中継（実況：胡口和雄、解説：若松勉、ベンチリポート：洗川）に切り替えた。実際には当該試合が19:47で決着したため、中継を19:51で切り上げた後に、第1予備カードに設定していた広島対ヤクルト戦（マツダスタジアムで18:00に開始）のNRNナイター向け中継（RCC制作）を19:52からの飛び乗り方式で21:00まで放送した[注 322]。
    - その一方で、9月9日（金曜日）からのDeNA対阪神2連戦（横浜）では、同日のナイトゲームも翌10日（土曜日）のデーゲームも乗り込み方式の自社制作で中継。パ・リーグの公式戦が最初から一切組まれていなかった9日[注 323] には、ソフトバンクの地元局であるRKBでも、上記の中継（実況：金山、解説：亀山、ベンチリポート：三ツ廣）を同時ネットで放送した。

  - 9月19日（月曜日・敬老の日）には、阪神対ヤクルト戦（甲子園球場で14:00から予定されていたデーゲーム）をテレビ（毎日放送）と同時に中継することを計画[注 324]。中継が発生した場合には、ももいろクローバーZの高城れにを、テレビとの共通ゲストとして迎えることを予定していた。しかし、令和4年台風第14号が近畿地方に接近することが前日（18日）の時点で見込まれていたことを受けて、試合を主催する阪神球団では同日中に開催の取り消しを決定。この決定を受けて、当番組では第1予備カードに設定していた日本ハム対ロッテ戦（札幌ドームで14:00に開始のデーゲーム）の中継（HBCが北海道ローカル向けの放送を前提に制作を予定していた中継）を本番カードに昇格させる措置を急遽講じた[注 325]。
    - MBSラジオでは、19日の13:00から京セラドームで組まれていたオリックス対ソフトバンクのデーゲームで、RKBラジオへの裏送り向けに実況：馬野、解説：亀山という陣容で中継を制作。この試合については、天候の影響を受けにくい屋内球場（京セラドーム）を使用することなどから、当初の予定どおりに開催することが18日の段階で決まっていた。ソフトバンクは18日の同カード終了時点でパ・リーグの首位、オリックスは1ゲーム差の2位に付けていたが、MBSでは19日のオリックス戦中継を阪神戦中継の予備カードに設定していなかった（RKBでは当初の予定どおり12:54から放送）。
    - 当番組では、阪神・オリックスの公式戦が最初から組まれていない9月25日（日曜日）にも、HBCが制作する日本ハム対楽天のナイトゲーム（札幌ドーム）中継を、TBCとの3局ネットで17:59から放送。放送に際しては、阪神が関与しないレギュラーシーズンのナイトゲーム中継を日曜日に放送する場合の通例に沿って、試合の展開にかかわらず21:00で放送を終了することをあらかじめ告知していた。
      - 実際には、試合が20:55までに決着しないことが8回裏の時点で見込まれたため、当番組ではこの回が終了したタイミング（20:52）でネットから離脱。離脱後は、当日のスタジオアシスタントである豊永の進行で、他カードの結果・途中経過や阪神内野手・高寺望夢（阪神にとって直近の試合であった23日の対広島戦で一軍公式戦の初安打・初打点をマーク）の登場曲『6 -Six-』（DOBERMAN INFINITYの楽曲）の放送に充てることで21:00までの放送枠を消化した。当日はヤクルトが同じ時間帯に横浜スタジアムで催された対DeNA戦でのサヨナラ勝利によってセ・リーグの2連覇を決めたが、当番組の放送中には両チームの無得点で推移していたため、その旨を札幌ドームからの中継やスタジオからの速報で伝えるだけにとどまった。

  - 阪神戦が最初から組まれていない29日（木曜日）・30日（金曜日）には、ナイトゲーム中継の基本放送枠で『番外編』の生放送を予定していたが、セ・パ両リーグの日程追加に伴って両日とも他カードの中継を放送。29日にはRCC制作分の広島対ヤクルト戦（マツダ）中継の同時ネット（『番外編』を雨傘番組）に充てたほか、30日には能見篤史（元・阪神投手で2021年からオリックスにコーチ兼任で移籍）の引退試合（京セラドーム大阪のオリックス対ロッテ戦）を実況：赤木、解説：太田という陣容で中継した。
    - パ・リーグでは9月29日の時点で、首位のソフトバンクに優勝マジック2が点灯した一方で、2位のオリックスにもリーグ2連覇の可能性が残っていた。このような事情から、MBSラジオでは翌30日のオリックス対ロッテ戦中継を、当初予定していた自社向けの放送からRKBとの2局ネットに急遽変更した。この試合の後に催された能見の引退セレモニーについては、編成の事情から生中継ではなく、自社向けの報道素材扱いで音源を収録。その音源を編集したうえで、10月1日（土曜日）の『番外編』で流している。
    - 同日にはオリックスの公式戦が組まれていなかったが、ソフトバンクがベルーナドームの対西武戦でサヨナラ負けを喫したため、リーグ優勝の行方は翌2日のレギュラーシーズン最終戦にまで持ち越された。2日には楽天生命パークでオリックス対楽天戦、ソフトバンクの最終戦はZOZOマリンスタジアムでの対ロッテ戦（いずれも18:00開始のナイトゲーム）が組まれていたが、オリックスがこの状況で2連覇を達成するには、楽天に勝利したうえでソフトバンクの敗戦を待つしかなかった。
      - MBSラジオでは以上の事態を受けて、当番組の中継スタッフを10月2日に楽天生命パークへ急遽派遣。レギュラーシーズンの日曜日に阪神が関与しないナイトゲーム中継を編成する場合の「21:00以降の延長放送なし」という制限を特例として外したうえで、実況：近藤亨、解説：太田という陣容で、17:59から楽天対オリックス戦の完全生中継[注 326] へ踏み切った。さらに、オリックスがこの試合に勝利したことを受けて、試合終了直後の21:35からソフトバンク対ロッテ戦中継（RKBが自社向けに制作）へ急遽飛び乗り。21:37にソフトバンクの敗戦とオリックスの2連覇が決まったため、楽天生命パークからの中継に切り替えたうえで、オリックス監督の中嶋聡に対する優勝監督インタビューや中嶋・宮内義彦オーナー（この年限りでの勇退を表明済み）・投手コーチとして帯同していた能見に対するナインからの胴上げの模様を21:50まで放送した。なお、中継の基本放送枠（18:00 - 21:00）に当初編成されていた『カベポスターのMBSヤングタウンNEXT』については、10月6日（木曜日）の19:00 - 21:55に設定していた『番外編』『EXトラ!』の放送枠を振り替えることで対応。

    - 一方のセ・リーグでは、阪神が9月19日（月曜日）に予定していたヤクルト戦（前述）が、チームと矢野燿大監督（この年限りで退任する意向を春季キャンプイン前日の1月31日に表明済み）にとってのレギュラーシーズン最終戦として10月2日（日曜日）に組み込まれた。阪神では公式戦のなかった10月1日にレギュラーシーズンの3位とクライマックスシリーズ（CS）への進出が確定していたが、上記の最終戦が14:00開始のデーゲームとして組まれたため、テレビ・ラジオとも9月19日開催予定分の地上波放送権を保有していた毎日放送グループではテレビのみ関西ローカル向けに13:59から中継を放送[注 327]。MBSラジオでは当該時間帯に競馬中継を優先したものの、前述した楽天対オリックス戦中継の終了間際に、阪神戦の結果（延長12回の末に3対3で引き分け）と試合後の最終戦セレモニーで矢野が述べた挨拶の概要をスタジオ担当の豊永が伝えた。

#### 2023年度
- NPBのオープン戦期間中に2023 ワールド・ベースボール・クラシック（WBC）が組まれたことや、日本ハムが本拠地を札幌ドームからエスコンフィールド北海道へ移転したことを背景に、同球場にとって初めての公式戦（日本ハム対楽天のレギュラーシーズン開幕戦）を3月30日（木曜日）に先行開催。オリックスを含むパ・リーグの他球団と、セ・リーグの全6球団では翌31日（金曜日）からレギュラーシーズンを開始した。
  - 当番組ではNPBのオープン戦を一切中継せず、日本ハム対楽天の開幕戦中継（NRNの加盟局ではLFが関東ローカル向け／STVラジオがTBCとの2局ネット向けに制作）の放送も見送ったため、阪神のレギュラーシーズン開幕戦（3月31日に京セラドームで組まれているDeNA戦とのナイトゲーム）から中継を開始（実況：近藤、解説：掛布・藪）。当初はこの日の午後に決勝戦が組まれていた第95回記念選抜高等学校野球大会については、雨天による試合の順延が相次いだ影響で、決勝（山梨学院対報徳学園）に限って4月1日（土曜日）に関西ローカルで中継した（実況：三ツ廣、解説：森士）。
    - 4月1日には阪神対DeNAの開幕カード第2戦が14:00開始のデーゲームとして京セラドームで当初から組まれていたが、選抜高校野球決勝の開始時間が12:30に設定されたことを受けて、MBSラジオでは11:30から15:00までを目途に決勝の中継枠を編成。12:28までの時間帯には、森本栄浩・市川いずみ・かみじょうたけしによる第95回選抜高校野球大会関連の座談会（同局本社スタジオからの生放送による事実上の前座パート）を挿入していた。実際には決勝が14:20に終了（山梨学院が山梨県勢としては夏の選手権を含めた甲子園大会初優勝を達成）したことから、第95回選抜高校野球大会の閉会式を途中（14:55）まで中継した[注 328]後に、阪神対DeNA戦中継（実況：井上雅雄、解説：狩野、ベンチリポート：近藤亨）を3回裏（15:03）から試合終了（18:27）の直後まで放送している。

  - この年からレギュラー扱いの解説者が「準解説者」という肩書で増員されたことに伴って、（「ゲスト解説者」扱いから事実上昇格した掛布・鳥谷を除く）新任の解説者は、以下の中継から出演している。
    - 能見篤史：4月7日（金曜日）のオリックス対北海道日本ハム（京セラドーム大阪）ナイトゲーム＝HBCへの裏送り向け中継（実況：近藤亨、ベンチリポート：川地、QR・RKB・CBCでも同時ネット）[注 329]
      - この試合では、オリックスの宮城大弥（2023WBC日本代表）が、WBC本戦での救援登板と優勝を経てパ・リーグの公式戦に先発投手としてシーズン初登板。7回表に交代するまで日本ハム打線を無失点（被安打1）に抑える好投でシーズン初勝利を記録したことから、試合後のヒーローインタビューでは、前年（2021年）まで2年間「投手兼任コーチ」として指導を受けていた能見の（ラジオ中継における）解説者デビューに言及していた[31]。
      - レギュラーシーズンの公式戦中継では、阪神対DeNA開幕戦のテレビ中継（読売テレビの制作で関西ローカル向けに放送）で解説者としてデビュー（赤星憲広とのダブル解説扱い）。毎日放送制作のテレビ中継では、4月5日（水曜日）の広島対阪神ナイトゲーム（マツダスタジアム）で公式戦初の解説を鳥谷とのコンビで予定していたが、雨天による試合の中止が試合前に決まったため中継も消滅した[注 330]。
      - 当番組の本番カードでは、4月27日（木曜日）の阪神対巨人ナイトゲーム（甲子園）NRNナイター向け中継（実況：金山、ベンチリポート：近藤亨）から解説を担当。阪神戦では、この試合を鳥谷とのコンビで解説したことを皮切りに、他のレギュラー解説者／準解説者とのダブル解説方式で放送する中継へ「ゲスト解説者」扱いで出演している。

    - 金村暁：4月20日（木曜日）の阪神対広島（甲子園）ナイトゲーム＝自社制作で中継（実況：金山、ベンチリポート：井上雅雄）
      - 「HBCラジオ野球解説者」として出演している同局制作の日本ハム主催試合（エスコンフィールド北海道開催分）中継については、5月5日（金曜日・こどもの日）にナイトゲームとして組まれていた対楽天戦を皮切りに、解説を担当する中継を当番組の予備カードへ随時組み込んでいる。

    - 福留孝介：5月2日（火曜日）の阪神対中日（甲子園）ナイトゲーム＝自社制作／SFとの2局ネットで中継（実況：金山、ベンチリポート：近藤亨）
      - 逆に、SFの制作による中日対阪神戦中継の同時ネットを当番組で実施する場合には、5月18日（木曜日）のナイトゲーム（バンテリンドーム ナゴヤ）から同局の解説者として出演。

  - 非NRN扱いの金曜日に横浜スタジアムでDeNA対阪神のナイトゲームが組まれている場合には、4月14日放送分（実況：川地、解説：亀山）を皮切りに、MBSからの乗り込みを基調に中継を賄っている。TBSラジオが2022年限りで、DeNA主催（横浜スタジアム開催分）の公式戦におけるビジター地元局（JRN系列局から）への裏送り向け中継の制作業務を事実上受託しなくなったことによる[注 331]。TBSラジオは2023年以降も技術スタッフと横浜スタジアム内の放送ブースを維持しているため、（MBSラジオなど）他のJRN系列局からの乗り込み中継には、前述した4月14日の中継を含めて「技術協力」扱いで引き続き関与している。
  - 4月28日（金曜日）からのヤクルト対阪神3連戦（いずれも神宮球場でのナイトゲーム）では、3試合ともMBSの自社制作で中継。28日に金村義明・29日（土曜日）に谷繁が解説した一方で、30日（日曜日）には技術協力局のLFから真中満を解説者として迎えた。
    - 5月3日（水曜日・憲法記念日）には、阪神対中日のデーゲーム（甲子園）を13:55から自社制作・SFとの2局ネットで試合終了まで中継することを前提に、LFがNRNナイター向けに制作する巨人対ヤクルト（東京ドーム）のナイトゲーム中継（実況：洗川＜LF＞、解説：宮本和知）の同時ネットを実施。巨人対ヤクルト戦の中継については、ネット受けの時間帯を17:45 - 21:55に設定しつつも、「21:50の時点でも決着が付かない場合には中継を延長しない」という条件をあらかじめ付けていた。
      - 実際には、阪神対中日のデーゲーム中継（実況：近藤亨、解説：掛布、ベンチリポート：井上雅雄）を18:48まで延長した後に、『MBSニュース』『地震防災メモ』をはさんで18:55から当番組を放送。巨人対ヤクルトのナイトゲーム中継には、18:59（3回裏＝巨人の攻撃中）から飛び乗った[注 332]。LFではこの試合を21:56まで中継していたが、試合が21:39に終了していたため、当番組では原辰徳（巨人）に対する勝利監督インタビューの直後（21:51）に同時ネットを切り上げた。

  - 阪神対広島戦（甲子園）と巨人対中日戦（東京ドーム）が14:00開始のデーゲームとして組まれていた5月20日（土曜日）には、MBSの自社制作による阪神対広島戦中継（実況：井上雅雄、解説：掛布）を、SFとの2局ネットで放送。SFの放送対象地域である中京広域圏では、CBCラジオが巨人対中日戦をRFからの裏送り方式で中継した[注 333]。
- セ・パ交流戦のうち、阪神のビジターゲームには、以下のように対応している。
  - 5月29日（火曜日）からの対西武3連戦（ベルーナドーム）：3試合ともLF制作分中継の裏送りで対応。29日の中継では馬野がベンチリポート[注 334]、30日（水曜日）の中継では、現役最年長（同日の時点で81歳）のプロ野球実況アナウンサーである宮田統樹が実況[注 335]を担当した。
  - 6月2日（金曜日）・3日（土曜日）・5日（月曜日）の対ロッテ戦（甲子園）
    - 6月2日（金曜日）には、自社制作で中継を予定していた第1戦（ナイトゲーム）の雨天中止に伴って、予備第1カードに設定していたCBC制作の中日対オリックス戦（バンテリンドーム ナゴヤ）中継を本番カードに繰り上げて放送。
      - この日に予定されていた試合は5日（月曜日）の予備日にナイトゲームとして組み込まれたが、当番組では自社制作（実況：金山、解説：亀山、ベンチリポート：川地）で関西ローカル向けに中継した。もっとも、試合が延長12回（23:07）まで続いたことから、MBSラジオでは中継を23:15で終了。当初は21:00からの放送を想定していたレギュラー番組9本については、『福山雅治と荘口彰久の「地底人ラジオ」』（渋谷のラジオ制作の事前収録番組で本来は火曜日未明の1時台＝月曜日の深夜25時台に編成）を急遽休止[注 336]したうえで、（セット編成の『MBSニュース』『お天気のお知らせ』を含む）残りの8本（いずれも自社制作番組）の放送枠を完全スライド方式で順次（最大で3時間20分）繰り下げる措置を講じた。

    - 3日開催分の試合（当初の予定では第2戦）は当日の交流戦全6試合で唯一のナイトゲームであったため、自社制作による中継（実況：近藤亨、解説：亀山）をLFとの2局ネットで放送した関係で、川地が両チームのベンチリポートを担当した。

  - 6月6日（火曜日）からの対楽天3連戦（楽天モバイルパーク宮城）：3試合とも、TBCの技術協力による乗り込み方式による自社制作で中継。
    - この期間には京セラドーム大阪でオリックス対巨人の3連戦が組まれていたが、関東地区における聴取率調査週間と重なったことを背景に、LFが3試合とも乗り込み方式で関東ローカル向けに中継を自社で制作していた。MBSラジオでは、LF制作分の中継に3試合とも技術協力で関与。その一方で、7日（水曜日）・8日（木曜日）開催分ではNRNナイターへの裏送り向けに中継を別途制作するとともに、自社でもこの中継を第1予備カードに設定した[注 337]。

  - 6月9日（金曜日）からの対日本ハム3連戦（エスコンフィールド北海道）：9日のナイトゲームと10日（土曜日）のデーゲーム（14:00開始）を、乗り込み方式による自社制作で中継。9日・10日ともSTVラジオからの技術協力を受けたほか、10日にはHBCと毎日放送（MBS）でもローカル向けのテレビ中継を実施した[注 338]。
    - 6日からの10日までの阪神ビジターゲーム中継を乗り込み方式の自社制作で賄ったのは、翌週（12 - 18日）に設定されている「MBSラジオ　ドリームウィーク」[注 339]向けのキャンペーンを兼ねたことにもよる。ちなみに、「ドリームウィーク」期間中の阪神戦（13 - 15日の対オリックス戦と16 - 18日の対ソフトバンク戦）は甲子園球場でのホームゲームとして組まれていたことから、当番組では18日（日曜日）の対ソフトバンク戦（デーゲーム）を除く5試合を自社制作で中継。「関西ダービー」の2023年初戦に当たる13日（火曜日）の対オリックス戦については、毎日放送（テレビ）でも試合途中の18:15から20:57まで関西ローカル向けに中継した[注 340]。
- 阪神・オリックスとも交流戦を18日（日曜日）に終えていたが、NPBでは、雨天で中止していた他球団のカード3試合をナイトゲームとして予備日（19 - 22日）に組み込む措置を講じた。この措置を受けて、当番組では19日（月曜日）のDeNA対日本ハム戦（横浜）を除く2試合を対象に、NRNナイター扱いの中継を放送することを決定。20日（火曜日）にはヤクルト対楽天戦（神宮）の中継（制作局はLF）、21日（水曜日）には楽天対中日戦（楽天モバイルパーク宮城）の中継（制作局はTBC）で延長制限なしの同時ネットを実施した。なお、交流戦の全日程が21日で終了したことを受けて、翌22日（木曜日）にはLFが制作する『ナイタースペシャル』（20・21日にも雨傘番組として設定）をナイトゲームの基本中継枠（18:00 - 21:00）に充当。阪神戦については、リーグ戦が再開するタイミングで、23日（金曜日）の対DeNA戦（横浜）から自社制作で中継している。
  - 2020年から（テレビ版を含めた）『MBSベースボールパーク』のテーマソングに『Answer』が採用されているベリーグッドマンは、『ABCフレッシュアップベースボール』（ABCラジオのプロ野球中継）にも、6月23日のDeNA対阪神戦中継（この日はLFからの裏送り方式で放送）から『雑草』をテーマソングに提供。『ABCフレッシュアップベースボール』ではこれを機に、中継のタイトルコールとジングルもベリーグッドマンのメンバー（Rover・MOCA・HiDEX）の声を収録したバージョンに変更している[32][33]。当番組では6月23日以降も『Answer』を使い続けているため、「同じアーティストから提供された楽曲をテーマソングに使いながら、（阪神戦を中心に）同じカードの中継を同じ時間帯に放送する」という事態が、この日から『ABCフレッシュアップベースボール』との間で生じている。
- 金曜日から日曜日にかけて東京ドームで組まれている巨人対阪神戦については、金曜日のナイトゲーム中継をRF制作分、土曜日にデーゲーム／ナイトゲームともLF制作分中継の同時ネットで賄う体制を維持。ヤクルト対阪神戦（神宮）やDeNA対阪神戦（横浜）がナイトゲームとして週末（金 - 日曜日）に組まれる場合には、以下のように土曜日のみLF制作分中継の裏送り、他曜日を中継の自社制作で賄う事例が相次いでいる。
  - 阪神にとってオールスターゲーム後最初のセ・リーグ公式戦であった7月22日（土曜日）・23日（日曜日）の対ヤクルト戦では、22日開催分をLF制作分中継（実況：師岡正雄＜LF＞、解説：大矢明彦）の裏送りで賄った一方で、23日開催分を乗り込み方式による自社制作で中継した（実況：川地、解説：狩野）。23日の中継については、狩野がイメージキャラクターに名を連ねる大関化学工業（神戸市東灘区に本社を置く建築土木用防水材・特殊塗料メーカー）が単独でスポンサーに付いていたことから、『大関化学工業Presents MBSベースボールパーク』とのタイトルで放送。
  - 阪神が第105回全国高等学校野球選手権記念大会の開催に伴う夏季ロードに入った8月には、4日（金曜日）- 6日（日曜日）および18日（金曜日）- 20日（日曜日）の対DeNA戦において、5日・19日（土曜日）開催分をLF制作分中継（いずれも実況：胡口和雄＜LF＞、解説：大矢）の裏送りに充当。両日および20日（日曜日）開催分は17:00開始、5日（金曜日）開催分は17:45開始の「薄暮試合」に設定されているため、以上4日間の中継では編成上の事情で試合の途中（5日のみ17:53／他の3日は17:59）から放送する体制を組んでいる。その一方で、15日（火曜日）からの対広島3連戦（マツダスタジアムでのナイトゲーム）については、3試合とも自社制作で中継[注 341]。
  - 9月1日（金曜日）からのヤクルト対阪神3連戦（いずれも神宮球場でのナイトゲーム）のうち、LFが当番組への裏送り向けに制作していた2日（土曜日）・3日（日曜日）の中継では、MBSから大村を阪神側のベンチリポーターとして派遣する一方で、ヤクルト側にはベンチリポーターを配置しなかった。ちなみに、1日にはQRが裏送り向けに中継を制作していたが、ベンチリポーターには大村ではなく飯塚治（QR出身のフリーアナウンサー）を充当。
- 阪神は9月14日の対巨人戦（甲子園でのナイトゲーム）に勝利したことによって、18年振りのセ・リーグ優勝を決めた。当番組では、この試合をNRNナイター[注 342]として、「実況：金山、解説：鳥谷・狩野、ベンチリポート：井上雅雄」という陣容で21:52まで中継。ただし、MBSラジオでは編成上の事情から、優勝記念特別番組を放送できなかった[注 343]。
  - この試合はレギュラーシーズン最後の阪神対巨人3連戦の第3戦で、阪神には、第1戦（9月12日）を迎える前の時点でセ・リーグ優勝へのマジックナンバー「5」が点灯していた。当番組では、阪神の優勝が14日（木曜日）に決まらない場合に備えて、15日（金曜日）・16日（土曜日）にマツダスタジアムで組まれていた対広島戦（15日はナイトゲーム・16日はデーゲーム）および、22日（金曜日）・23日（土曜日）の対ヤクルト戦（いずれも神宮球場でのナイトゲーム）を乗り込み方式で中継する体制を確立。優勝が実際に14日で決まってからも、以上の体制を踏襲しながら中継を続けている。
- この年はパ・リーグでも、9月17日（日曜日）のオリックス対楽天戦（京セラドームでのデーゲーム＝MBSでは裏送り向けを含めて中継を制作せず）の時点で、オリックスにリーグ3連覇へのマジックナンバー「4」が点灯。当番組では、阪神戦が組まれていない19日（火曜日）に、2位・ロッテとの首位攻防戦（京セラドームでのナイトゲーム）を自社制作で関西ローカル向けに中継している（実況：森本栄浩、解説：能見、ベンチリポート：三ツ廣＝オリックス側のみ担当）[注 344]。
  - オリックスは9月19日の対ロッテ戦で勝利したことによって、3連覇へのマジックナンバーを自力で「2」にまで減らした。このカードは翌20日（水曜日）にも「京セラドーム大阪でのナイトゲーム」として組まれていて、オリックスがロッテに連勝すれば3連覇と「オリックスの本拠地化後の京セラドームに観客を入れた状況でのパ・リーグ公式戦では初めてのオリックスナインによる胴上げ」[注 345]が実現することから、MBSラジオでは「実況：赤木、解説：太田」という陣容で中継を制作していた。
  - 9月20日には、阪神対巨人戦（甲子園でのナイトゲーム）中継（実況：馬野、解説：能見、ベンチリポート：近藤亨）をNRNナイター扱いの本番カードとして放送した関係で、試合の時間帯が重なるオリックス戦の中継を第4予備カードに設定。阪神戦が開催される一方で、阪神戦の最中にオリックスの勝利が濃厚になった場合には、その時点で阪神戦の中継をオリックス戦の中継に切り替える可能性があることが告知されていた。
    - 実際には、オリックスがロッテに6対2、阪神が巨人に4対3というスコアでそれぞれ勝利。いずれの試合もほぼ同じペースで推移していたが、阪神戦の9回表（1点差を追っていた巨人の攻撃中）にオリックスの優勝が決まったため、阪神戦の中継枠内では馬野がその旨を速報で伝えるだけにとどまった[注 346]。
    - 10月31日付で「毎日放送シニアスタッフ」としての契約期間を満了する赤木の実況を同録した音源からは、オリックスの得点シーンと優勝決定の瞬間を伝えた音源を、阪神戦中継の終了後に『ベースボールパークEXトラ!』で関西ローカル向けに放送。赤木と太田は、試合後に催されていたオリックスの優勝記念セレモニーのリポートを兼ねて、京セラドームからの生中継で同番組に出演した。さらに、2人が揃って出演した10月1日（日曜日）の『番外編』では、試合全体の同録音源をダイジェスト方式で放送している。

  - レギュラーシーズンの阪神戦については、10月4日の最終戦（雨天中止分の振り替え試合として神宮球場で組まれたヤクルトとのナイトゲーム）まで中継。同月のレギュラーシーズン中には、阪神戦が組まれていない平日にも、他局が制作するパ・リーグのナイトゲーム（Aクラス入りをソフトバンク・ロッテと僅差で争っている楽天戦3試合の）中継を条件付きで放送している。
    - 10月3日（火曜日）：ソフトバンク対楽天戦（福岡PayPayドーム）
      - KBCが制作する中継（実況：沖繁義＜KBC＞、解説：藤原満、ベンチリポート：居内陽平＜KBC＞）を、「最大延長21:55」という条件付きで同時ネット。当番組では、試合終了後の21:11まで放送した。

    - 10月5日（木曜日）：楽天対日本ハム戦（楽天モバイルパーク宮城）
      - TBCが制作する中継（実況：林田悟志＜TBC＞、解説：岡本真也、ベンチリポート：玉置佑規＜TBC＞）を、「最大延長21:55」という条件付きで同時ネット。中継自体はHBCを加えた3局ネットで、当番組では『番外編』を雨傘番組に設定していたが、実際には中継を試合終了後の21:26まで放送した。

    - 10月7日（土曜日）：楽天対日本ハム戦（楽天モバイルパーク宮城）
      - TBCが制作する中継（実況：松尾武＜TBC＞、解説：大塚光二、ベンチリポート：飯野雅人＜TBC＞）を、延長オプションを設定せずに21:00までRKBを加えた3局ネットで放送。当番組では『番外編』を雨傘番組に設定していたが、実際には中継の放送を8回裏（楽天の攻撃中）に終了した。

#### 2024年度
- 4月23日（火曜日）・24日（水曜日）のDeNA対阪神ナイトゲーム（横浜）では、試合開始時刻が17:30に設定されていた。当番組では両試合ともニッポン放送制作分中継の裏送りで対応していたが、「夕方もポチっとMラジ」枠内での自社制作番組の放送を優先したため、実際には試合途中の17:54から中継を放送している。これに対して、ABCでは乗り込み方式（TBSラジオの技術協力）で中継を制作していたため、両日とも17:25から完全生中継を実施。
- オリックス主催のパ・リーグ公式戦では、自社制作による京セラドーム大阪開催分のナイトゲーム中継を、阪神戦が最初から組まれていない平日にメインカード扱いで随時放送。実際には、4月25日（木曜日）の対西武戦[注 347]を関西ローカル、8月15日（木曜日）[注 348]の対楽天戦を東北放送との2局ネット、T-岡田・小田裕也（いずれもオリックス外野手）・安達了一（オリックス内野守備走塁コーチ兼内野手）の現役最終試合であった9月24日（火曜日）の対西武戦（京セラドーム大阪におけるオリックスのレギュラーシーズン最終戦）をニッポン放送・STVラジオ・東海ラジオとの4局ネットで中継している[注 349]。ちなみに、いずれの中継でも太田が解説を担当[注 350]。
- セ・パ交流戦期間中の阪神ビジターカードについては、編成上の事情で中継できない日曜日開催のデーゲームを除いて、以下のように対応している。
  - 5月31日（金曜日）からの対ロッテ3連戦（ZOZOマリンスタジアム）
    - 同日の第1戦（ナイトゲーム）と6月1日（土曜日）の第2戦（デーゲーム）を、乗り込み方式（第1戦は文化放送／第2戦はニッポン放送の技術協力）による自社制作で中継。ロッテOBの里崎が当番組で解説していた第2戦では、毎日放送（テレビ）でも、自社制作と鳥谷（阪神とロッテのOB）の解説による生中継を試合開始の直前（13:59）から9回裏の途中（17:00）まで関西ローカルで実施していた[注 351]。なお、ABCでは3試合とも在京民放ラジオ局（第1戦はニッポン放送／第2戦・第3戦は文化放送）からの裏送り向け中継で賄っていた[注 352]。

  - 6月11日（火曜日）からの対オリックス3連戦（京セラドーム大阪でのナイトゲーム）
    - 「MBSラジオ　ドリームウィーク」の前半（6月11 - 13日）に組まれていることもあって、全試合を自社制作で関西ローカル向けに生中継。11日には毎日放送（テレビ）でも、両チームのOBである能見・糸井嘉男（阪神球団のスペシャルアンバサダー）のダブル解説による中継を、試合途中の18:15から20:55まで関西ローカル向けに実施した（試合は20:33にオリックスの完封勝利で終了）。

  - 同月14日（金曜日）からの対ソフトバンク3連戦（みずほPayPayドーム）
    - 「MBSラジオ　ドリームウィーク」の後半（14 - 16日）に組まれていることから、14日の第1戦（18:30開始のナイトゲーム）・15日（土曜日）の第2戦（18:00開始のナイトゲーム）を、乗り込み方式・RKB毎日放送からの技術協力による自社制作で関西ローカル向けに生中継。
- NPBがDeNA対中日戦（横浜スタジアムからのナイトゲーム）以外のカードを組んでいなかった7月11日（木曜日）には、ニッポン放送がNRNナイター向けに制作していたこの試合の中継（解説：谷繁、実況：松本秀夫、リポーター：洗川）の同時ネットで賄った。この試合は17:46に始まったが、MBSラジオでは「夕方もポチっとMラジ」枠を通常どおり編成していたため、18:00（1回裏＝DeNAの攻撃中）からの飛び乗りネット方式で中継を放送した。
- 7月20日（土曜日）にはフレッシュオールスターゲームがウインク球場で18:00から組まれていたが、同球場の所在する兵庫県姫路市が放送対象地域に含まれるMBSラジオでは、同じ時間帯に甲子園球場で開催される阪神対広島ナイトゲーム中継（実況：大村、解説：福留、ベンチリポート：井上雅雄）を自社制作で放送。さらに、ヤクルト対DeNA戦（神宮）を第1予備カード、西武対ソフトバンク戦（ベルーナドーム、いずれも中継をニッポン放送で制作）を第2予備カードに設定した。この日はNPBが他にも一軍公式戦3カードを組んでいたため、フレッシュオールスターゲームのラジオ中継は、2022年以来2年振りに見送られている。
- 8月12日（山の日の振替休日）から東京ドームで組まれていた巨人対阪神3連戦（いずれもナイトゲーム）では、在京民放ラジオ局が制作する中継を同時ネットで放送。13日（火曜日）・14日（水曜日）を通例に沿ってNRNナイター（ニッポン放送制作分中継）の同時ネットで賄う一方で、NRNの非担当日（月曜日）である12日にはラジオ日本制作分の中継（実況：石黒新平、解説：ギャオス内藤）を充てた。12日の中継は当番組への裏送り向けに制作されたため、ラジオ日本では放送されず、ラジオ関西でも当番組との並列放送を実施しなかった。
- 9月6日（金曜日）からのヤクルト対阪神3連戦（神宮）では、以下の事情から、中継の体制が試合ごとに異なっていた。
  - 同日（金曜日＝18:00開始のナイトゲーム）：NRNの非担当日であったため、自社制作で関西ローカル向けに中継（解説：金村義明、実況：金山、ベンチリポート：大村）。
  - 9月7日（土曜日＝同上）：『ニッポン放送ショウアップナイター』（実況：煙山、解説：大矢）の中継を、17:59から同時ネット。この中継はMBSラジオとの2局ネットで、両チームにベンチリポーターを付けていたため、MBSから金山を阪神側のリポーターとして派遣していた。ちなみに、ヤクルト側のベンチリポーターには、ニッポン放送からOBの胡口和雄を充当。
  - 9月8日（日曜日＝17:00開始の薄暮試合）：リンガーハットの単独提供による『リンガーハットスポーツスペシャル　タイガース全力応援宣言　MBSベースボールパーク』として、自社制作で関西ローカル向けに中継（解説：藪、実況：大村、ベンチリポート：金山）。MBSラジオの通常編成では日曜日の17時台にスポンサー付きの事前収録番組が集中していることから、実際には17:59（4回表＝阪神の攻撃中）からの飛び乗り方式で中継した[注 353]。もっとも、試合が19:47で決着したことから、中継を19:55で終了。この日は予備カードを最初から設定していなかったため、19:58以降の時間帯には、スタジオアシスタントの豊永がMBSラジオのスタジオから単独で進行することによって21:00までの中継枠を消化している。
- 9月17日（火曜日）には、阪神戦とオリックス戦が最初から組まれていなかったことを受けて、九州朝日放送（KBC）制作のソフトバンク対日本ハム（福岡PayPayドーム）ナイトゲーム中継（実況：居内陽平＜KBC＞、解説：西村龍次）を「NRNナイター」扱い（予備カード未設定）で放送した[注 354]。

#### 2025年度
- 4月22日からの対DeNA3連戦（横浜）は『YOKOHAMA GIRLS☆FESTIVAL 2025』として実施されたため、イベントの兼ね合いもありプレーボールが通常よりも15分早い17:45に設定。しかしMBSでは編成の都合上、いずれも17:54から放送開始となった。22・23日はLF制作による関西ローカル向けの中継となったが、24日（木曜日）は全国で唯一の試合開催だったこともあり、LF制作裏送りのNRN全国中継をネット（解説:若松勉、リポート:胡口和雄、実況:洗川雄司）した。一方のLF本番は別制作で、17:40から関東ローカル向けに中継（解説:真中満、リポート:大泉健斗、実況:松本秀夫、ゲスト:飯田浩司、垣花正）を行った[注 355]。
- 4月29日からの対中日3連戦（ナゴヤ）はSFとの相互ネットで放送。このうち29日はデーゲームで14:00試合開始も、当該時間帯に『関西12局ラジオ合同特番「KANSAI EXPO RADIO」～繋がろう！ラジオからこんにちは！～』を放送。このため、当番組の放送開始時間が16:00スタートとなり、それまでは中京地区ローカル放送となった[注 356]。
- 5月5日からの対巨人3連戦（東京D）は6・7日はLFとの相互ネットで対応。一方で5日はRF技術協力の下、自社制作した（解説:藪、リポート:金山、実況:川地）[注 357]。
- 5月31日は自社向けには対広島戦のデーゲーム（マツダスタジアム）を自社制作で中継した一方、本来であれば唯一のナイトゲームであるオリックス対西武戦（ほっともっとフィールド神戸）をLFへ裏送りするところであるが、LFはパ・リーグの試合であることや制作委託費用の節減等の理由で中継を見送りスタジオからの番組（MBSにおける制作営業番組に相当）を充当したため、オリックス対西武戦の中継制作を行わなかった。また、6月13日から15日のオリックス対巨人戦（京セラドーム大阪）についても、当番組では阪神戦（対楽天戦のビジター）の予備も含めた中継体制を敷かず（金曜ナイターだった13日はRKB制作のソフトバンク対DeNA戦を予備に充当）、スペシャルウィークの関係で乗り込みを行ったLFへの技術協力のみにとどまった。
- 7月5日からの対DeNA3連戦（横浜）は、いずれもスタッフ乗り込みによる自社制作を行った一方、7月8日からの対広島3連戦（マツダ）はRCCとの相互ネットとなった[注 358]。8日・9日は関西及び中国地区ローカル放送だったが、10日はLFを含むNRN全国ネットとなった。
- 8月16日（土曜日）の対巨人戦デーゲーム（東京ドーム）は、通常であればLFからの裏送りになるところであったが、「長嶋茂雄終身名誉監督追悼試合」として行われたことからLF自社も急遽中継することになり局間ネットとなった。LFは13:30中継開始で試合前セレモニーから放送したのに対して、MBSは編成の都合上通常のデーゲーム中継同様に13:50開始であった。その一方でLFは定時番組優先のため16:00で中継を打ち切るものの、MBSではそれ以降も裏送りで試合終了まで中継された。
  - LFはその後でRCCから広島対ヤクルト戦のナイターをネットしたが、MBSが中継しないことやNRNナイターの本番カードを兼ねていたことから、ABCが高校野球の関係で前述デーゲームを中継できなかった代替としてネットしていた。このため、LF視点ではデーゲームとナイターで関西とのネット関係が入れ替わることになった。

#### 新型コロナウイルスへの感染拡大に伴う対応

##### 2020年度
- NPBが新型コロナウイルス感染拡大の影響でレギュラーシーズンの開幕を3月20日（金曜日・春分の日）から6月19日（金曜日）にまで延期したことに伴って、MBSラジオでは以下のように、開幕まで異例の対応を余儀なくされた。
  - 当番組のメインカードである阪神戦については、開幕カードとして、3月20日から神宮球場でヤクルトとの3連戦（いずれも13:00開始予定のデーゲーム）を予定。MBSラジオでは、例年と違って、編成上の事情から同日の開幕戦（実況：仙田、解説：金村義明）のみ中継することを計画していた[注 359]。
  - 3月24日（火曜日）以降のナイターイン編成では、本来であれば火 - 金曜日にナイトゲームを中継する時間帯で、以下の自社制作番組を開幕の前日（6月18日＝木曜日）まで放送している。
    - 火 - 木曜日には、この年から中継の後座番組として編成された『市川いずみのベースボールパークEXトラ!』の放送枠を、4月9日（木曜日）まで20:00 - 21:50に拡大。市川（3月31日 - 4月2日のみ狩野）がメインパーソナリティを務めたほか、MBSのスポーツアナウンサーを日替わりでパートナーに迎えていた。同月14日（火曜日）以降は、本来の時間帯（21:00 - 21:50）に市川単独（または市川・狩野）の出演で生放送。
    - 火・水曜日の18・19時台には、『MBSラジオなにわ演芸荘』（新型コロナウイルス感染拡大の影響で活動の縮小を余儀なくされている落語家・芸人・アーティストに持ちネタや持ち歌を披露する場を提供する目的で編成された生放送番組）などの特別番組を編成。4月14日から22日までは、放送枠を20時台にも拡大していた。
    - 木曜日の18・19時台には、『石田英司のプカプカ気分』（2019年度のナイターオフ編成で20:00 - 22:00に放送されていた音楽番組）を、放送枠のスライド扱いで継続。『市川いずみのベースボールパークEXトラ!』が本来の放送枠へ移行したことを機に、4月16日・23日には、『前田智宏のお天気散歩』をフロート番組扱いで20:00 - 21:00に編成した。

  - NRNナイター参加局の大半は、2019年度のナイターオフ編成で、『ザ・フォーカス』（LF制作の報道系生ワイド番組）のネット受けを実施。この番組がNRNナイターの代替扱いで放送期間を延長したため、ネット受けを継続している。MBSでは2019年度のナイターオフ期間からネット受けを見送ってきたが、新型コロナウイルス感染拡大防止策の一環でテレビ・ラジオとも番組制作体制を暫定的に縮小していることなどを背景に、4月28日（火曜日）から5月21日（木曜日）まで火 - 木曜分を18:00 - 20:56に放送[注 360]。
    - 本来はNRNナイターを担当しない金曜日には、雨傘番組としての編成を想定していた『MBSベースボールパーク番外編』を、4月24日まで18:00 - 20:56にレギュラーで生放送（20:56 - 21:00には2019年度のナイターオフ期間に続いて『MBSニュース』『お天気のお知らせ』を編成）。5月1日以降は、『MBSニュース』『お天気のお知らせ』の編成を続けながら、木曜日から『石田英司のプカプカ気分』『前田智宏のお天気散歩』の放送枠を移動させた（『プカプカ気分』は放送枠の完全スライド・『お天気散歩』は4分短縮で6月12日まで放送）。

  - 『番外編』については、4月第4週まで金・日曜の週2日生放送を続けていたが、同月最終週（26日）から放送枠を日曜日の17:59 - 21:00にいったん集約。5月21日で『ザ・フォーカス』のネット受けを終了することに伴って、翌週（同月26日）から開幕前日（6月18日）までの火 - 木曜日18:00 - 21:00には、『番外編』を充てるか、自社制作による特別番組（『金村義明のええかげんにせぇ～!』や前述の『なにわ演芸荘』など）を編成した。ちなみに、この期間の『番外編』では、野球以外のスポーツから新旧のアスリートを日替わりで1名ずつゲストに迎えていた。
    - 日曜日の『番外編』では、上記の事情を踏まえて、5月3日・10日に「タイガースレジェンドゲーム」（全編事前収録の特別企画）を18:00 - 20:58に放送（生放送の場合に内包する『MBSニュース』を単独番組として20:58 - 21:00に編成）。『タイガースナイター』時代の2003年・2005年に放送した阪神のセ・リーグ優勝決定試合をテーマに、当該試合とMBSに関係する人物の証言を交えながら、（監督の胴上げシーンを含む）実況やヒーローインタビューを収録した音源の一部を再生していた。両日とも、亀山と赤木がスタジオでの進行を担当[34]。実況音源の再生後に安藤と金本への電話インタビューを放送したほか、放送終了後（3日放送分は終了直後の21:00、10日放送分は翌11日の18:00）から、MBSラジオのYouTube公式チャンネルで、CMを除く全編の音源を配信している。さらに、下記以外の「タイガースレジェンドゲーム」の再放送を視野に、中継の音源を改めて放送して欲しい試合のリクエストをリスナーから受け付けている。
      - 5月3日：2003年9月15日放送の阪神対広島戦（甲子園球場のデーゲーム）[注 361]・関西ローカル向け中継（解説：安藤統男・遠山奬志＜遠山は「トラ番ゲスト」として出演＞、実況：結城哲郎＜当時はMBSアナウンサー＞、阪神側ベンチリポート：唐渡吉則）
        - 奇しくもこの試合では、安藤が始球式に登場してから中継に合流。次戦（翌16日の阪神対広島戦）のラジオ中継の実況が決まっていた赤木は、阪神の優勝が決まらない場合に備えて、ラジオ放送席でスコアラーを務めていた。
        - 電話でインタビューに出演した金本は、国内FA権の行使によって、2003年に広島から阪神へ移籍。この試合には、阪神の「3番・左翼手」としてフル出場を果たしていた。

      - 5月10日：2005年9月29日放送の阪神対巨人戦（甲子園球場のナイトゲーム）・NRNナイター向け中継[注 362]（解説：安藤・亀山、実況：赤木、ベンチリポート：近藤＜阪神側＞、胡口和雄＜LF＝巨人側＞）
        - 電話でインタビューに出演した金本は、阪神の「4番・左翼手」としてこの試合にフル出場。9回表2死の守備でウイニングボール（阿部慎之助が放った飛球）を捕っていた。

  - ちなみにNPBは、レギュラーシーズンの開幕日再設定に伴って、開幕の直前（6月2日 - 14日）に一・二軍の練習試合を編成。MBSラジオでは、6月3日（水曜日）の阪神対広島一軍デーゲーム（甲子園）を、当初『番外編』の編成を予定していた放送枠（18:00 - 21:00）に録音中継方式で急遽放送した（解説兼フィールドキャスター：狩野、実況：仙田、阪神側ベンチリポート：三ツ廣政輝）[35][注 363]。
    - 当番組では、開幕日の再設定に合わせて、新型コロナウイルスへの感染拡大に立ち向かう医療・介護従事者や、再設定に尽力した関係者への謝意を込めたスペシャルジングルを制作。「クラップ・フォー・ケアラーズ」（Clap for Carers[注 364]）と連動したジングルで、MBSラジオの野球解説者が、上記の人々やリスナーへ向けて個別にメッセージを伝えていた。

  - オリックス戦については、6月19 - 21日の開幕カードを京セラドームでの楽天3連戦に設定。以降は、7月7日 - 9日の対日本ハム3連戦で京セラドームを使用するまでの4カードを、関西以外の地方でビジターゲームとして開催した。ただし、開幕カードではABCがTBCへの裏送り向けに中継を制作したため、MBSでは7月7日の対日本ハム戦から主にビジター地元局への裏送りで中継。前年限りで解説を勇退した安藤・遠山に代わって、金村・藪が裏送り向けの解説陣に加わった。
    - 阪神戦が最初から組まれていない9月24日（木曜日）には、ソフトバンク対オリックスのナイトゲームがPayPayドームで開催される[注 365] にもかかわらず、LFがNRNナイター向けに制作して裏送りした西武対日本ハムのナイトゲーム中継（メットライフドーム＝解説：里崎、実況：清水久嗣＜LF＞）[注 366] をメインカード扱いで放送した。

  - レギュラーシーズン中で阪神のデーゲームと（オリックスを含む）他球団のナイトゲームが組まれている土曜日には、前年に続いて阪神のデーゲームを中継する一方で、ナイトゲーム中継の基本枠を原則として自社制作番組（『豊永真琴のMBSミュージックパーク 延長スペシャル』など）や特別番組の放送に充てていた。
- 例年はナイターオフ編成に入っている10月第1週以降のレギュラーシーズンの対応については前述。この年は東京オリンピックの開催を前提に、2012年以降当該期間（7月）に組まれていた都市対抗野球大会を、東京ドームで11月22日から12月3日まで実施することがあらかじめ決まっていた。しかし、新型コロナウイルス感染拡大の影響による東京オリンピック開催とNPBレギュラーシーズン開幕の延期に伴って、日本シリーズと都市対抗野球大会の期間が重複。さらに、東京ドームを本拠地に使用する巨人には、同ドームでの対阪神戦に勝利した9月15日からセ・リーグの優勝マジックが点灯していた。NPBでは以上の事態を踏まえて、巨人がセ・リーグ優勝を経て日本シリーズへ出場した場合のセ・リーグ側ホームゲーム（第1・2・6・7戦）の会場を、10月5日の理事会で検討。その結果、本来なら東京ドームを使用するセ・リーグ側のホームゲーム全試合を、京セラドーム大阪で開催すること[注 367] を決定した[36]。結局、10月29日にはオリックスのパ・リーグ最下位が確定。さらに、翌30日に巨人のセ・リーグ2連覇が決まったため、日本シリーズにおけるセ・リーグ側ホームゲームの会場が京セラドーム大阪で確定した。
  - 日本シリーズ自体は、パ・リーグ優勝のソフトバンクがクライマックス・パも突破したため、前年に続いて巨人とソフトバンクが対戦。当番組では、セ・リーグ側のホームゲーム（第1・2戦＝京セラドーム大阪でのナイトゲーム）でLF制作分中継、パ・リーグ側のホームゲーム（第3・4戦＝PayPayドームでのナイトゲーム）でKBC制作分中継をネット受けで放送した[注 368]。また、セ・リーグ側のホームゲームでは、RKB毎日放送による北部九州ローカル向けの中継で技術協力を実施している。
    - ちなみに、阪神対巨人戦が甲子園球場・オリックス対楽天戦が京セラドーム大阪（いずれもデーゲーム）で開催された10月3日（土曜日）には、本来ならMBSのスポーツアナウンサーが充てられるオリックス戦の報道素材向け実況・予備待機要員として、LFから大泉健斗が京セラドームに派遣されていた[注 369]。MBSがテレビ・ラジオとも阪神対巨人戦を中継していて、中継やラジオのスタジオ待機要員に総勢6名のスポーツアナウンサー[注 370] を充てていたことなどによる。
      - 阪神対巨人戦のラジオ中継については、LFも2局ネットで放送したほか、SFもDeNA対中日戦（QR制作の裏送り）中継[注 371] の予備カードとして設定[注 372]。オリックス対楽天戦の報道素材向け実況には、MBSの太田が解説者として同席した。

    - MBSでは上記の事情から、2020年度のナイターオフ編成開始日を、例年より遅く12月1日（火曜日）に設定。『ベースボールパークEXトラ!』は、阪神のレギュラーシーズン最終戦当日（11月11日）で2020年シーズンの放送を終了した。翌12日から日本シリーズ第1戦前日（同月27日）までの期間には、CSで唯一開催されるクライマックス・パ中継のネット受けを実施せず、「MBSナイトポケット」名義の特別番組（同月17 - 20日）や『番外編』などをナイトゲーム中継の基本放送枠と『ベースボールパークEXトラ!』の放送枠に編成。前年に続いて日本シリーズが第4戦で決着したため、第5戦を予定していた11月26日（木曜日）と、第7戦が組まれていた29日（日曜日）にも『番外編』を急遽放送した。

##### 2021年度
- NPBでは、レギュラーシーズン開幕日から4月17日までの期間に関東圏の一部（東京都・神奈川県・埼玉県・千葉県）の球場で組まれていたナイトゲームの開始時間（例年は基本として18:00）を、17時台後半（17:30または17:45）へ繰り上げることを開幕直前の3月22日に決定した。新型コロナウイルスへの感染拡大防止策の一環としての決定で、当番組のメインカードである阪神戦では、ヤクルトとの開幕戦と4月9日の対DeNA戦（横浜）が該当。巨人は、東京ドームで主催する阪神とのナイトゲームについても、22日（木曜日）開催分まで上記と同様の繰り上げ措置を独自に実施した。このような事情から、MBSでは以下のように対応した。
  - 3月26日（金曜日）の対ヤクルト戦（神宮＝試合開始時刻を当初予定の18:00から17:30に繰り上げ）
    - 『ECCスポーツスペシャル』（ECCの単独提供番組）として、MBSの自社制作で中継（実況：金山、解説：金村、フィールドキャスター：狩野）。ただし、編成上の事情[注 373] で、実際には試合途中の17:55から中継を開始した[注 374]。

  - 4月9日（金曜日）の対DeNA戦（横浜＝試合開始時刻を当初予定の18:00から17:45に繰り上げ）。
    - 2018年のJRNナイター廃止後では初めて、TBSラジオの制作による裏送り向けの中継（実況：南波雅俊＜TBS＞[注 375]、解説：槙原寛己、阪神側ベンチリポート：喜入友浩＜TBS＞）を、CBCラジオとの2局ネット[注 376][注 377] で放送。MBSでは『もうすぐベースボールパーク』を編成せず、試合開始時刻の17:45から中継を開始した後に、1回表（阪神の攻撃）が終了したタイミングでMBSのスタジオから豊永が担当アナウンサー・提供クレジットなどのアナウンスを入れた（CBCでは通常編成と同様に17:57から放送）。なお、他球場での試合速報には、JRN仕様のチャイムを使用。予備カードには、自社からHBC向けに裏送りで制作するオリックス対日本ハム戦（京セラドーム大阪で18:00に開始）中継（実況：赤木、解説：亀山）を充てた（CBCでの対応は非公表）。

  - 4月20日（火曜日）からの対巨人3連戦（東京ドーム＝試合開始時刻を当初予定の18:00から17:45に繰り上げ）
    - 3日間とも、LFがNRNナイター向けに制作する中継をネット受け。9日の対DeNA戦と同様に、試合開始時刻の17:45から、中継の放送を開始した（MBS側のスタジオアシスタントは江間）。

  - さらに、東京ドームと神宮球場が所在する東京都には4月9日から、横浜スタジアムが所在する神奈川県・バンテリンドーム ナゴヤが所在する愛知県には同月16日から、新型インフルエンザ等対策特別措置法に基づく蔓延防止等重点措置や緊急事態宣言が6月20日（日曜日）まで適用されていた。期間中には4月27日（火曜日）・28日（水曜日）にバンテリンドームで中日対阪神戦、5月7日（金曜日）に横浜スタジアムでDeNA対阪神戦、5月14日（金曜日）・15日（土曜日）に東京ドームで巨人対阪神戦（いずれもナイトゲーム）が開幕前から組まれていたが、いずれの試合も以下のように開始時刻が繰り上げられたため、当番組では以下のように対応している。
    - 4月27日（火曜日）・28日（水曜日）の対中日戦（バンテリンドーム＝試合開始時刻を当初予定の18:00から17:45に繰り上げ）
      - 2日間とも、SF制作分の中継を2局ネットで放送。試合開始時刻の17:45から、中継の放送を開始した。

    - 5月3日（月曜日・憲法記念日）から組まれていた対ヤクルト3連戦（神宮）では、同日開催分のナイトゲームで開始時刻の繰り上げ（18:00→17:30）を予定していたが、緊急事態宣言の発出に伴って開催自体を宣言解除後にまで延期[注 378]。4日（火曜日・みどりの日）と5日（水曜日・こどもの日）に組まれているデーゲームについては、いずれも無観客での開催に変更されたが、当番組ではMBSの自社制作で中継している（4日は実況：井上雅雄・解説：谷繁、5日は実況：金山・解説：金村）[注 379]。金曜以外の平日に神宮球場の対ヤクルト戦を自社制作で中継する事例は、ナイトゲームを含めても2017年以来4年振りである。
    - 5月7日（金曜日）の対DeNA戦（横浜＝試合開始時刻を当初予定の18:00から17:45に繰り上げ）
      - TBSが裏送り向けに制作した中継（実況：南波、解説：田淵幸一、阪神側ベンチリポート：喜入）を、CBCとの2局ネット[注 380] で放送。中継の体制と他球場の速報チャイムは4月9日と同じであったが、CBCでの放送が始まった17:57以降は、南波が他球場の速報を「MBS・CBCプロ野球速報」という呼称で伝えていた。また、RKBが制作するソフトバンク対西武戦中継（福岡PayPayドーム）を、予備カードに設定している。
        - 5月8日（土曜日）開催分のデーゲームでは、中継の制作をLFに委託する一方で、MBSから亀山を派遣[注 381]。実況：洗川雄司＜LF＞、解説：亀山、阪神側ベンチリポート：大泉健斗＜LF＞という陣容で放送した。

    - 5月14日（金曜日）・15日（土曜日）の対巨人戦（東京ドーム＝試合開始時刻を当初予定の18:00から17:45に繰り上げ）
      - 14日は非NRN担当日であることから、RF制作の『ラジオ日本ジャイアンツナイター』（実況：矢田雄二郎＜RF＞、解説：西山、ベンチリポート：斎藤一平＜フリーアナウンサー＞、同局では17:40から中継）を、試合開始時刻の17:45からネット受け。17:59以降は、CRKと並列で放送された。
      - 15日には、LF制作分中継（実況：小永井一歩＜LF＞、解説：里崎、ベンチリポート：師岡正雄＜LF＞）の2局ネットで対応。ただし、MBSでは2020年4月改編から『MBSこども音楽コンクール』（事前収録によるスポンサー付き番組）を毎週土曜日の17:45 - 17:59に編成している関係で、実際には試合途中の17:59から中継を放送していた。
        - 5月29日（土曜日）の西武対阪神ナイトゲーム（メットライフドーム）も試合開始時刻が17:45に設定されていたが、同様の事情から、LF制作分中継（前述）のネット受けを17:59から始めている。

    - 東京都と愛知県に対する緊急事態宣言が6月20日でいったん解除されてからも、神宮球場のヤクルト主催ナイトゲームでは17:30、バンテリンドームでの中日主催ナイトゲームでは17:45を開始時刻に定めている。このような事情から、上記に該当するカードの中継では、22日（火曜日）の中日対阪神戦以降も17:45からの放送を続けている。
- 5月21日（金曜日）・22日（土曜日）には、マツダスタジアムから広島対阪神戦を自社制作で中継する予定だった（21日はナイトゲーム、22日はデーゲームでMBSテレビでも関西ローカル向けに中継[注 382]）。22日開催分では当番組の中継（実況：金山、解説：亀山）をテレビの副音声でも流す体制を組んでいたが、広島の一軍遠征に帯同していた球団関係者から（20日の時点で出場登録選手や一軍のコーチを含む）10人に新型コロナウイルスへの感染が確認されたことを受けて、NPBと主催球団の広島では（当番組で中継しない23日のデーゲームを含めた）阪神との3連戦を延期することを21日に決定（延期後の日程は未定）。この措置を受けて、MBSラジオでは21日に予備カード（CBCの制作によるバンテリンドーム ナゴヤの中日対巨人戦中継）の昇格、22日に『豊永真琴のMBSミュージックパーク』の通常放送で対応している。
  - セ・パ交流戦当初の日程では17日（木曜日）が阪神戦の最終予備日に設定されていたが、阪神が13日の対楽天戦で交流戦の全日程を終了したため、17日のナイトゲーム中継基本枠には『番外編』を編成している。

##### 2022年度
- 4月7日（木曜日）に阪神対DeNAのナイトゲーム中継（甲子園）を自社制作で予定していたが、DeNAの一軍に帯同していた選手・コーチ・スタッフに新型コロナウイルスへの感染が相次いで判明したことを受けて、主催球団の阪神はNPBなどと協議の末に試合の中止を決定。当番組では、第1予備カードに設定していた広島対巨人ナイトゲーム（マツダ）中継（RCCがNRNナイター向けに制作）を本番カードに昇格させることで対応した[注 383]。
  - 阪神対DeNA戦が開催された場合には、前年にロッテで現役を引退したばかりの鳥谷敬（元・阪神内野手）が（狩野とのダブル解説扱いの）ゲスト解説者として当番組へ初めて出演することになっていた。阪神主催の公式戦が新型コロナウイルス感染拡大の影響で中止された事例はこの試合が球団史上初めてで、当番組における鳥谷の解説者デビューは、4月27日の阪神対中日ナイトゲーム（甲子園）中継[注 384] にまで持ち越されている。
- 7月9日（土曜日）・10日（日曜日）には、8日（金曜日）に続いてヤクルト対阪神のナイトゲームが神宮球場で組まれていたため、当番組では9日開催分をLF制作分中継の2局ネット、10日開催分をLF制作分中継の裏送りで賄うことを予定していた。しかし、ヤクルトから（一軍監督の高津臣吾・一軍投手コーチの石井弘寿・8日開催分のナイトゲームに出場していた選手の一部を含む）14名の感染が9日に判明したため、当日に予定されていたナイトゲームの開催を急遽取り消し[37]。当番組では予備カードを一切設定していなかったため[注 385]、雨傘番組として組み込んでいた『豊永真琴のMBSミュージックパーク 延長スペシャル』（自社制作番組）の生放送に変更している[注 386]。さらにヤクルトでは、一軍のコーチ陣と（8日のナイトゲームに出場していた）選手とから新たに6名の感染が10日の午前中に判明したことを受けて、当日のナイトゲームの開催も取り消す措置を講じた[38]。この措置によって、当番組で10日に予定していたLF制作分中継の裏送りも消滅した。
  - 10日（日曜日）は第26回参議院議員通常選挙の投・開票日で、MBSラジオでは毎日放送（テレビ放送事業との兼営）時代からの通例に沿って、自社制作・JRN加盟各局の協力・生放送による開票関連の報道特別番組『厳選!選挙ジャーナル』を21:00から編成。通常は当番組を担当している毎日放送のスポーツアナウンサーから、金山がキャスター陣の一翼を担った。
    - 当日にヤクルト対阪神のナイトゲーム[注 387] が開催される場合には、17:59から上記中継の放送を始めた後に、試合の展開にかかわらず放送を21:00までに終了ことを決めていた。その一方で、NPBでは当初からヤクルト対阪神戦以外のカードをナイトゲームとして組んでいなかったため、当番組では予備カード抜きで『番外編』を雨傘番組に設定。結局、上記の事情で試合の開催が取り消されたことを受けて、MBSラジオでは『番外編』を21:00まで放送した後に『厳選!選挙ジャーナル』へ直結する編成に切り替えた。
- 8月13日（土曜日）に京セラドームから自社制作で中継した阪神対中日のナイトゲーム（解説：藪、リポーター：三ツ廣）では、金山による実況がラジオ番組表などで告知されていた。しかし、10日（水曜日）に金山の新型コロナウイルス感染が確認されたこと[39] を受けて、実況担当のアナウンサーを近藤亨に変更。中継自体もCBCラジオとの2局ネットを予定していたが、LFが本番カード扱いで中継を編成していたヤクルト対DeNA戦（神宮）が令和4年台風第8号接近の影響で中止されたため、実際には同局を加えた3局ネットで放送された[注 388]。なお、金山は所轄の保健所から定められた療養とPCR検査での陰性反応を経て、21日（日曜日）の『番外編』から（テレビを含めた）生放送番組への出演を再開。